# 国立病院機構
独立行政法人国立病院機構（こくりつびょういんきこう、英: National Hospital Organization, 略称：NHO）は、厚生労働省が所管する独立行政法人。全国で140の病院を運営する、日本最大の病院グループである。
合計病床数約52,000床の病院と看護学校、助産学校など付属施設を有する。職員数は約62,000人で本部は東京都目黒区東が丘に所在する。全国6地区にグループ事務所を設置する。
2004年4月1日に、厚生労働省が所管する施設等機関の国立病院、国立療養所（国立高度専門医療センターと国立療養所のうち国立ハンセン病療養所を除く）を後継して、特定独立行政法人（公務員型）として発足した。全19分野の政策医療の実施を業務内容とし、医療業務のほか、医療に関する調査・研究ならびに医療技術者の育成などを目的に運営する。
2015年4月1日に中期目標管理法人へ移行して職員は非公務員となる。

## 設立経緯
機構は、医療の提供、医療に関する調査及び研究並びに技術者の研修等の業務を行うことにより、国民の健康に重大な影響のある疾病に関する医療その他の医療であって、国の医療政策として機構が担うべきものの向上を図り、もって公衆衛生の向上及び増進に寄与することを目的とする。（独立行政法人国立病院機構法第3条）

国立病院機構の施設の多くは、明治時代から太平洋戦争（大東亜戦争）期までに開設された陸海軍病院、傷痍軍人・傷病軍人療養所といった軍の直営施設、また各地の結核療養所といった実質的に政府の支配下（日本医療団など）にあった施設が、戦後、国立病院や国立療養所を経て、現在の体制になったものである。戦後は、GHQによる軍組織の解体により軍事的な役割は一掃されたが、現在の国立病院機構は、重要影響事態の際には、有事法制に基づく国民保護などの拠点ともなる。
国立病院から国立病院機構への移行時には、厚生省OBらが設立した民間企業「保健医療ビジネス」が、駐車場管理や売店・食堂、エレベーター設備の点検などの業務を独占的に受注していたことが報じられた。国立病院も、厚生省所管の財団法人である厚生共済会による独占的な受注が問題になったが、独立行政法人化によって病院の現役職員の雇用条件が切り詰められる一方でOBの不当利権が受け継がれていると非難された。
2014年度までは、職員の身分が国家公務員である特定独立行政法人であったが、2010年4月23日の事業仕分けで非公務員化の方針が採られ、2014年6月に成立した独立行政法人通則法の一部を改正する法律の施行に伴う関係法律の整備に関する法律（平成26年法律第67号）で独立行政法人の区分が変更され、2015年（平成27年）4月1日に中期目標管理法人（非公務員型）へ移行し、職員は非公務員となった。

## 沿革
- 2004年4月 - 従来の国立病院、国立療養所が特定独立行政法人（公務員型）へ移行して独立行政法人国立病院機構となる。
- 2015年4月 - 中期目標管理法人（非公務員型）に移行。職員の身分が非公務員となる。

## 施設一覧

### 北海道東北グループ
- 北海道がんセンター（北海道札幌市白石区）
- 北海道医療センター（札幌市西区）
- 函館医療センター（北海道函館市）
- 旭川医療センター（北海道旭川市）
- 帯広病院（北海道帯広市）
- 弘前総合医療センター（青森県弘前市）
- 八戸病院（青森県八戸市）
- 青森病院（青森県青森市）
- 盛岡医療センター（岩手県盛岡市）
- 花巻病院（岩手県花巻市）
- 岩手病院（岩手県一関市）
- 釜石病院（岩手県釜石市）
- 仙台医療センター（宮城県仙台市宮城野区）- 北海道東北グループ事務所所在地
- 仙台西多賀病院（仙台市太白区）
- 宮城病院（宮城県亘理郡山元町）
- あきた病院（秋田県由利本荘市）
- 山形病院（山形県山形市）
- 米沢病院（山形県米沢市）
- 福島病院（福島県須賀川市）
- いわき病院（福島県いわき市）

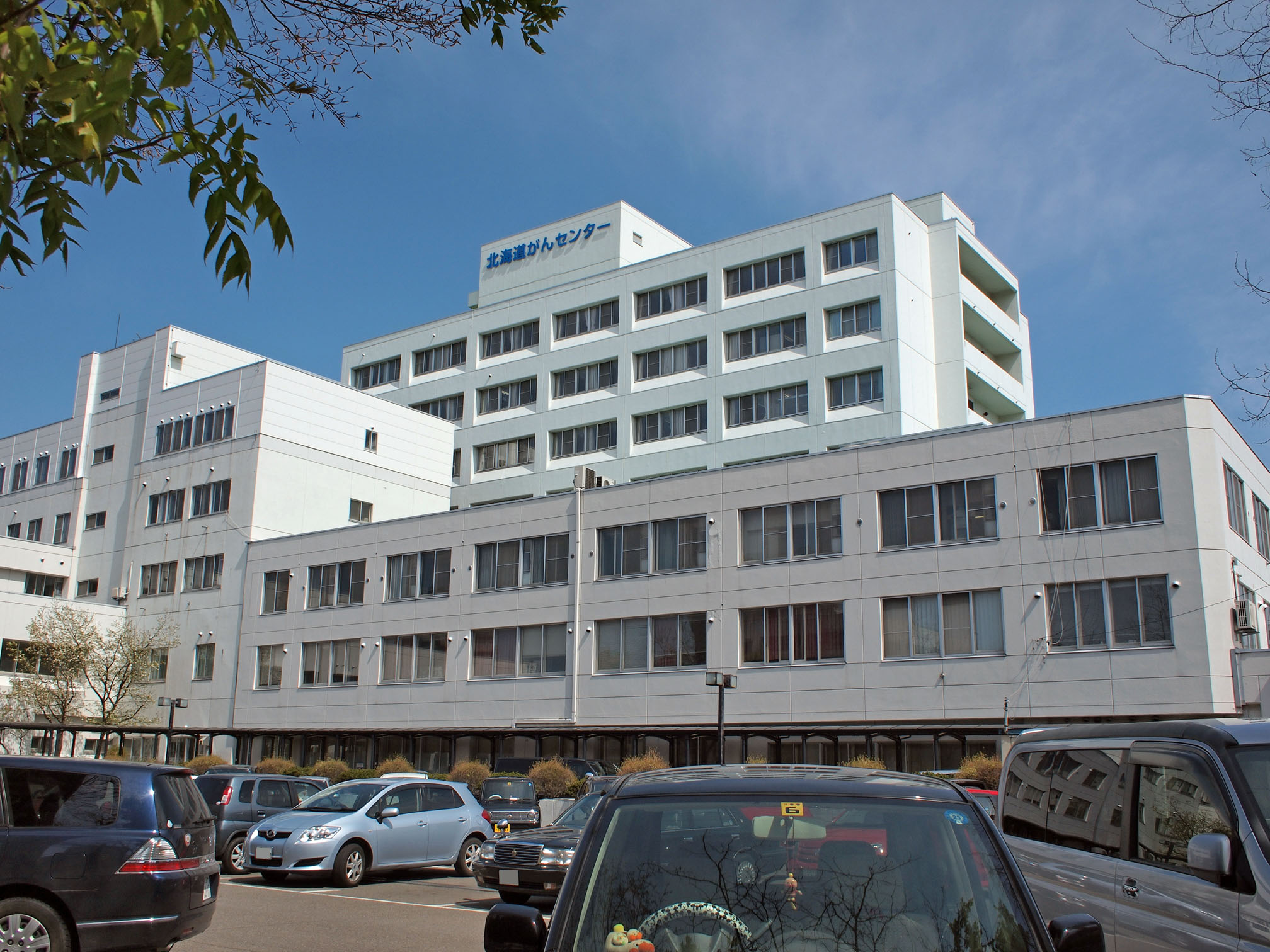
北海道がんセンター
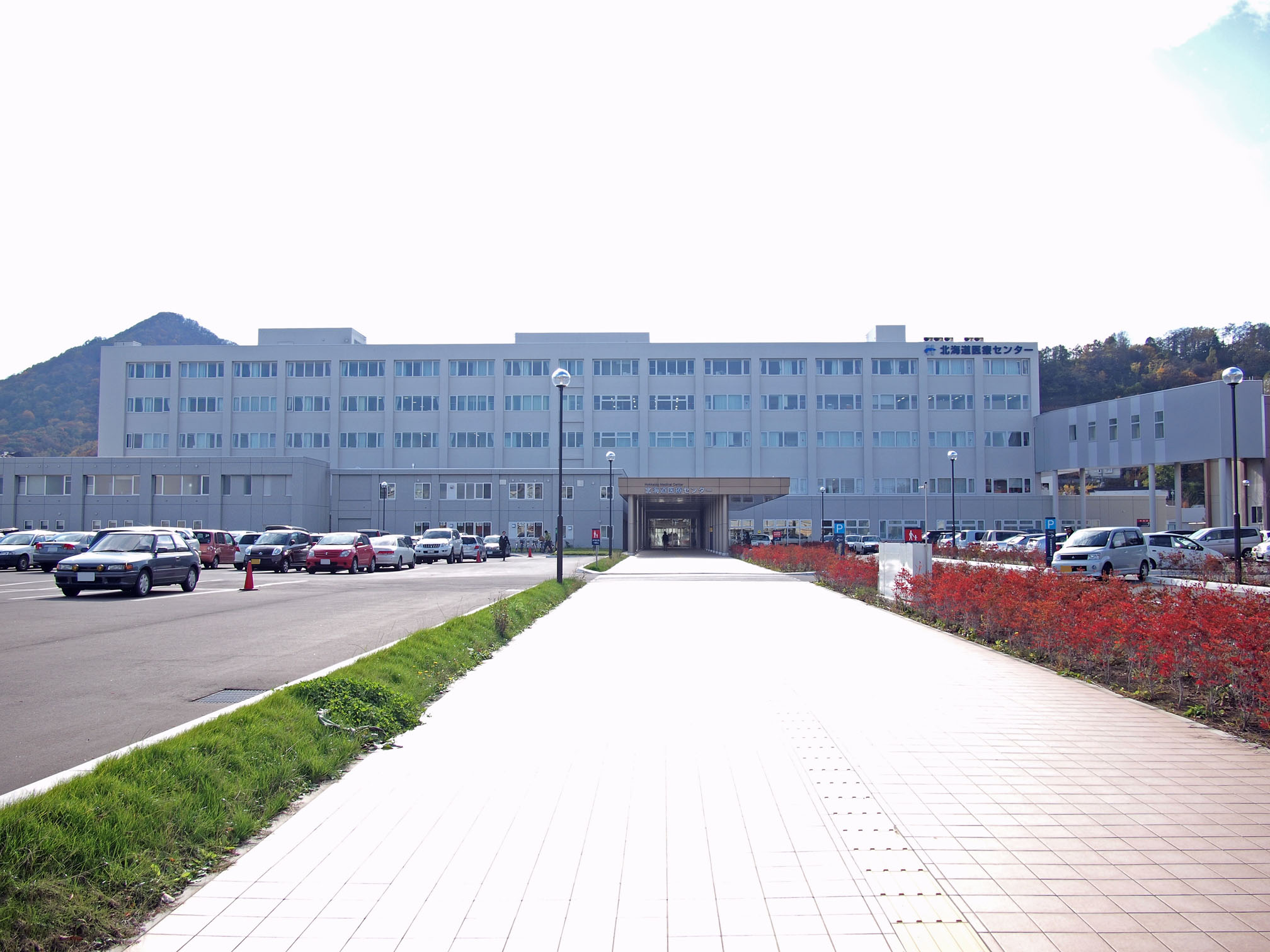
北海道医療センター
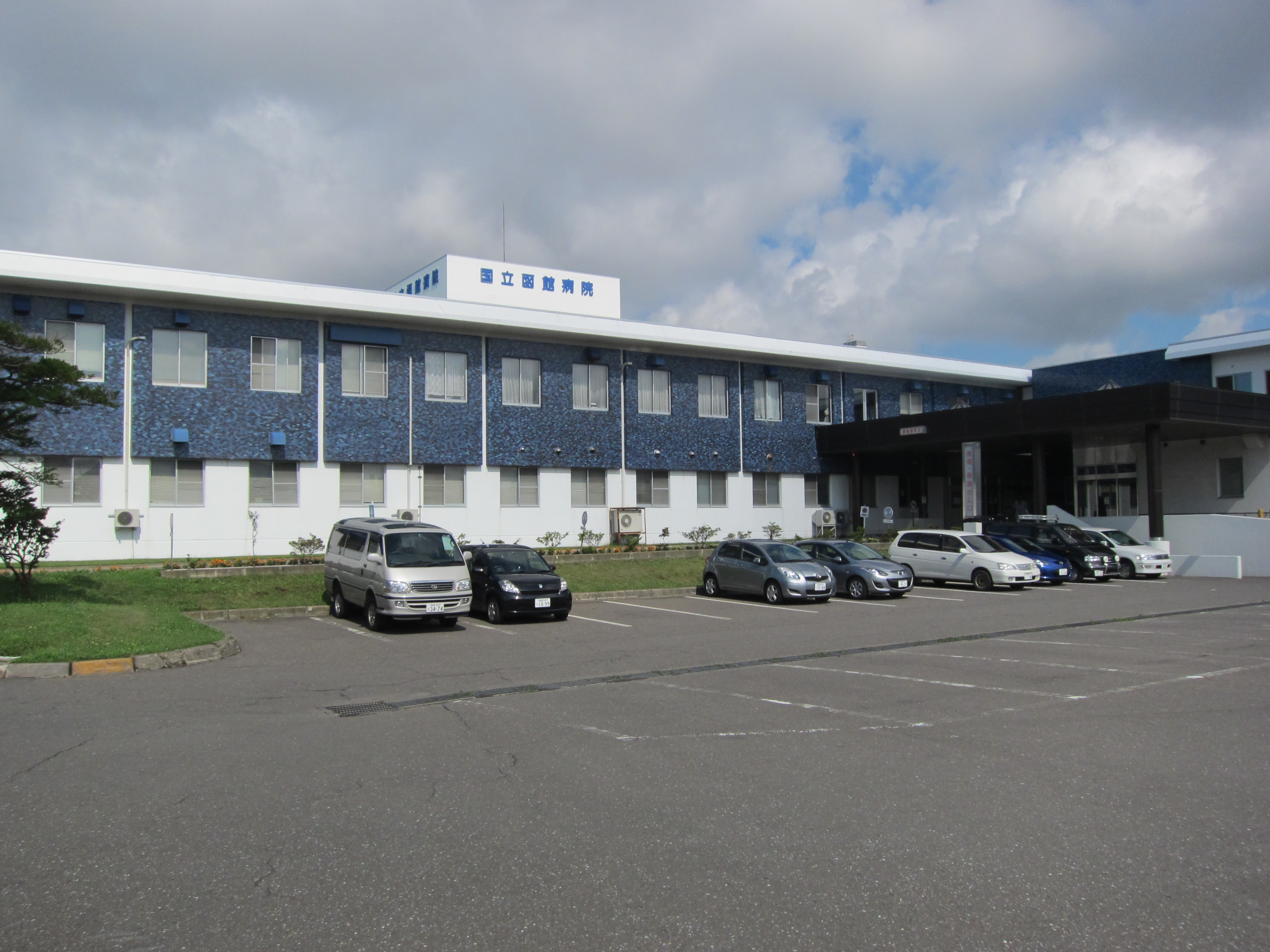
函館病院
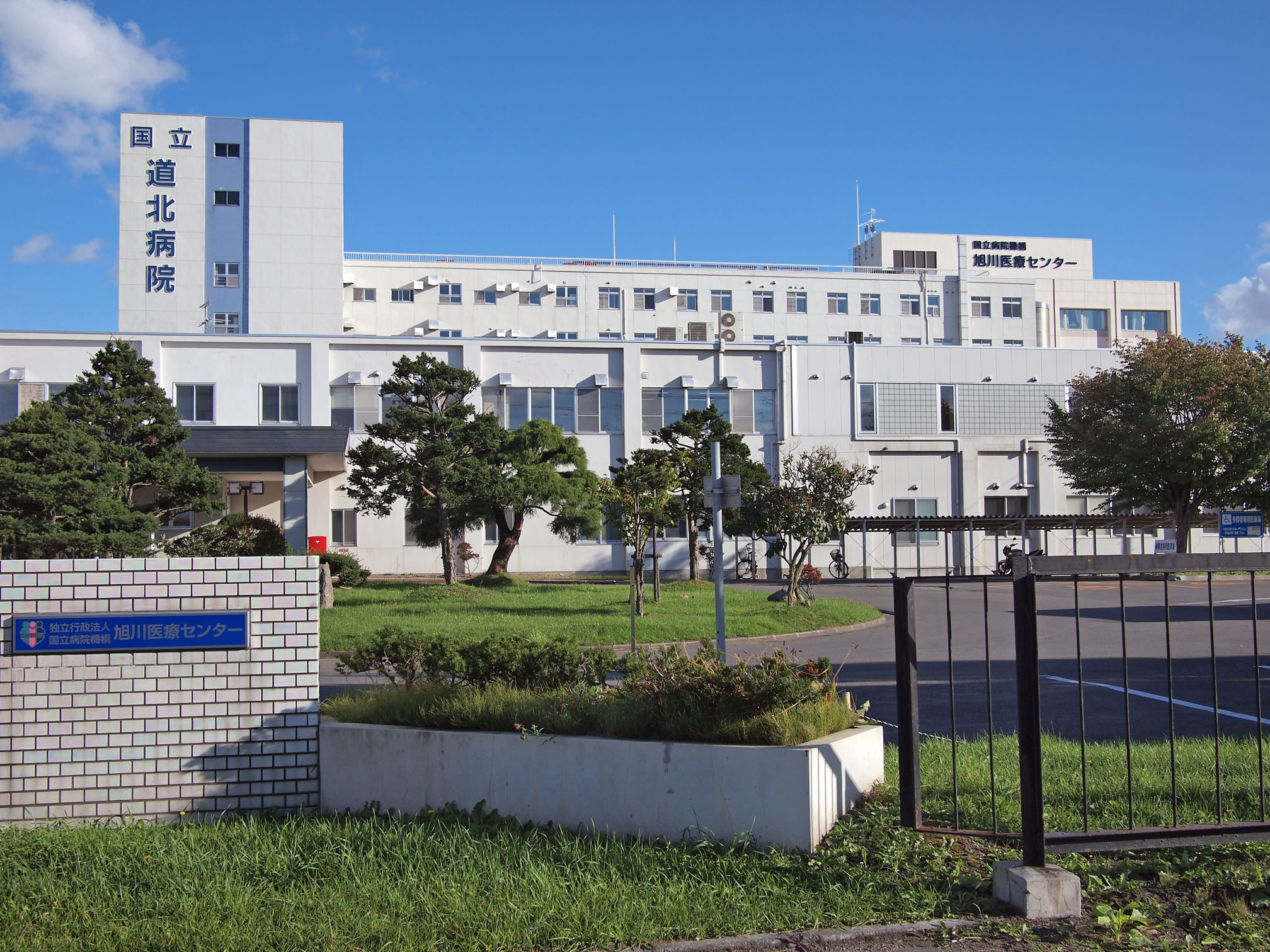
旭川医療センター
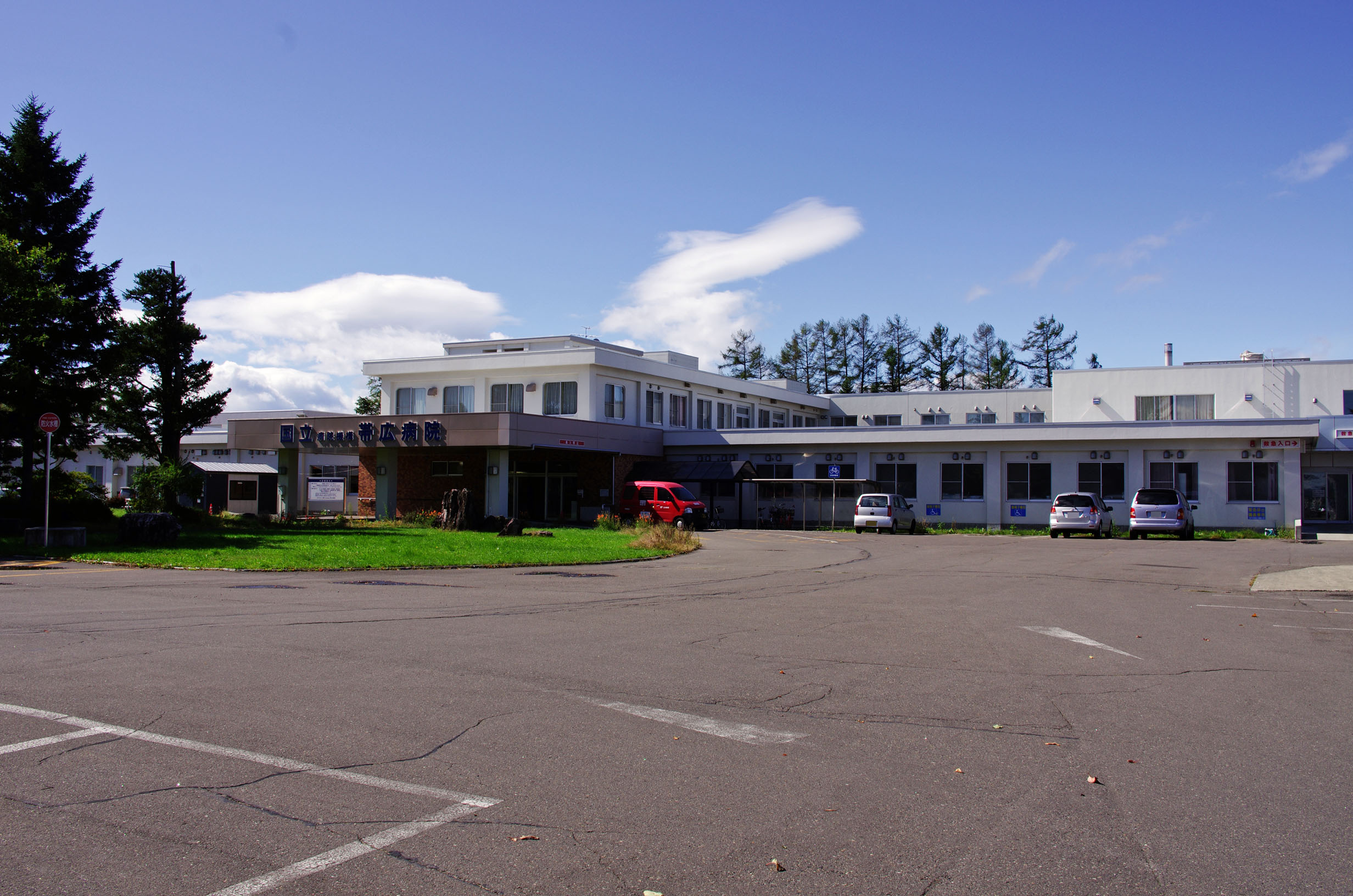
帯広病院
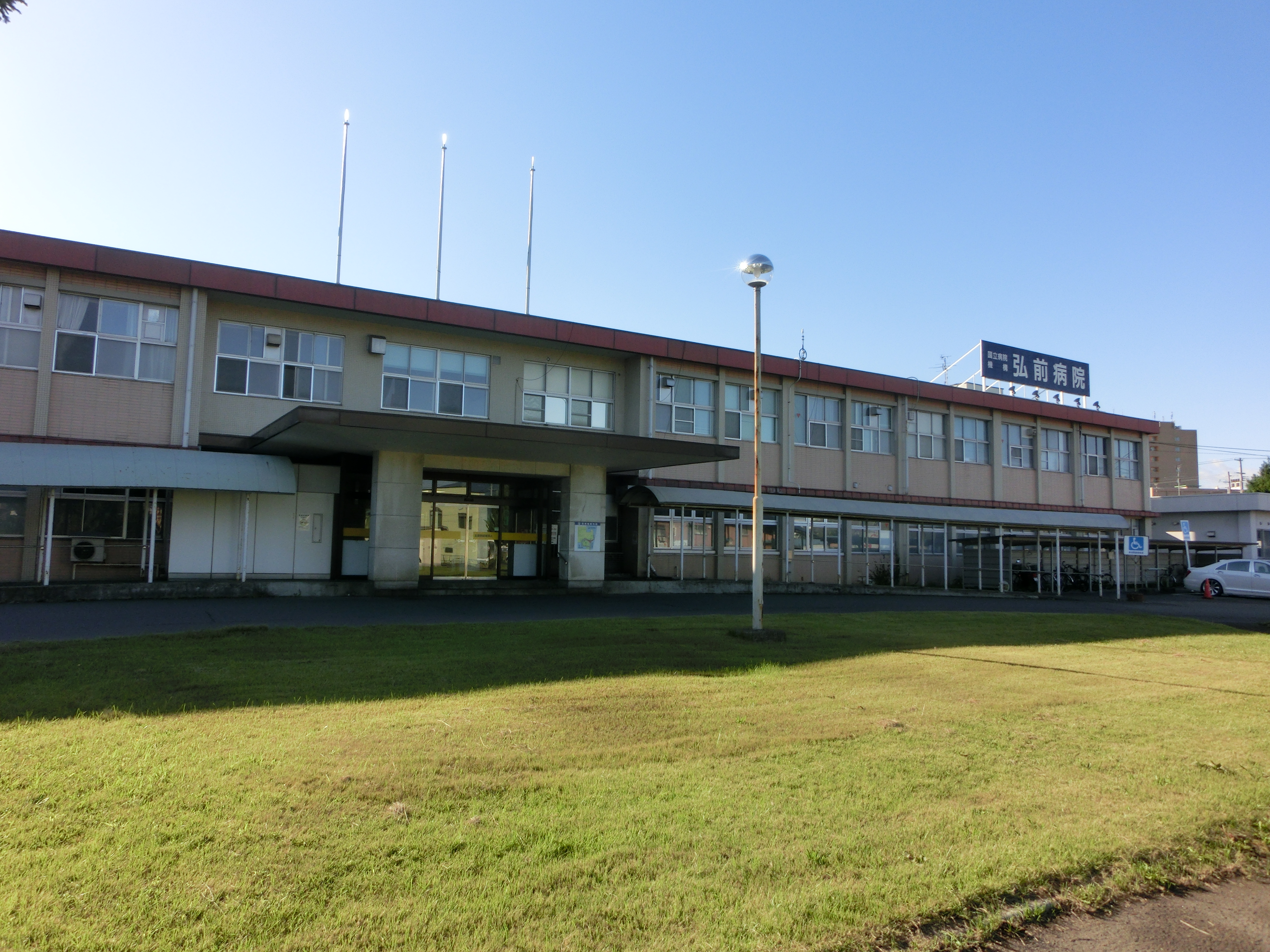
弘前病院
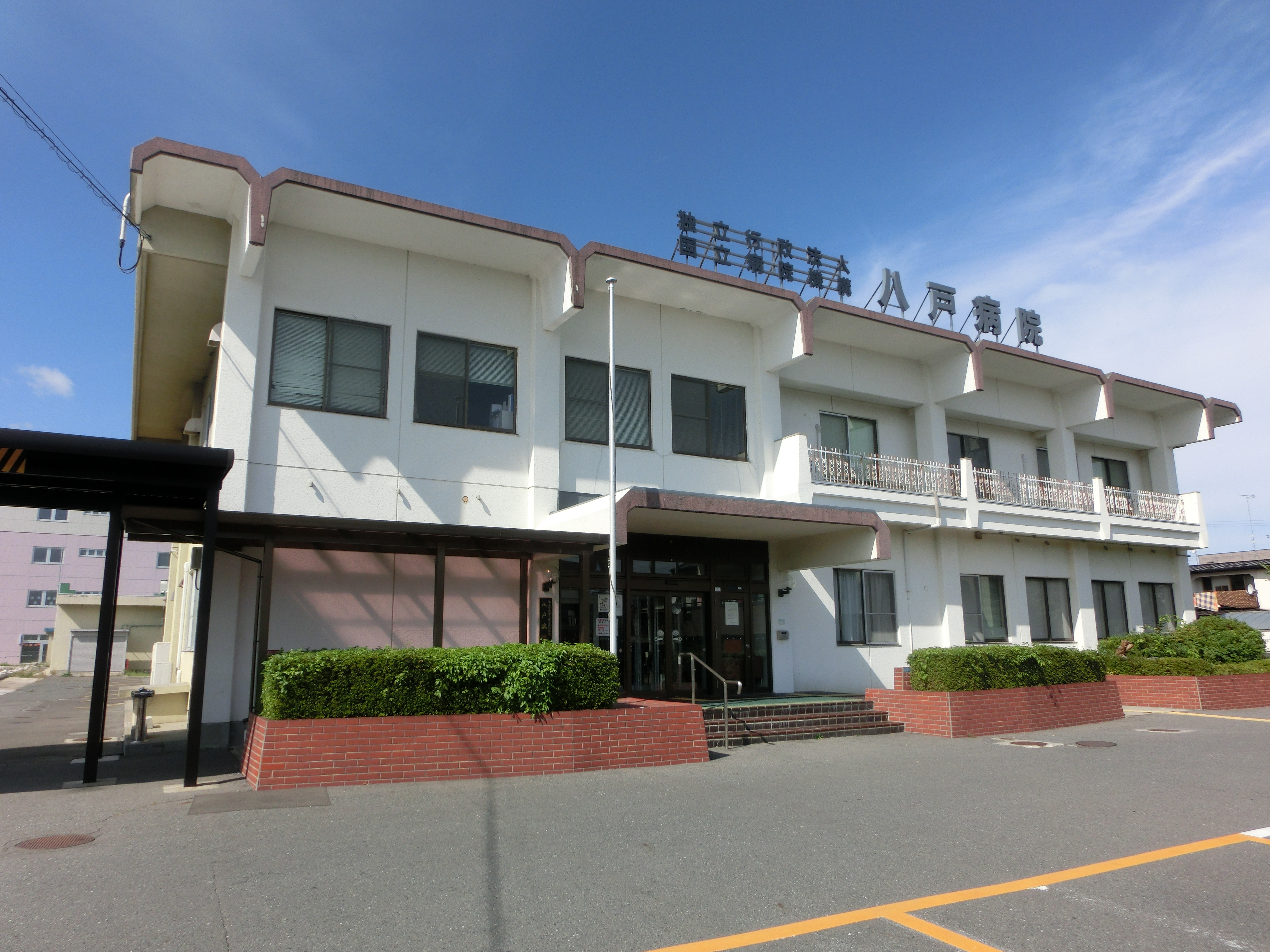
八戸病院
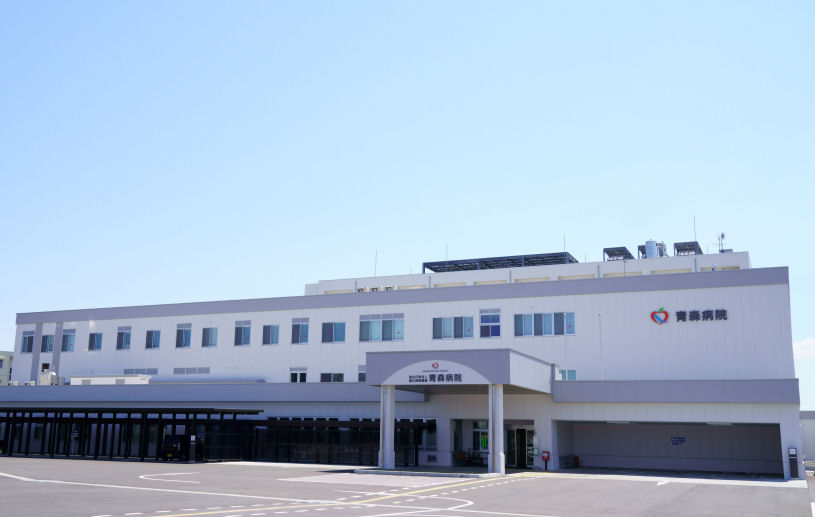
青森病院
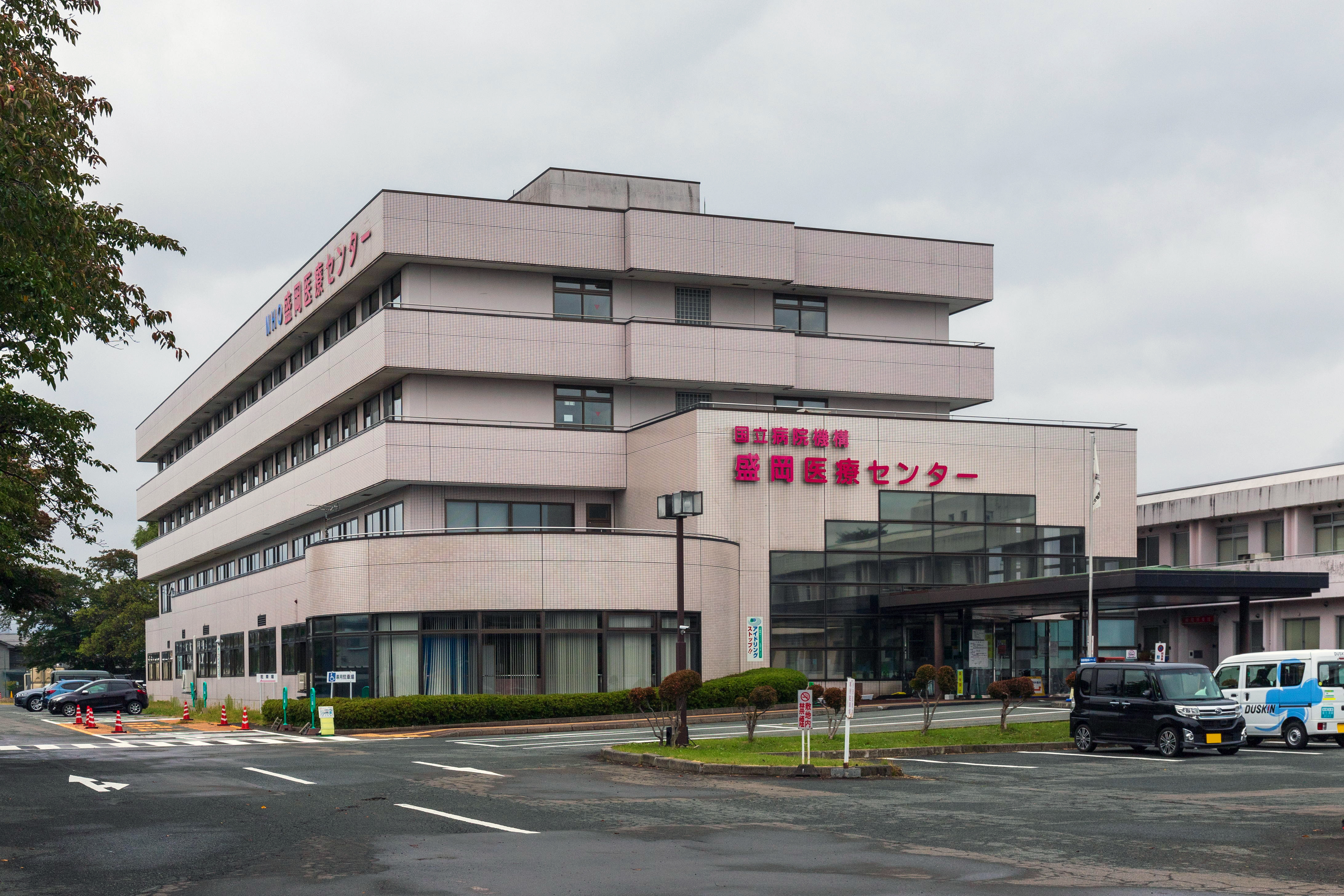
盛岡医療センター
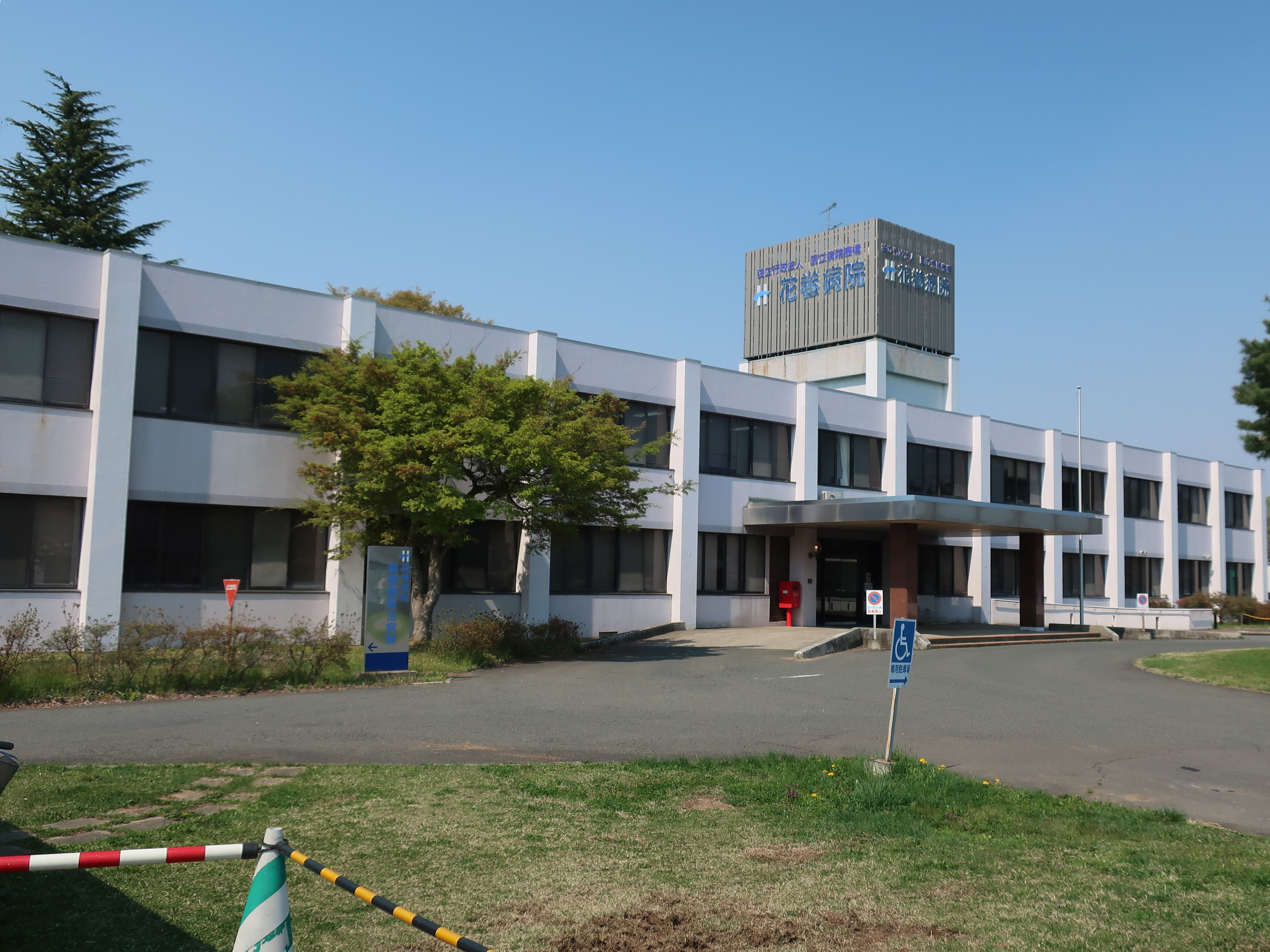
花巻病院
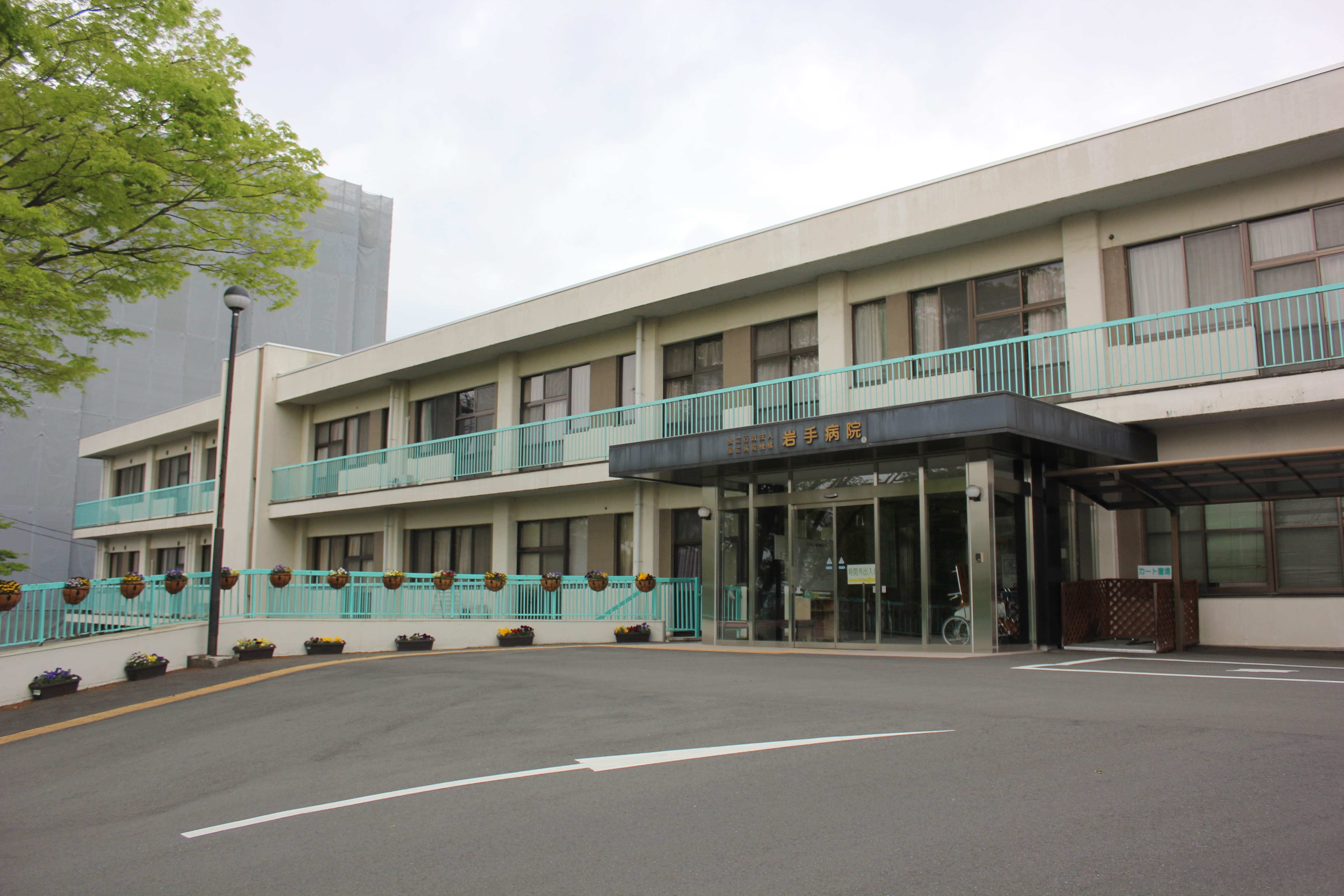
岩手病院
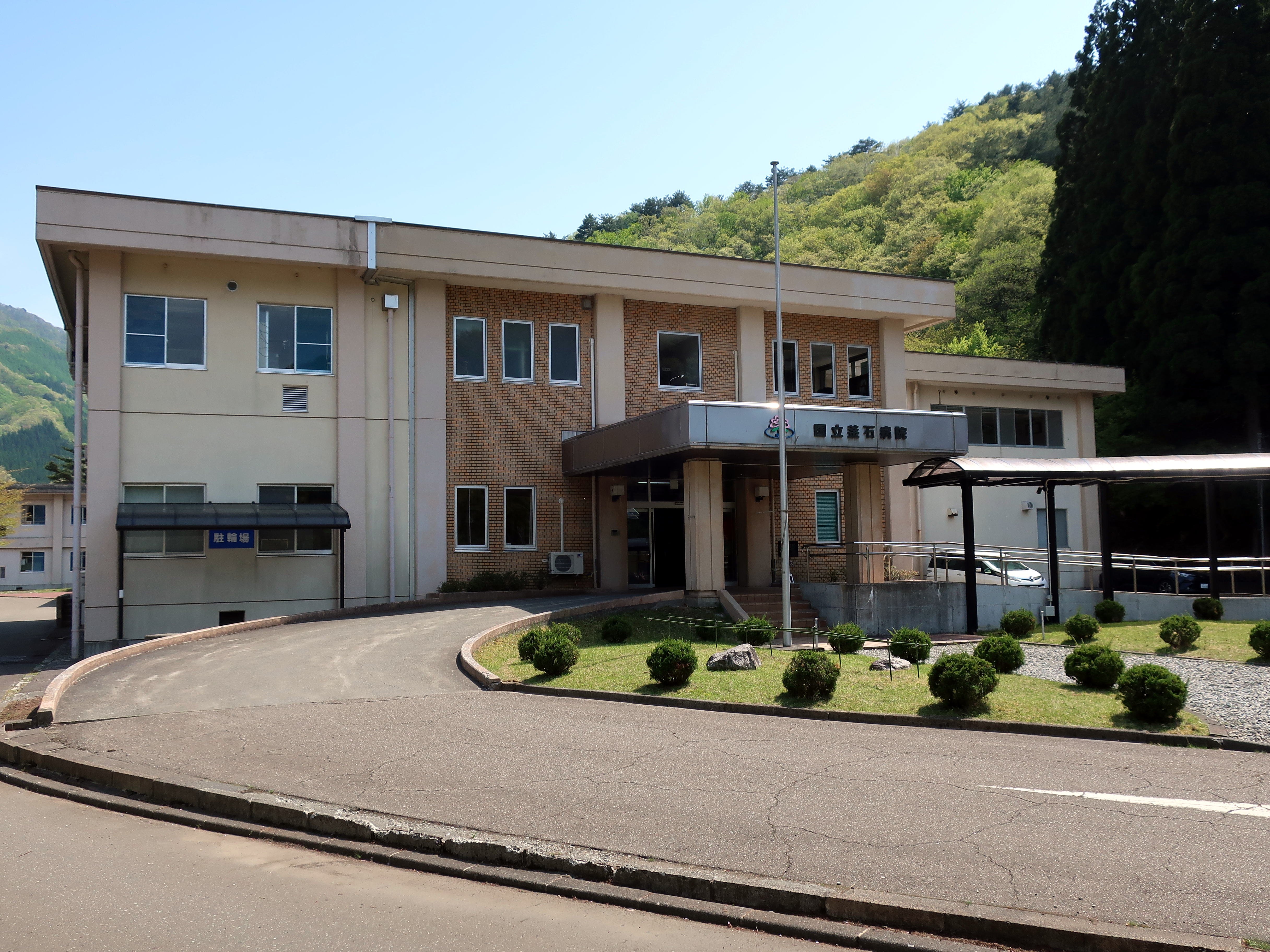
釜石病院
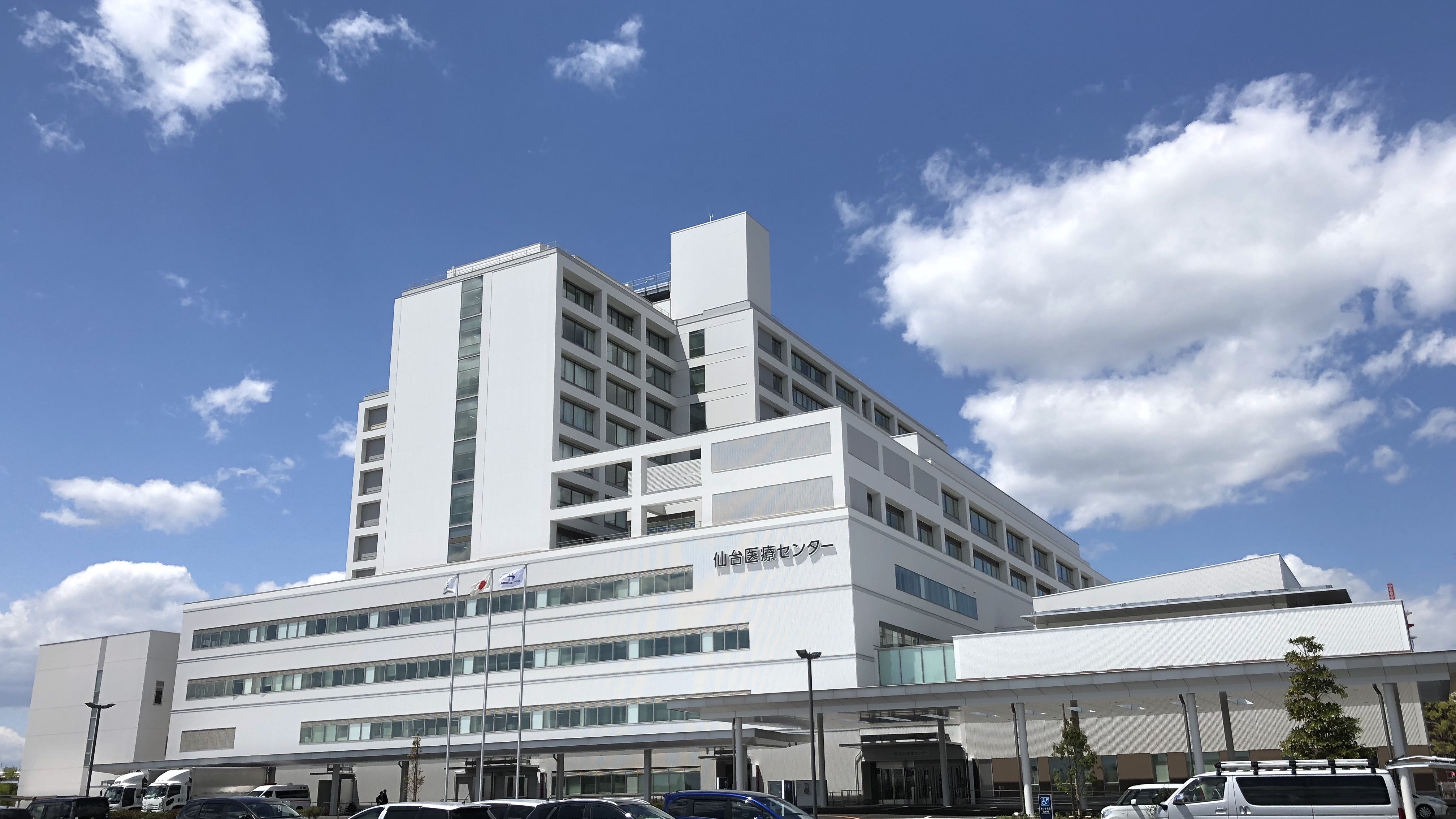
仙台医療センター
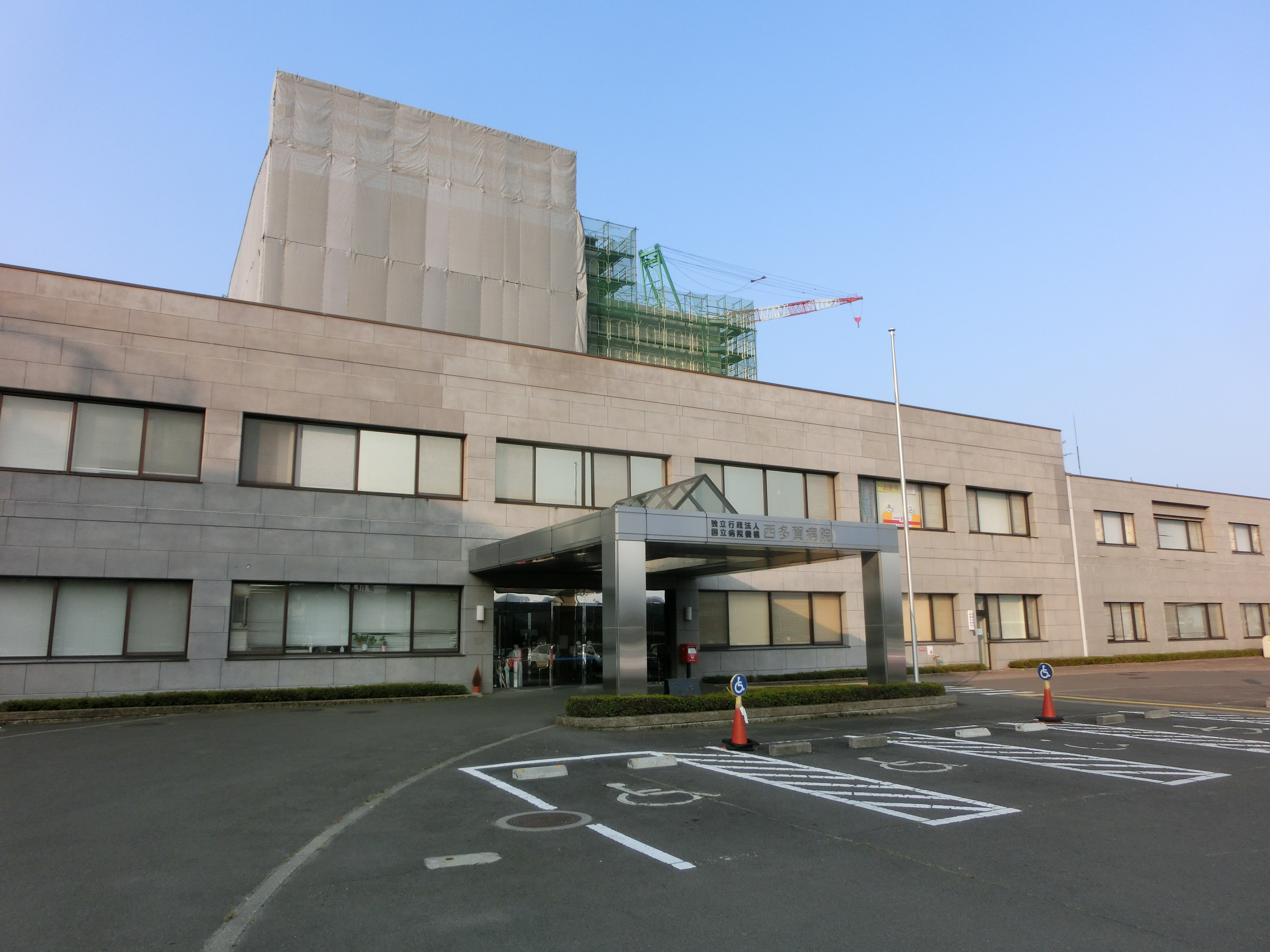
西多賀病院
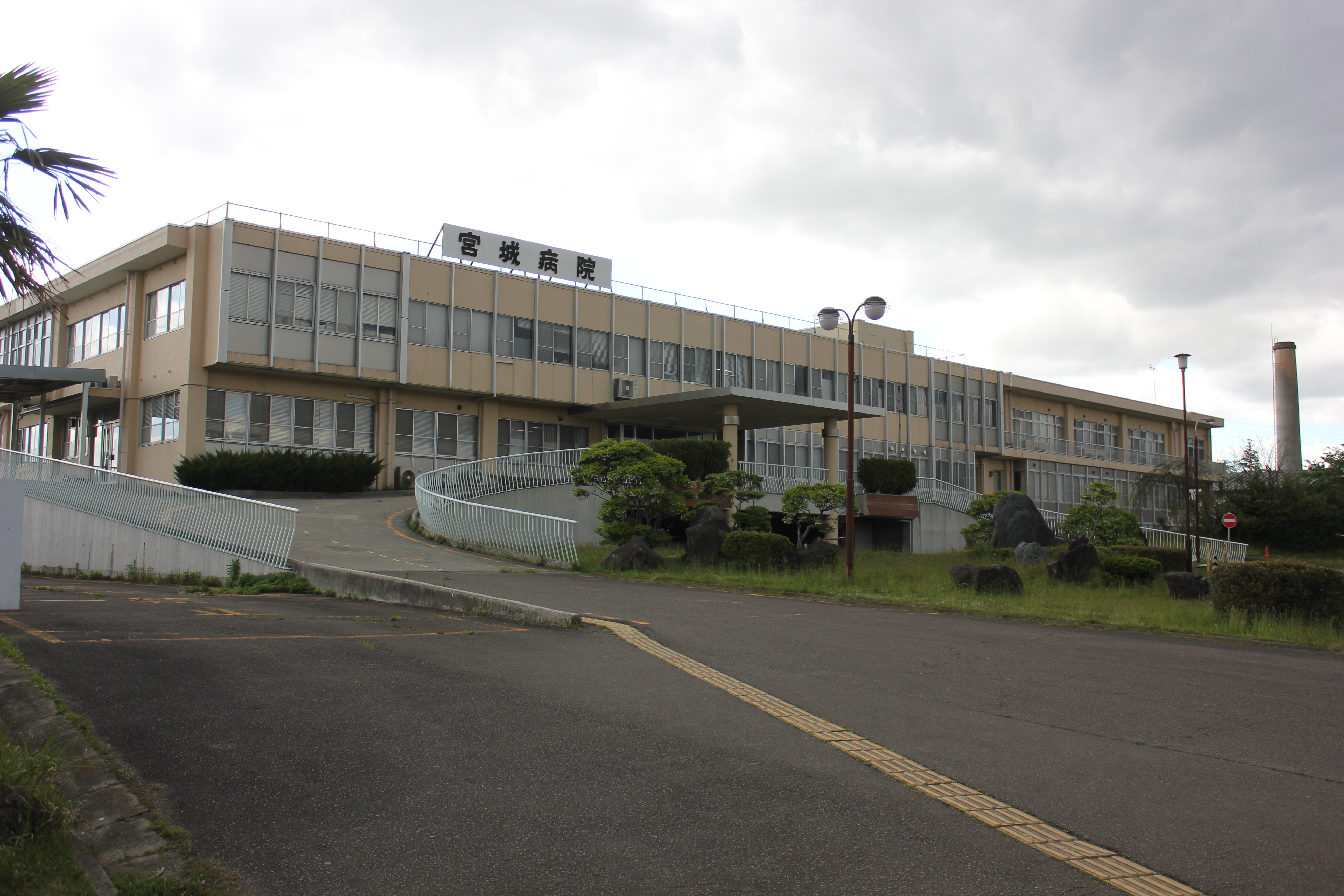
宮城病院
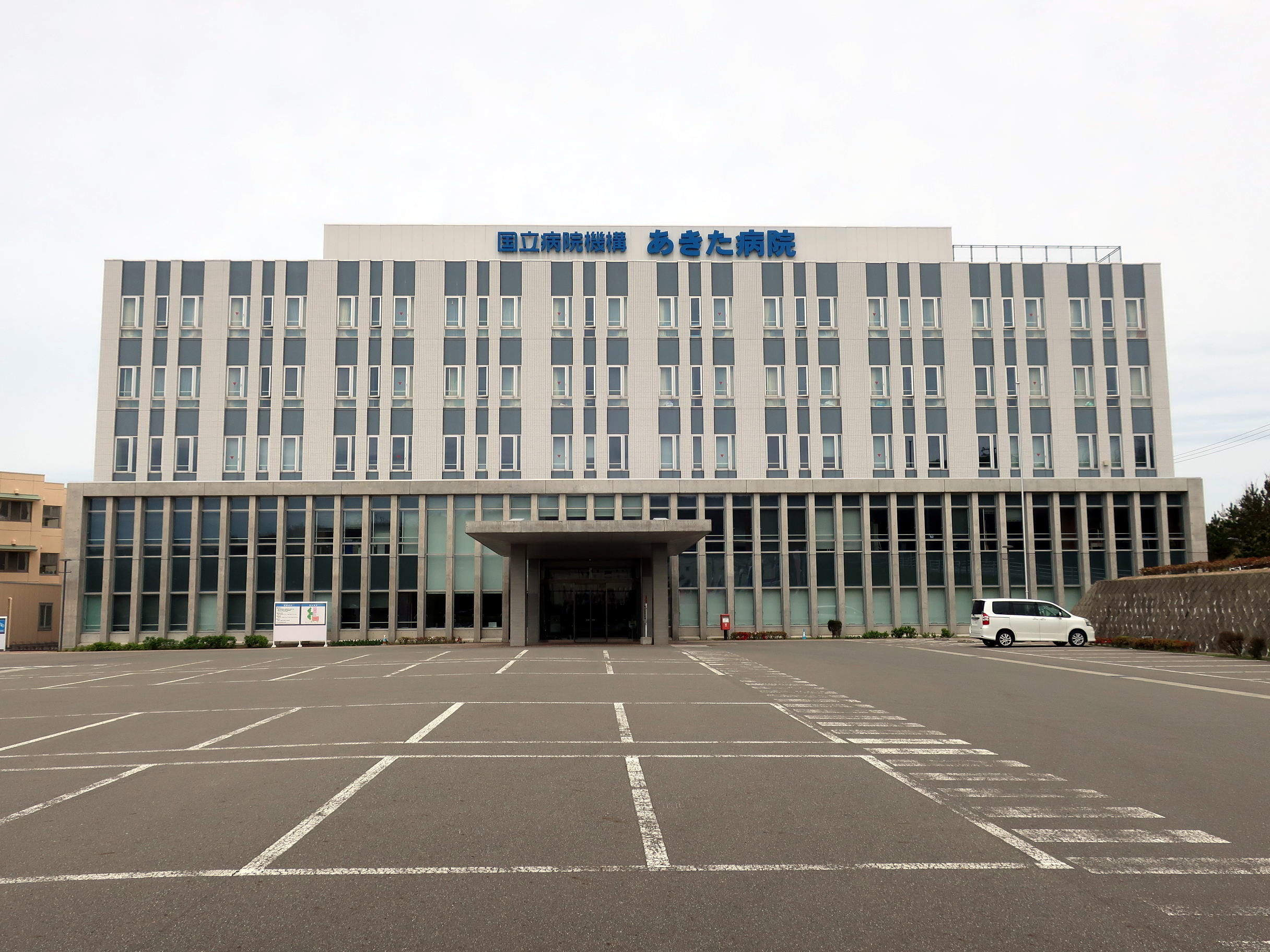
あきた病院
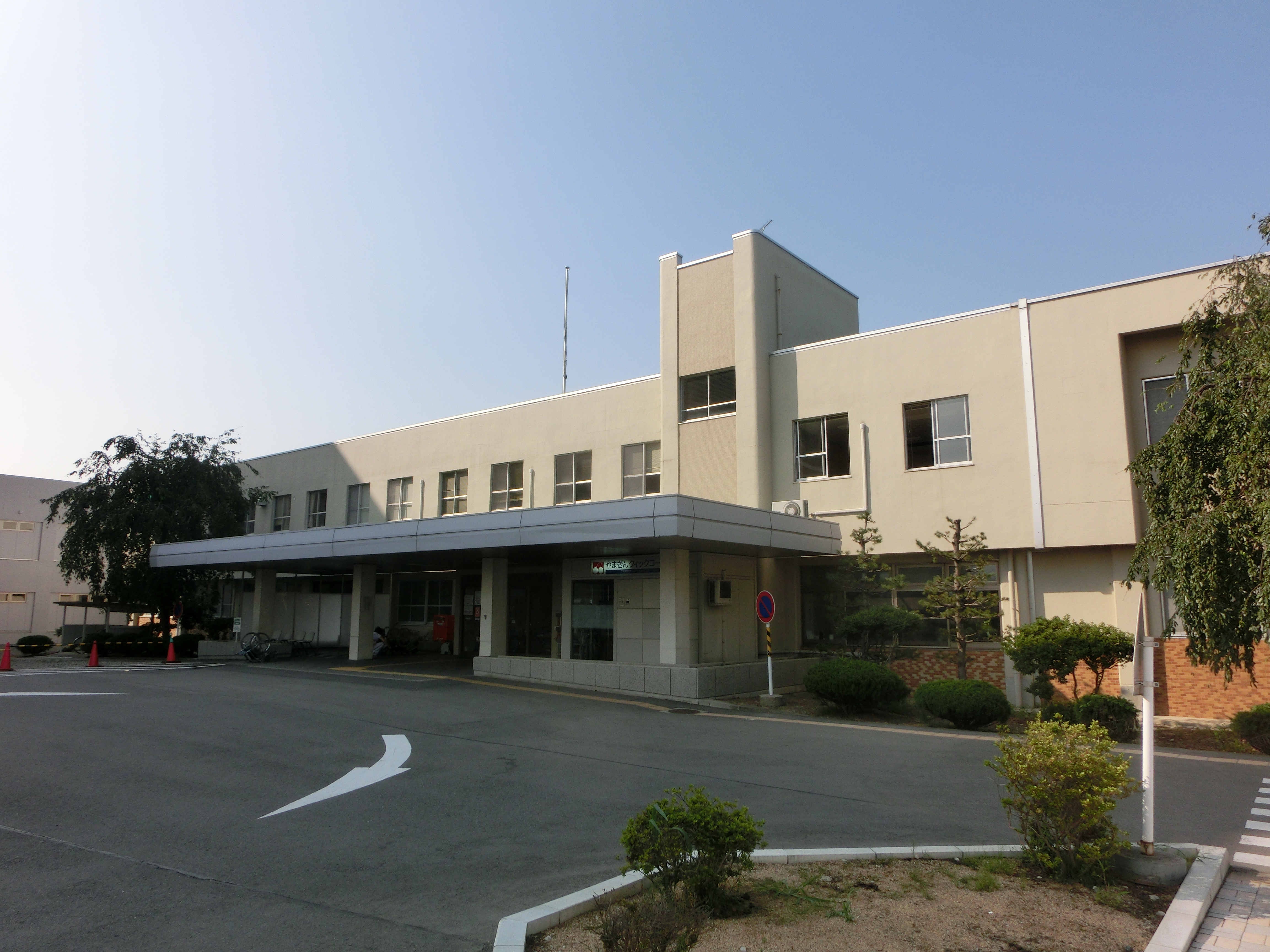
山形病院
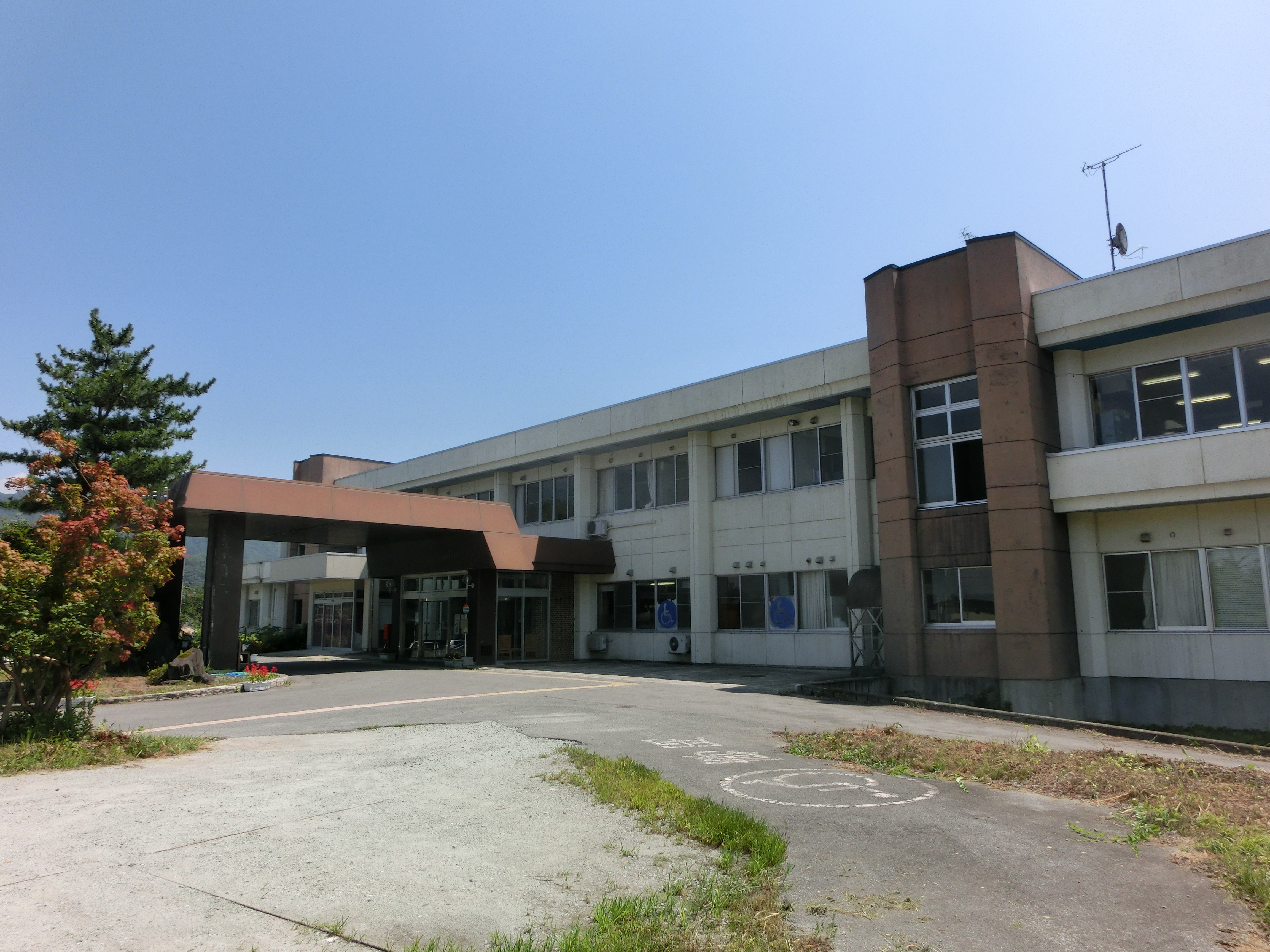
米沢病院
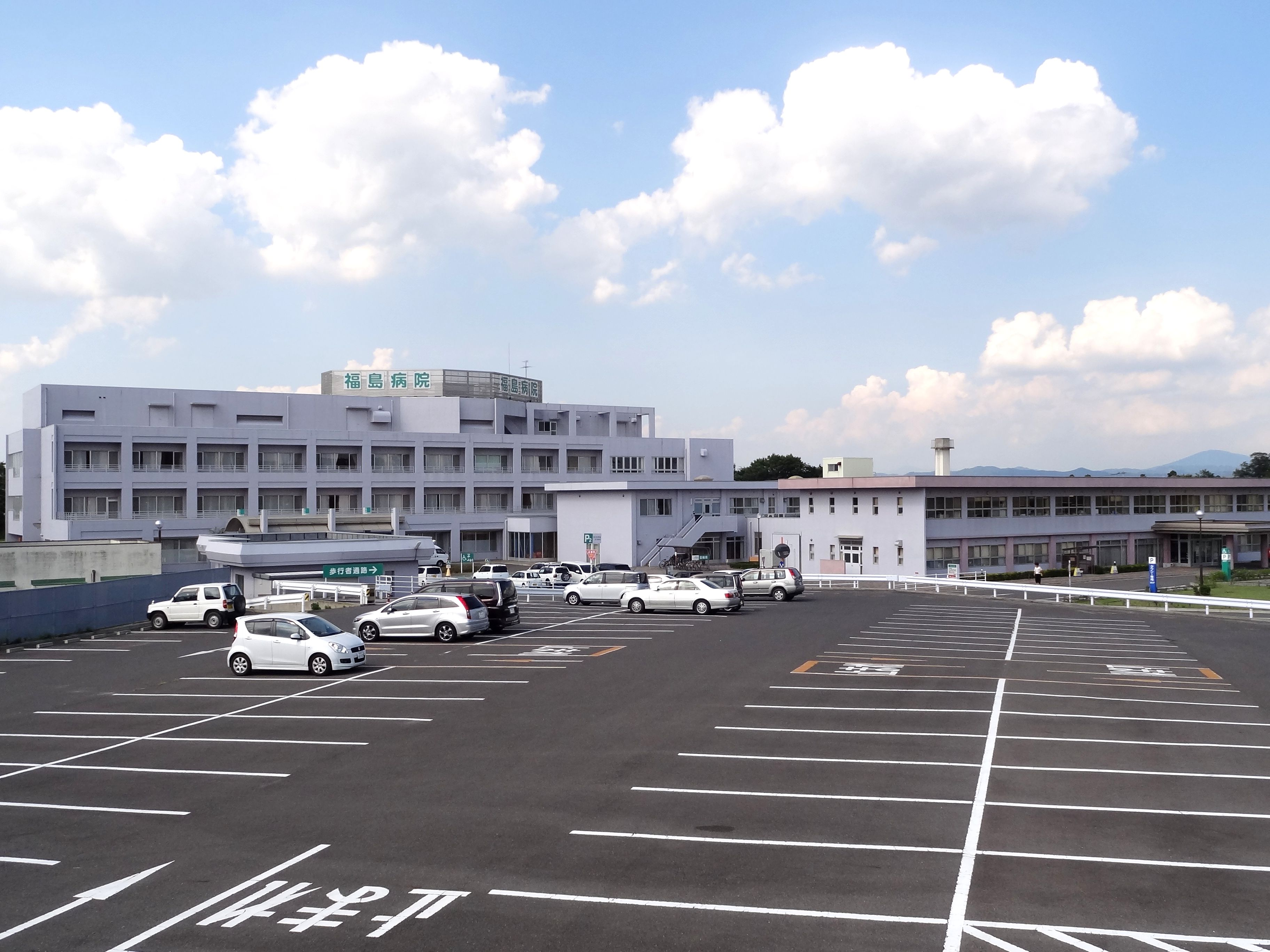
福島病院
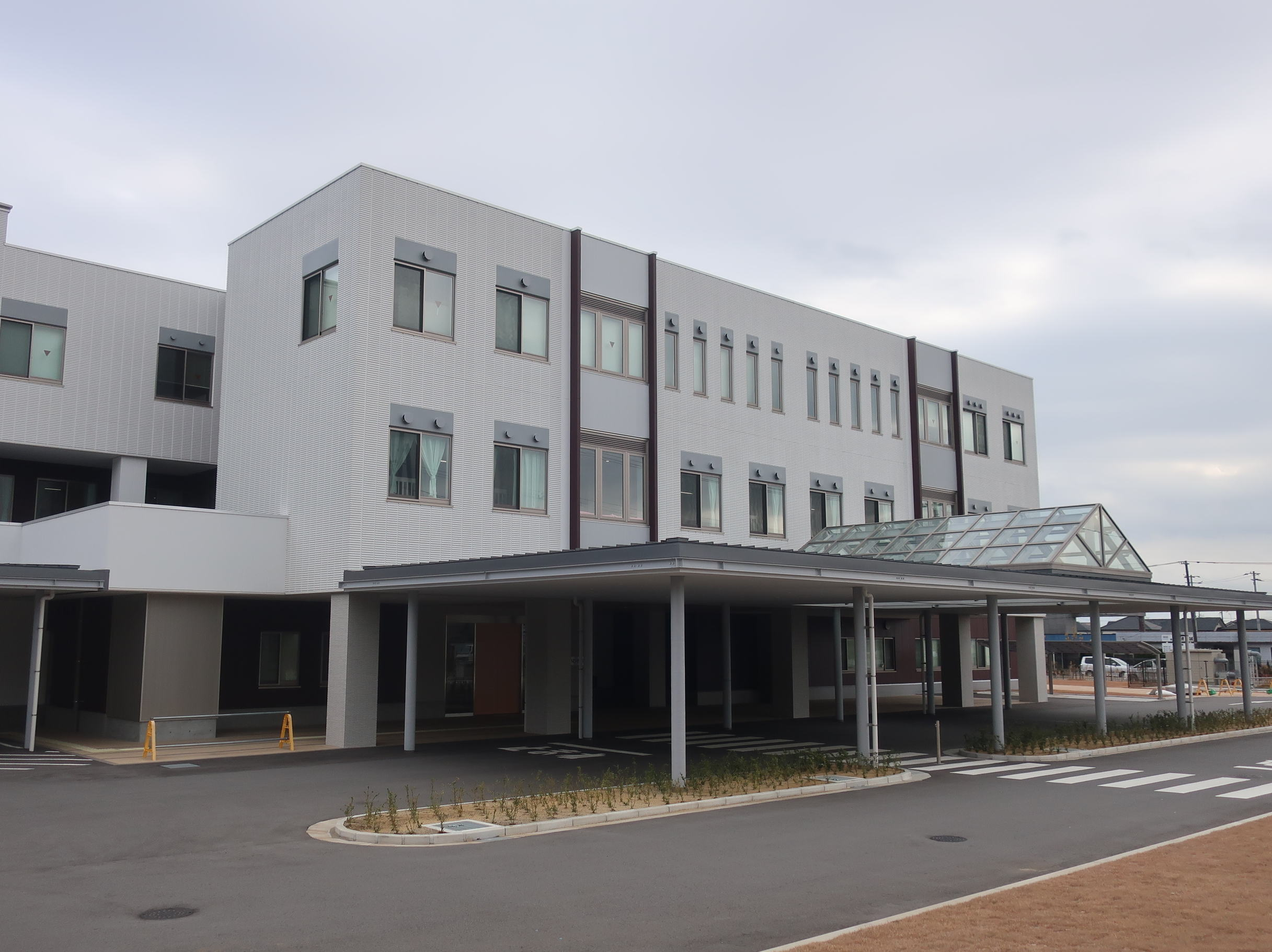
いわき病院

### 関東信越グループ
- 水戸医療センター（茨城県東茨城郡茨城町）
- 霞ヶ浦医療センター（茨城県土浦市）
- 茨城東病院（茨城県那珂郡東海村）
- 栃木医療センター（栃木県宇都宮市）
- 宇都宮病院（栃木県宇都宮市）
- 高崎総合医療センター（群馬県高崎市）
- 沼田病院（群馬県沼田市）
- 渋川医療センター（群馬県渋川市）
- 西埼玉中央病院（埼玉県所沢市）
- 埼玉病院（埼玉県和光市）
- 東埼玉病院（埼玉県蓮田市）
- 千葉医療センター（千葉県千葉市中央区）
- 千葉東病院（千葉市中央区）
- 下総精神医療センター（千葉市緑区）
- 下志津病院（千葉県四街道市）
- 東京医療センター（東京都目黒区）- 関東信越グループ事務所所在地
- 災害医療センター（東京都立川市）
- 東京病院（東京都清瀬市）
- 村山医療センター（東京都武蔵村山市）
- 横浜医療センター（神奈川県横浜市戸塚区）
- 久里浜医療センター（神奈川県横須賀市）
- 箱根病院（神奈川県小田原市）
- 相模原病院（神奈川県相模原市南区）
- 神奈川病院（神奈川県秦野市）
- 西新潟中央病院（新潟県新潟市西区）
- 新潟病院（新潟県柏崎市）
- さいがた医療センター（新潟県上越市）
- 甲府病院（山梨県甲府市）
- 東長野病院（長野県長野市）
- まつもと医療センター（長野県松本市）
- 信州上田医療センター（長野県上田市）
- 小諸高原病院（長野県小諸市）

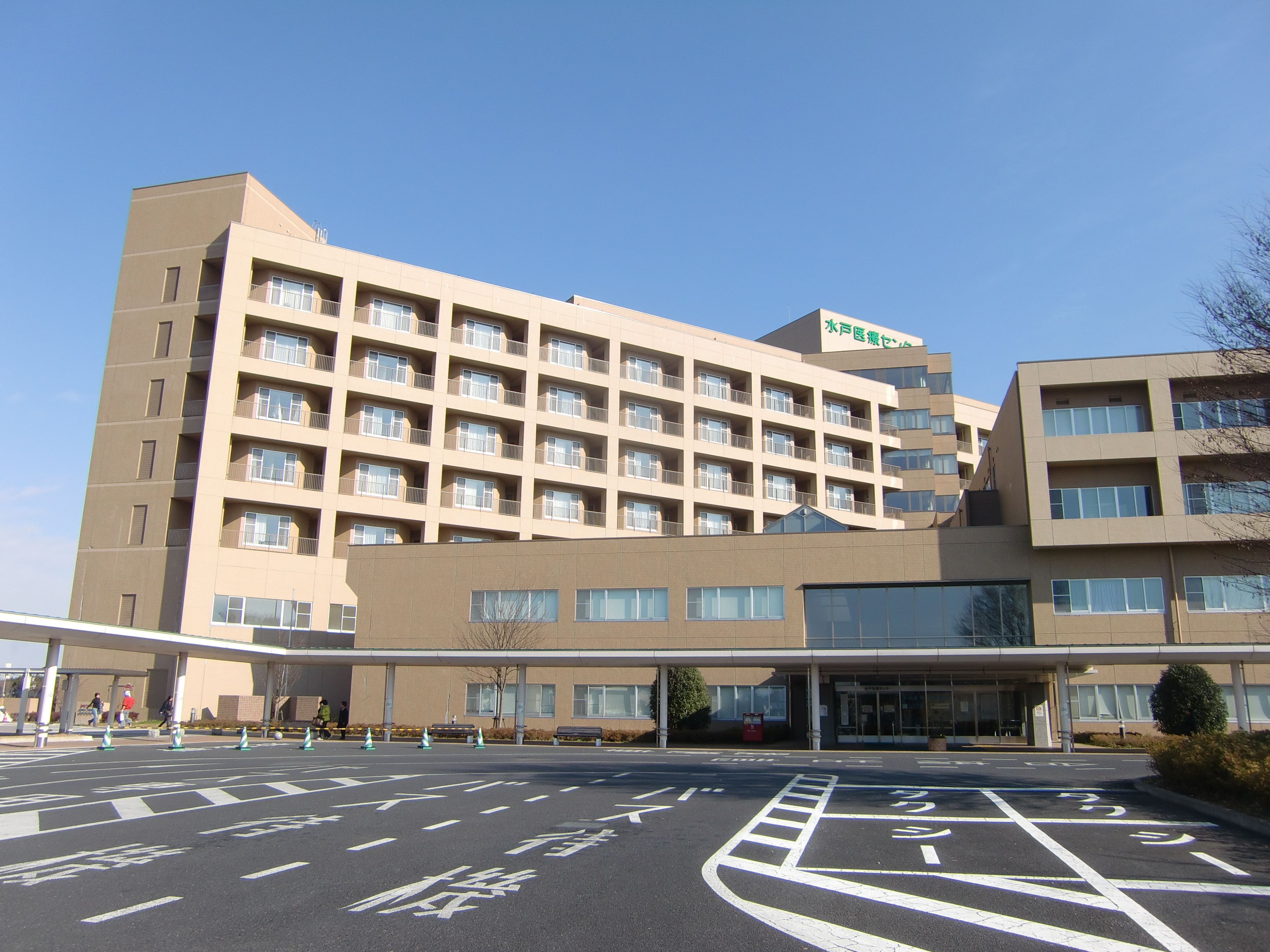
水戸医療センター
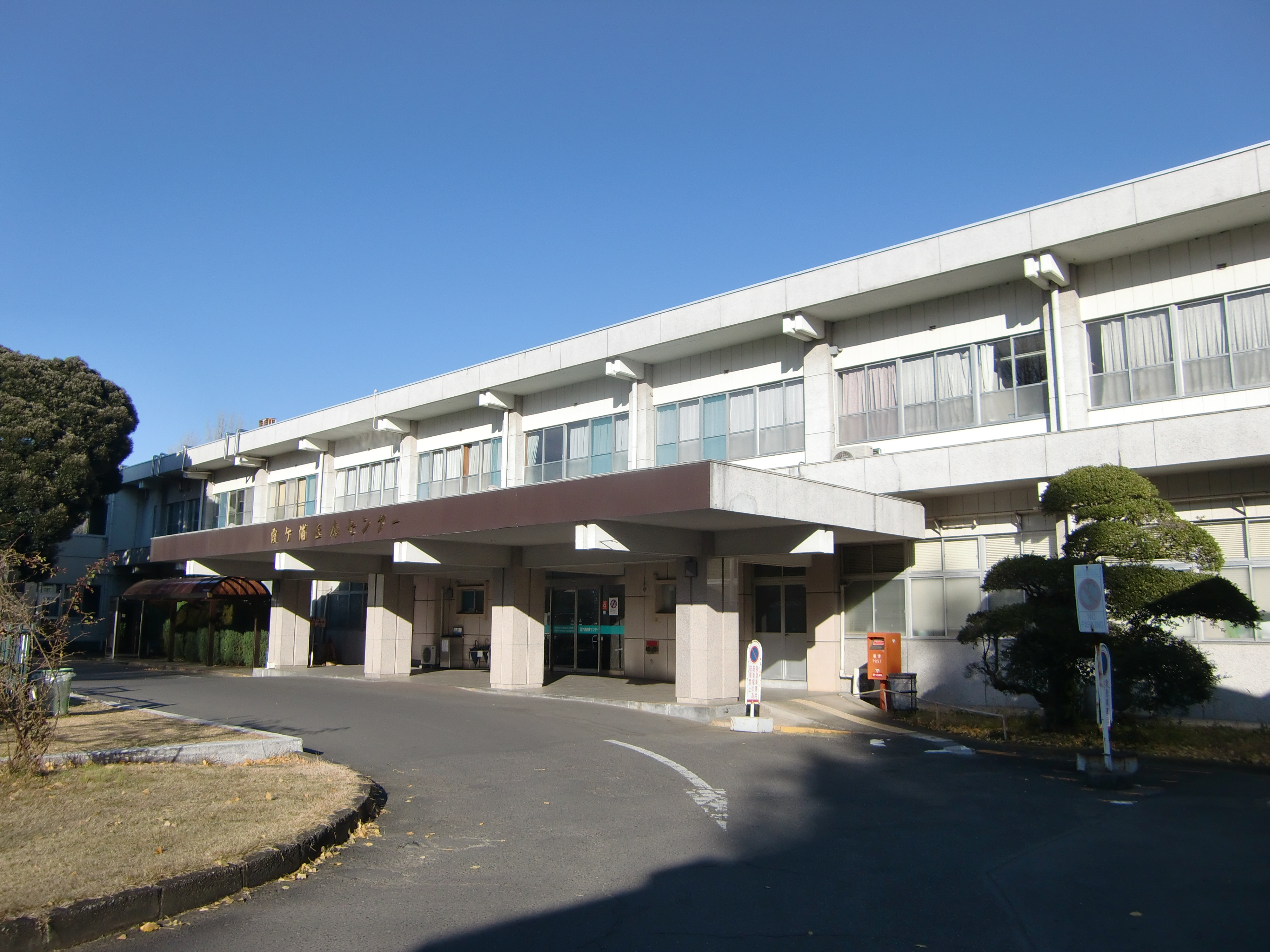
霞ヶ浦医療センター
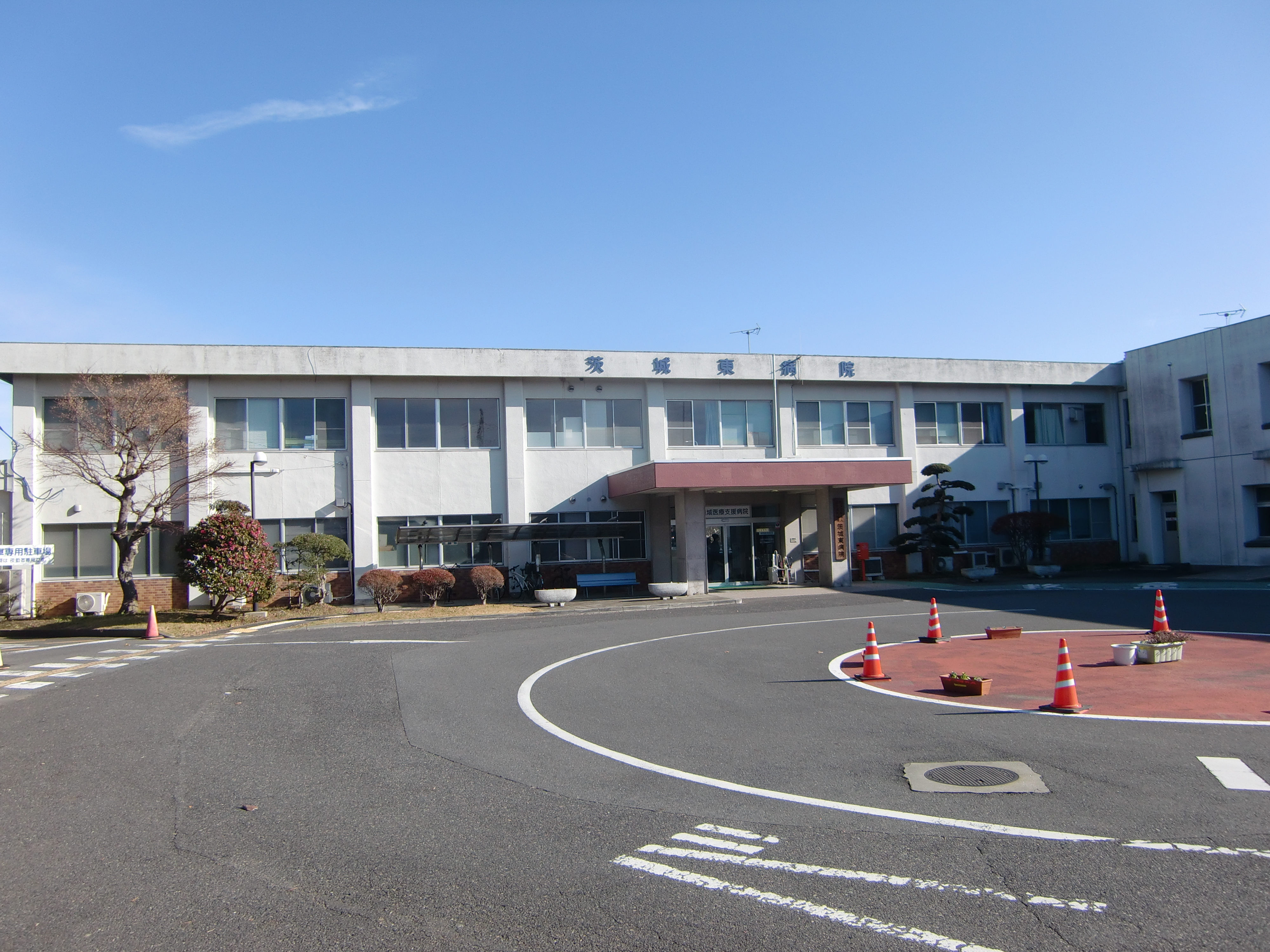
茨城東病院
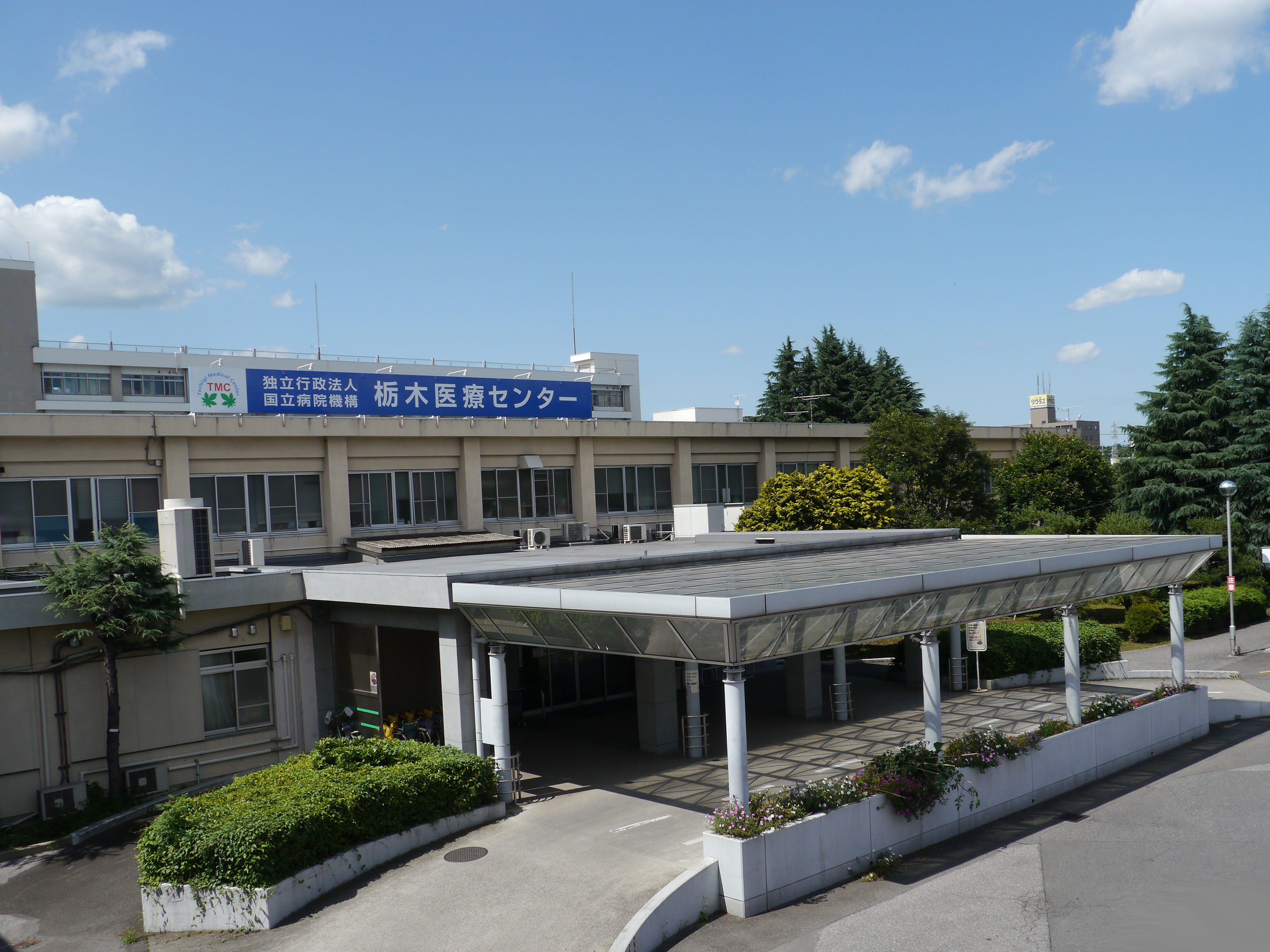
栃木医療センター
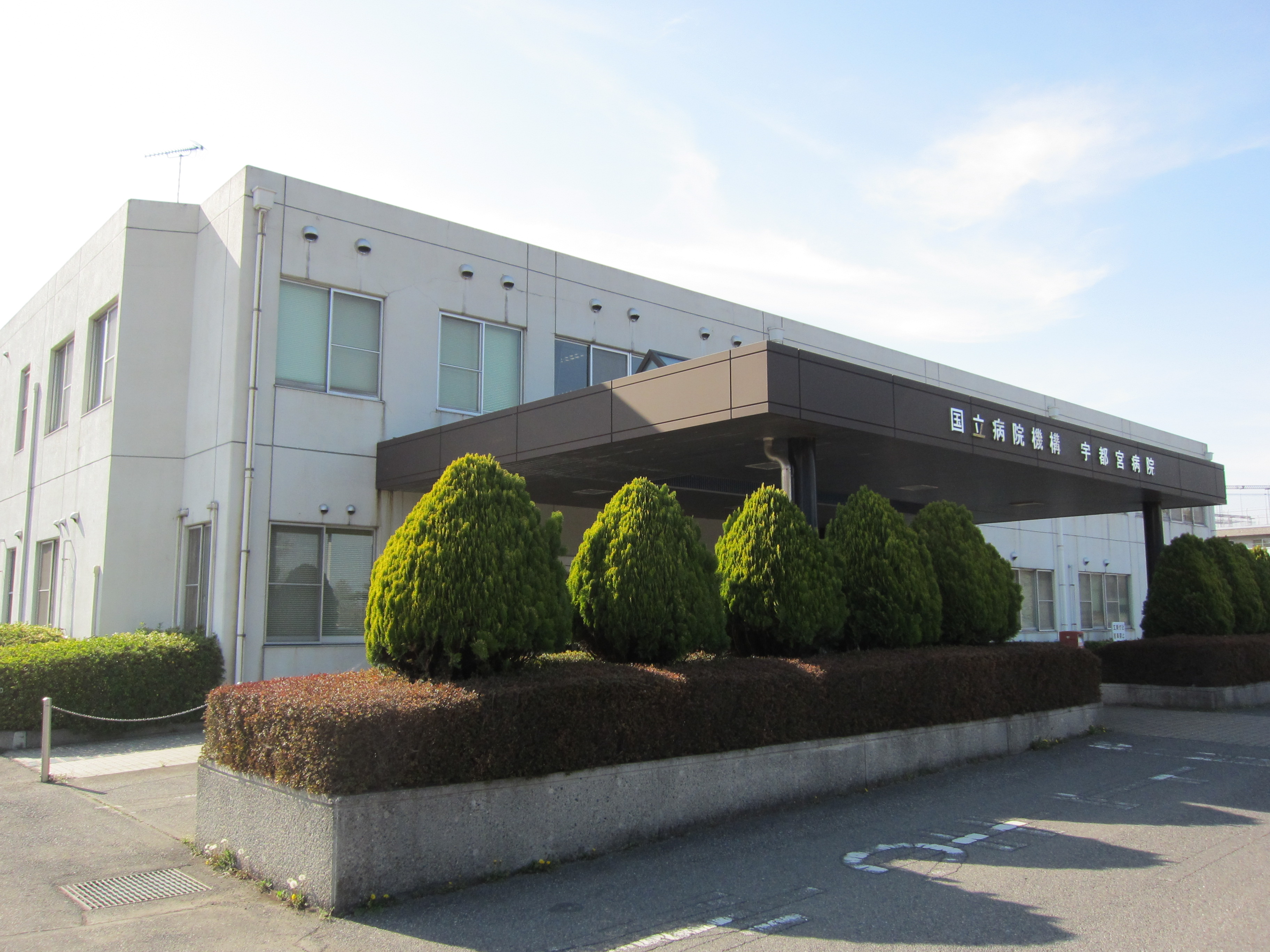
宇都宮病院
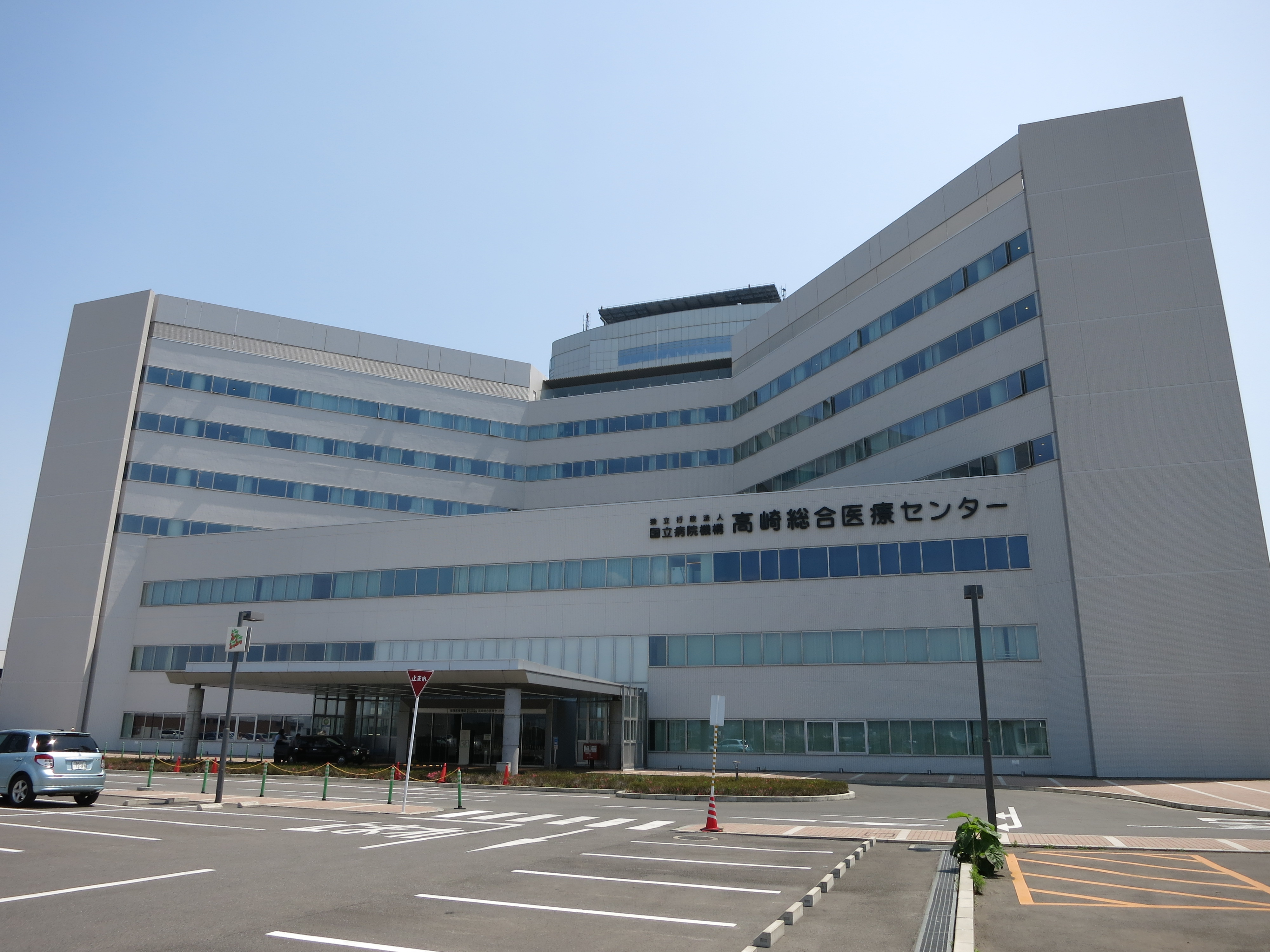
高崎医療センター
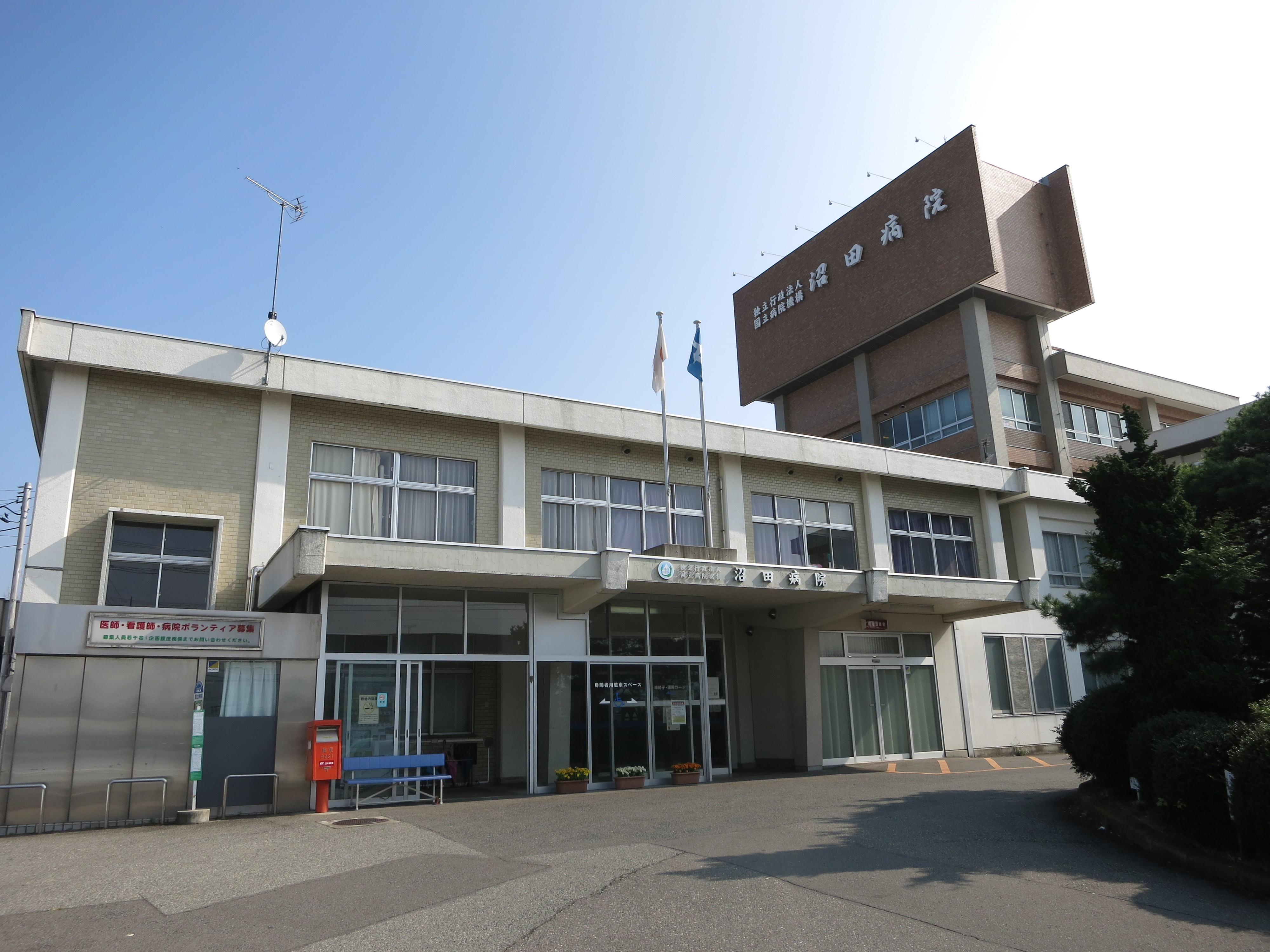
沼田病院
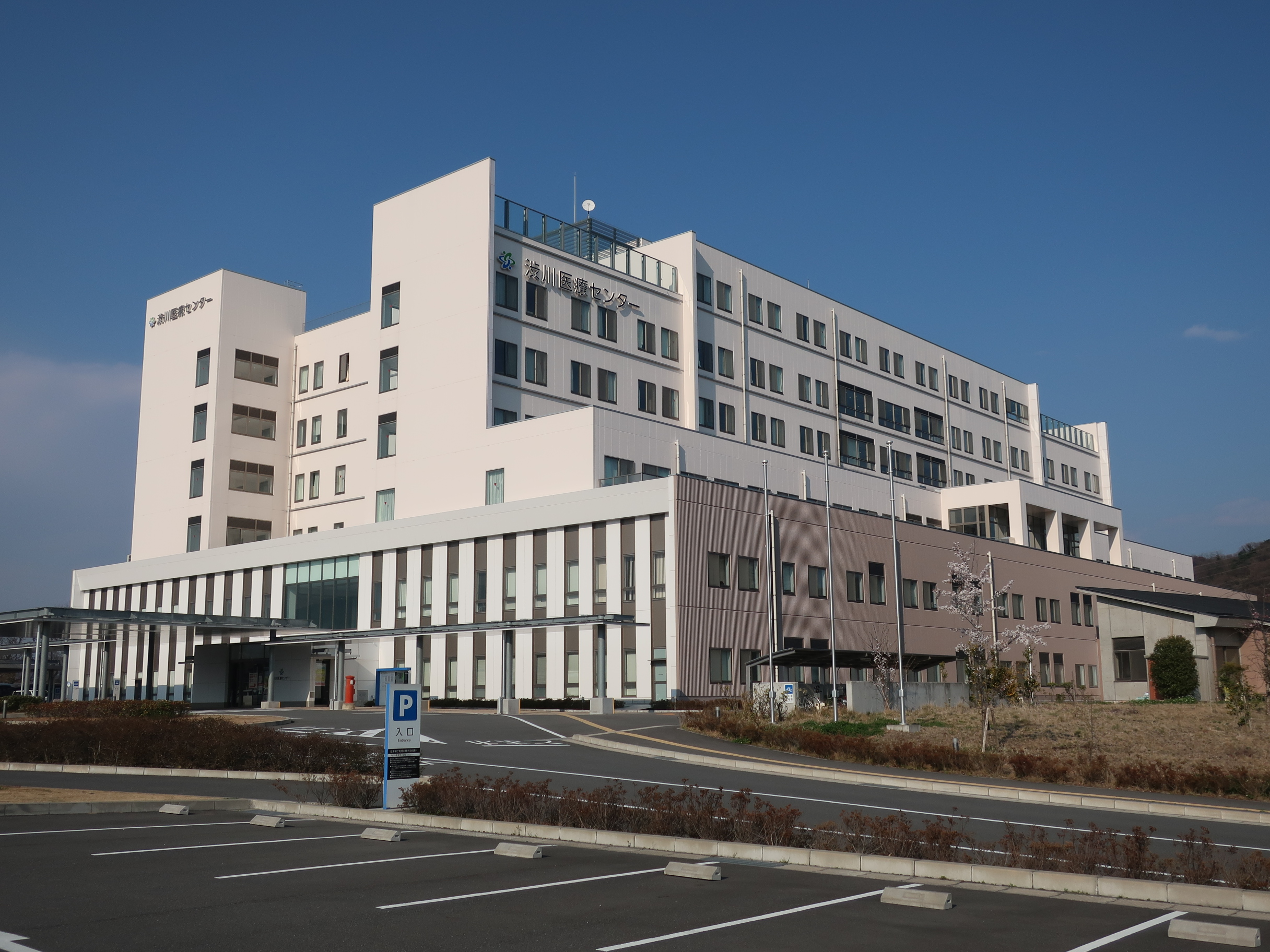
渋川医療センター
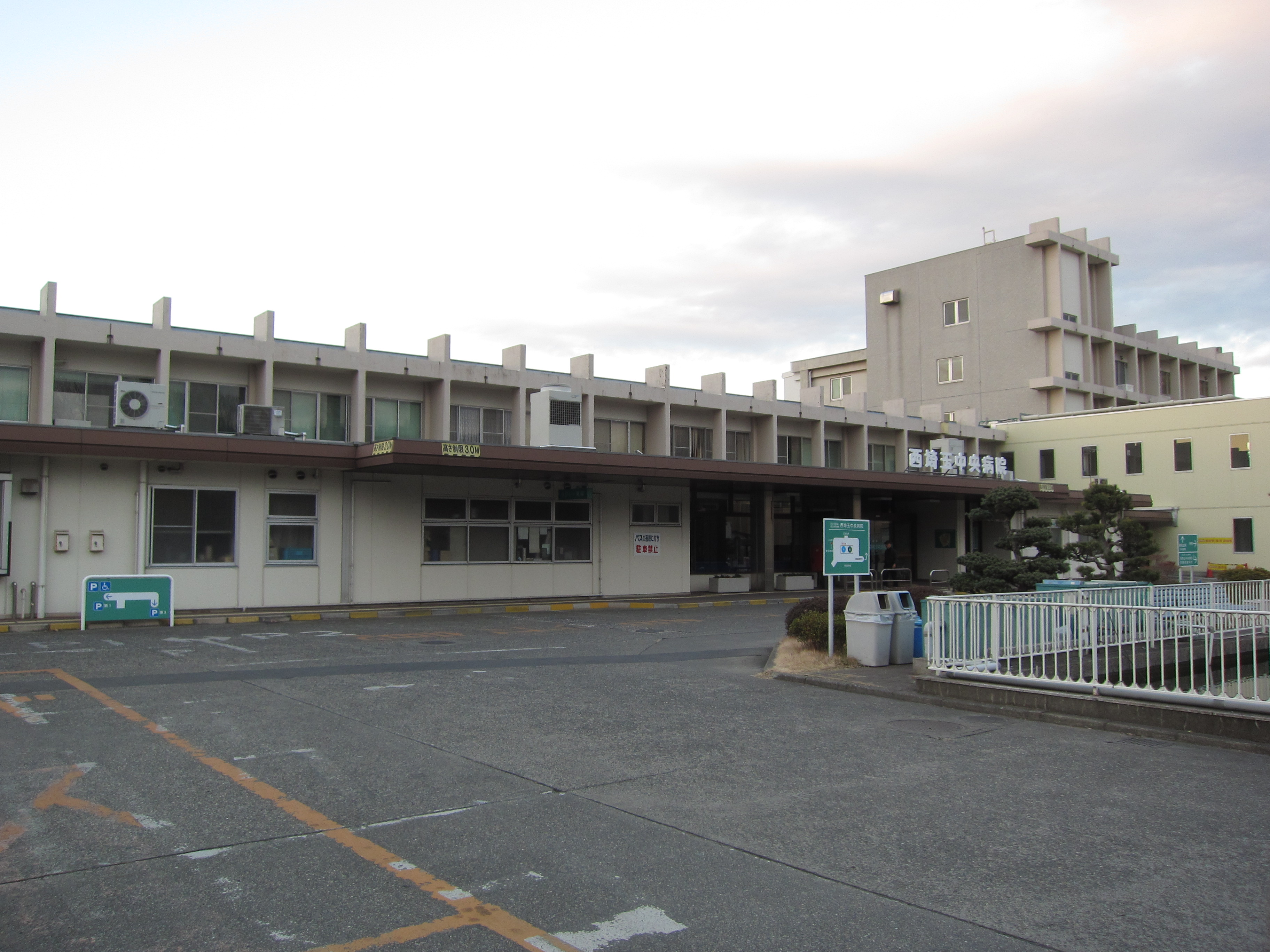
西埼玉中央病院
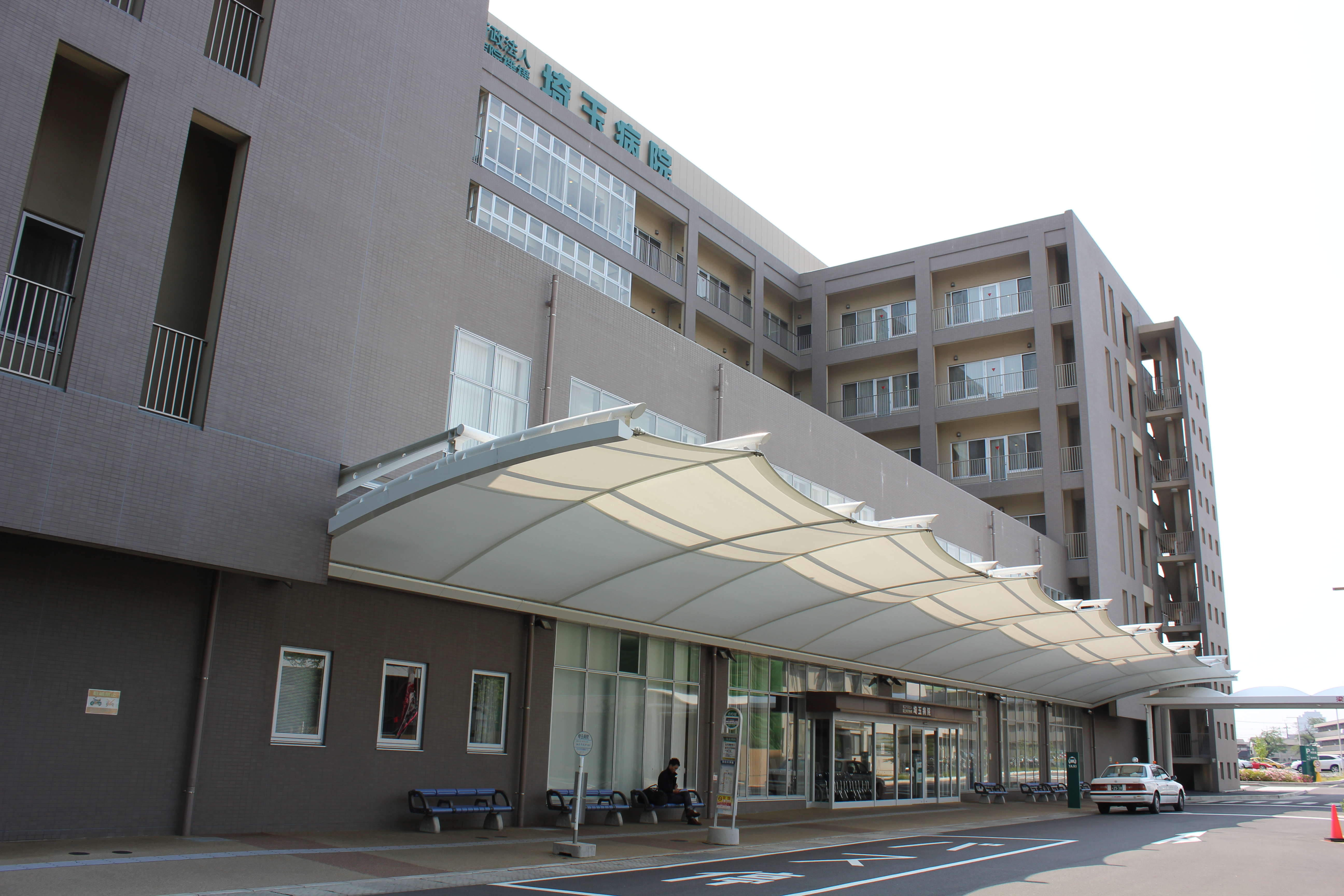
埼玉病院
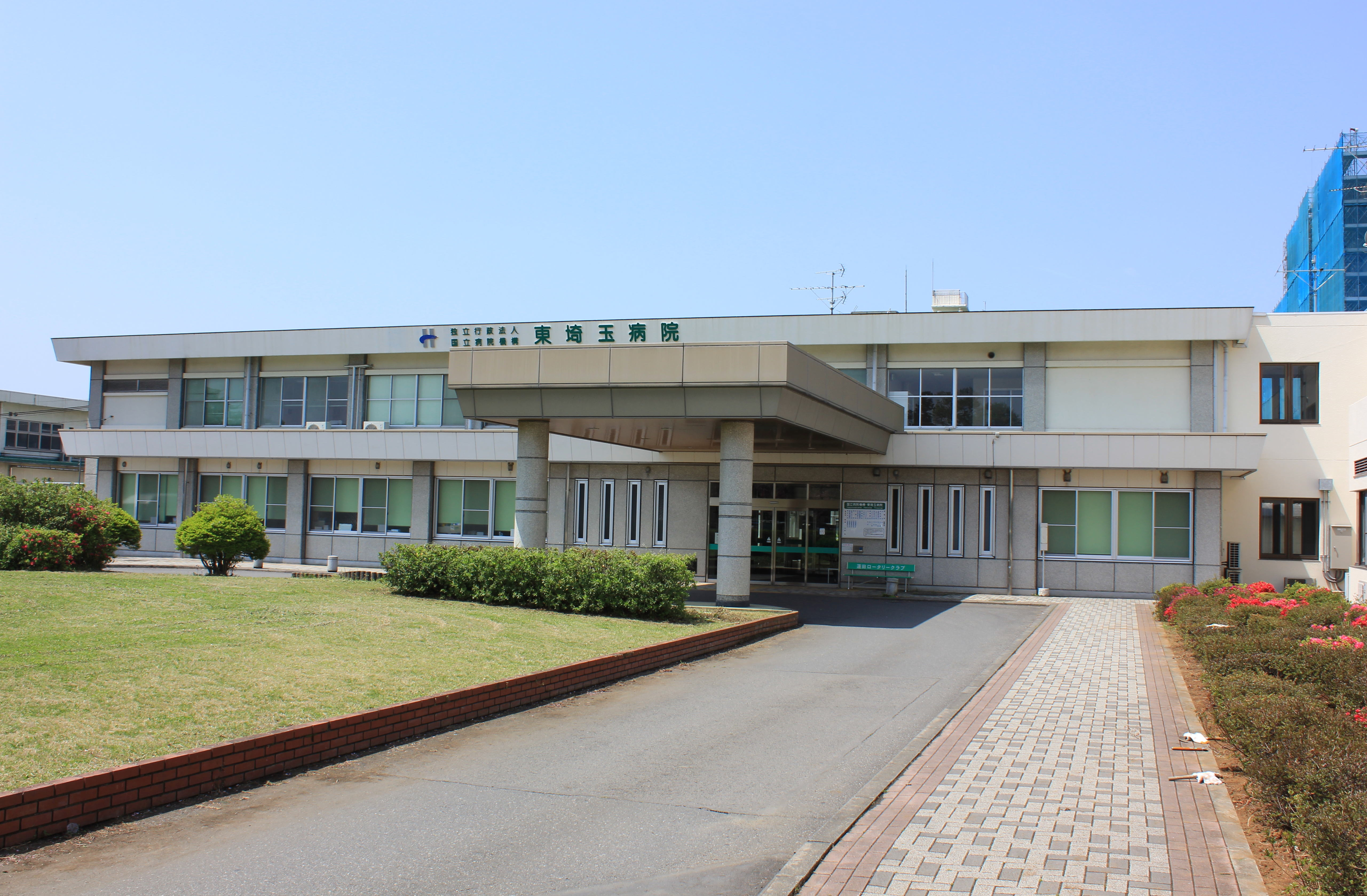
東埼玉病院
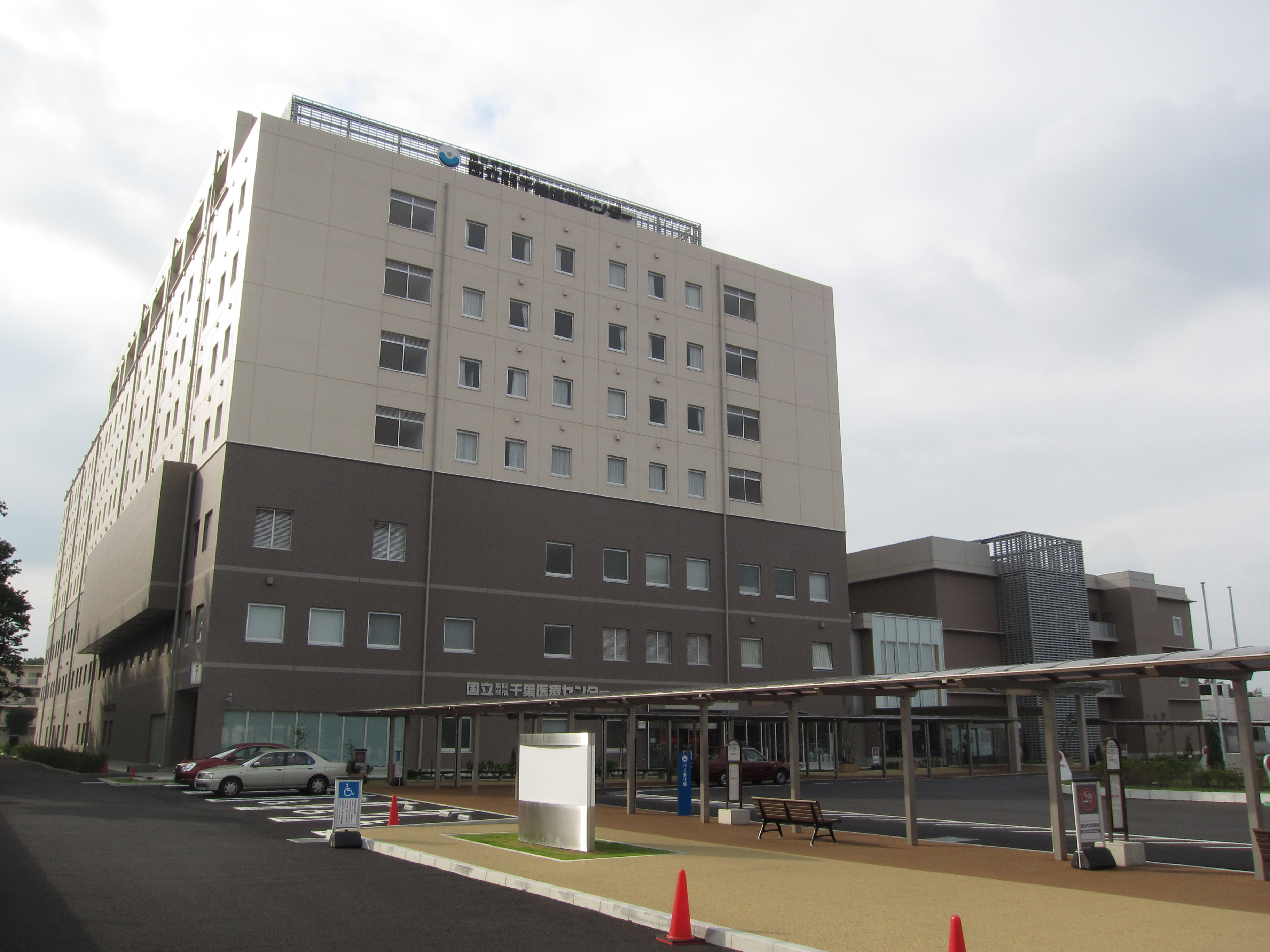
千葉医療センター
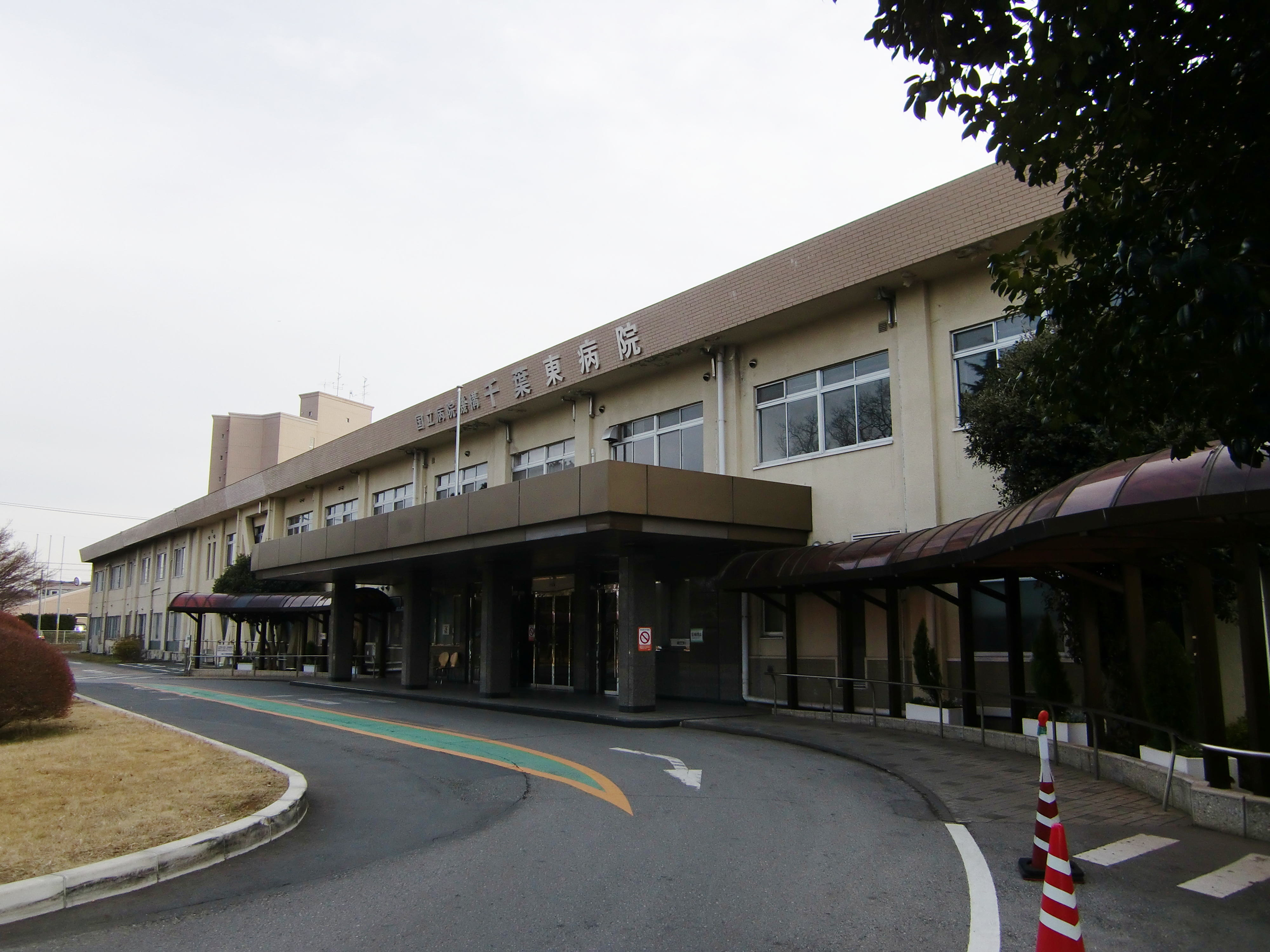
千葉東病院
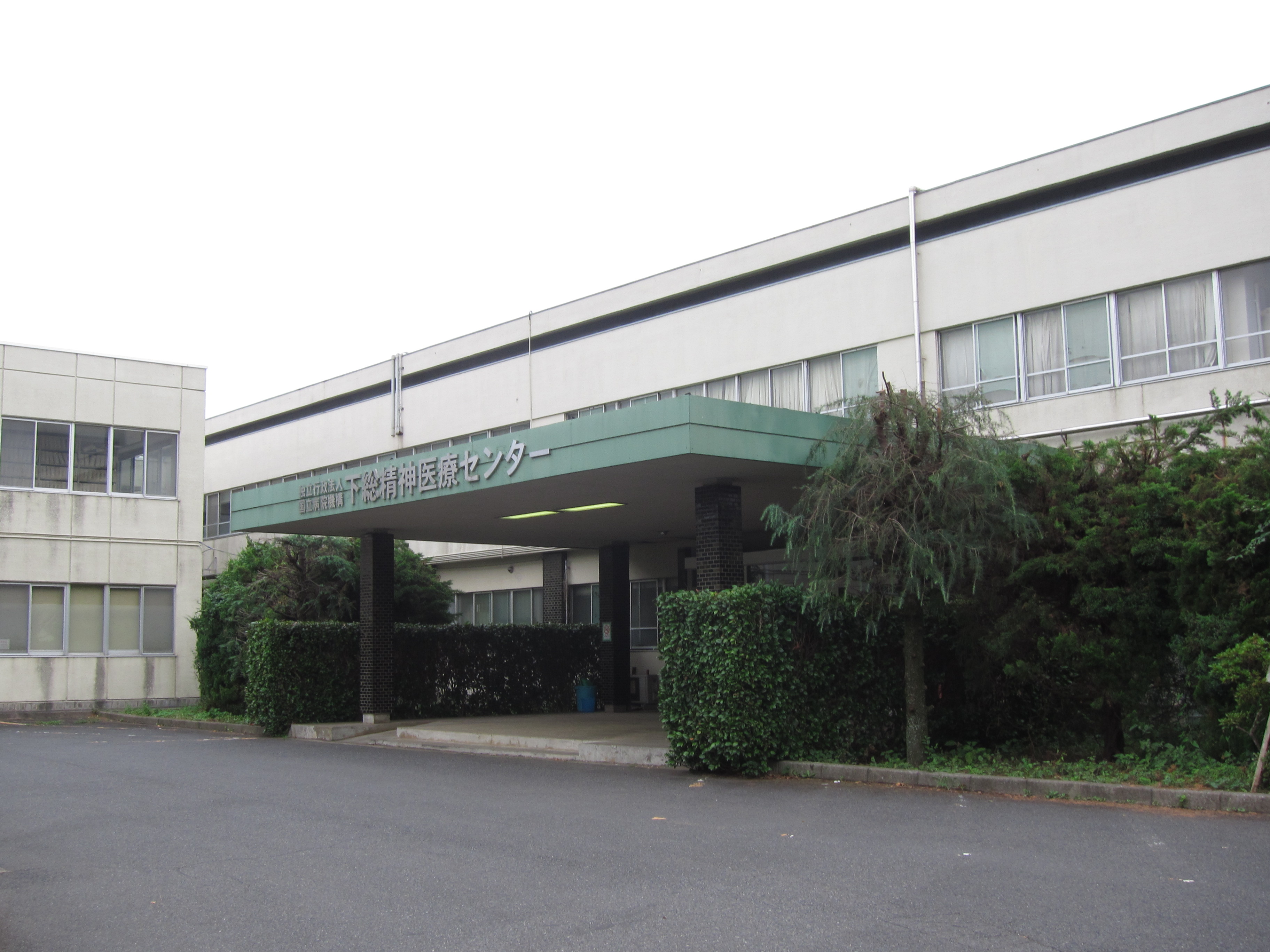
下総精神医療センター
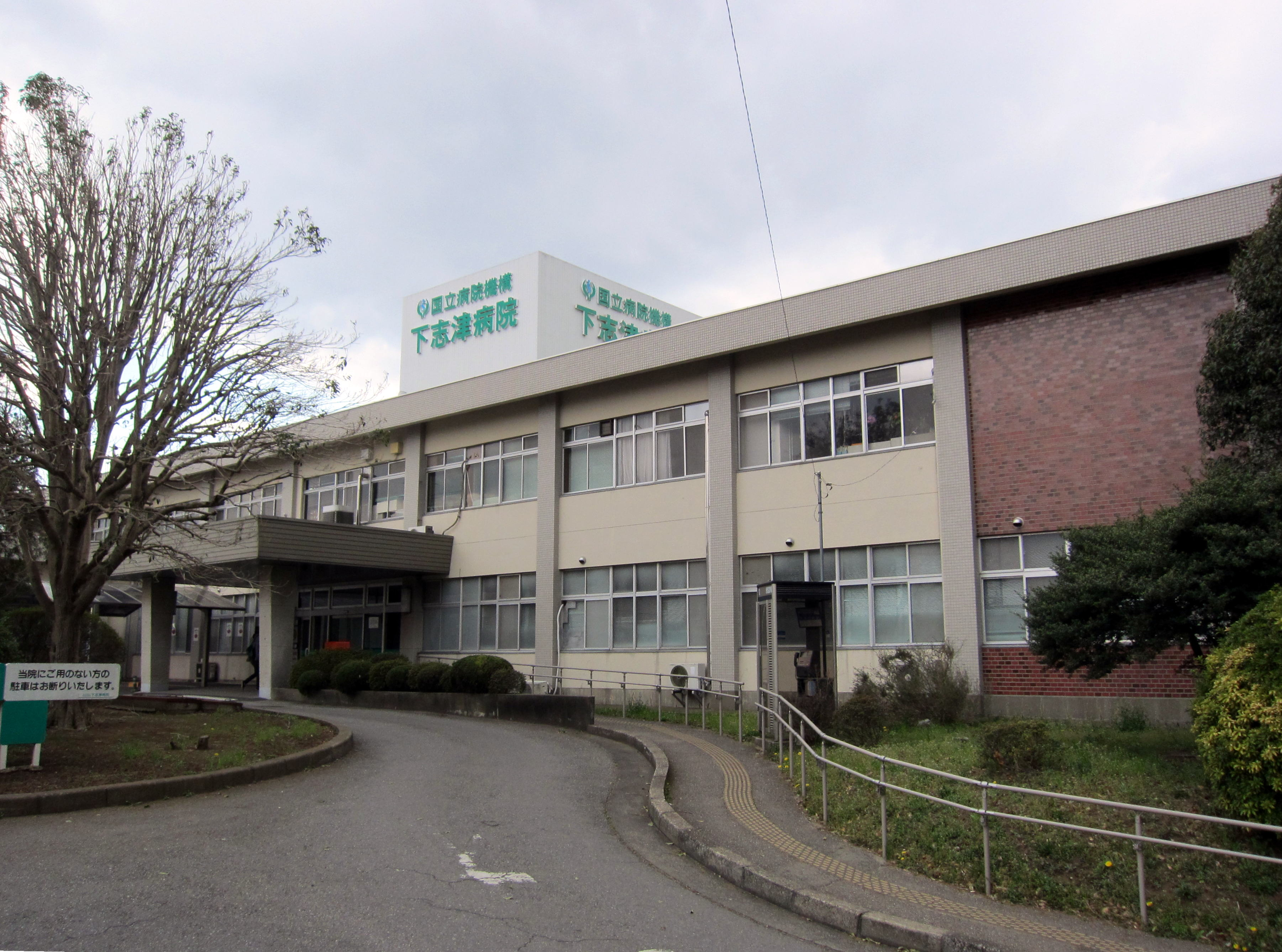
下志津病院
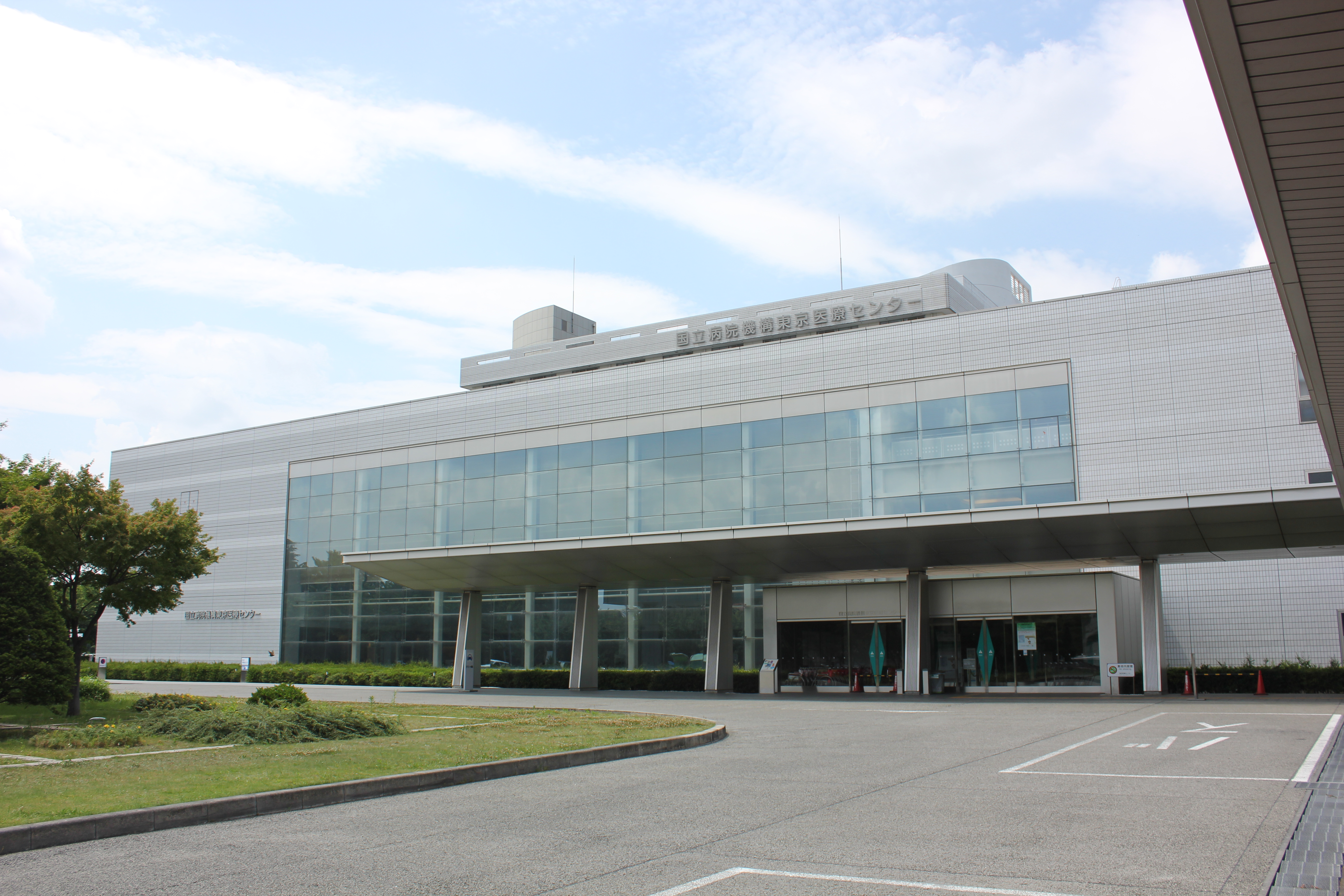
東京医療センター
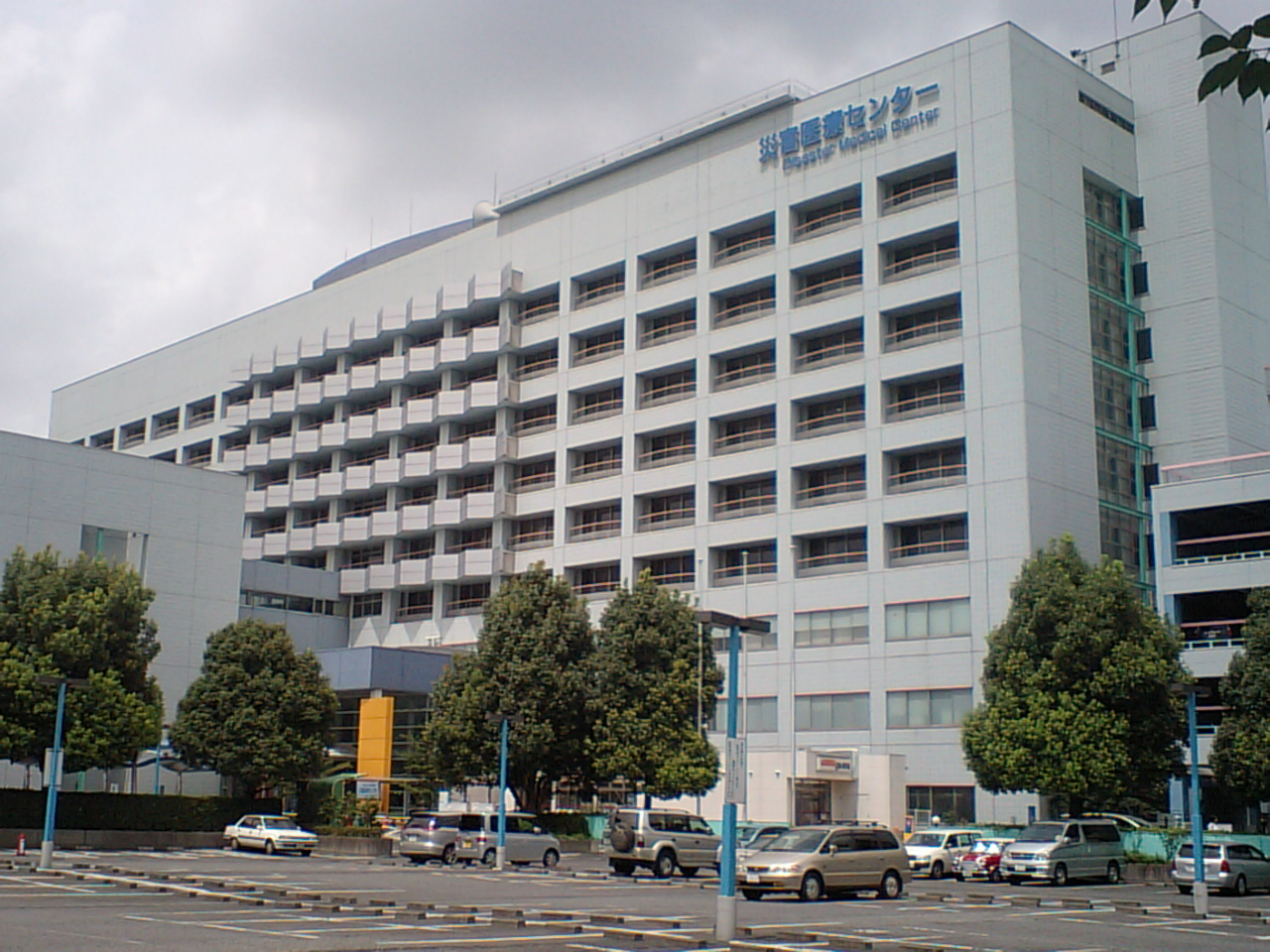
災害医療センター
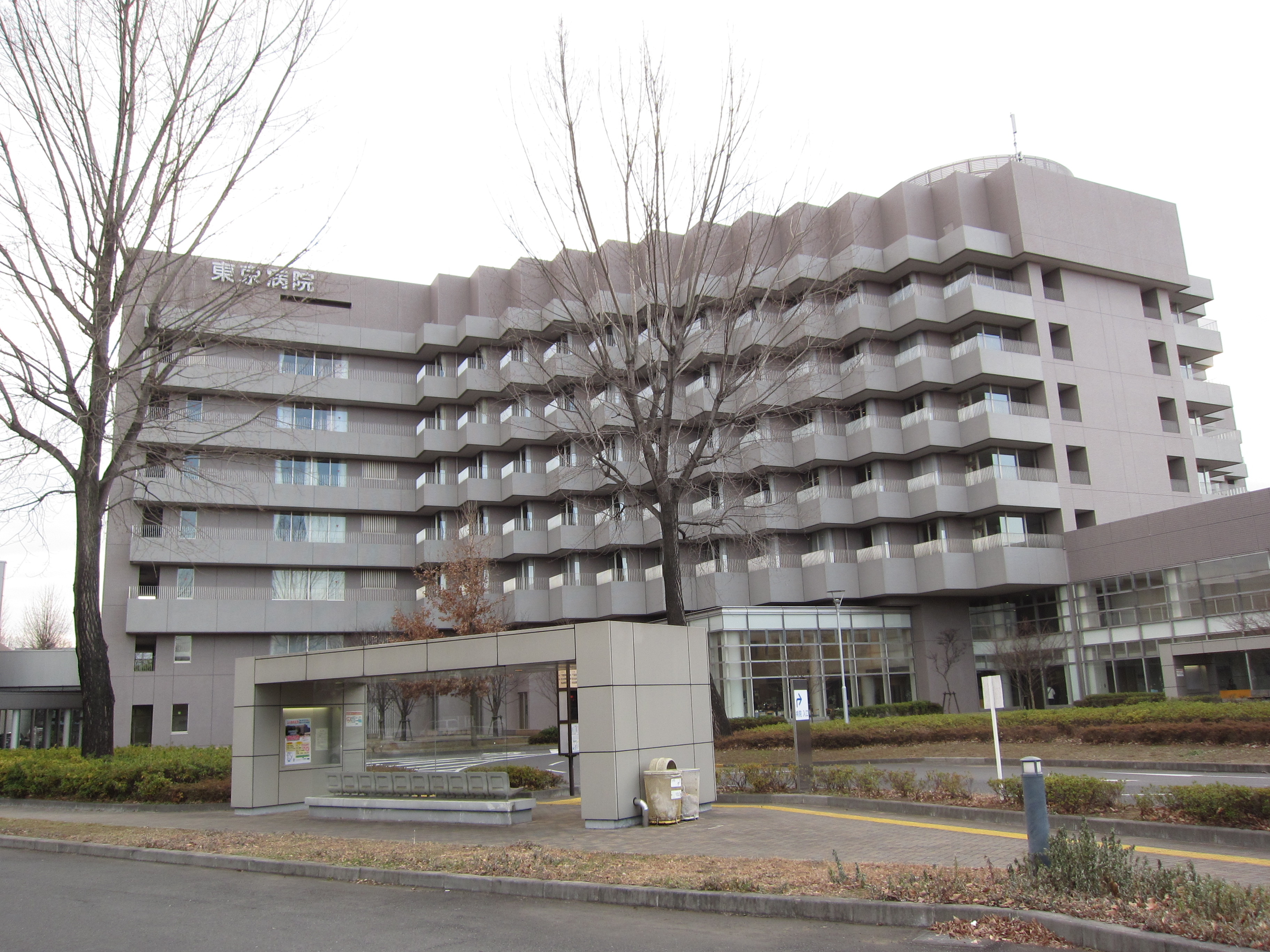
東京病院
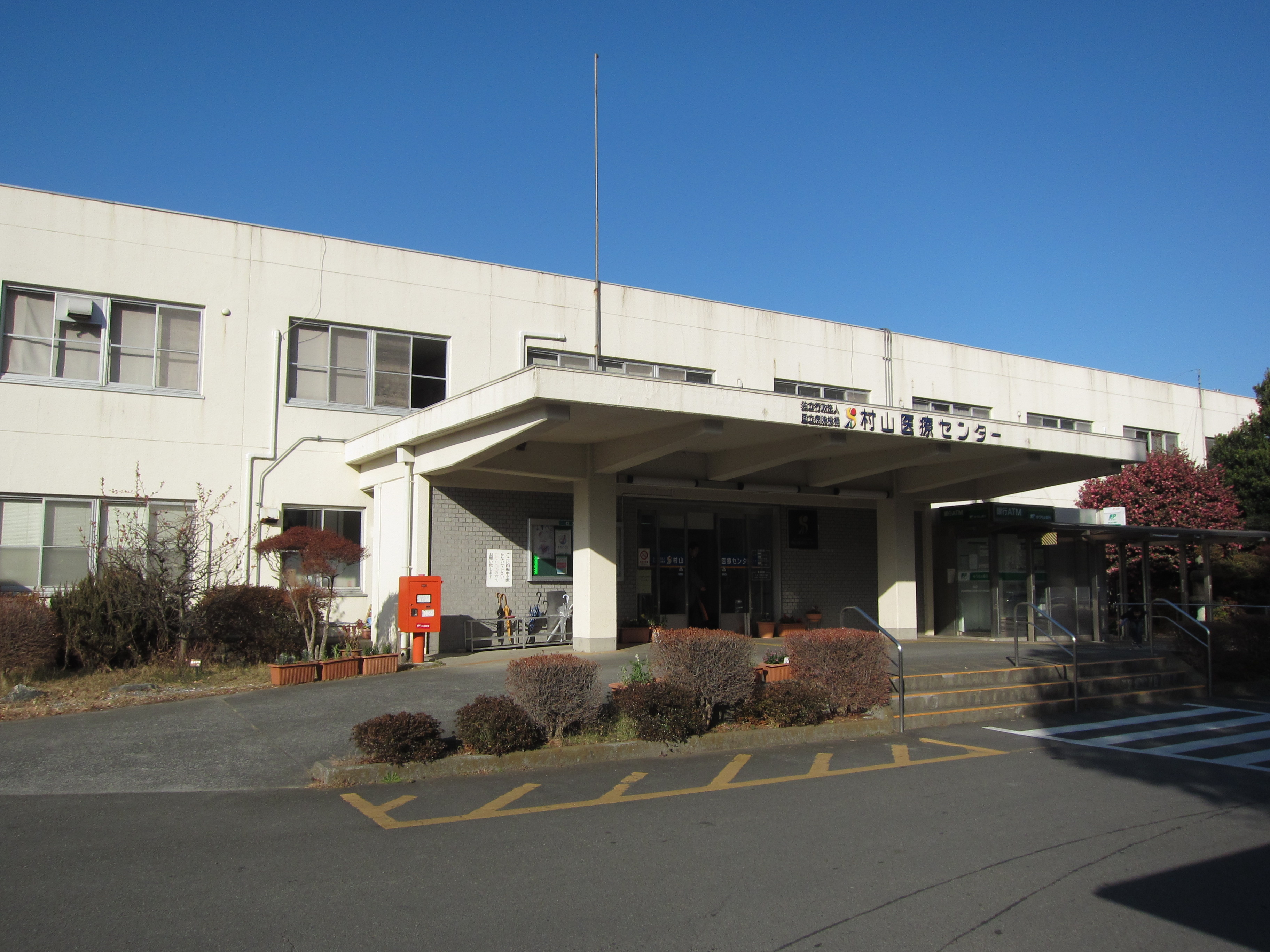
村山医療センター
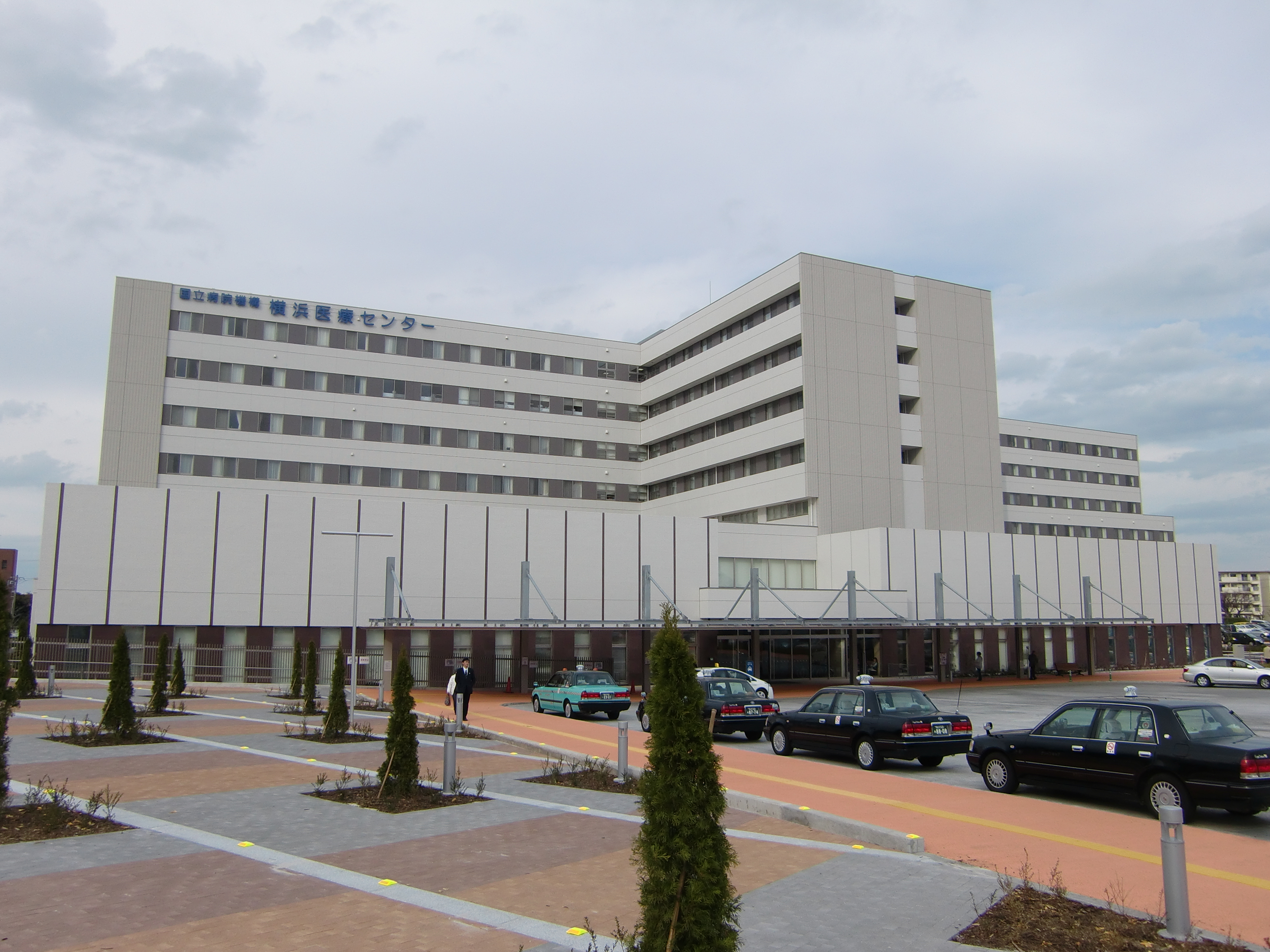
横浜医療センター
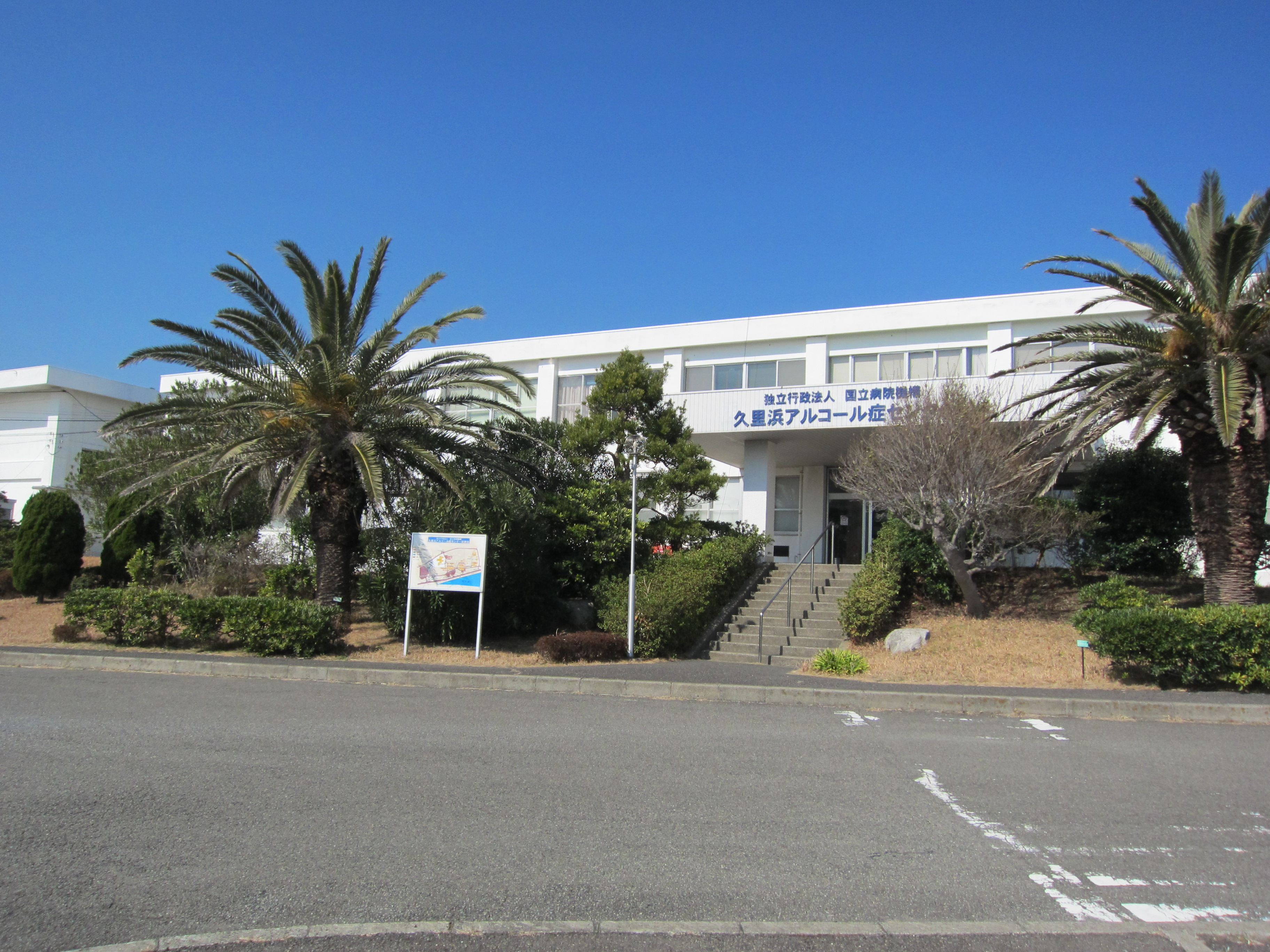
久里浜医療センター
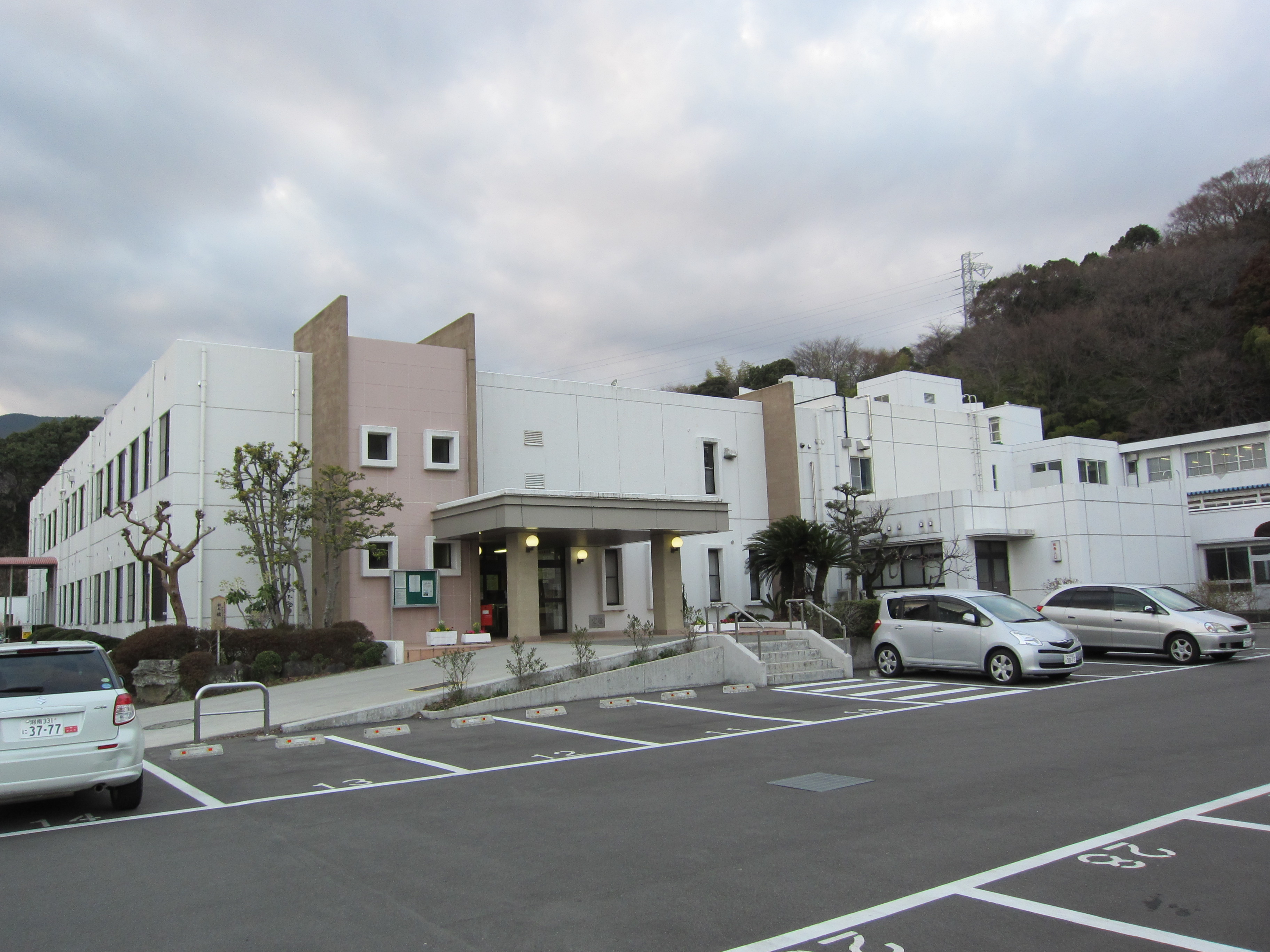
箱根病院
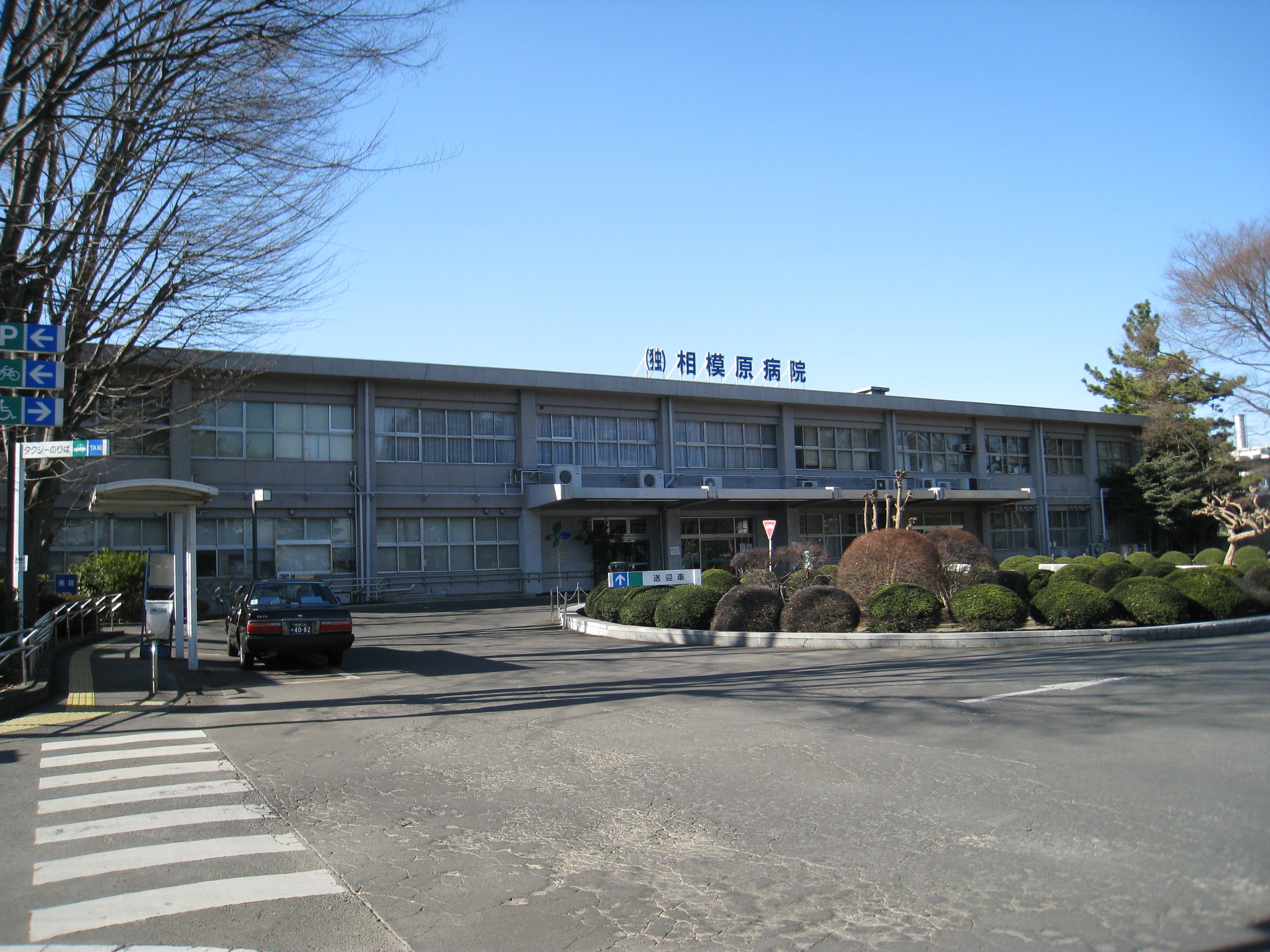
相模原病院
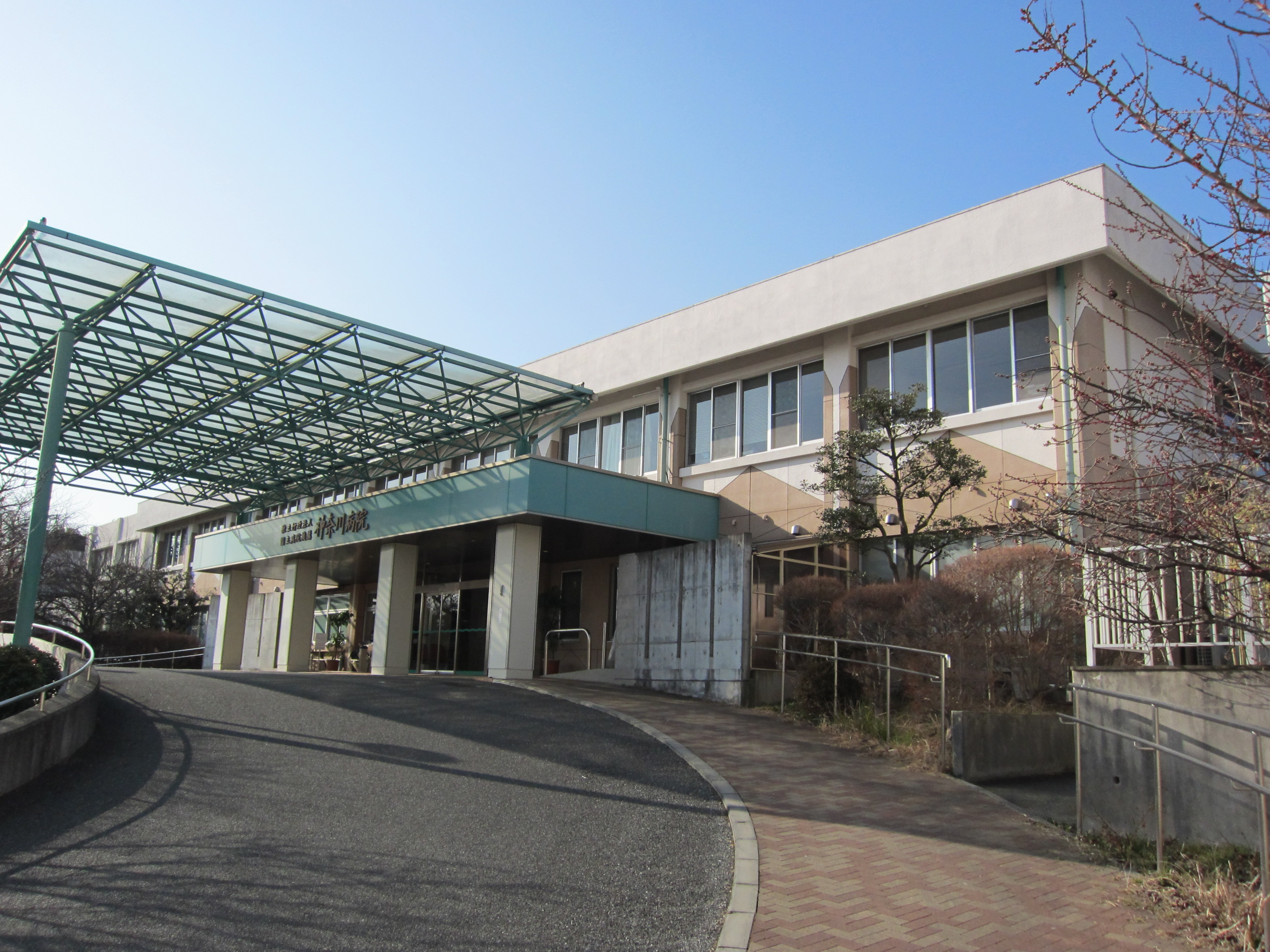
神奈川病院
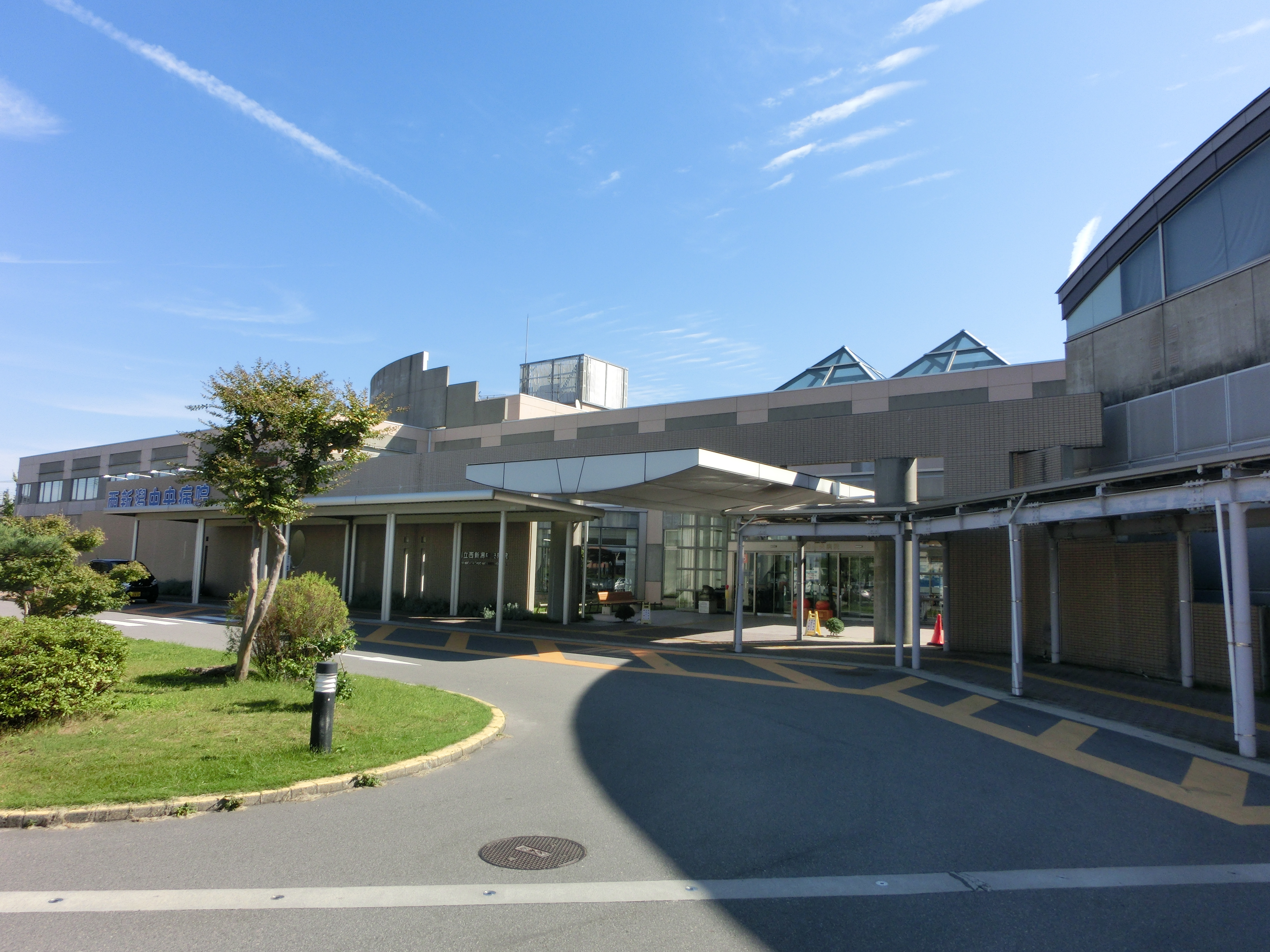
西新潟中央病院
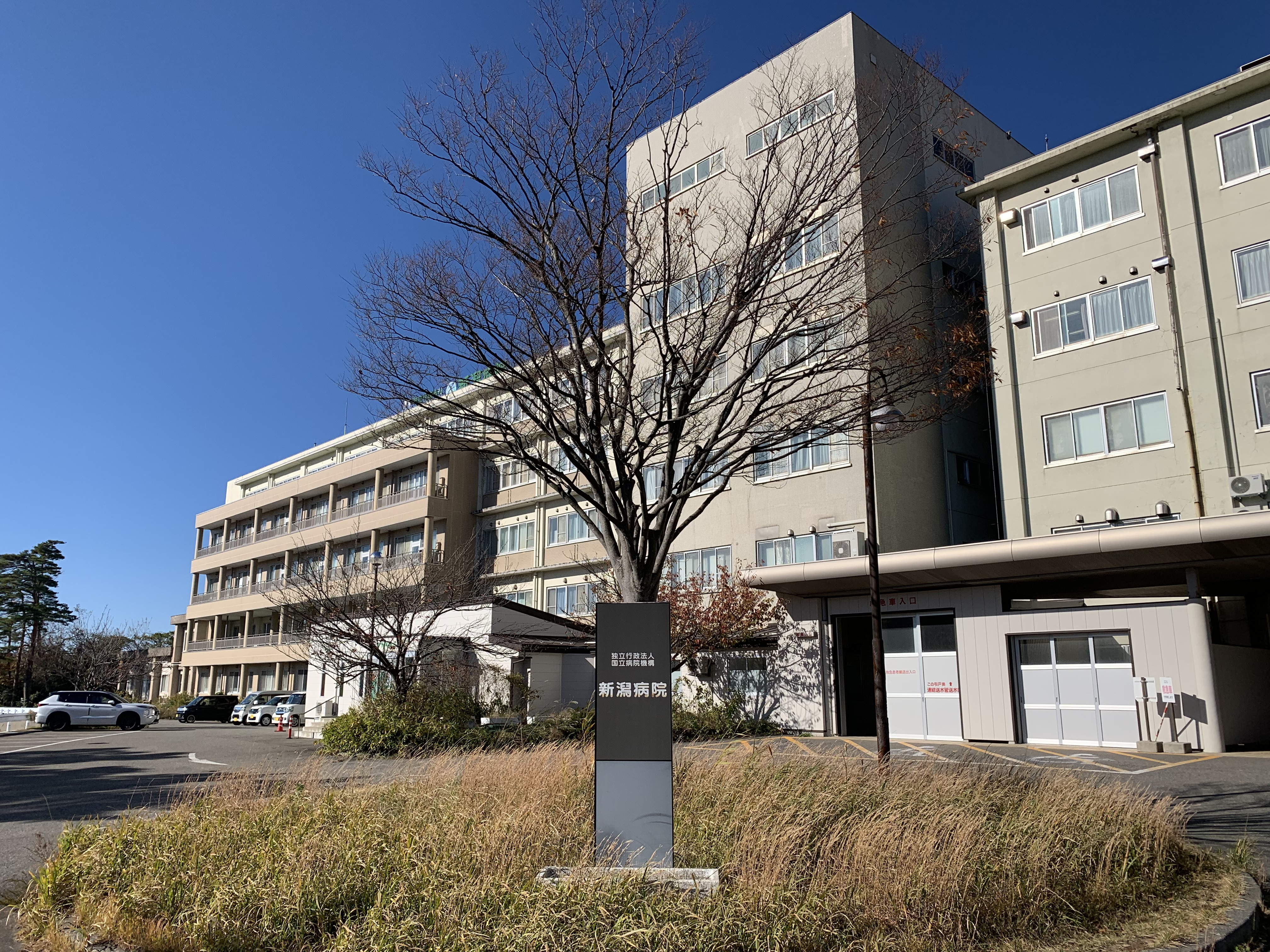
新潟病院
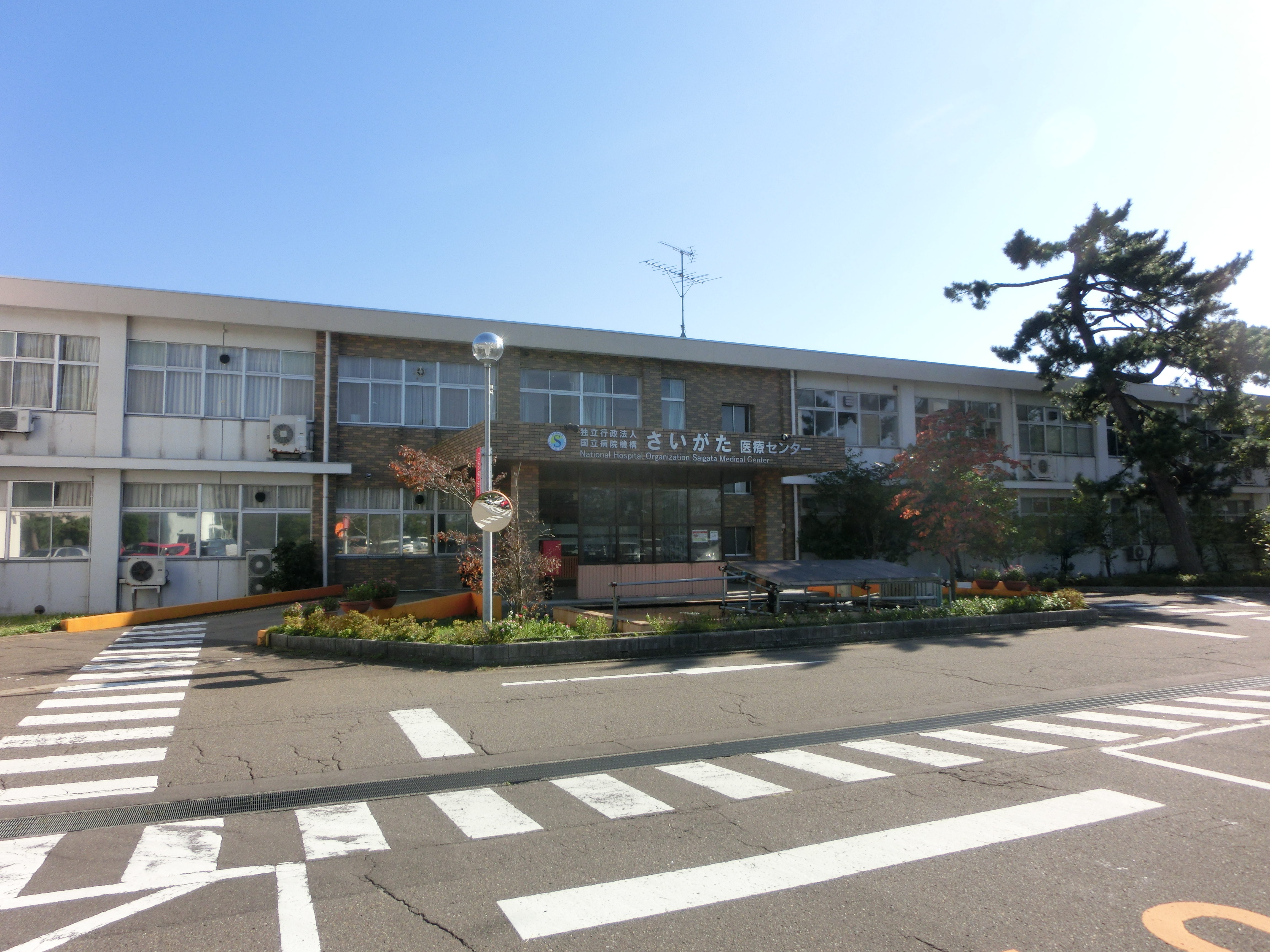
さいがた医療センター
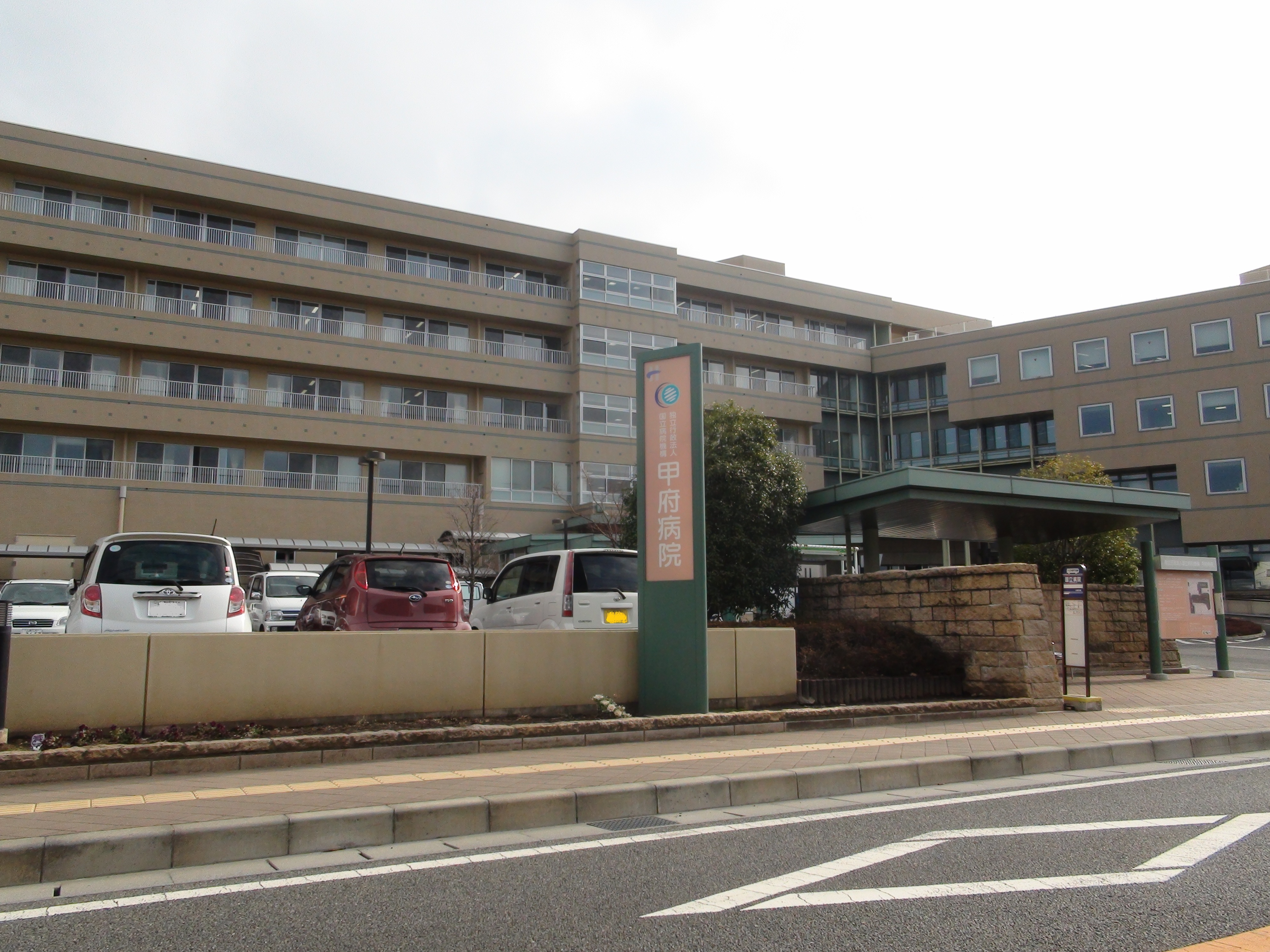
甲府病院
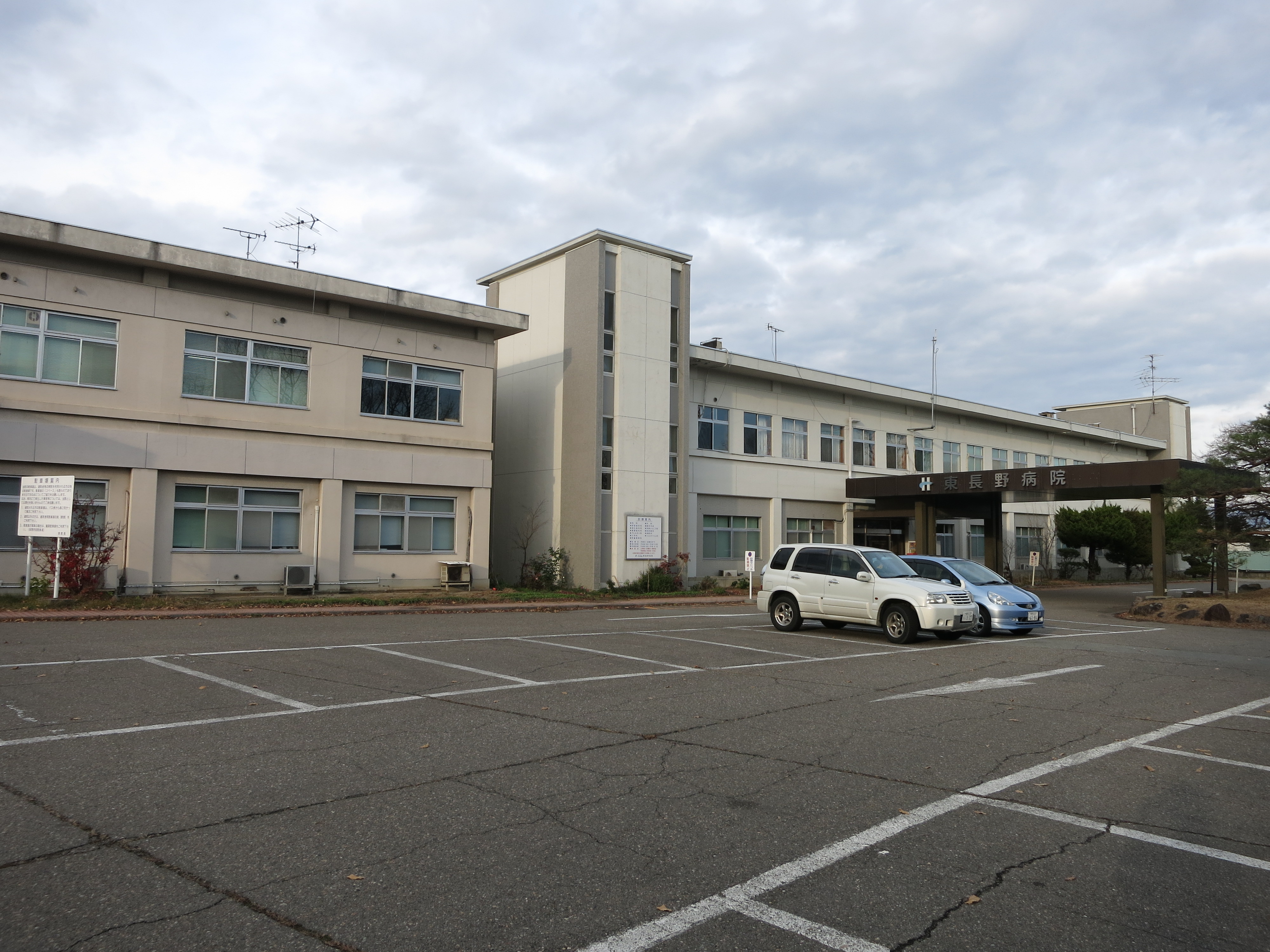
東長野病院
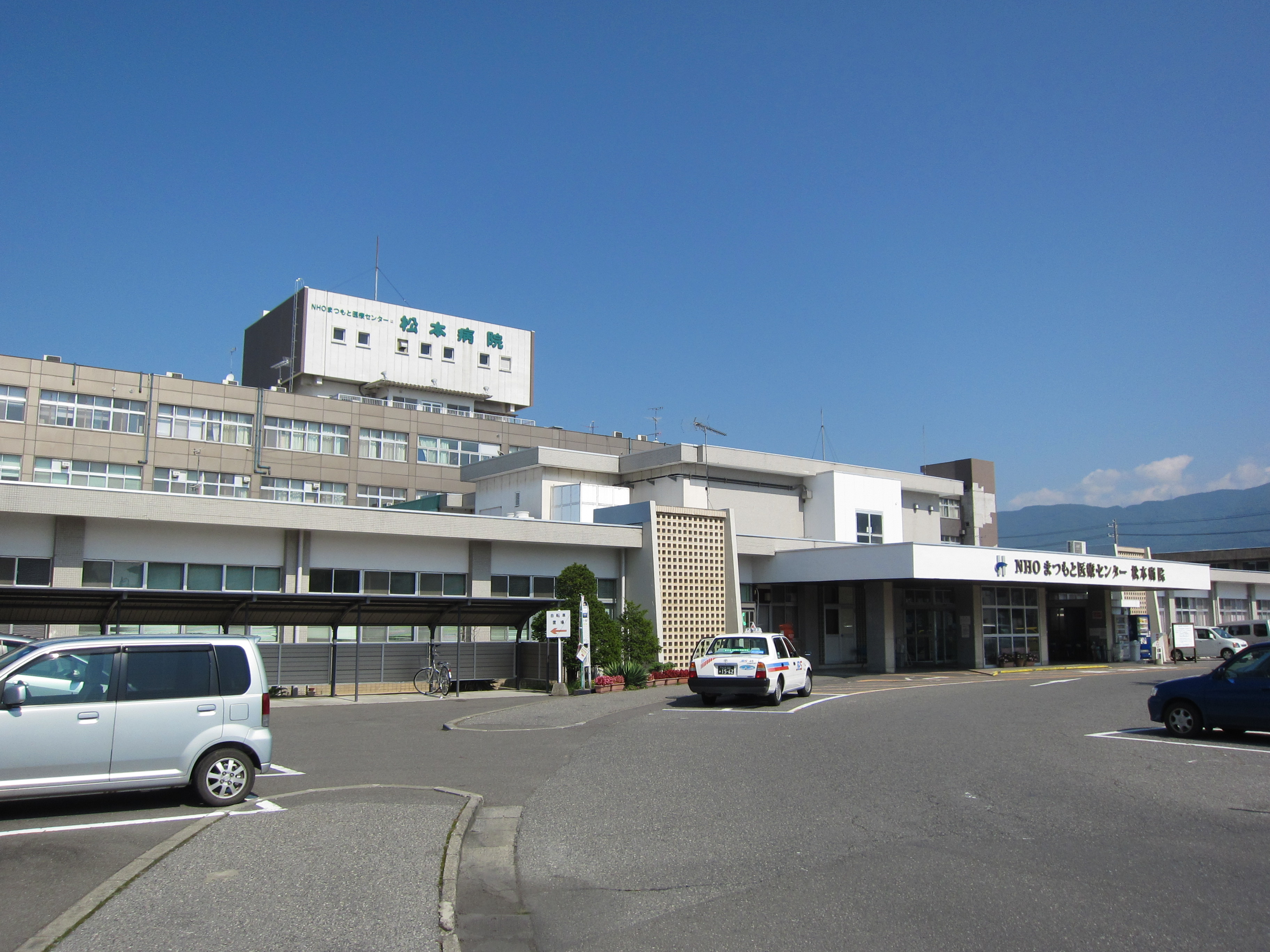
松本病院
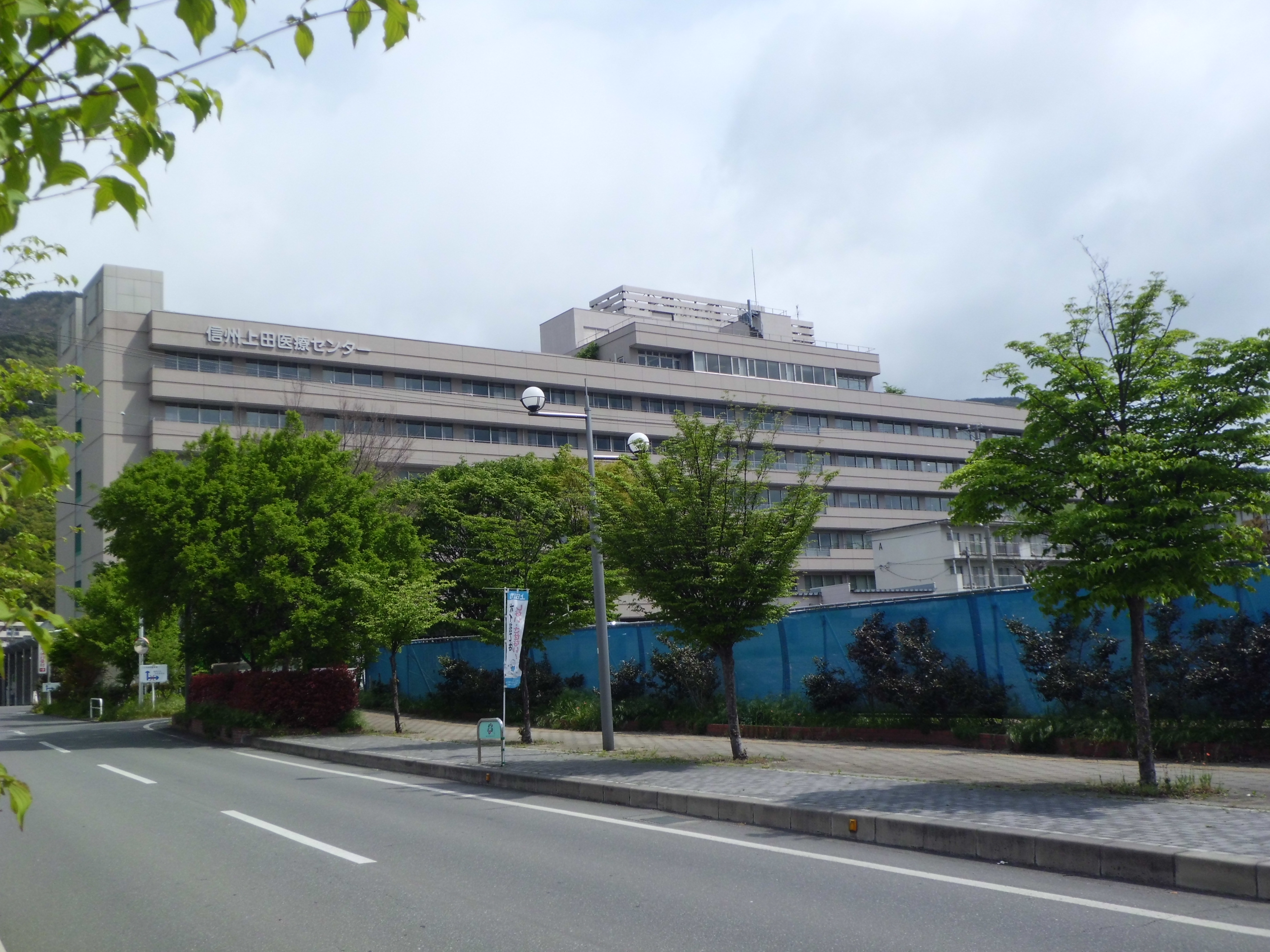
信州上田医療センター
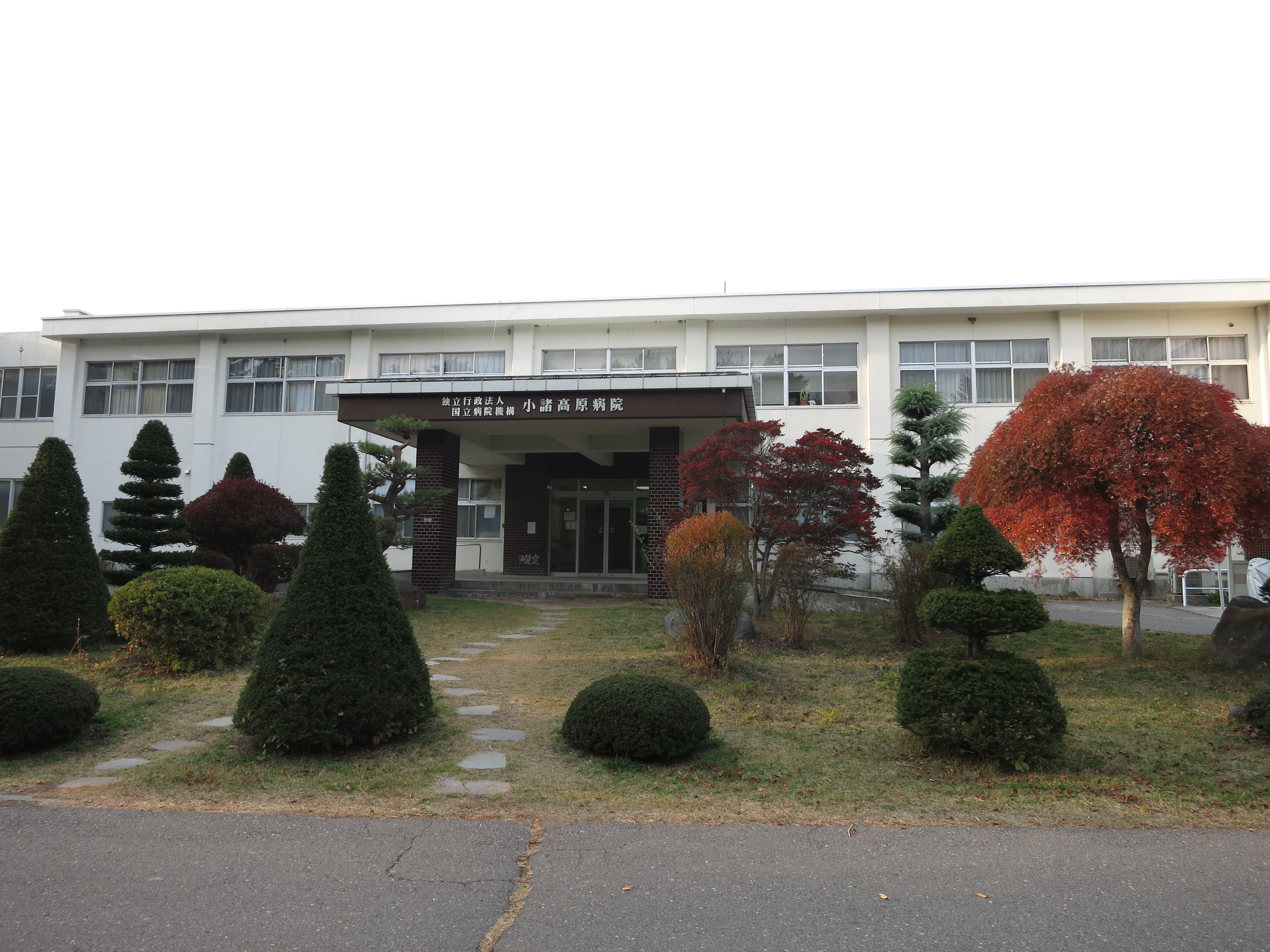
小諸高原病院

### 東海北陸グループ
- 富山病院（富山県富山市）
- 北陸病院（富山県南砺市）
- 金沢医療センター（石川県金沢市）
- 医王病院（石川県金沢市）
- 七尾病院（石川県七尾市）
- 石川病院（石川県加賀市）
- 長良医療センター（岐阜県岐阜市）
- 静岡てんかん・神経医療センター（静岡県静岡市葵区）
- 天竜病院（静岡県浜松市浜名区）
- 静岡医療センター（静岡県駿東郡清水町）
- 名古屋医療センター（愛知県名古屋市中区）-東海北陸グループ事務所所在地
- 東名古屋病院（名古屋市名東区）
- 東尾張病院（名古屋市守山区）
- 豊橋医療センター（愛知県豊橋市）
- 三重病院（三重県津市）
- 鈴鹿病院（三重県鈴鹿市）
- 三重中央医療センター（三重県津市）
- 榊原病院（三重県津市）

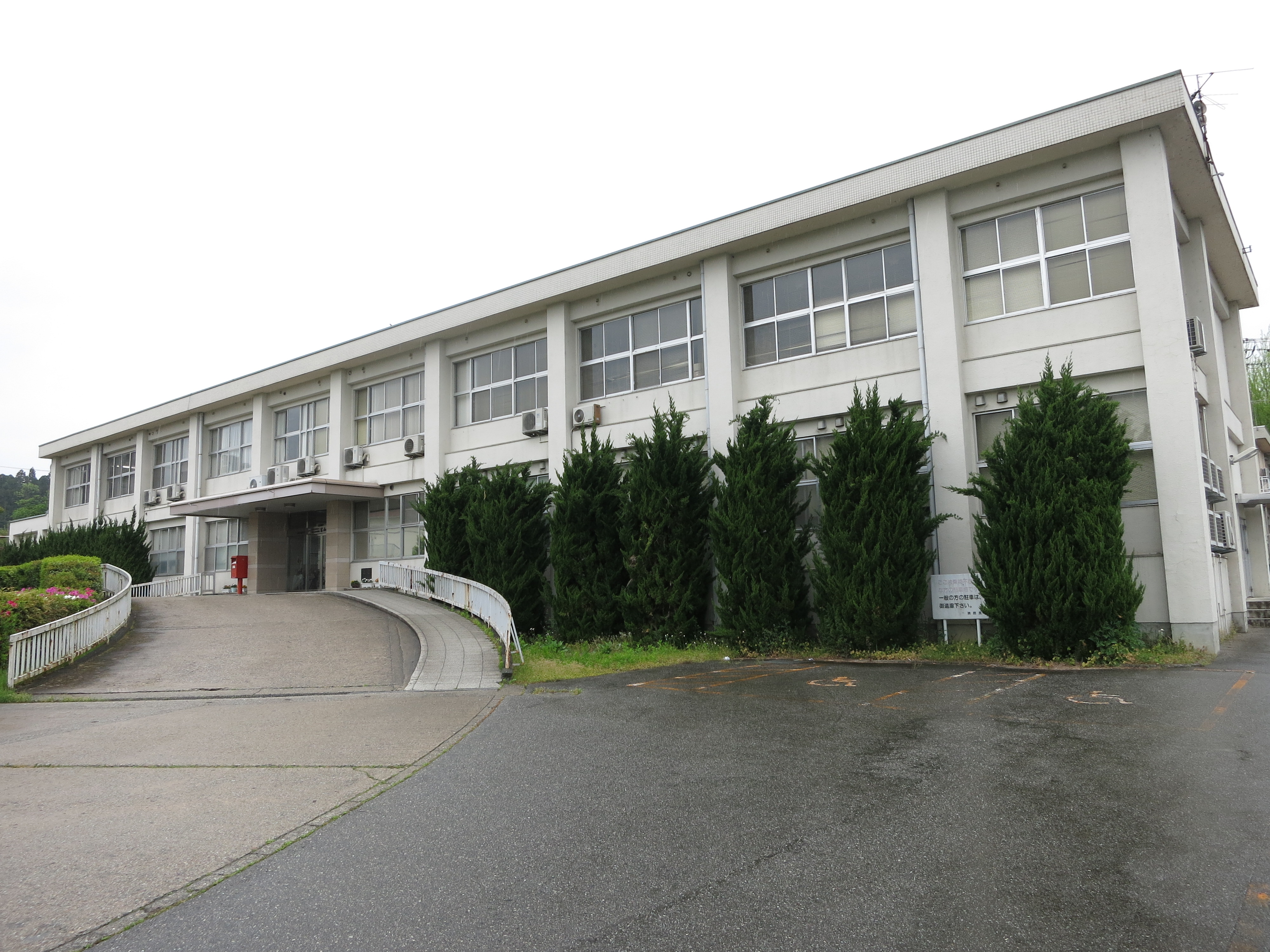
富山病院
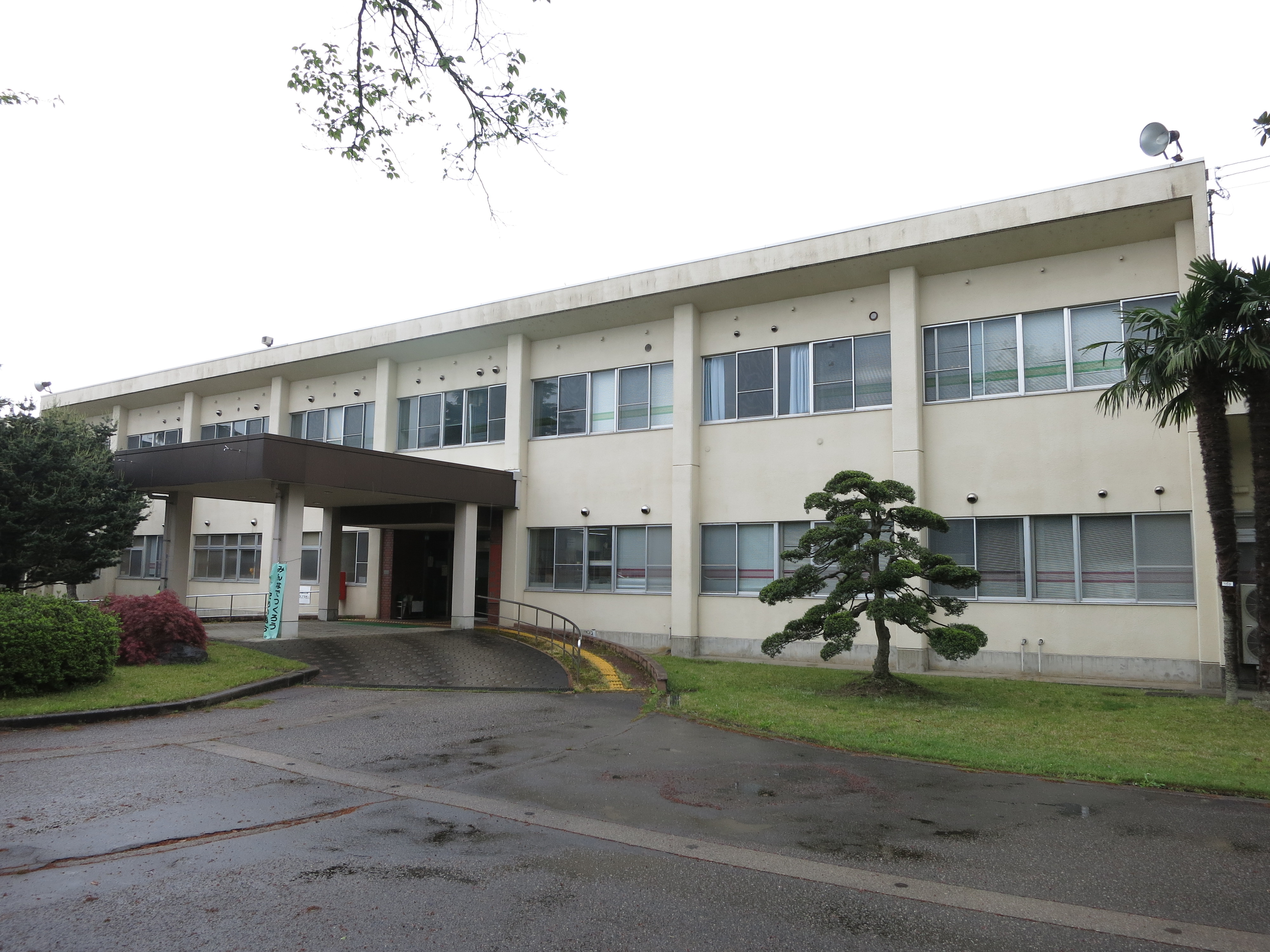
北陸病院
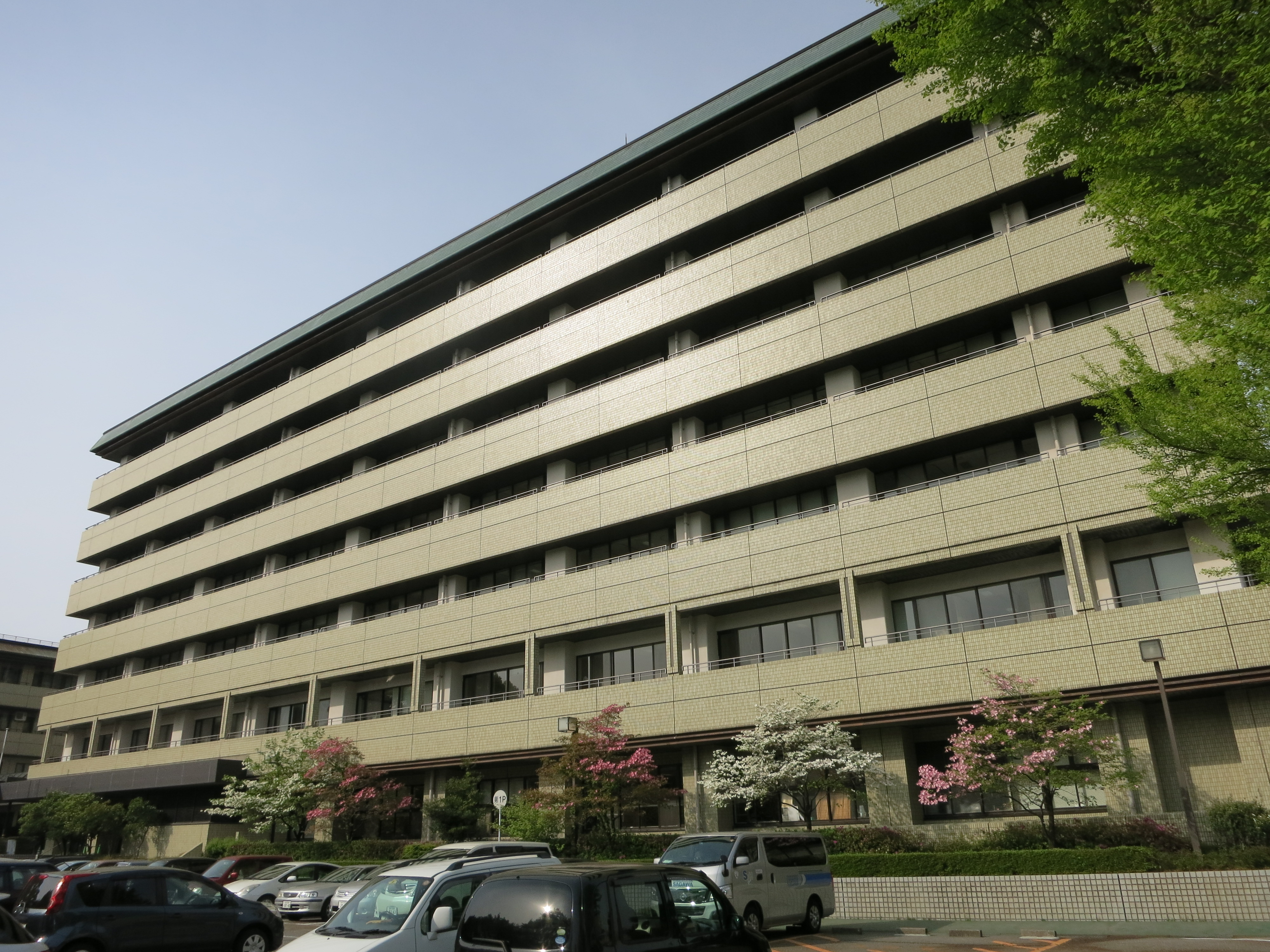
金沢医療センター
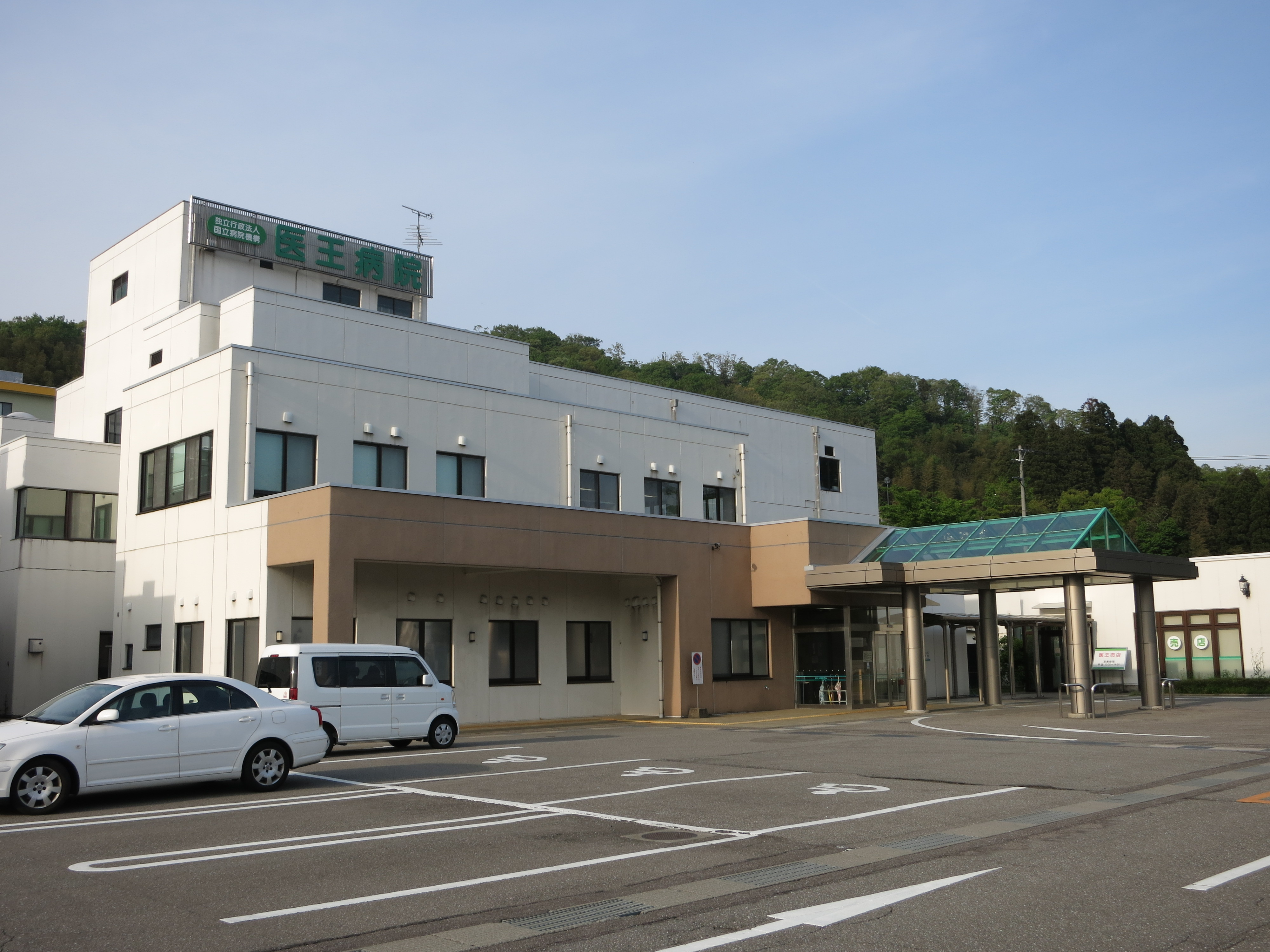
医王病院
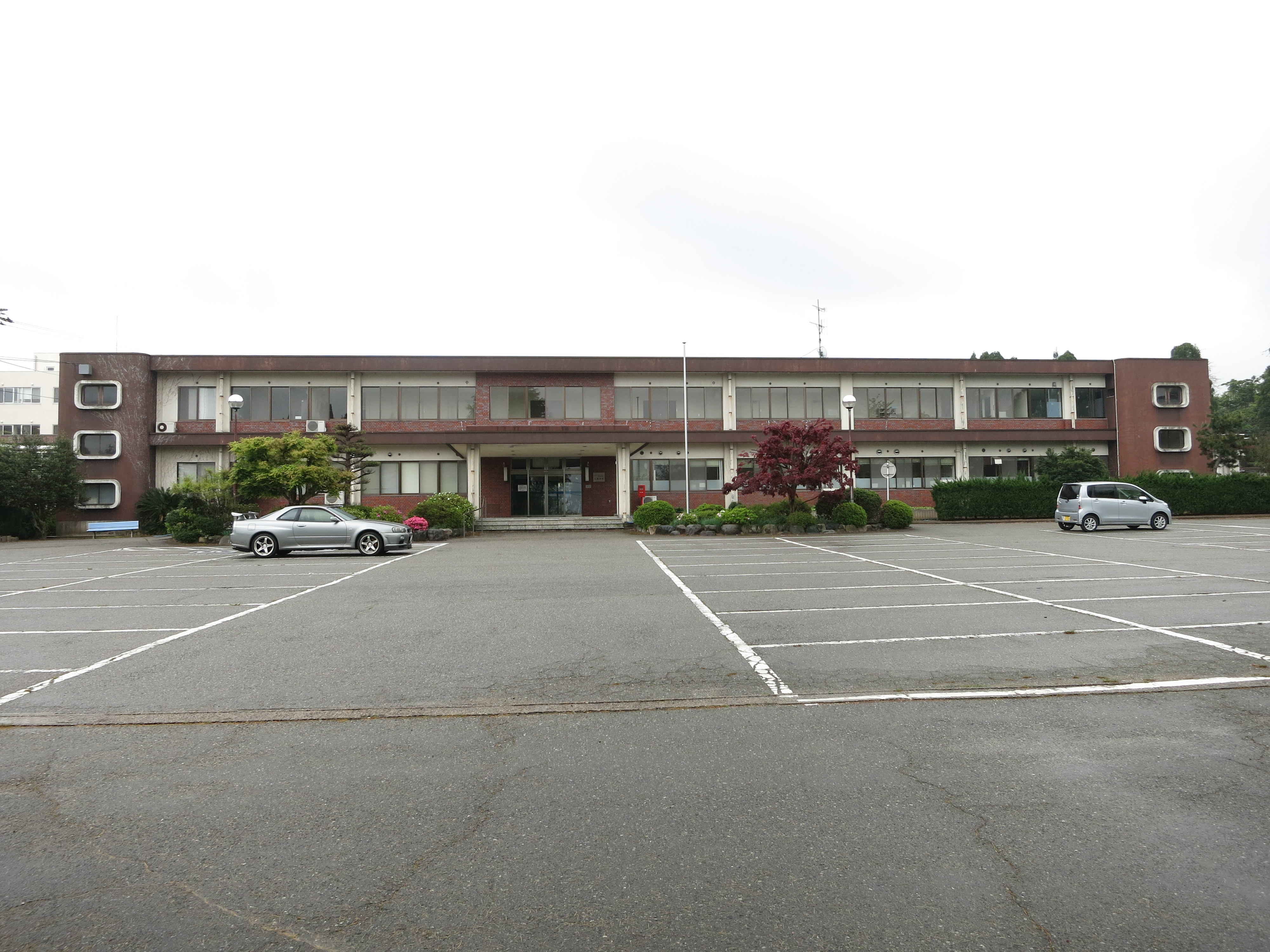
七尾病院
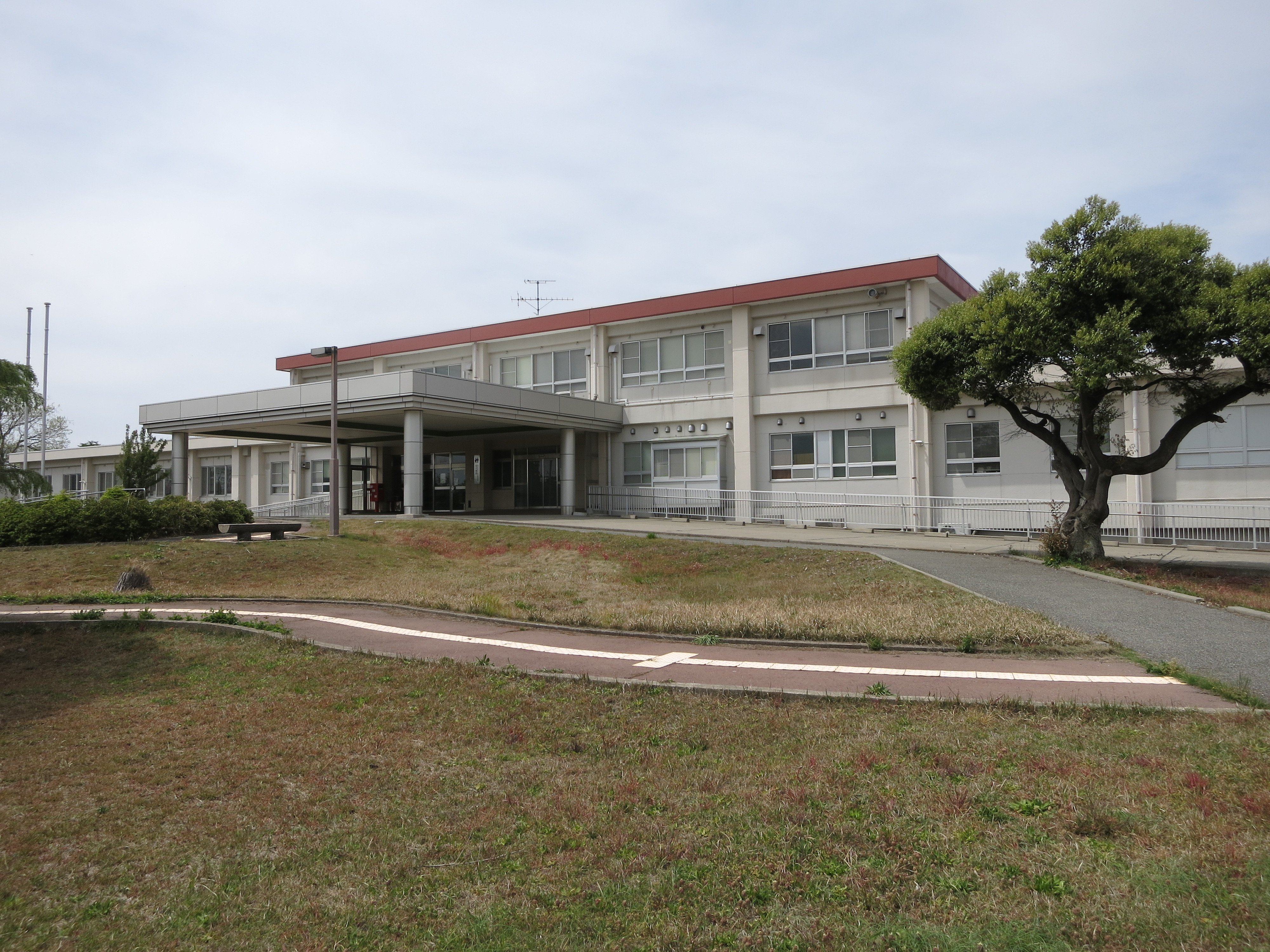
石川病院
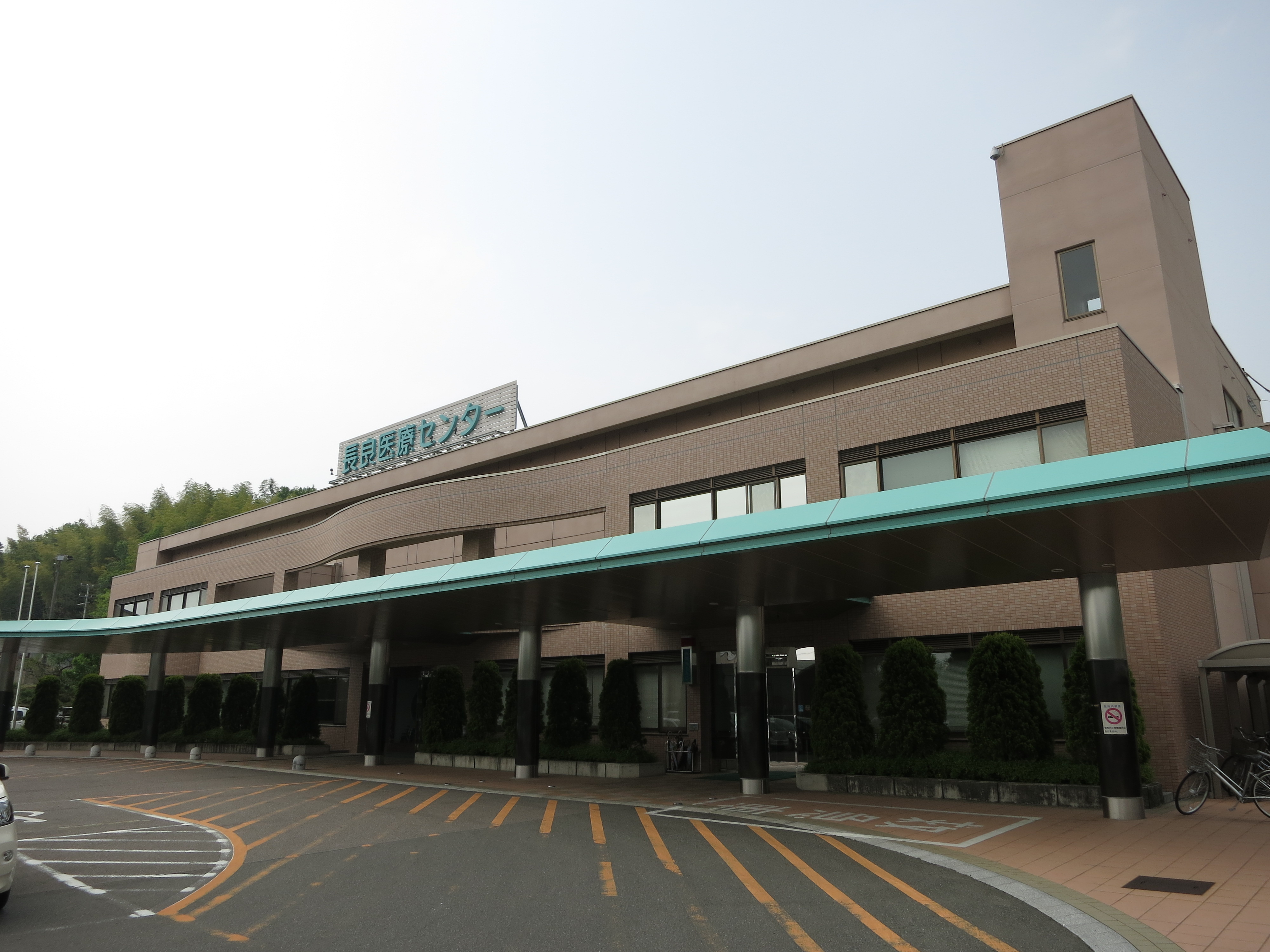
長良医療センター
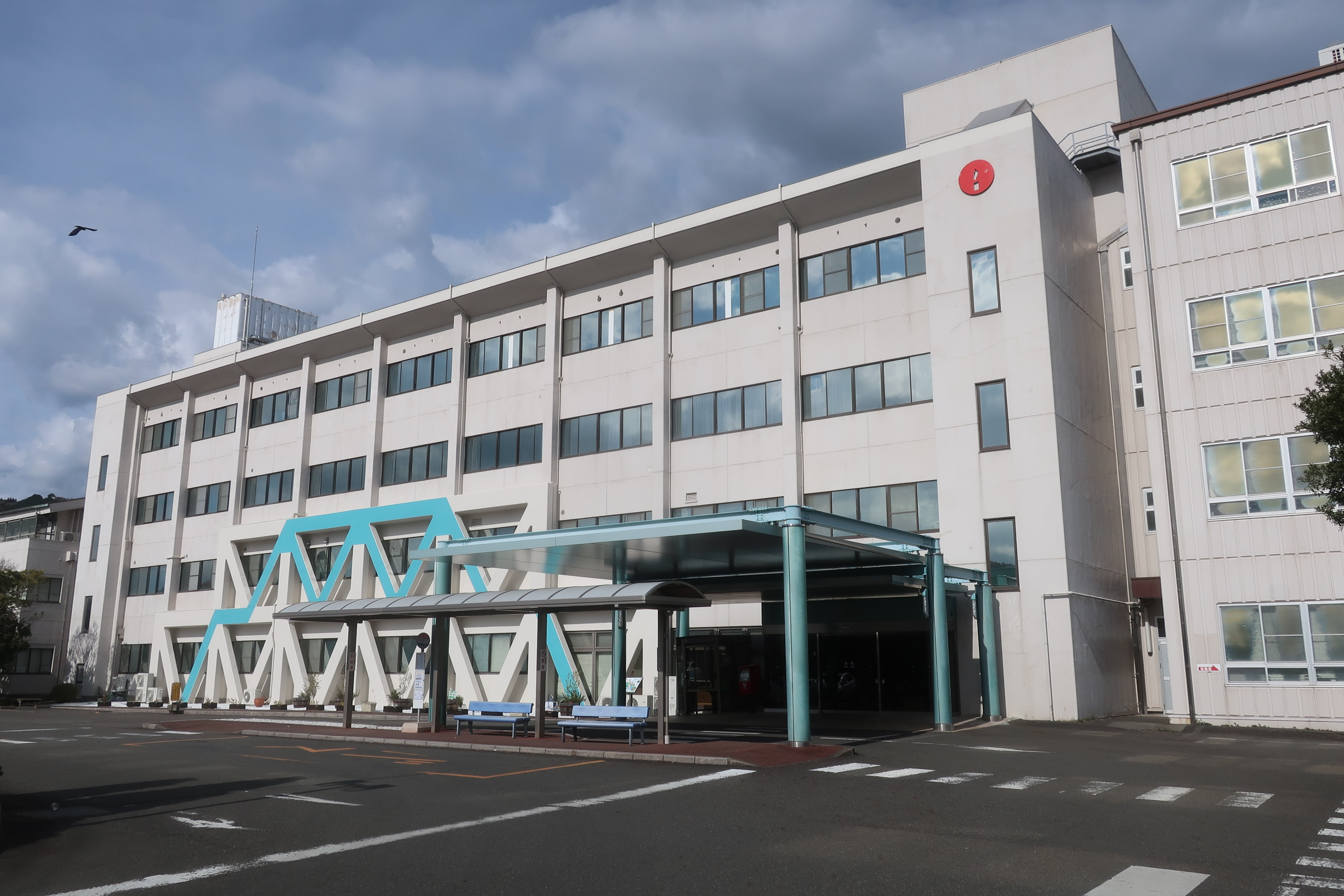
静岡てんかん・神経医療センター
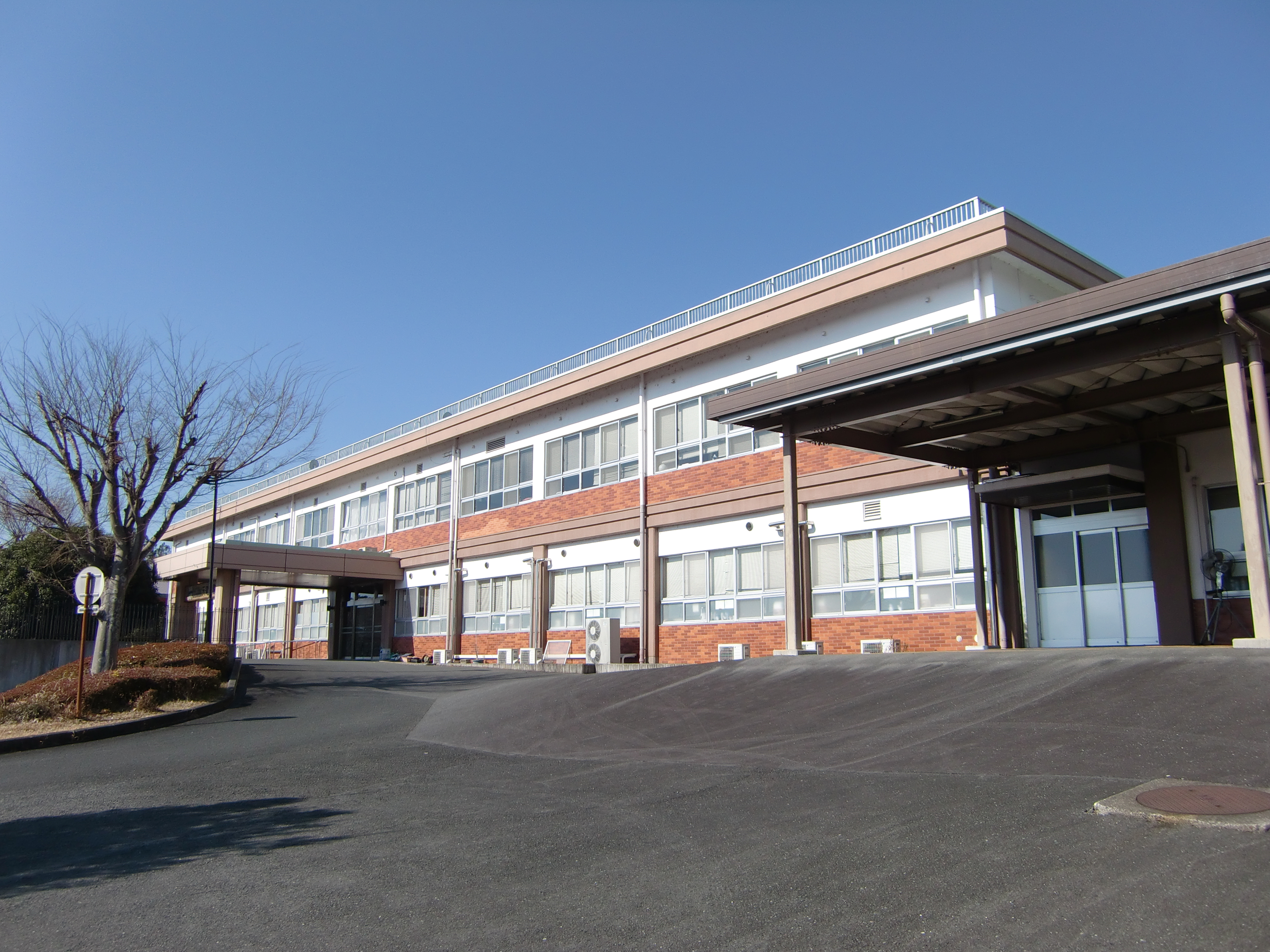
天竜病院
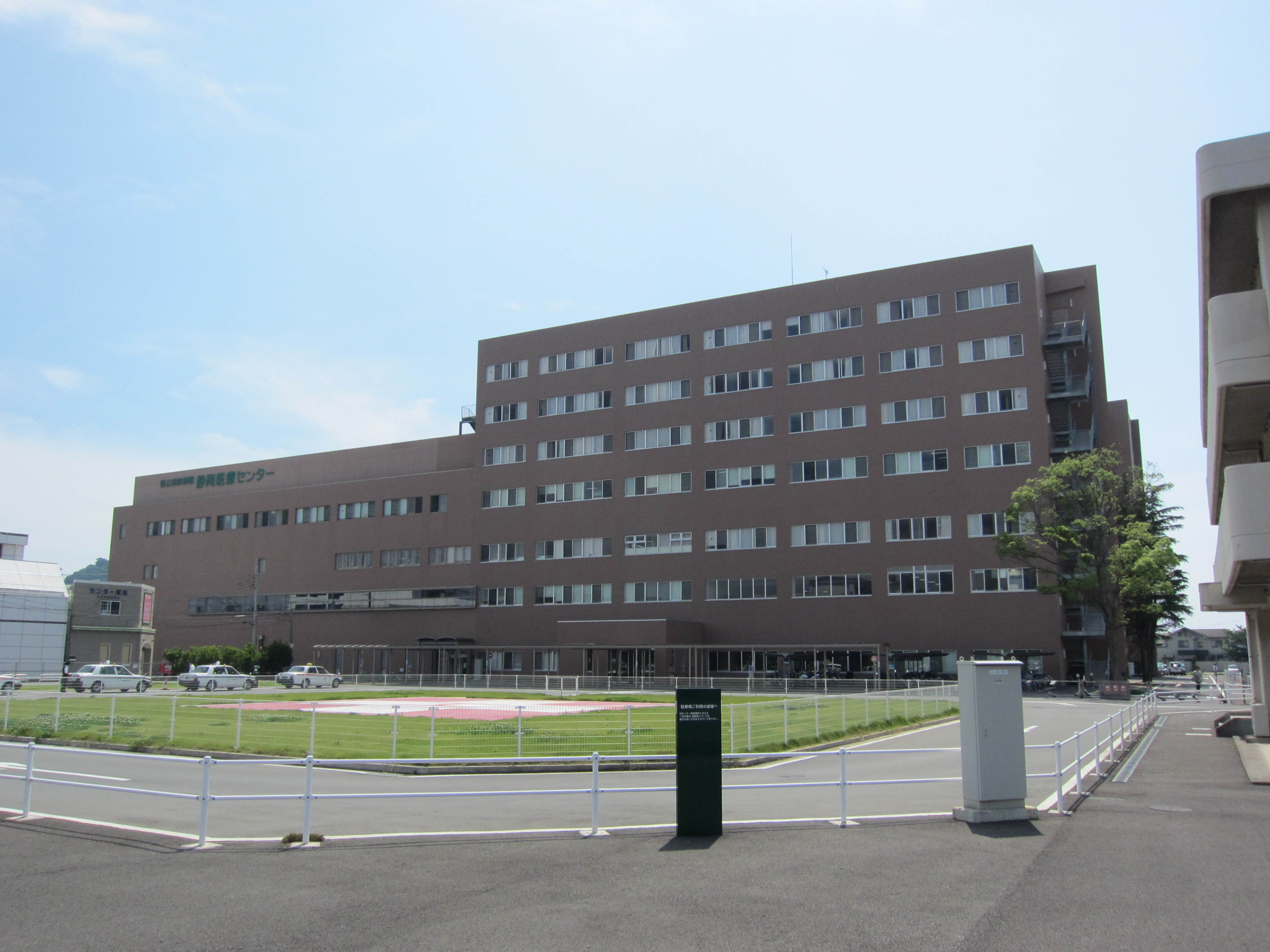
静岡医療センター
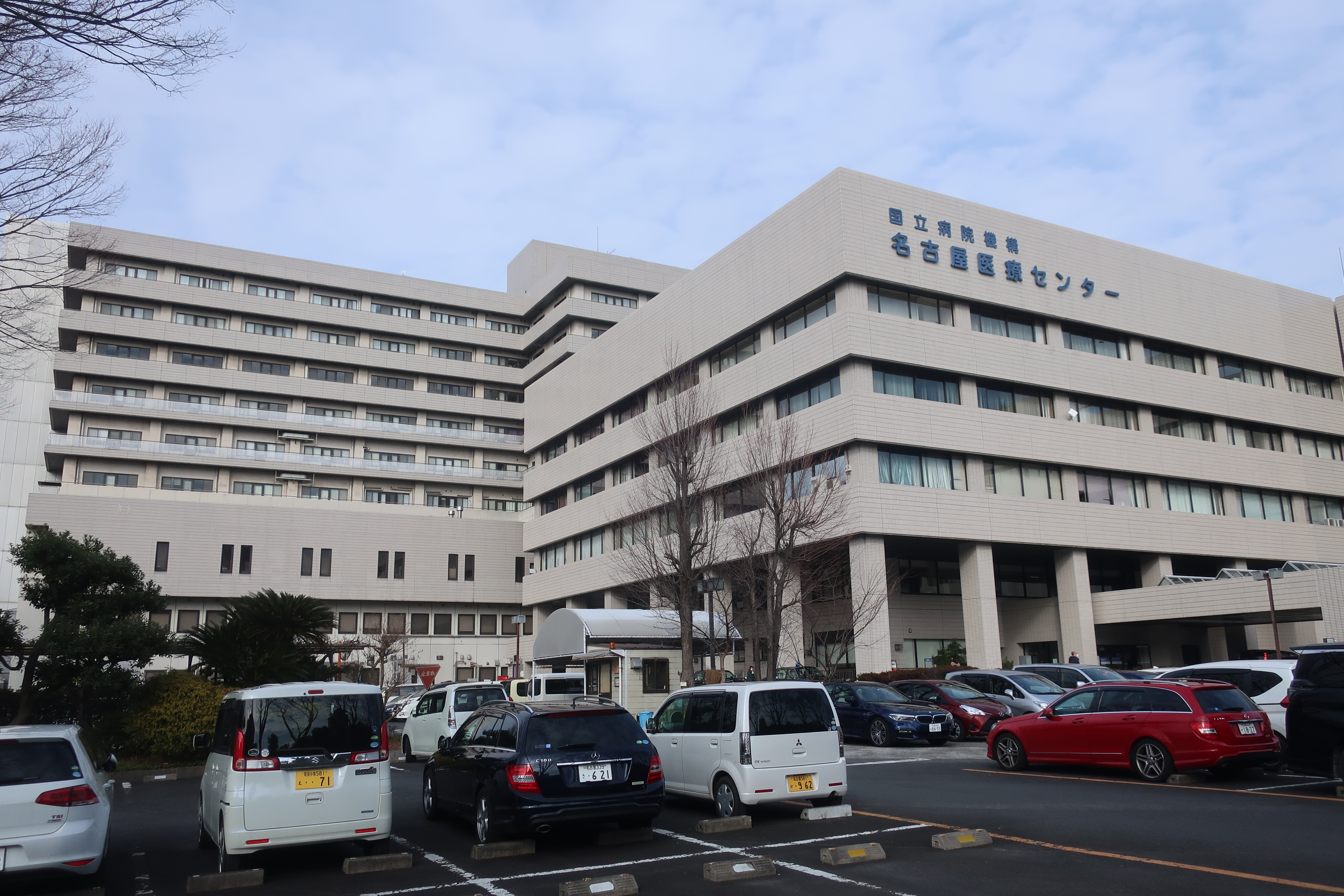
名古屋医療センター
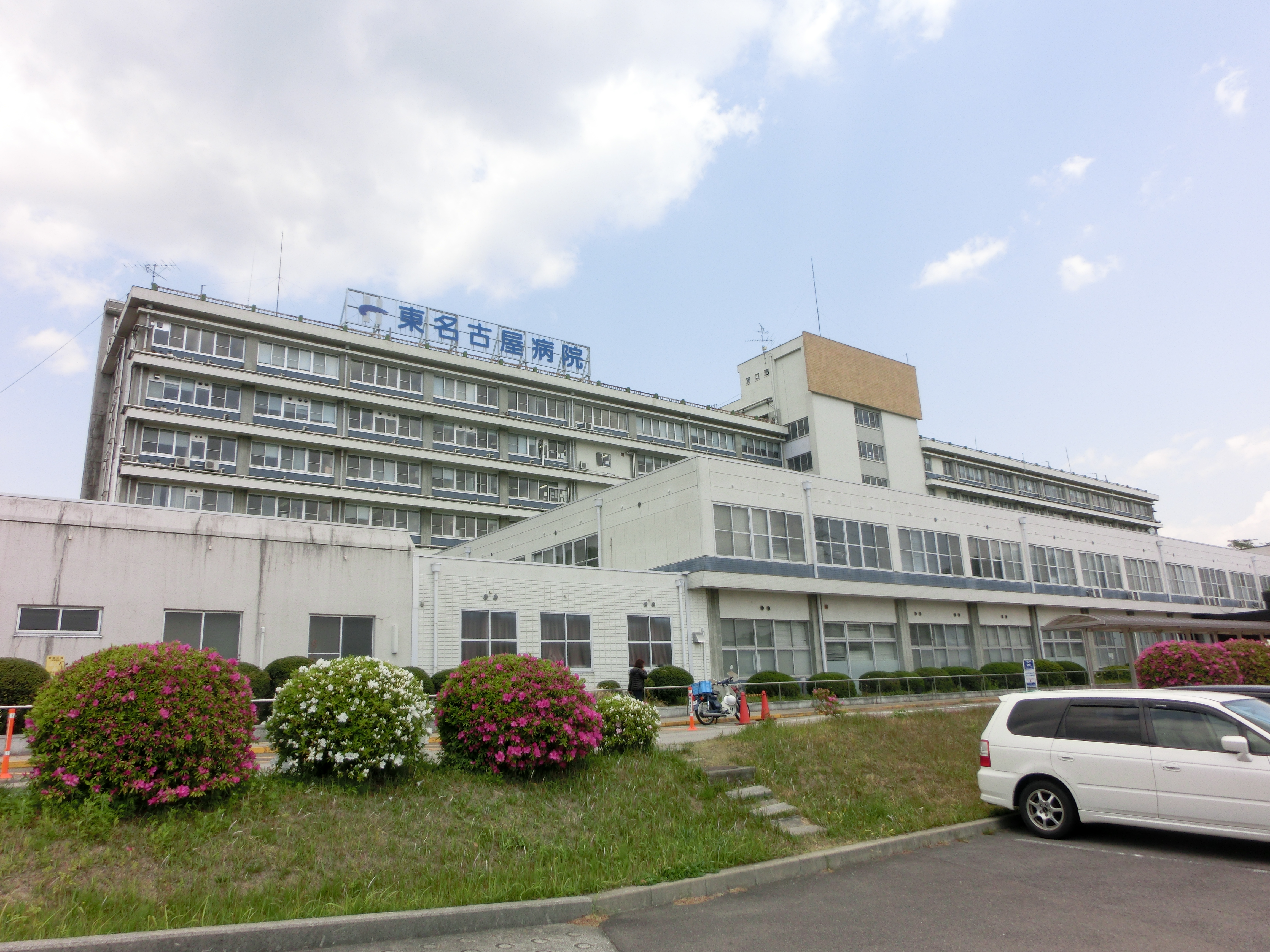
東名古屋病院
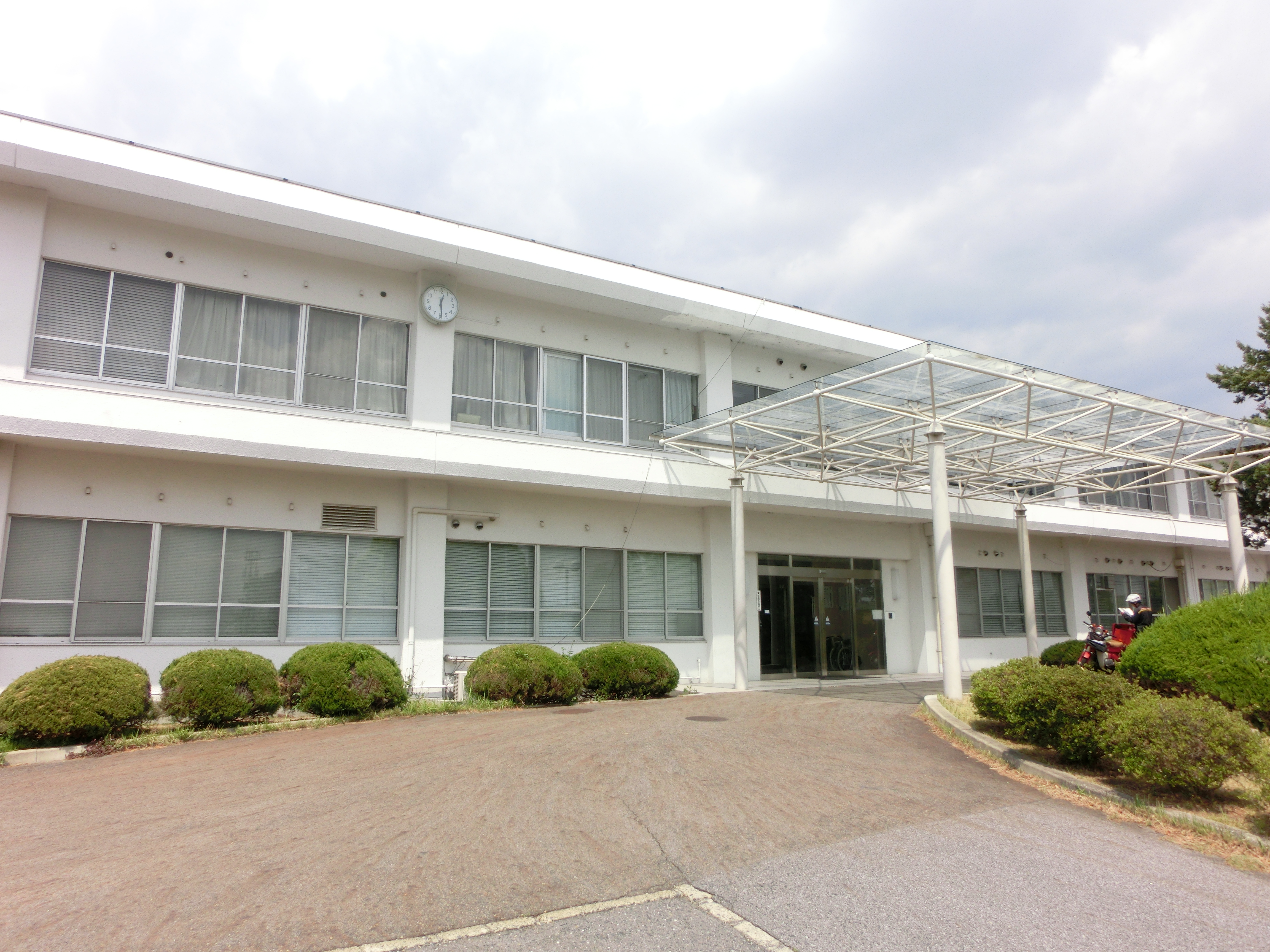
東尾張病院
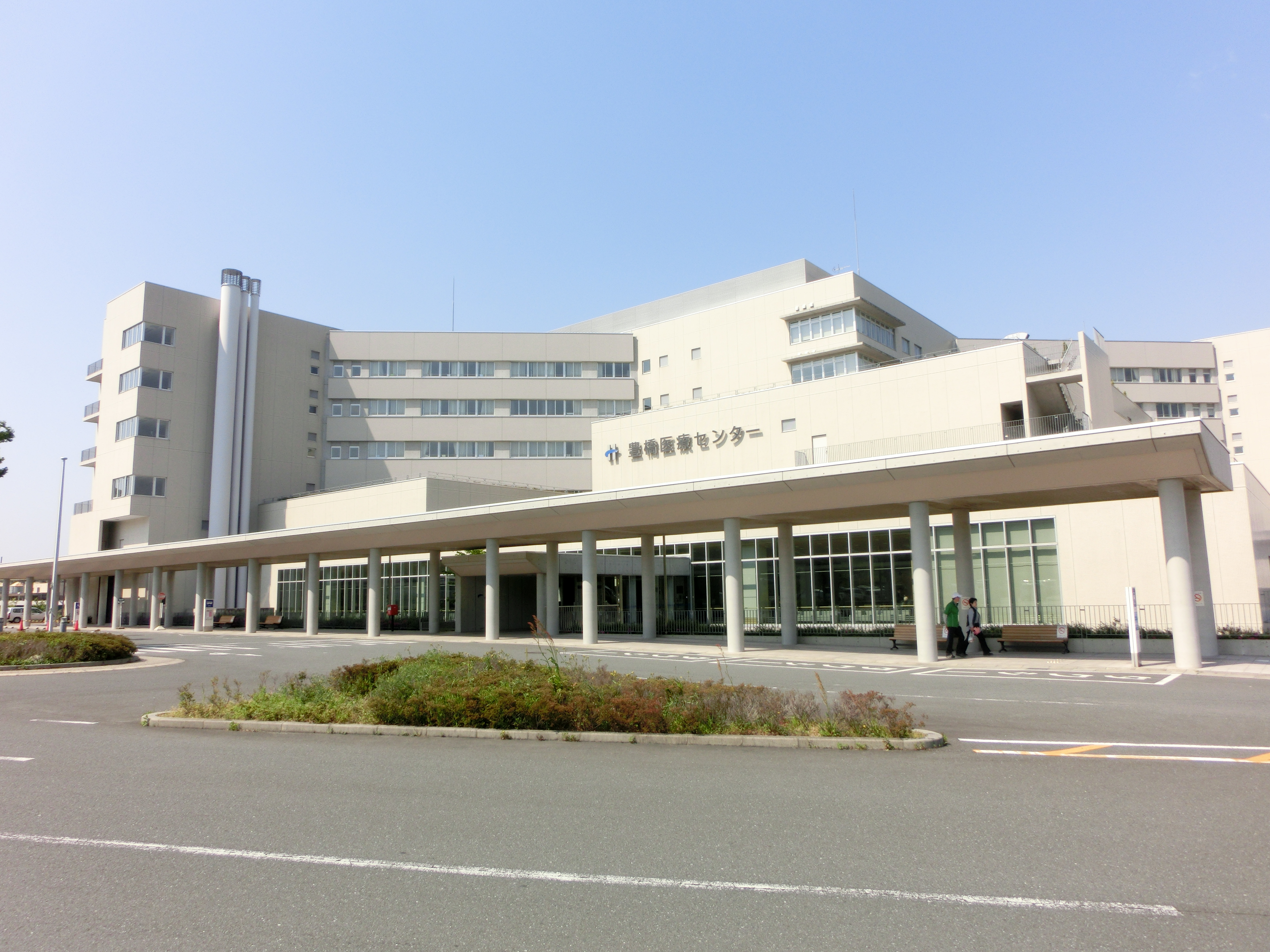
豊橋医療センター
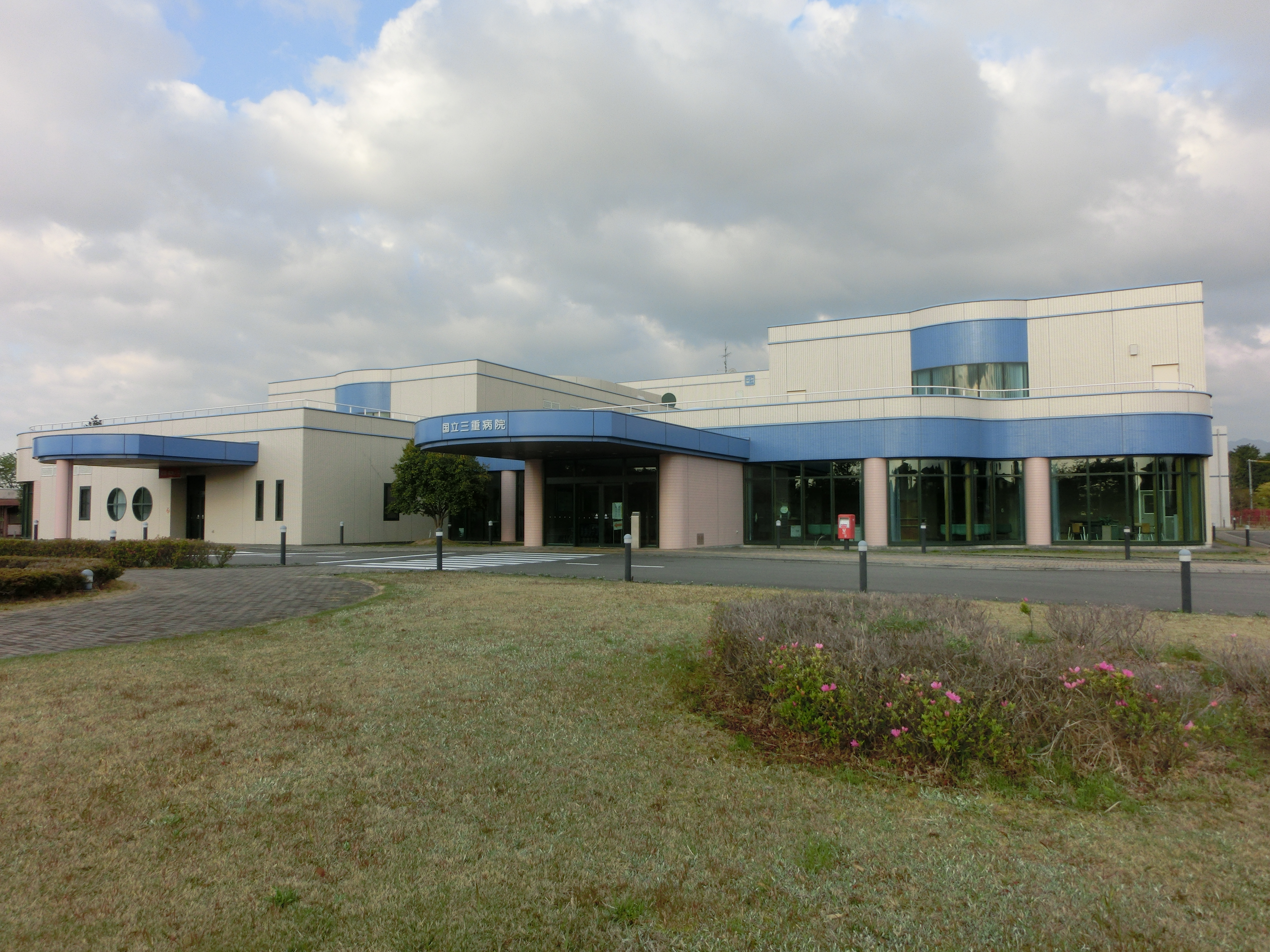
三重病院
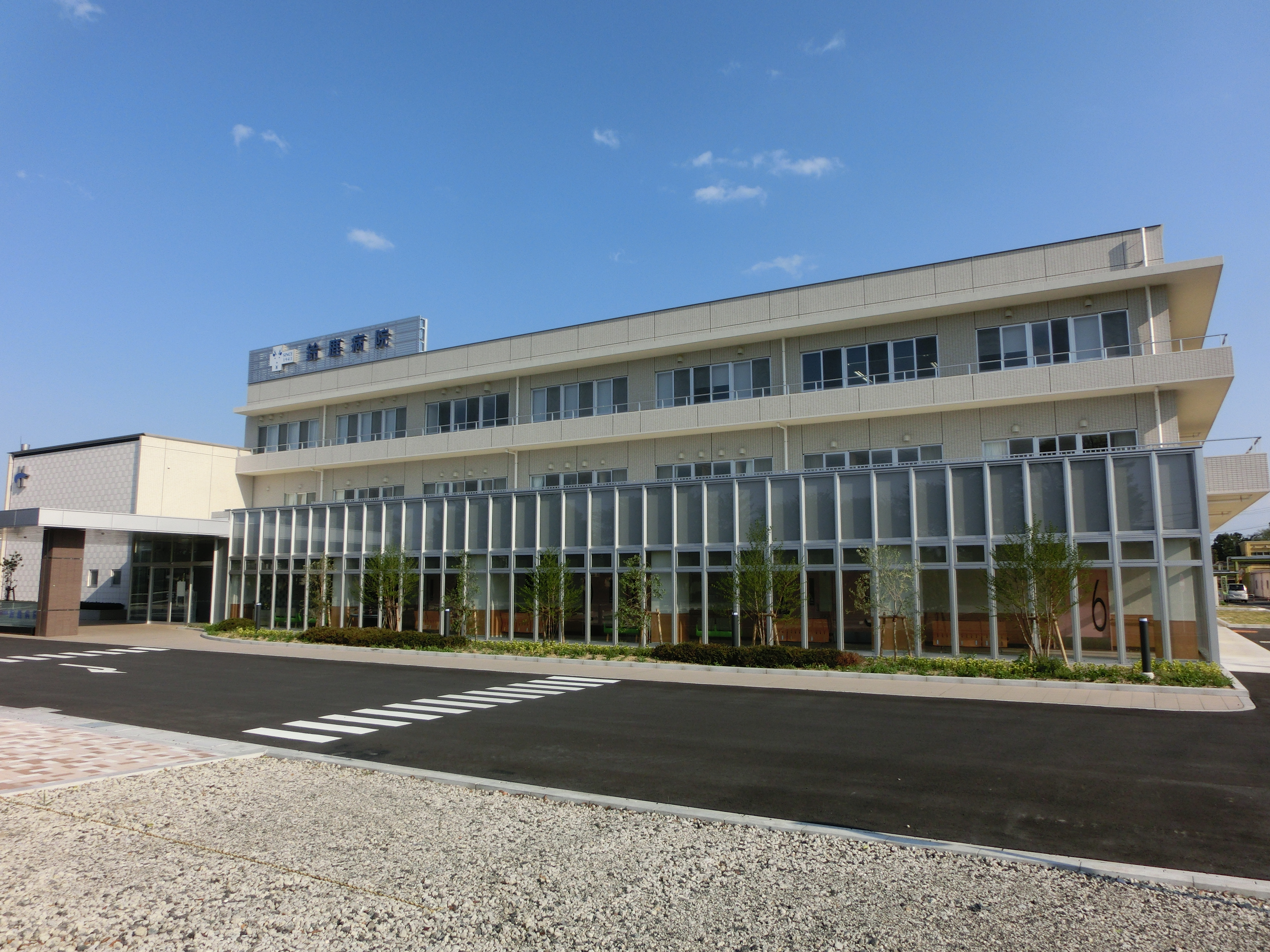
鈴鹿病院
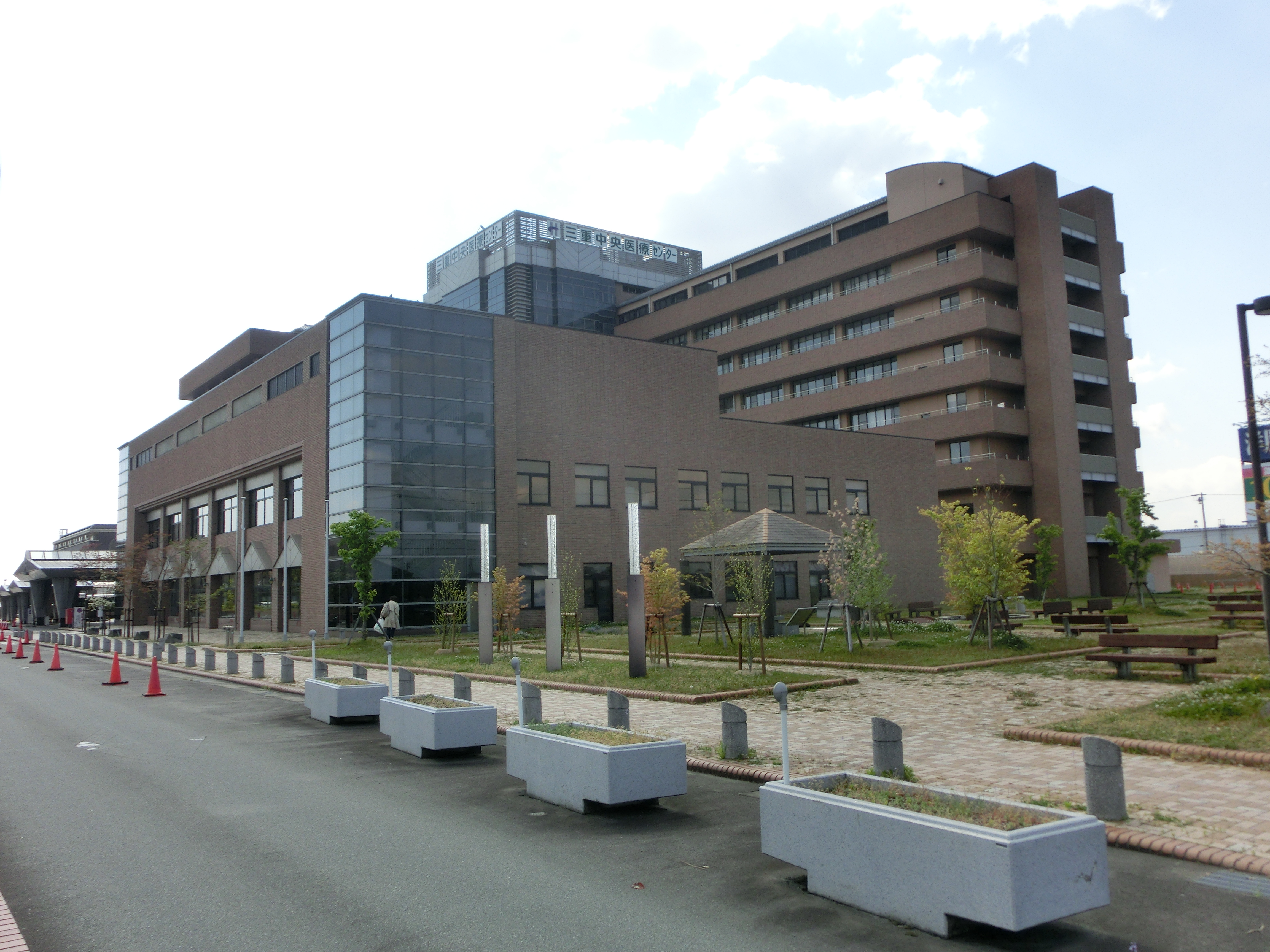
三重中央医療センター
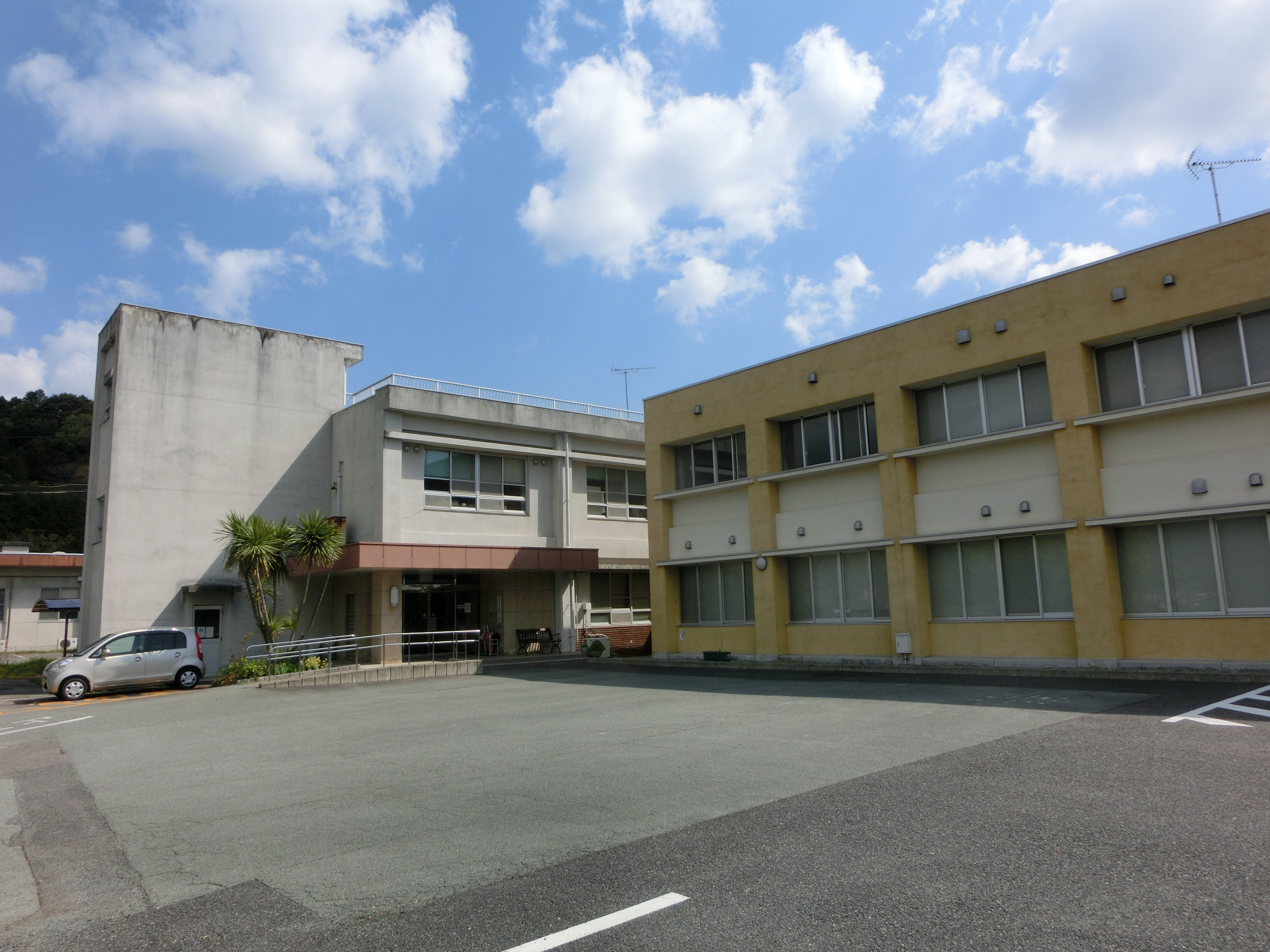
榊原病院

### 近畿グループ
- 敦賀医療センター（福井県敦賀市）
- あわら病院（福井県あわら市）
- 東近江総合医療センター（滋賀県東近江市）
- 紫香楽病院（滋賀県甲賀市）
- 京都医療センター（京都府京都市伏見区）- 近畿グループ事務所所在地
- 宇多野病院（京都市右京区）
- 舞鶴医療センター（京都府舞鶴市）
- 南京都病院（京都府城陽市）
- 大阪医療センター（大阪府大阪市中央区）
- 近畿中央呼吸器センター（大阪府堺市北区）
- 大阪刀根山医療センター（大阪府豊中市）
- 大阪南医療センター（大阪府河内長野市）
- 神戸医療センター（兵庫県神戸市須磨区）
- 姫路医療センター（兵庫県姫路市）
- 兵庫あおの病院（兵庫県小野市）
- 兵庫中央病院（兵庫県三田市）
- 奈良医療センター（奈良県奈良市）
- やまと精神医療センター（奈良県大和郡山市）
- 南和歌山医療センター（和歌山県田辺市）
- 和歌山病院（和歌山県日高郡美浜町）

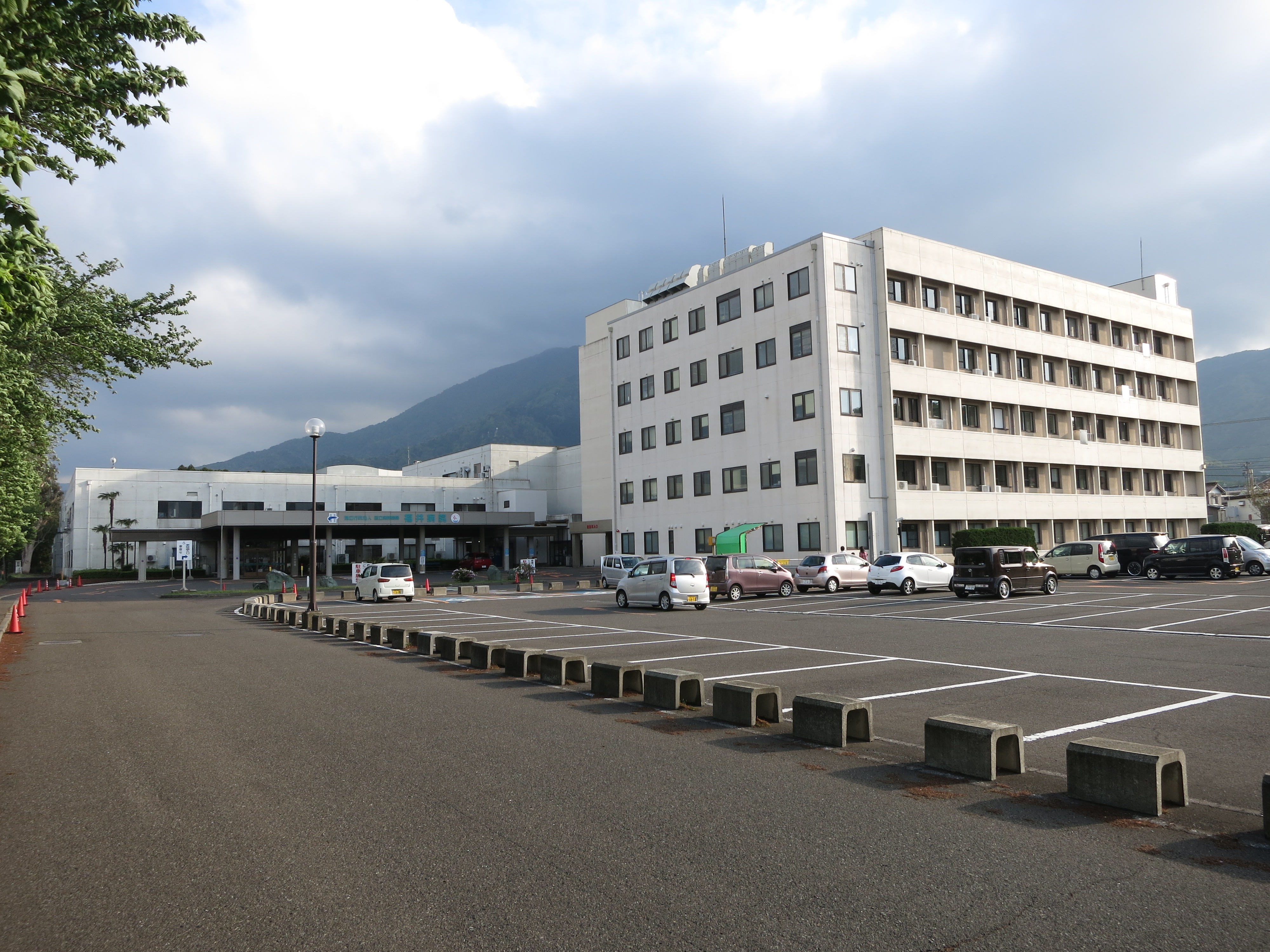
敦賀医療センター
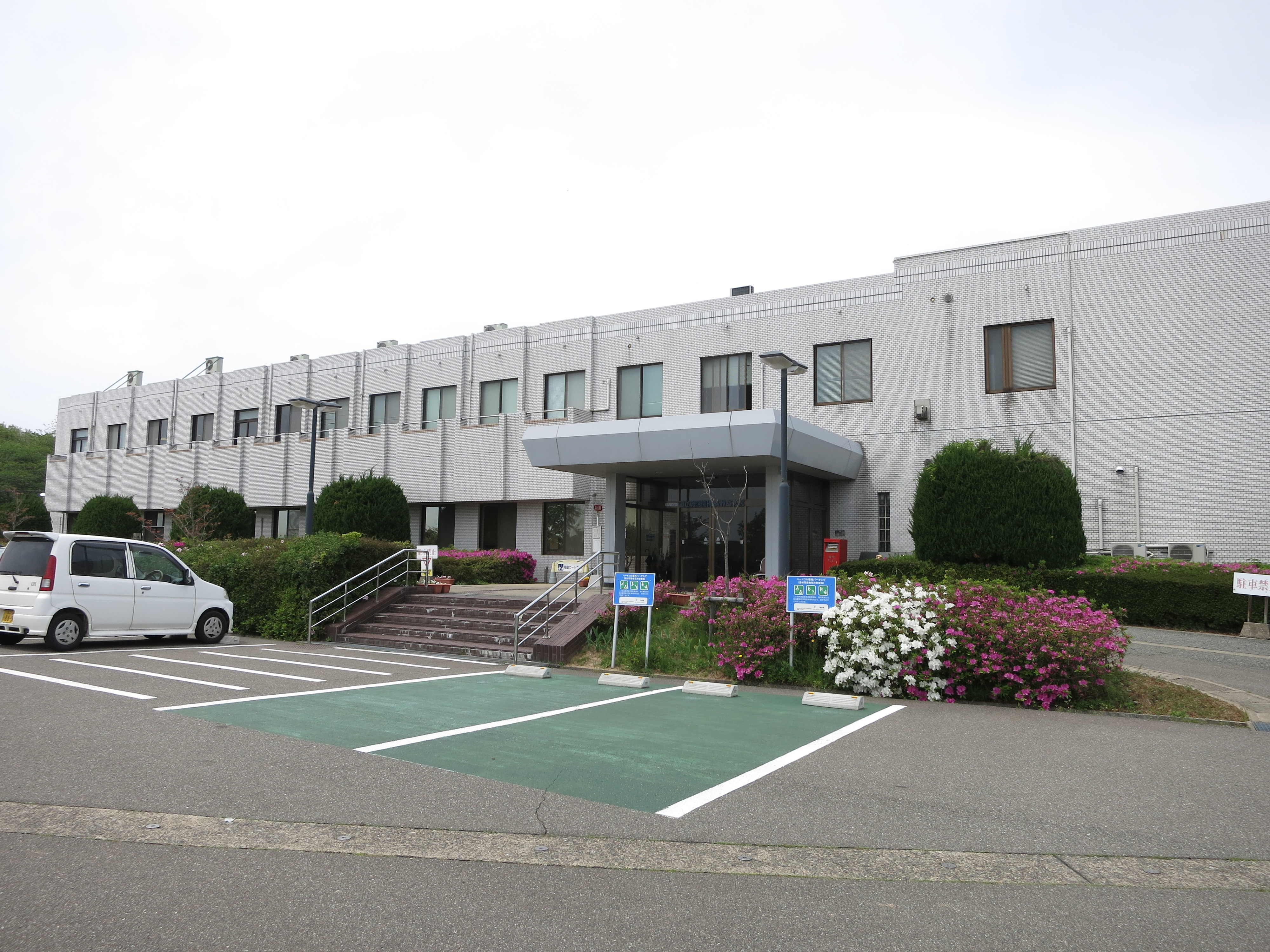
あわら病院
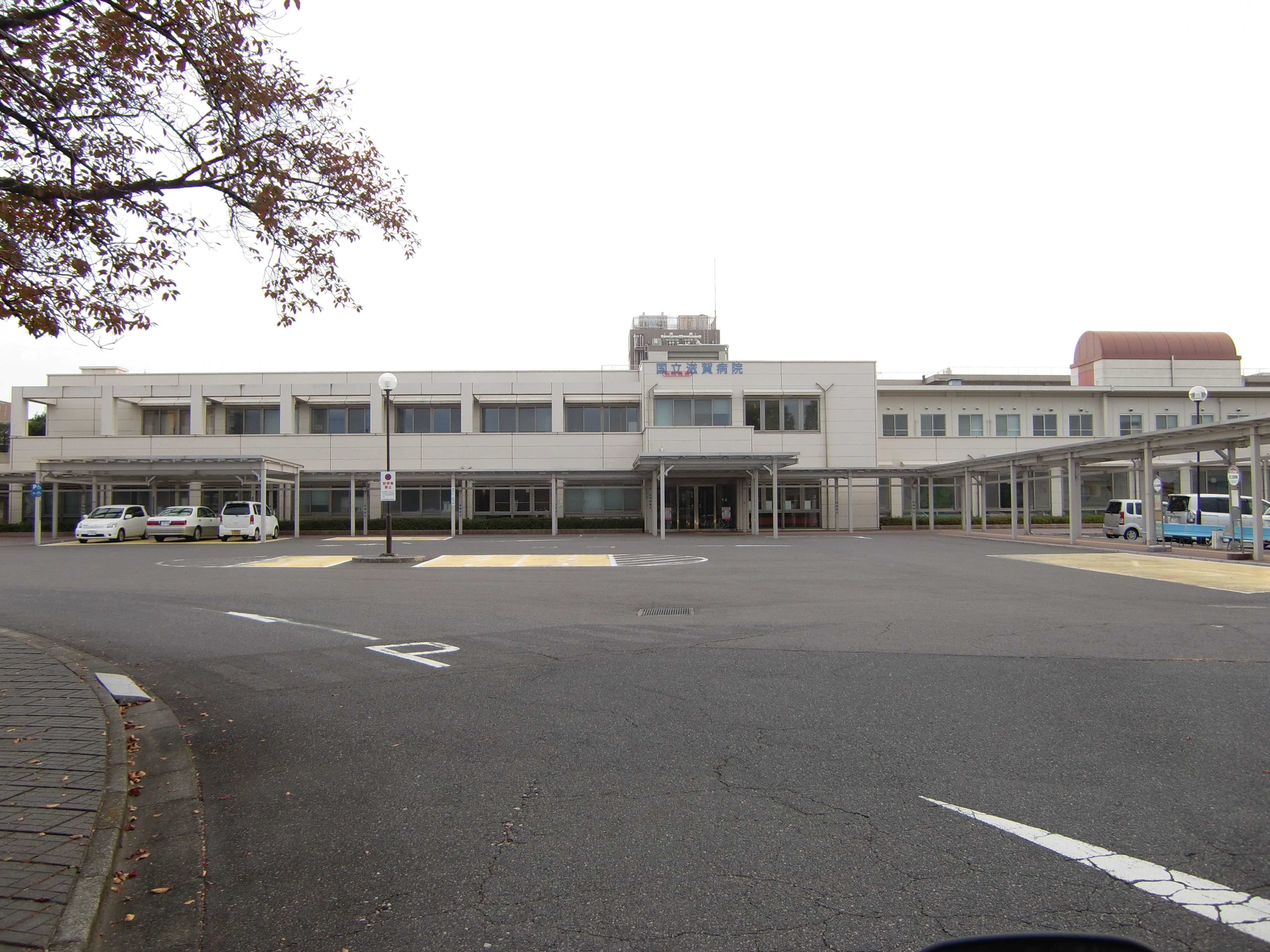
東近江総合医療センター
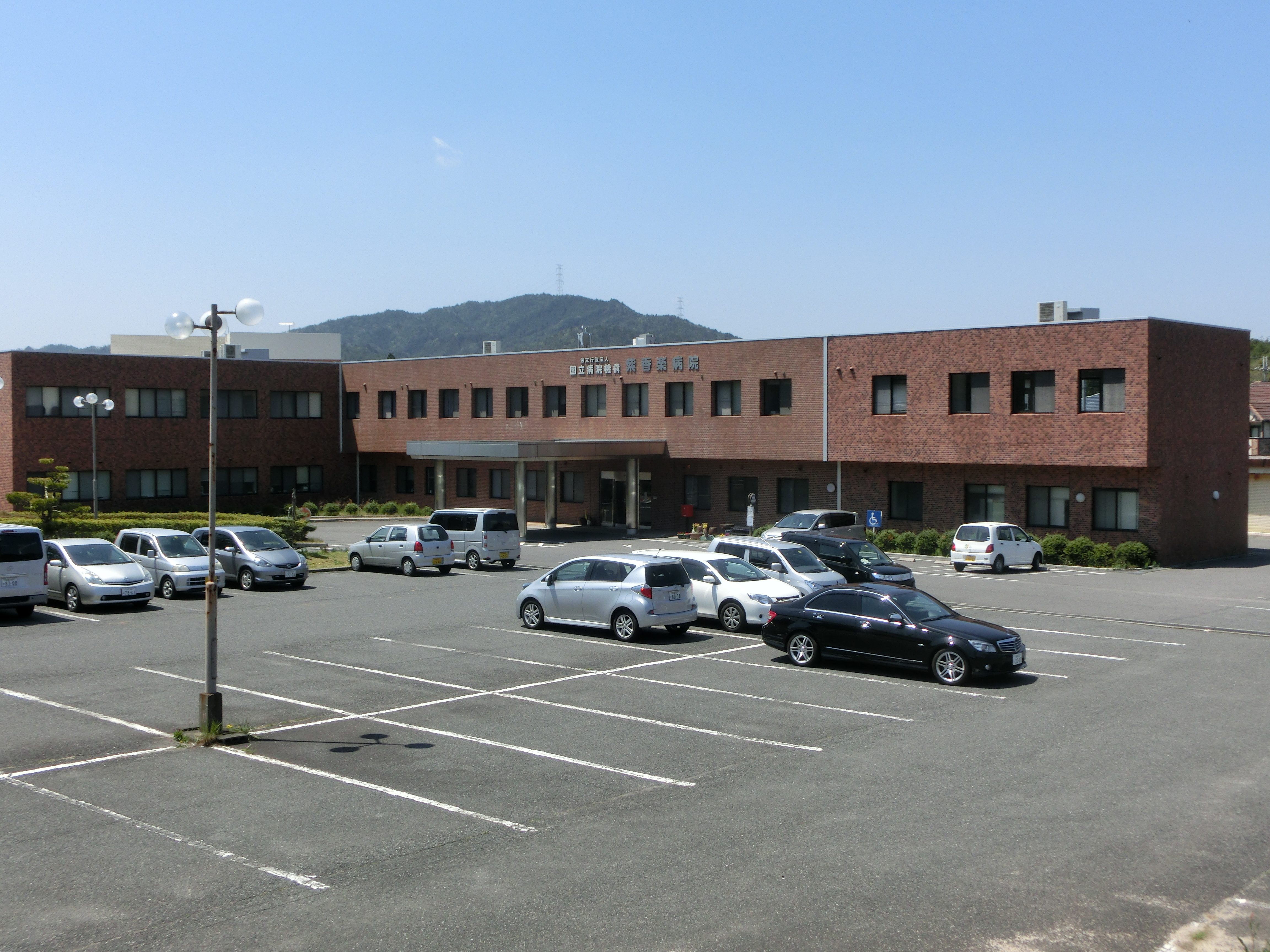
紫香楽病院
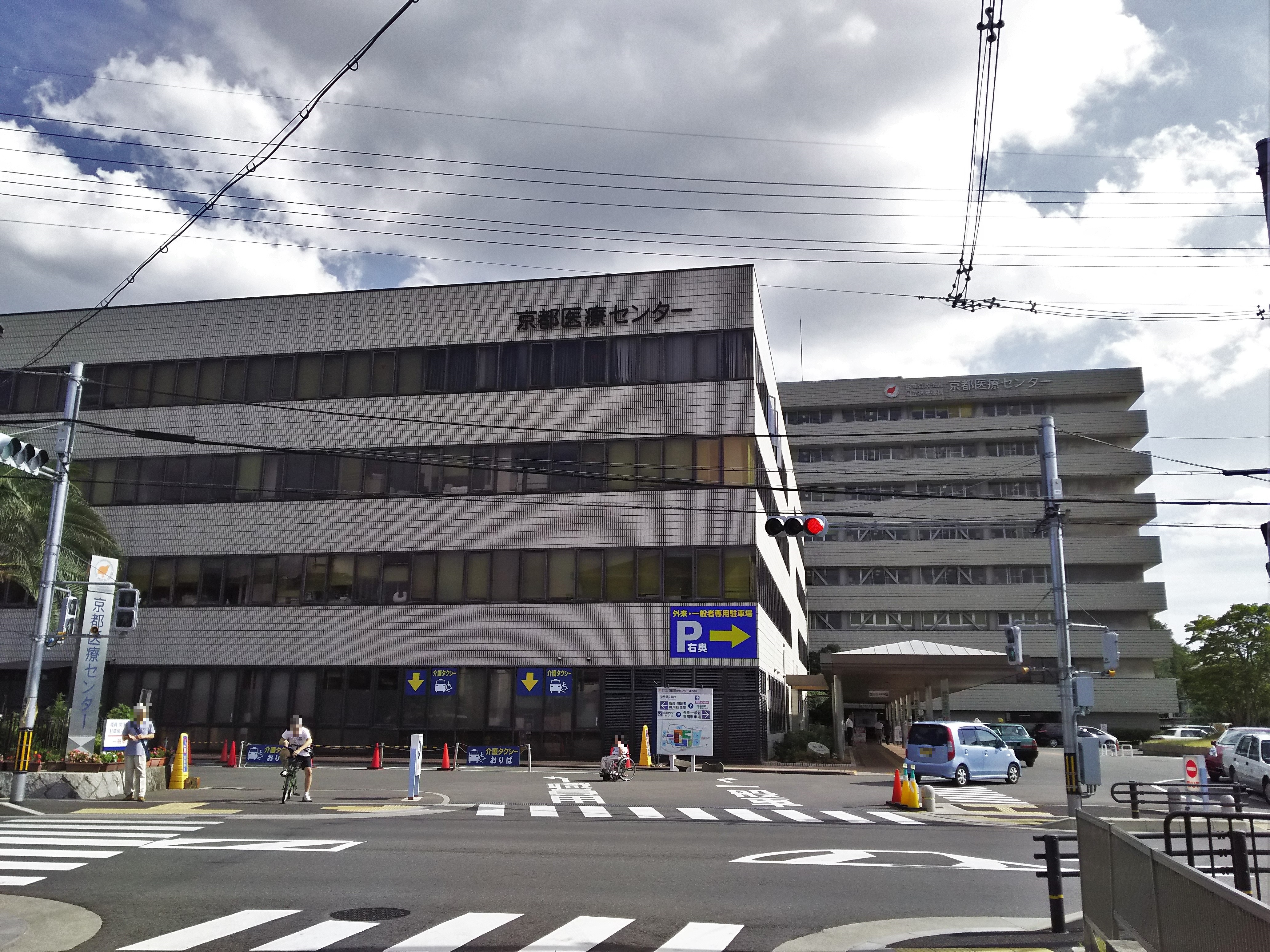
京都医療センター
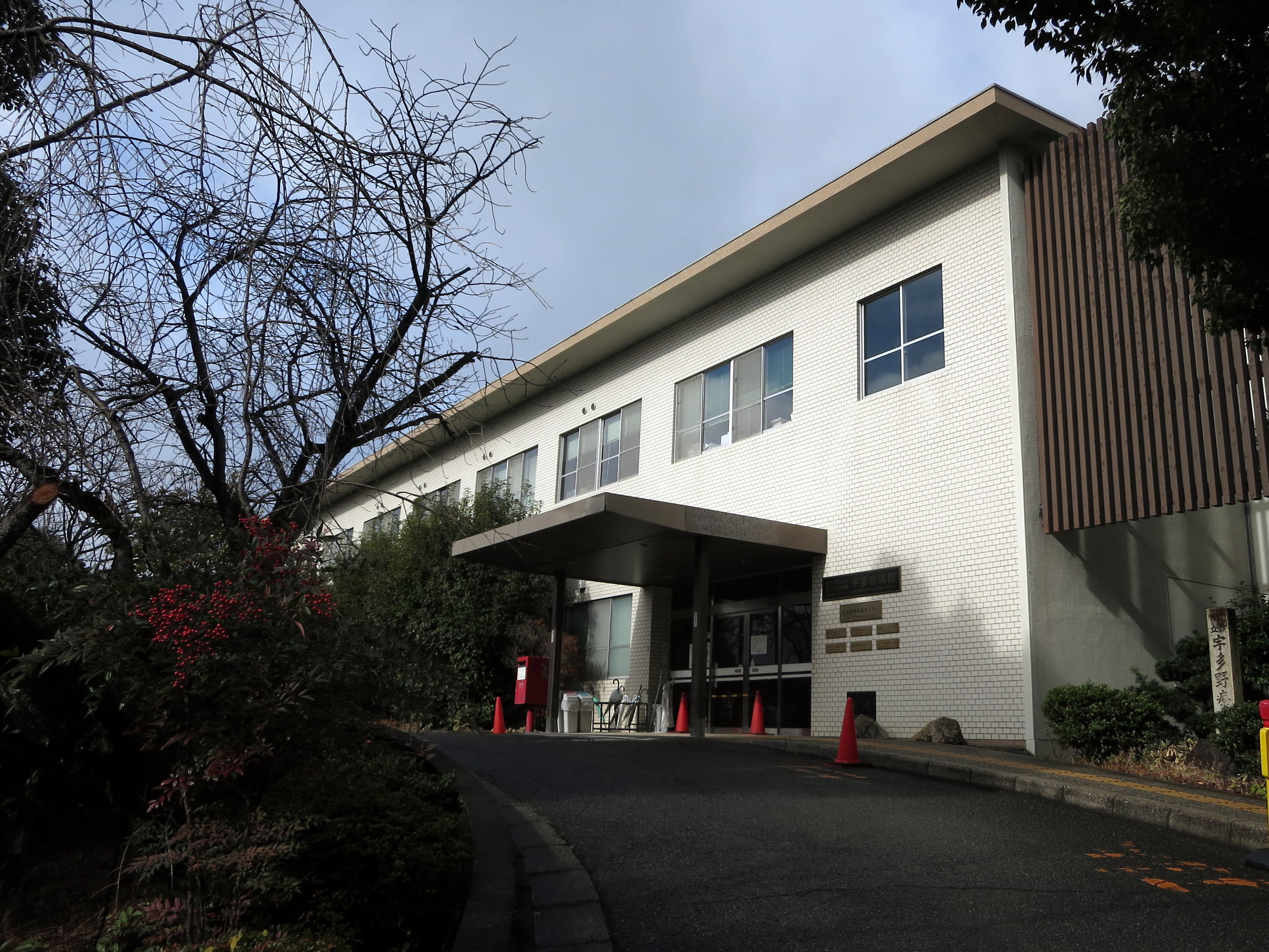
宇多野病院
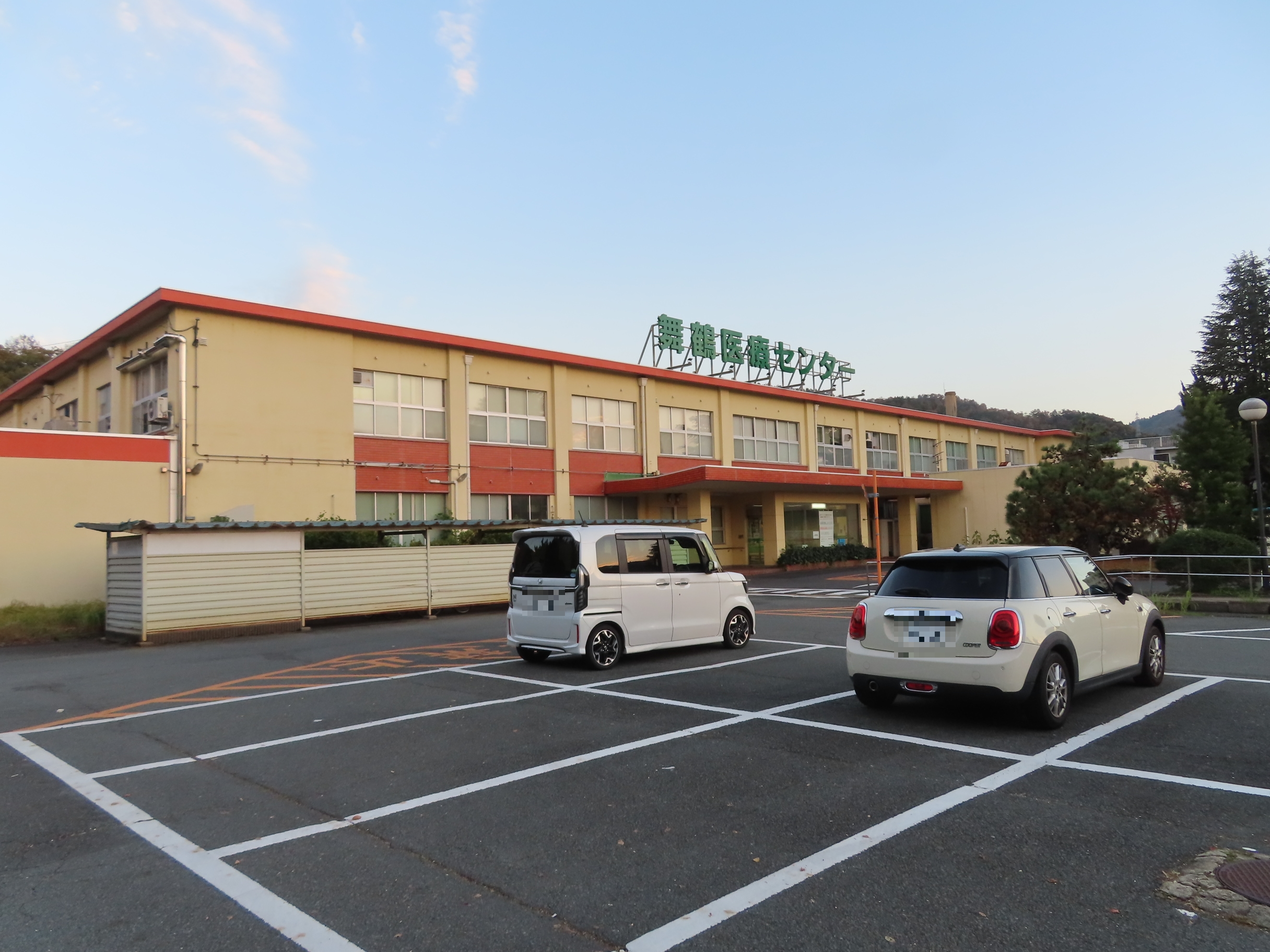
舞鶴医療センター
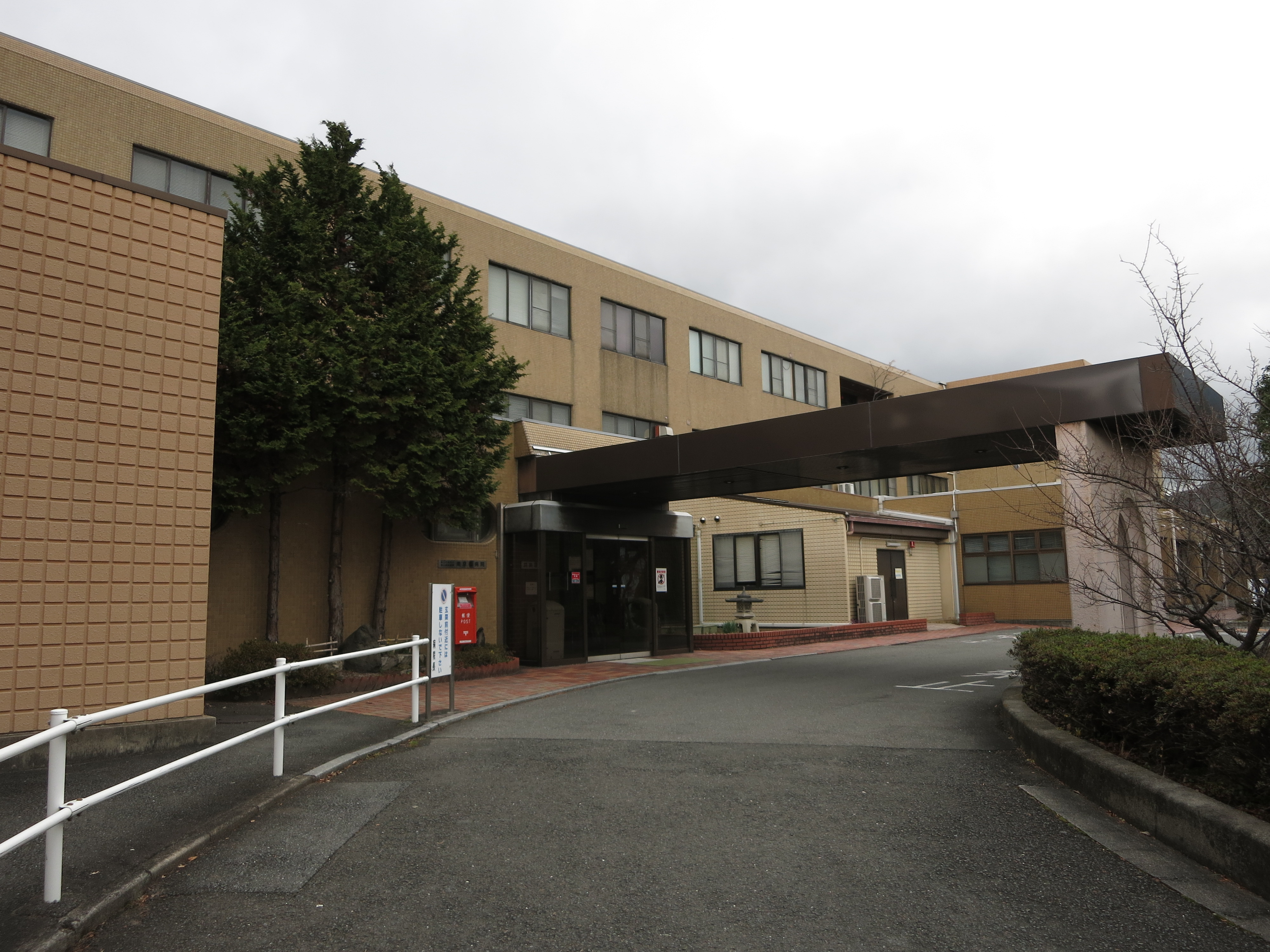
南京都病院
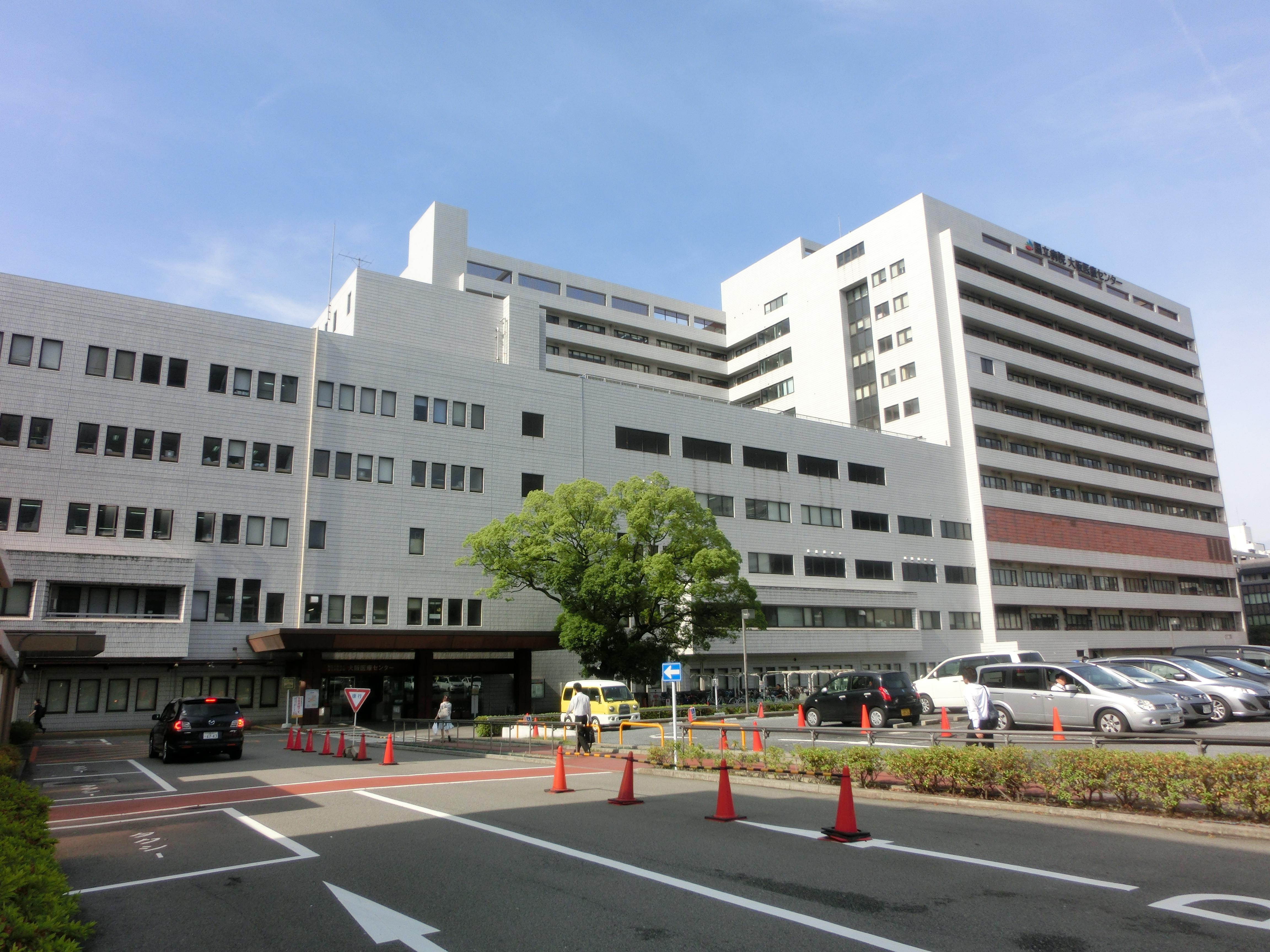
大阪医療センター
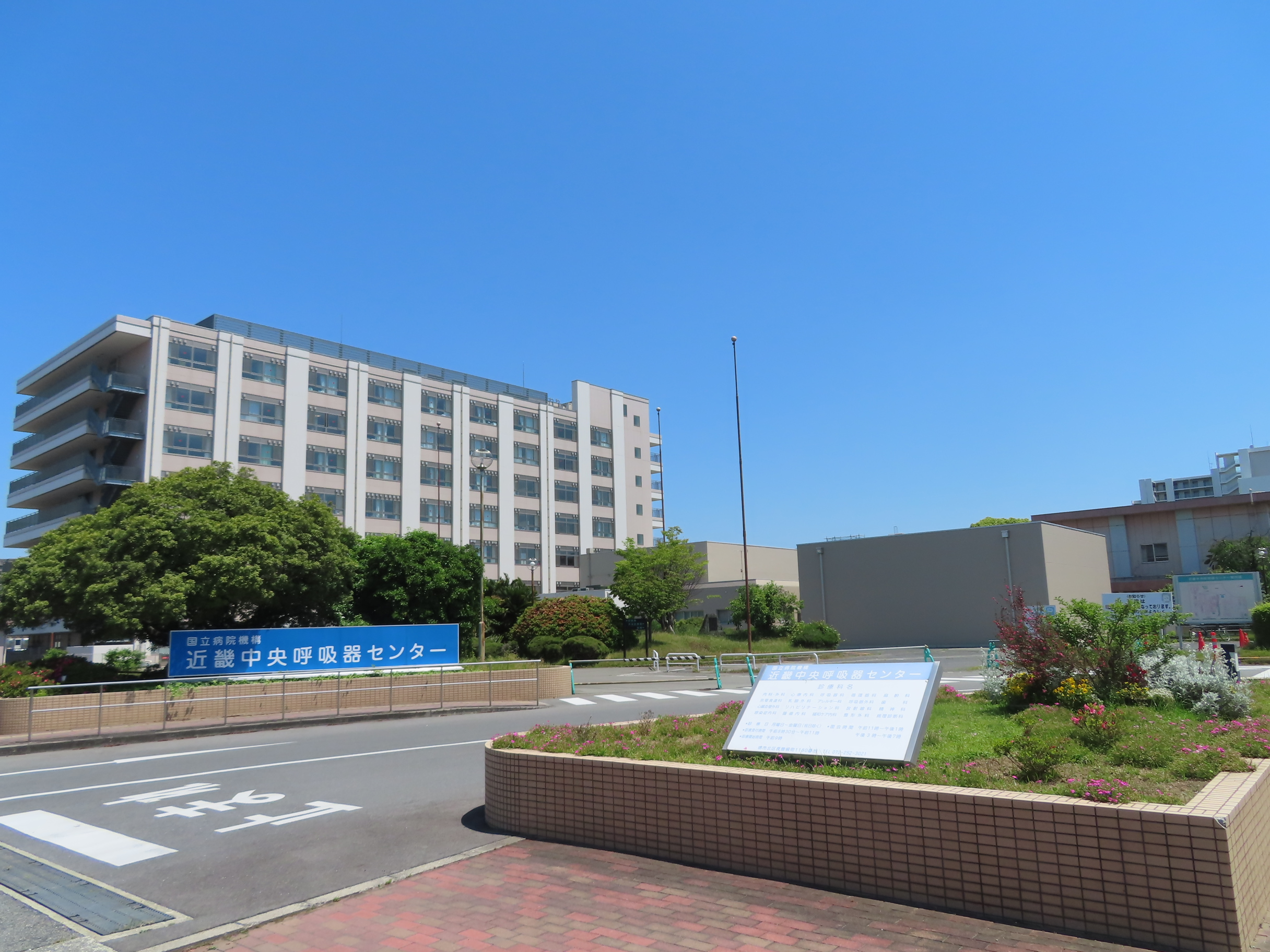
近畿中央呼吸器センター
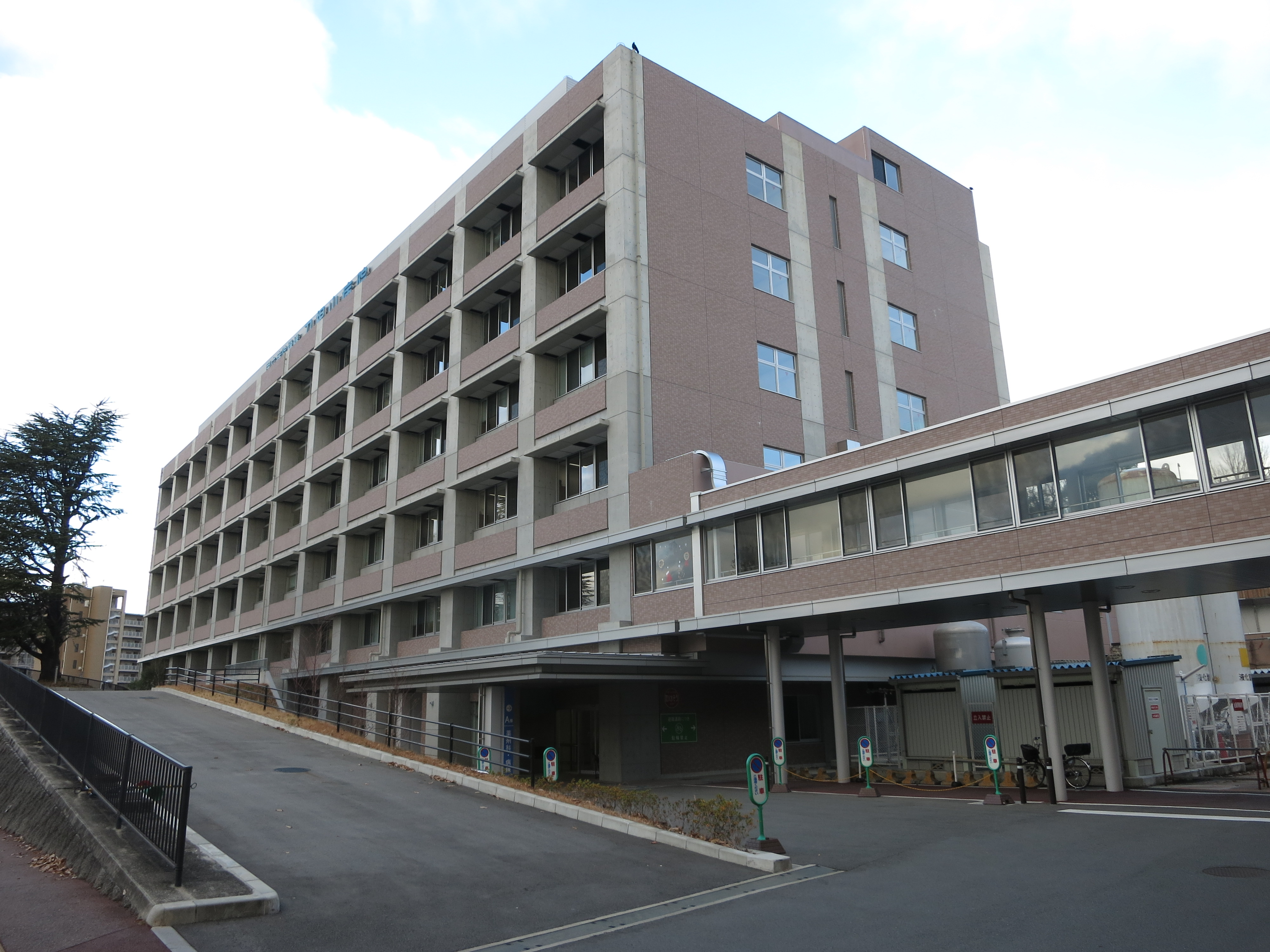
大阪刀根山医療センター
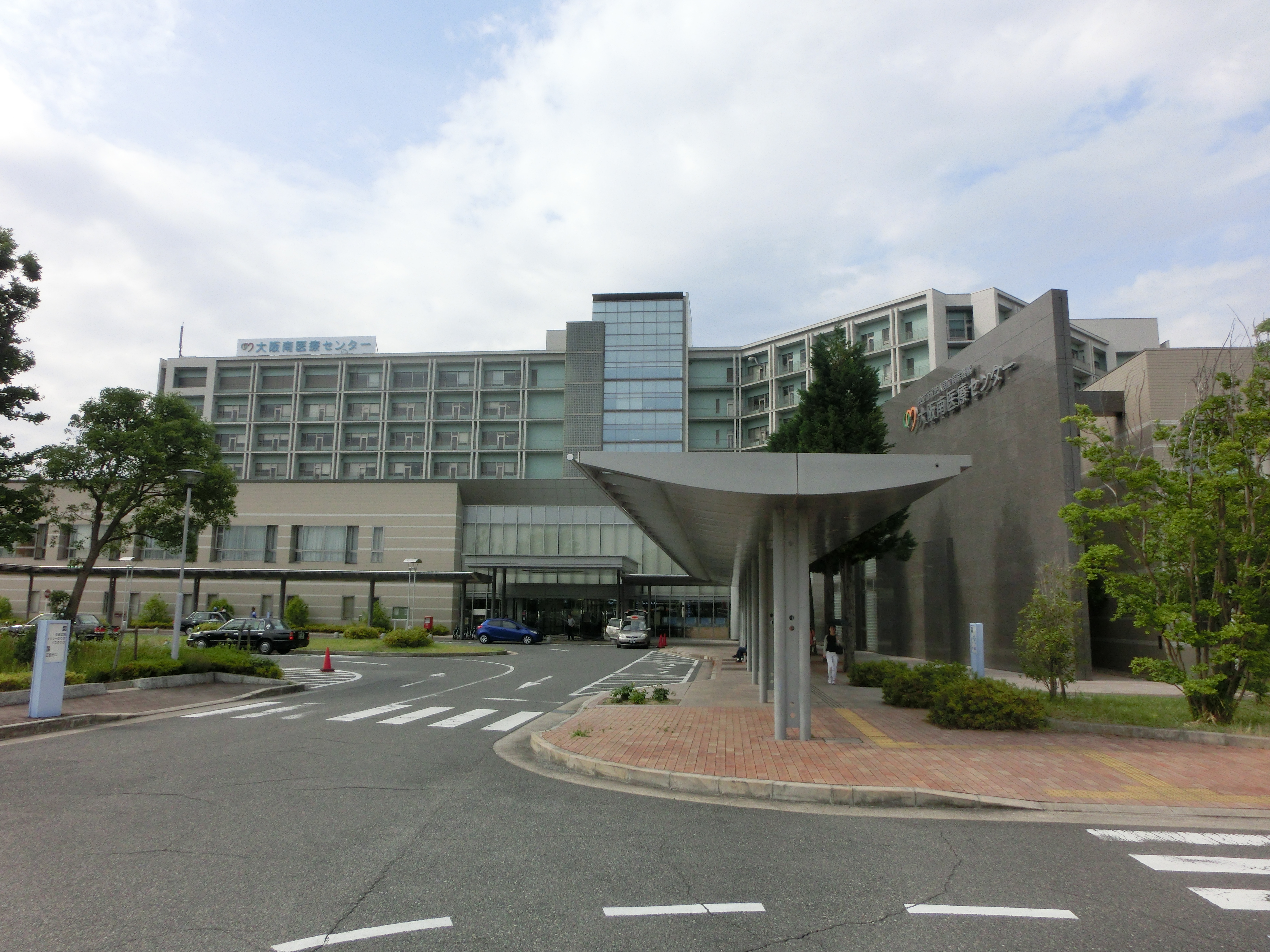
大阪南医療センター
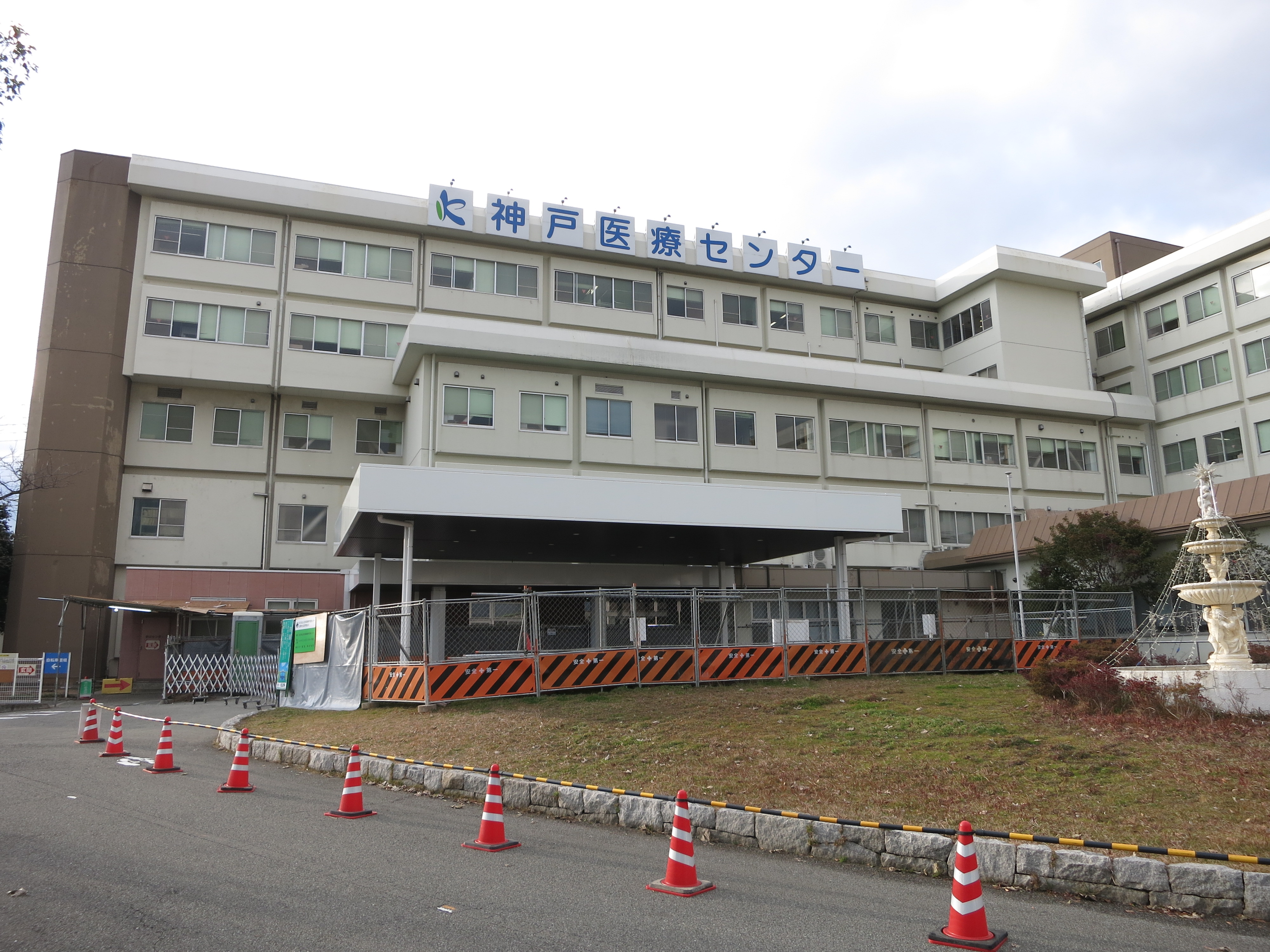
神戸医療センター
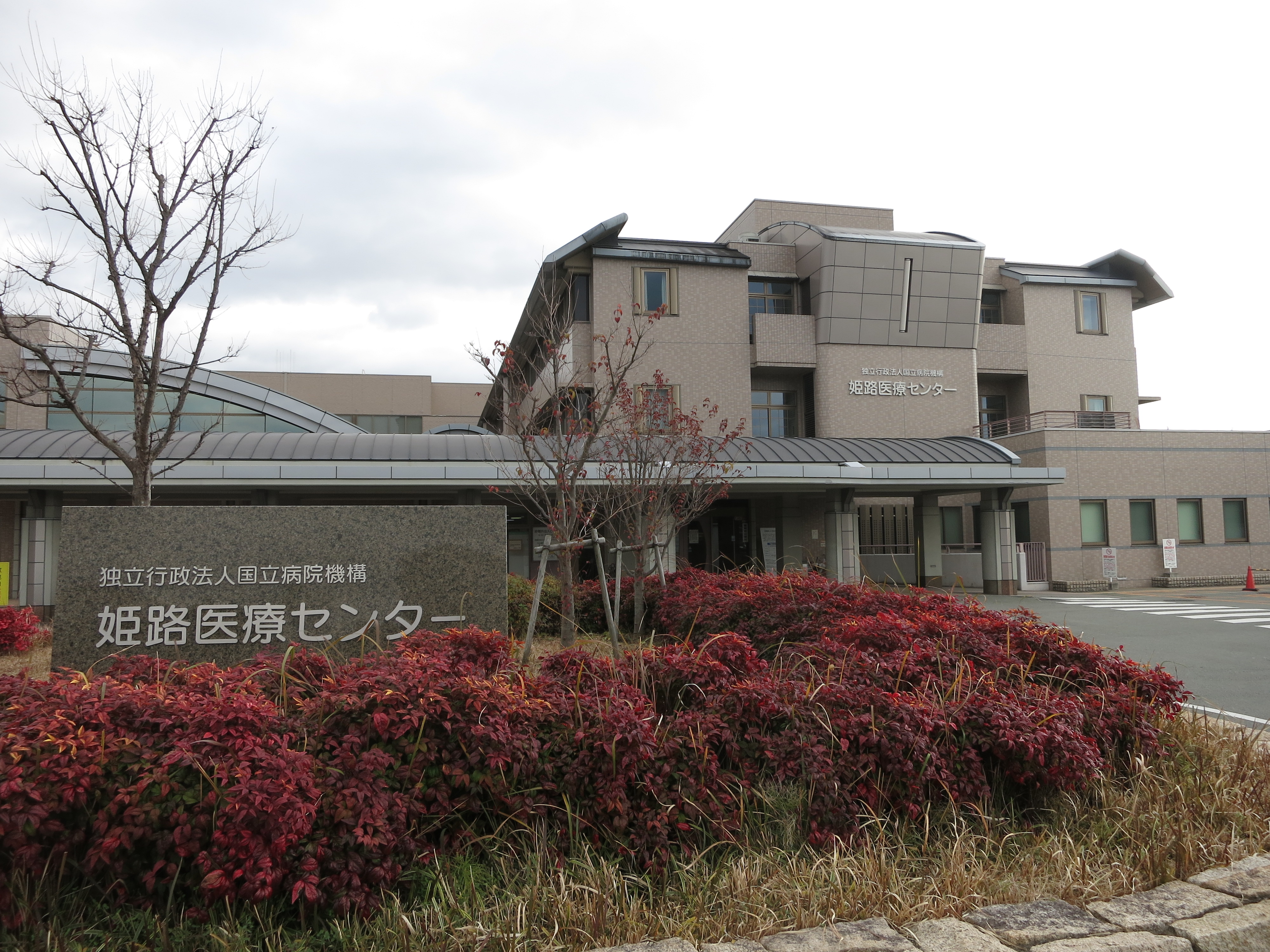
姫路医療センター
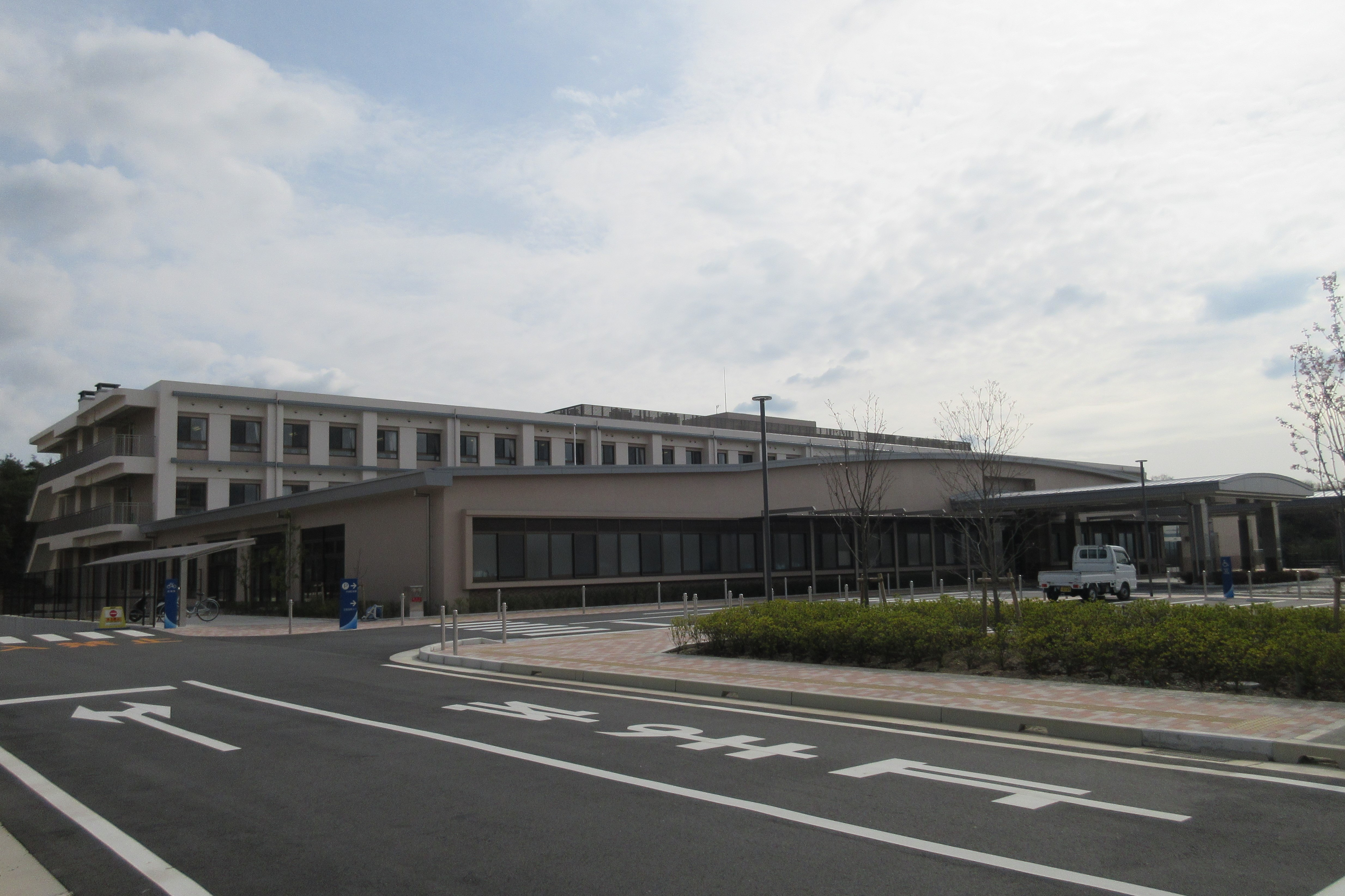
兵庫あおの病院
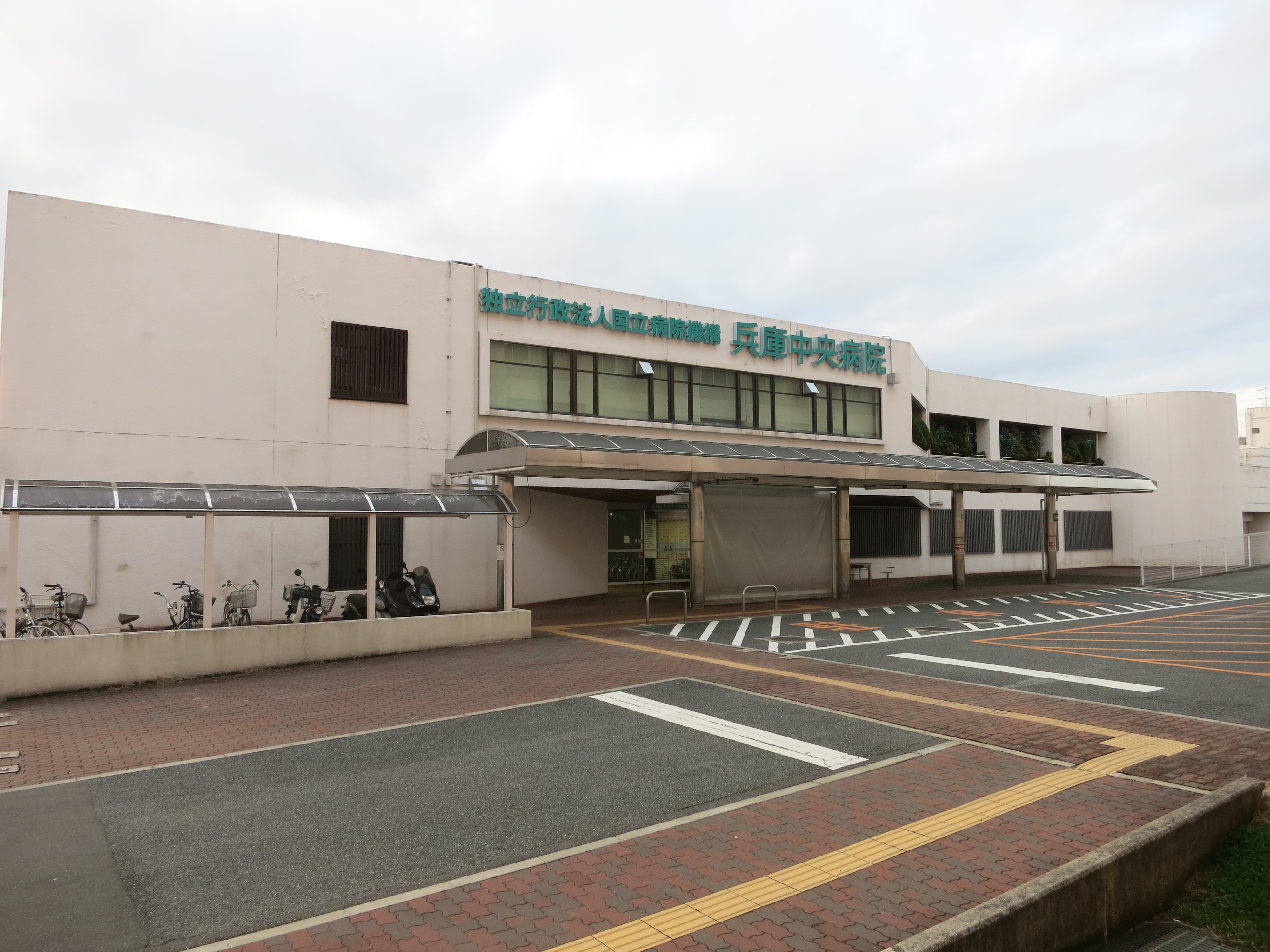
兵庫中央病院
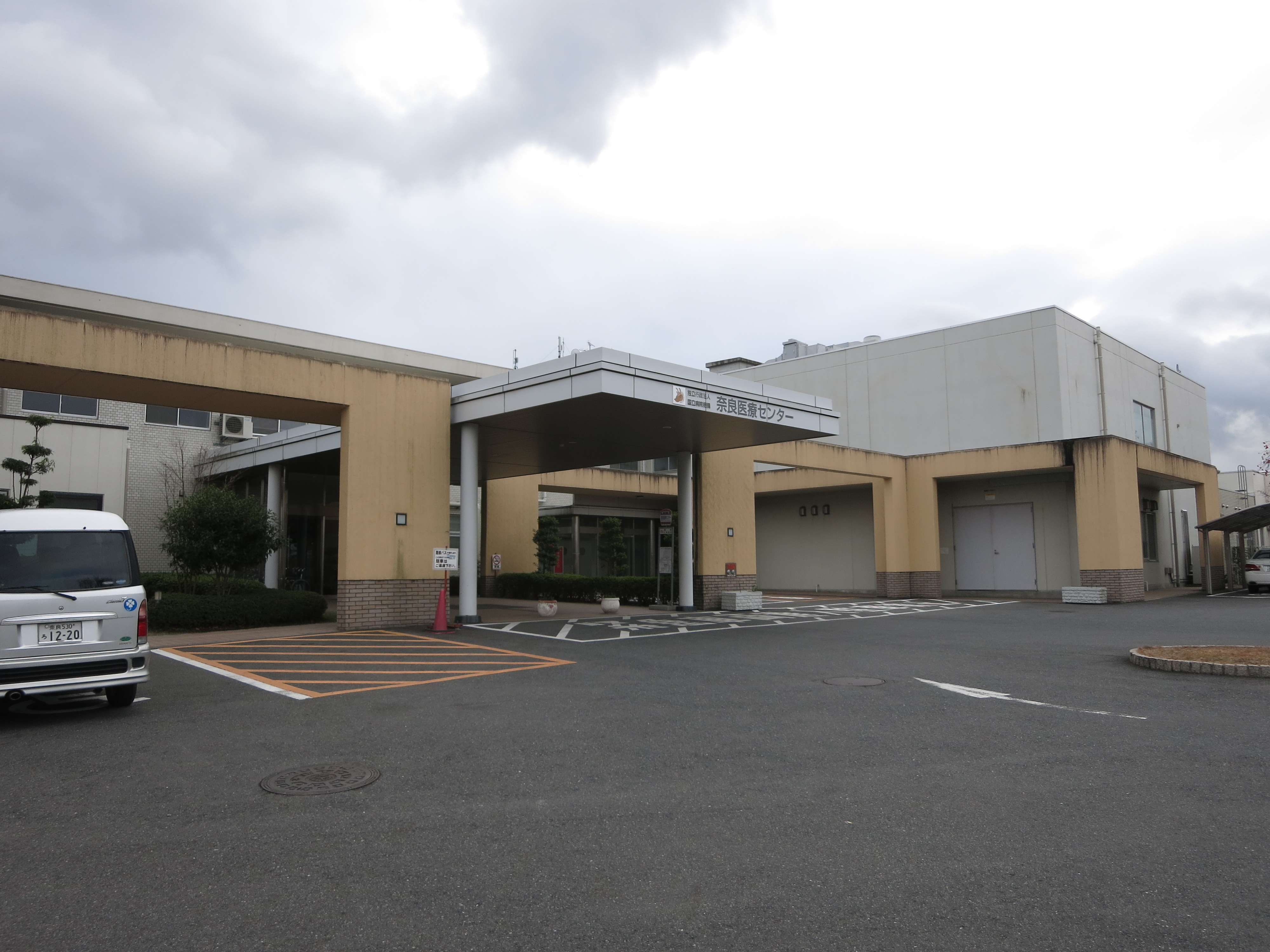
奈良医療センター
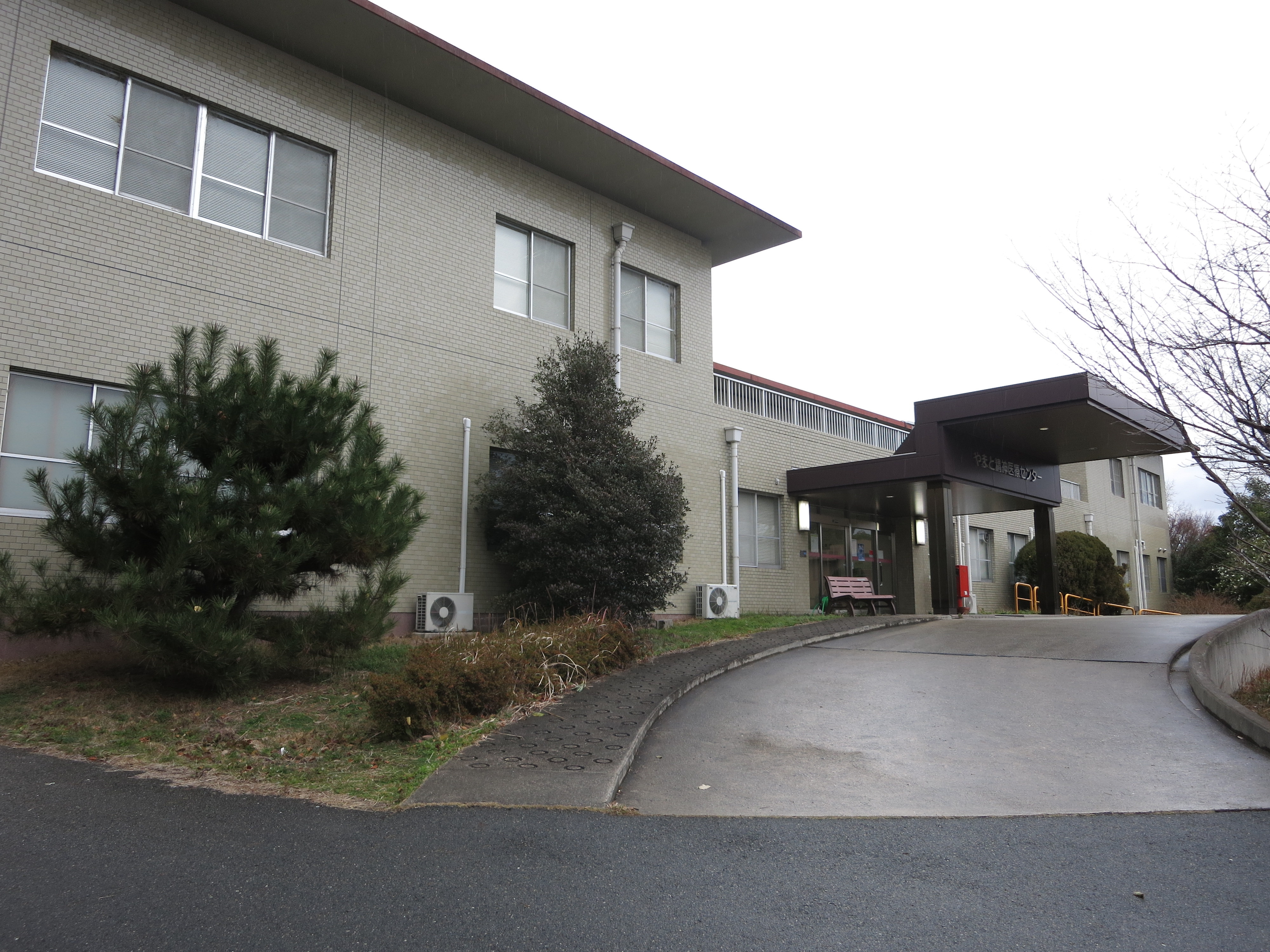
やまと精神医療センター
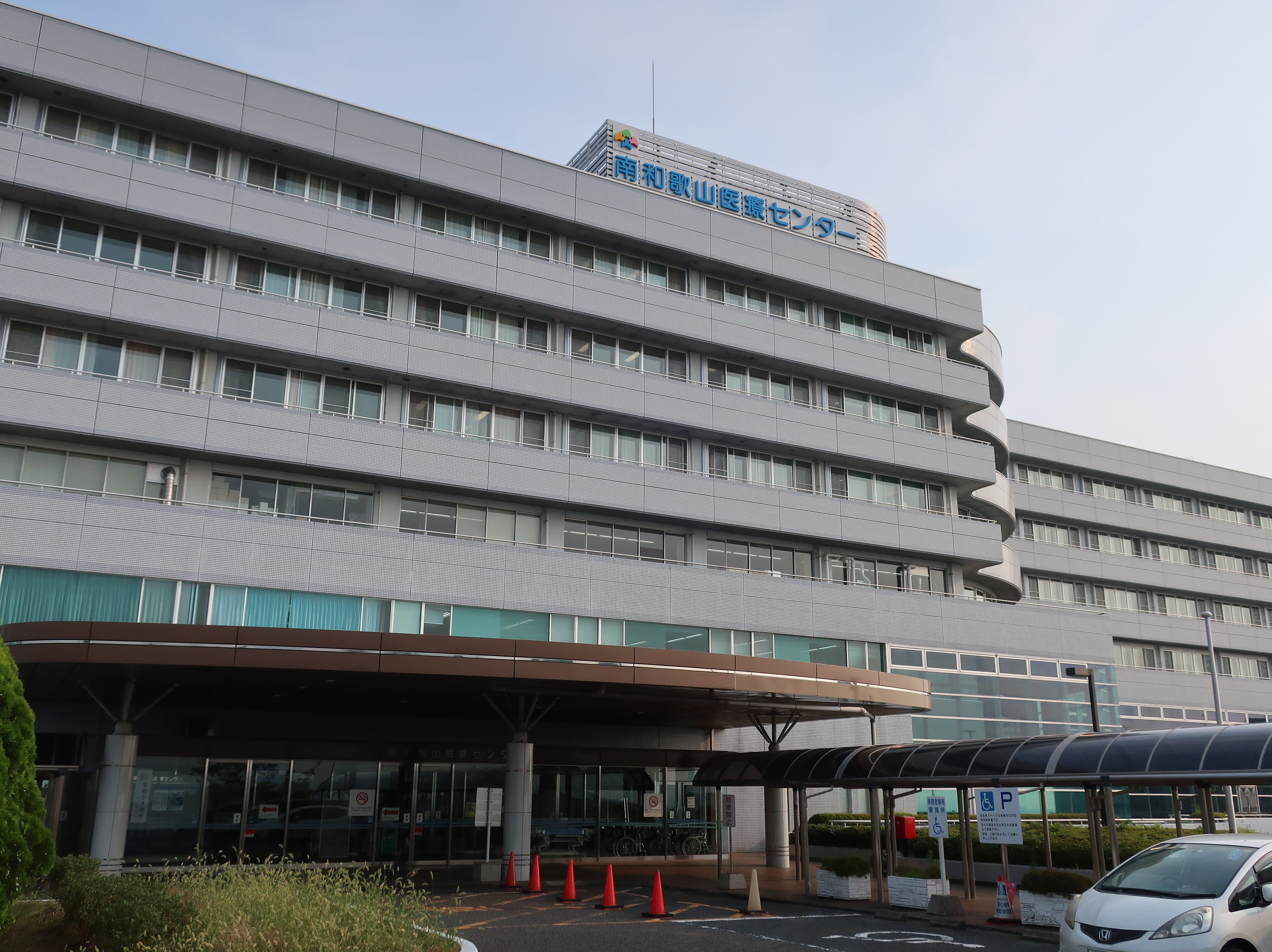
南和歌山医療センター
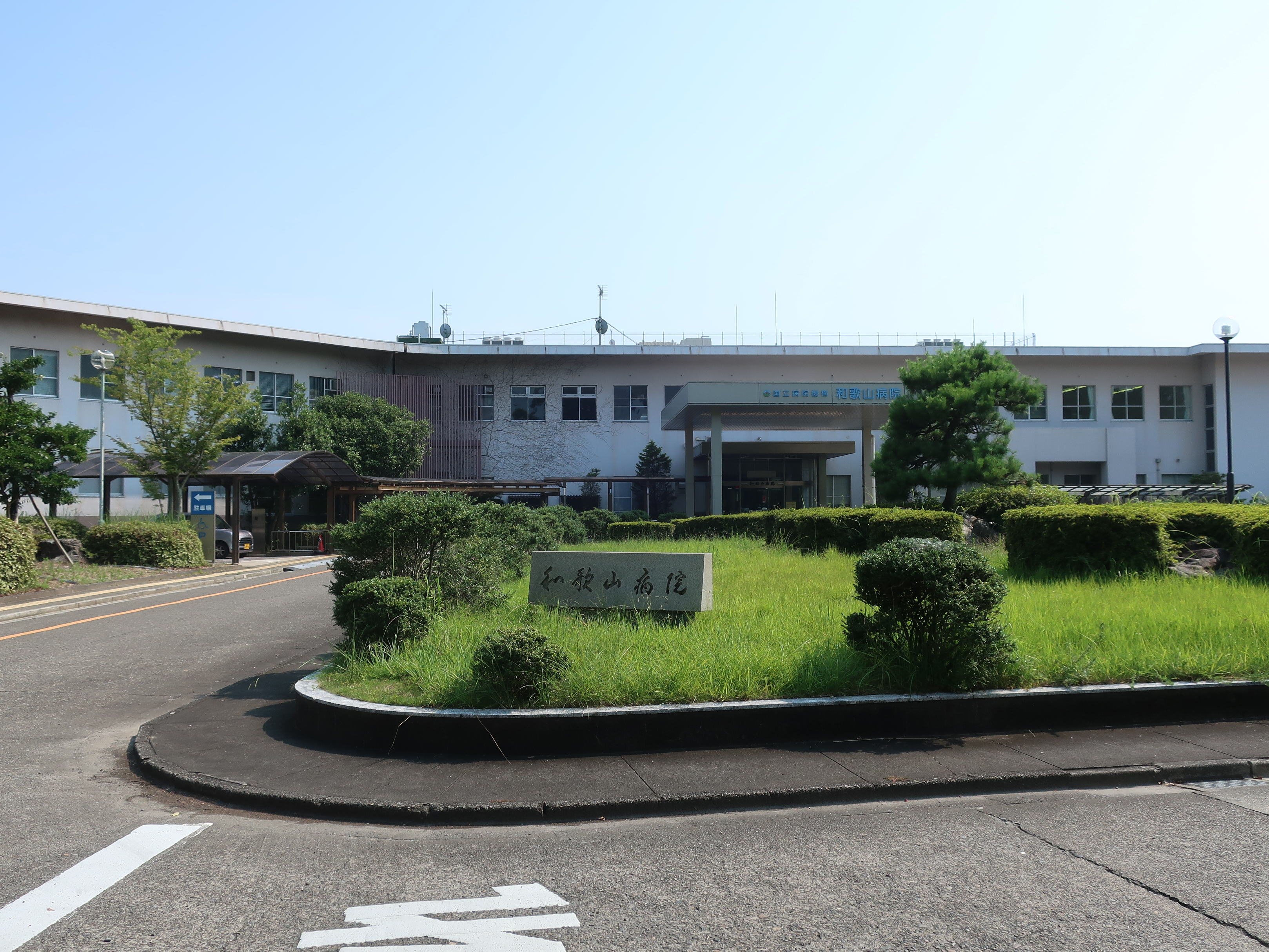
和歌山病院

### 中国四国グループ
- 鳥取医療センター（鳥取県鳥取市）
- 米子医療センター（鳥取県米子市）
- 松江医療センター（島根県松江市）
- 浜田医療センター（島根県浜田市）
- 岡山医療センター（岡山県岡山市北区）
- 南岡山医療センター（岡山県都窪郡早島町）
- 呉医療センター（広島県呉市）
- 福山医療センター（広島県福山市）
- 広島西医療センター（広島県大竹市）
- 東広島医療センター （広島県東広島市）- 中国四国グループ事務所所在地
- 賀茂精神医療センター（広島県東広島市）
- 関門医療センター（山口県下関市）
- 山口宇部医療センター（山口県宇部市）
- 岩国医療センター（山口県岩国市）
- 柳井医療センター（山口県柳井市）
- とくしま医療センター東病院（徳島県板野郡板野町）
- とくしま医療センター西病院（徳島県吉野川市）
- 高松医療センター（香川県高松市）
- 四国こどもとおとなの医療センター（香川県善通寺市）
- 四国がんセンター（愛媛県松山市）
- 愛媛医療センター（愛媛県東温市）
- 高知病院（高知県高知市）

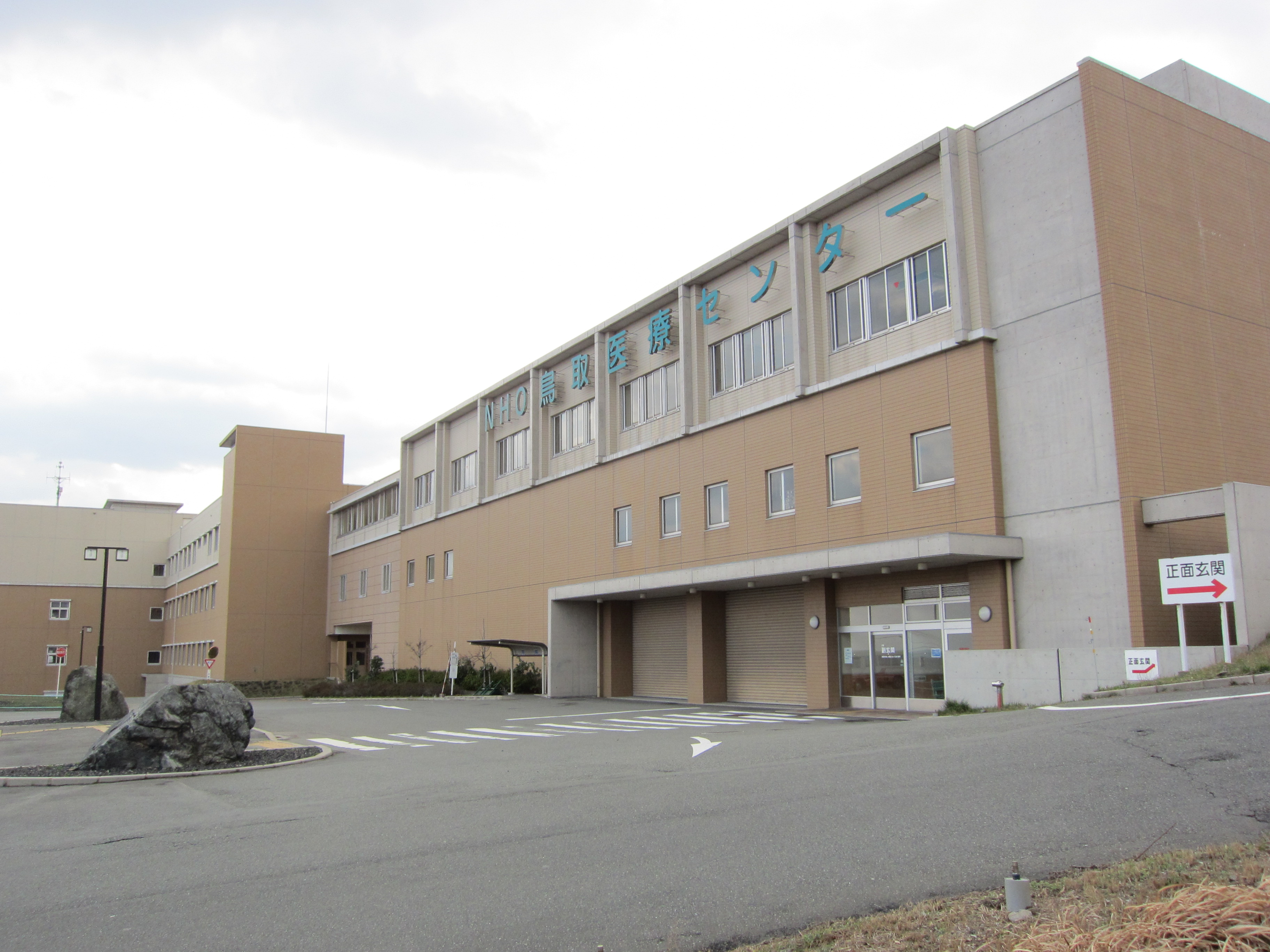
鳥取医療センター
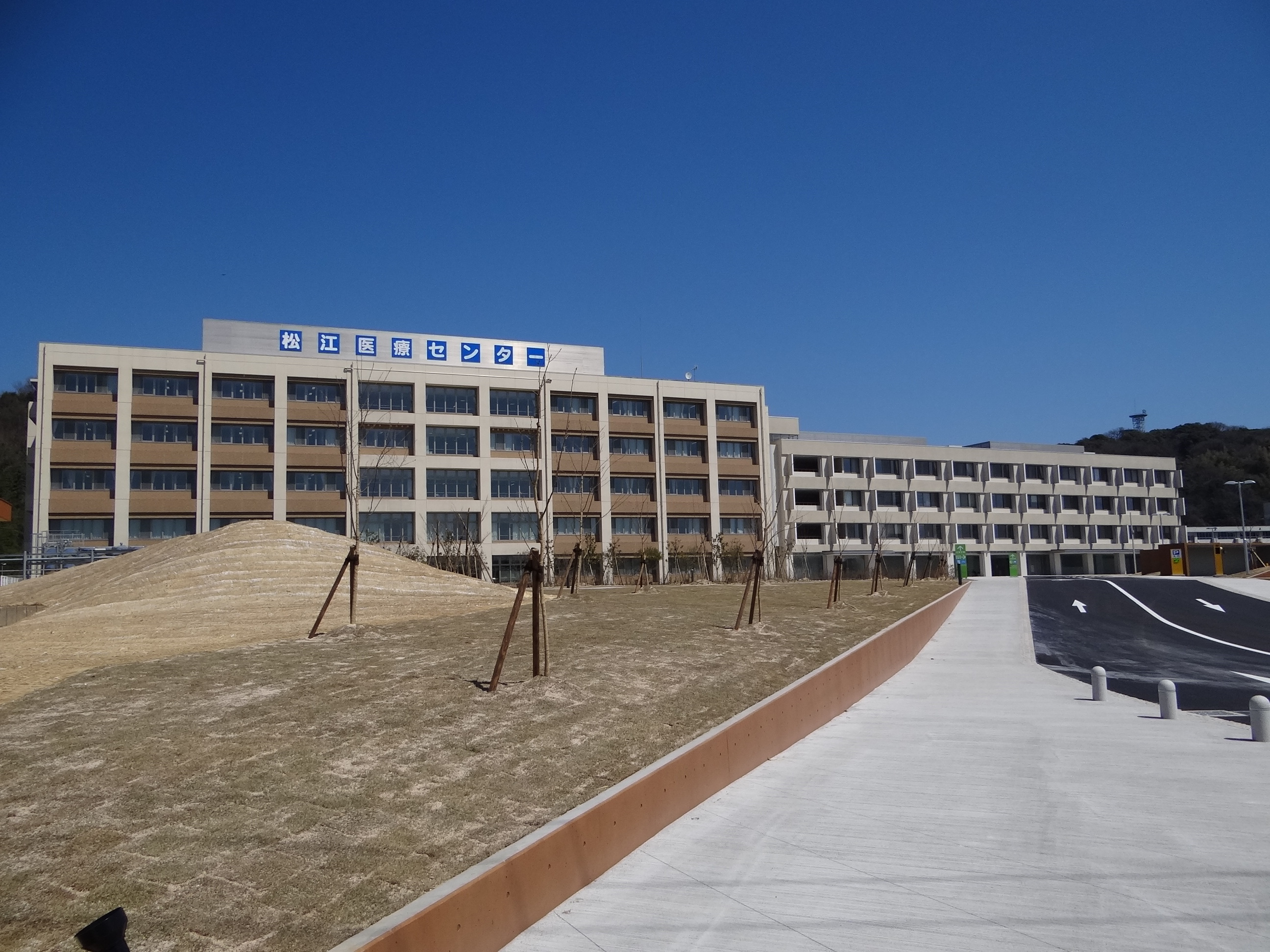
松江医療センター
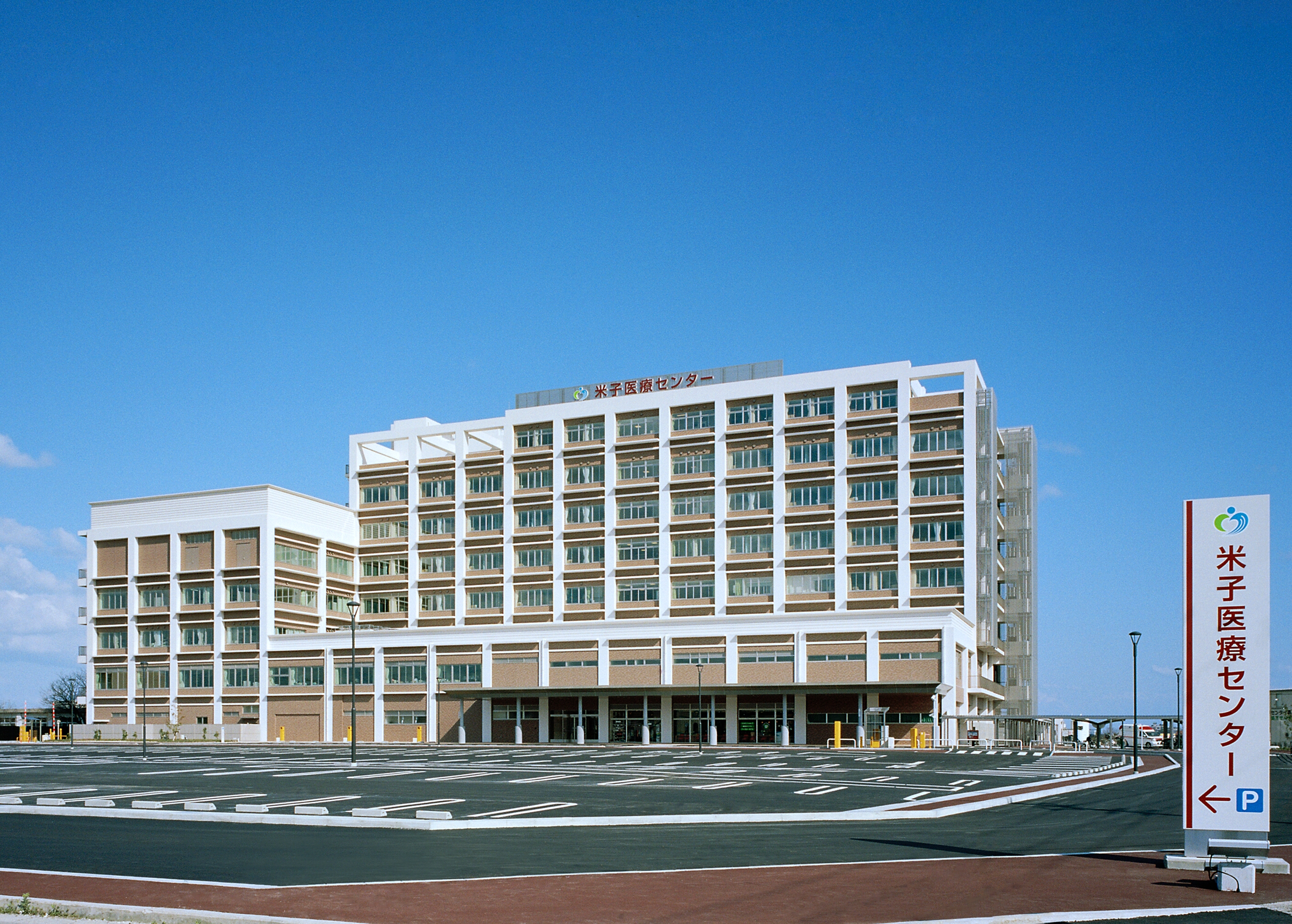
米子医療センター
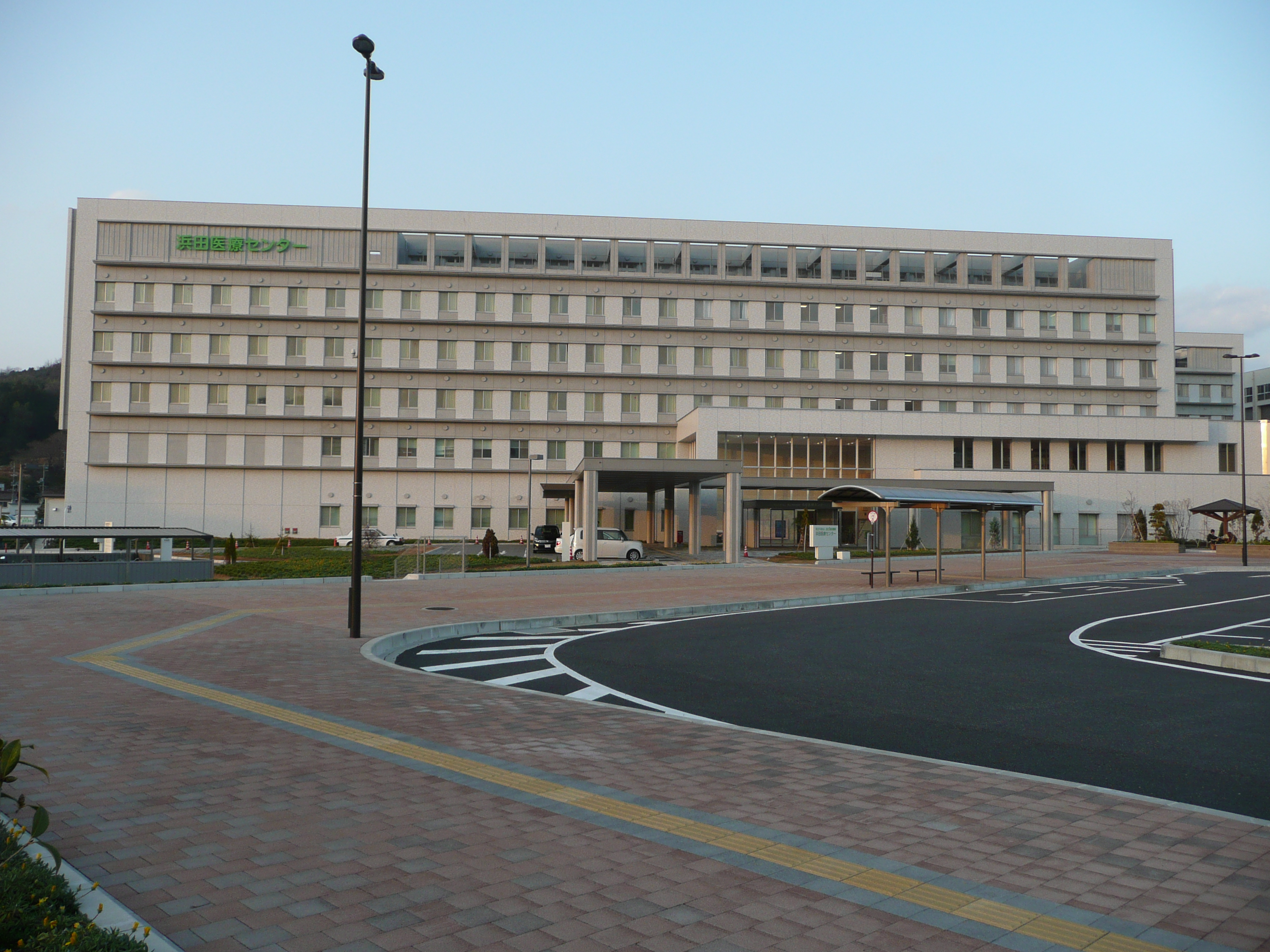
浜田医療センター
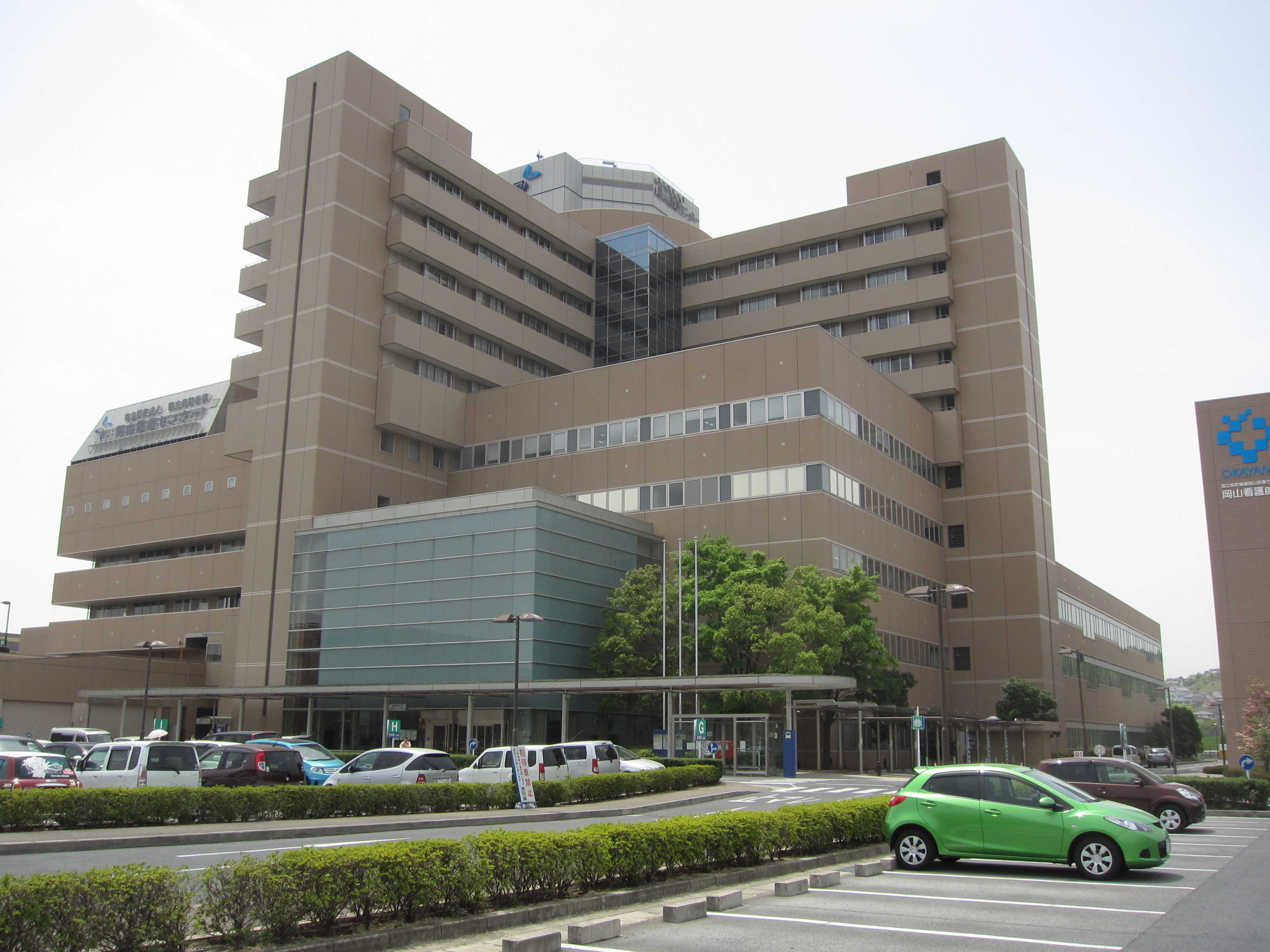
岡山医療センター
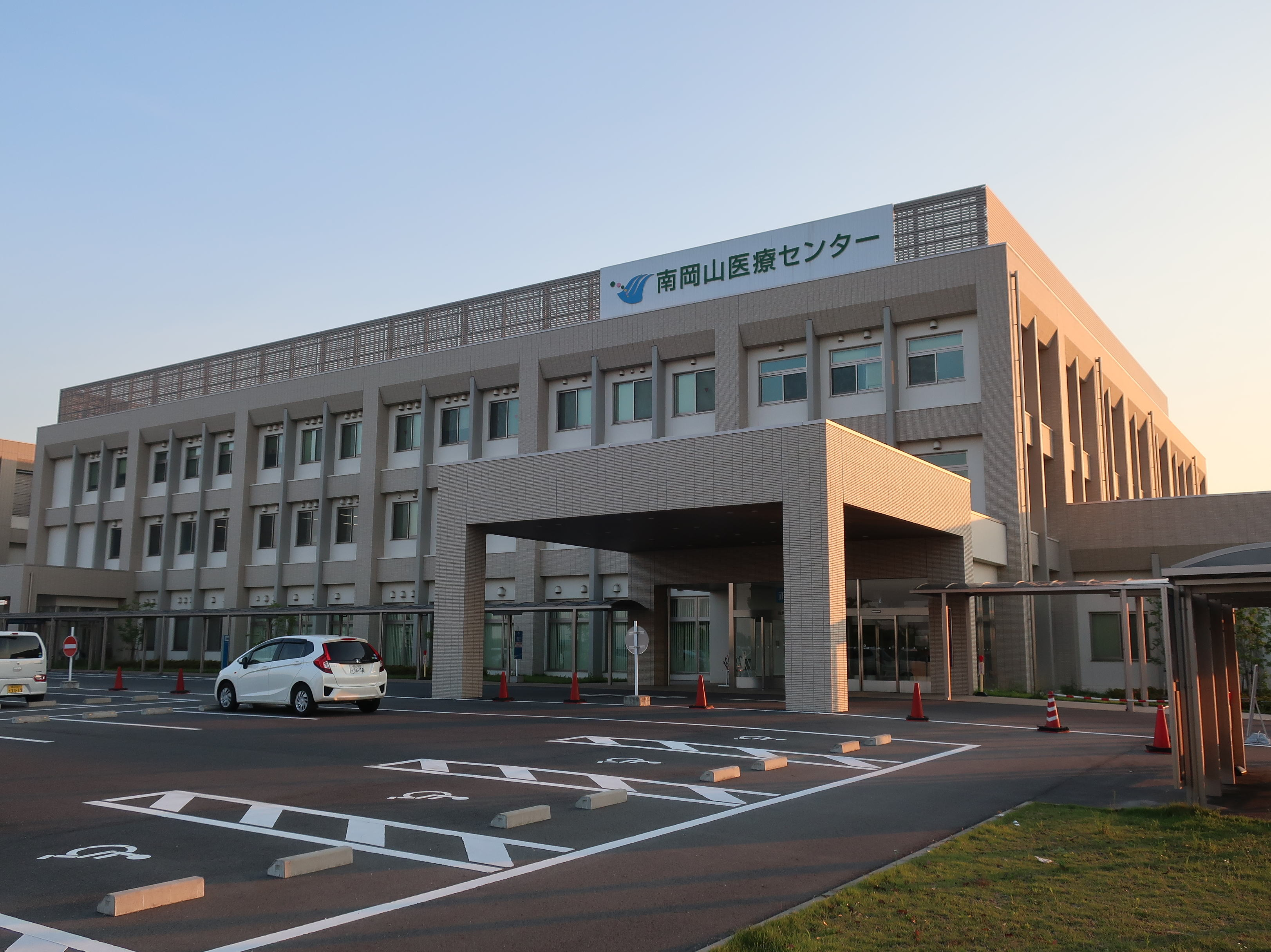
南岡山医療センター
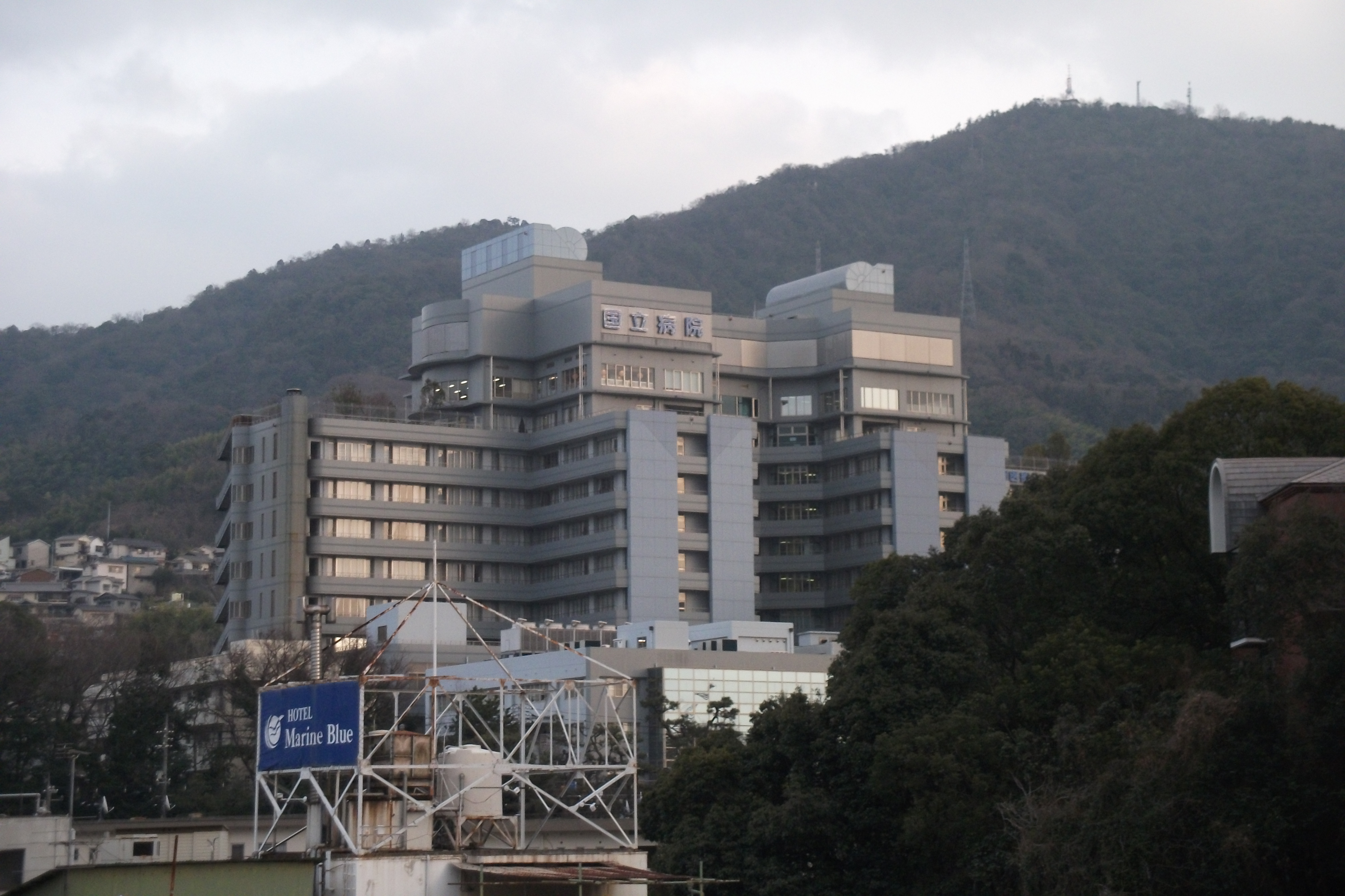
呉医療センター
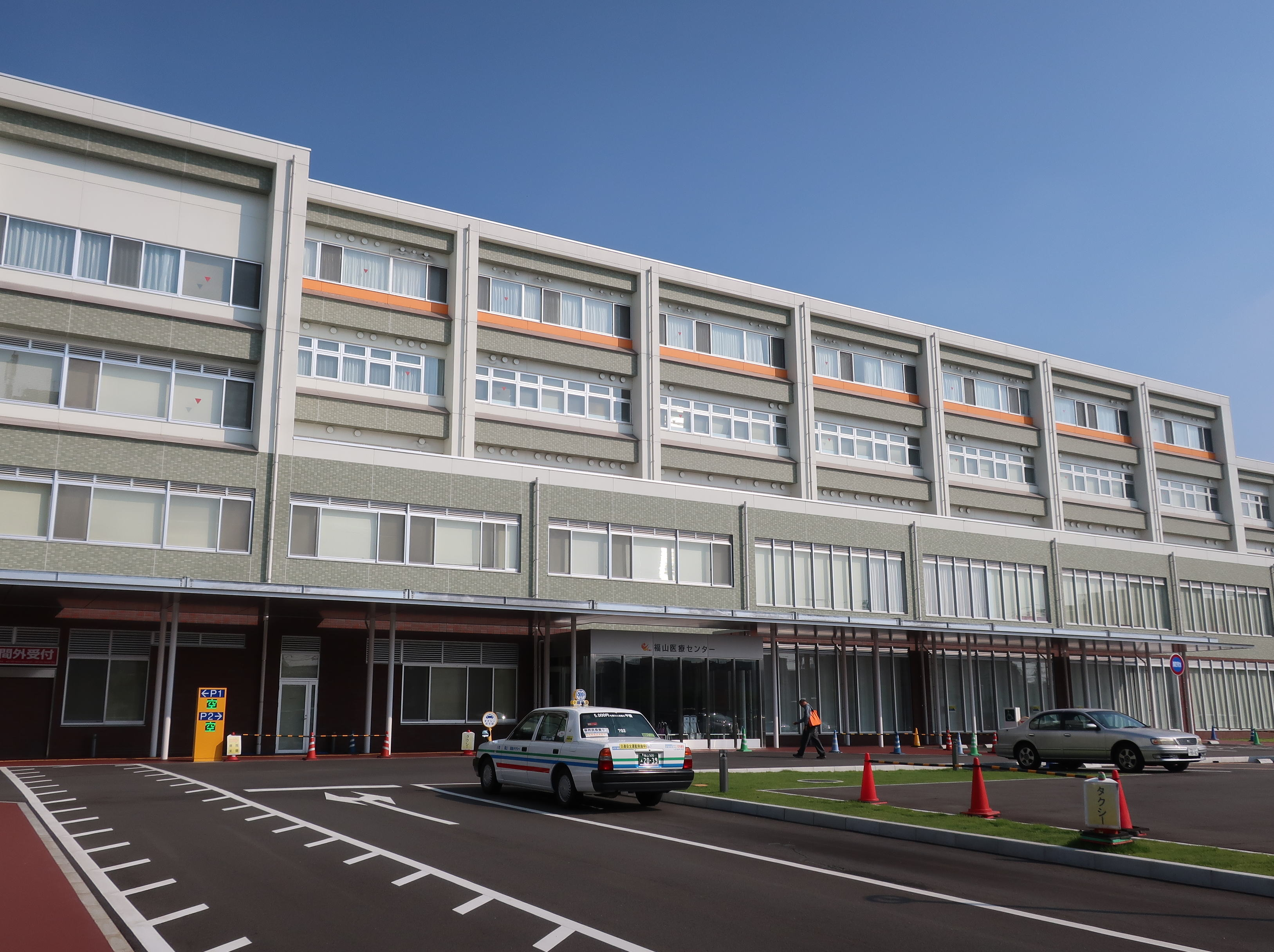
福山医療センター
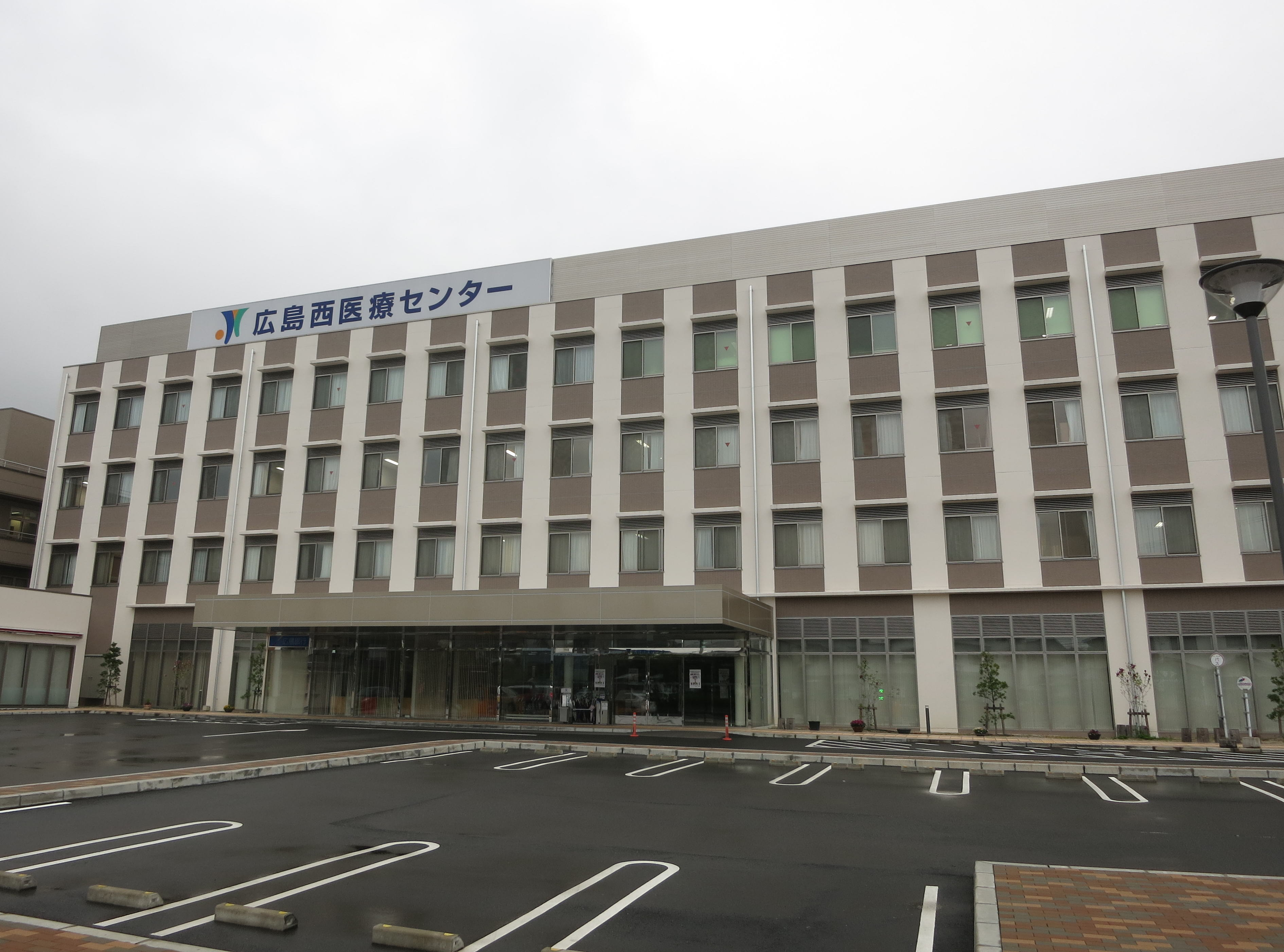
広島西医療センター
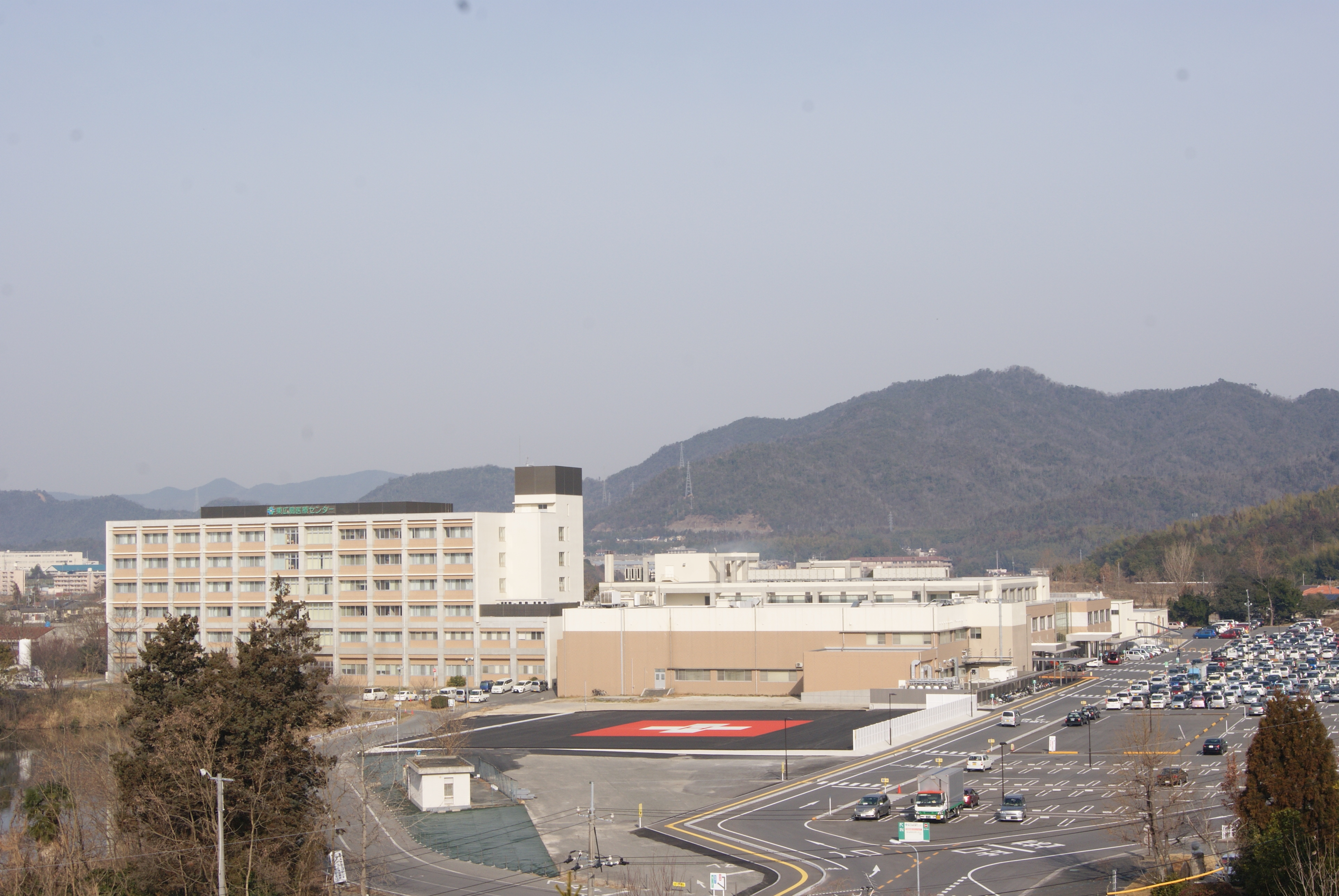
東広島医療センター
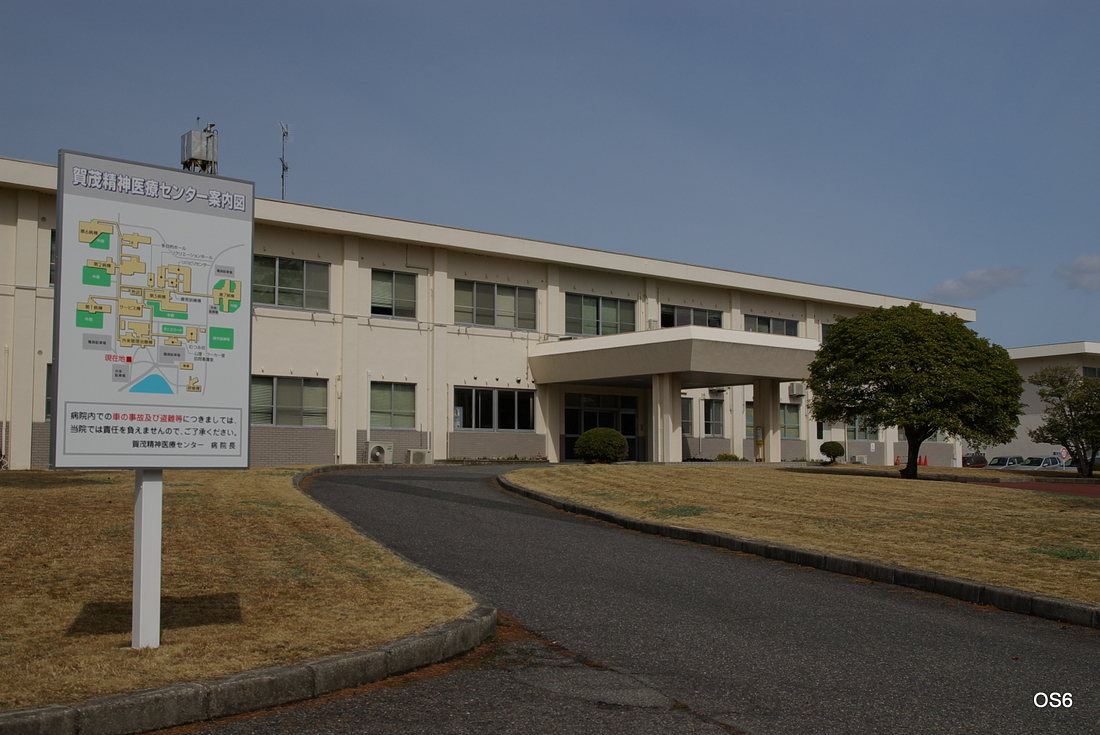
賀茂精神医療センター
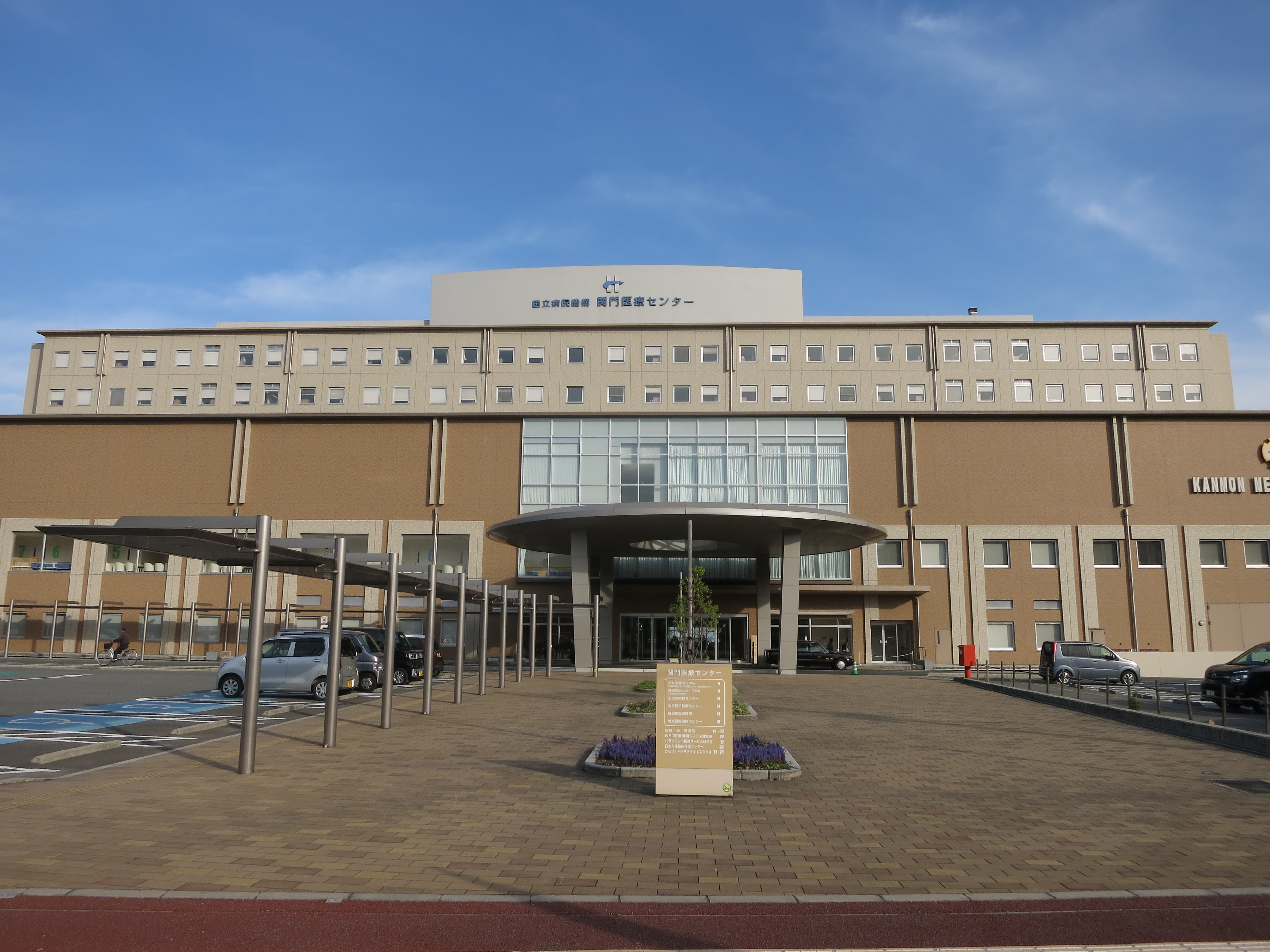
関門医療センター
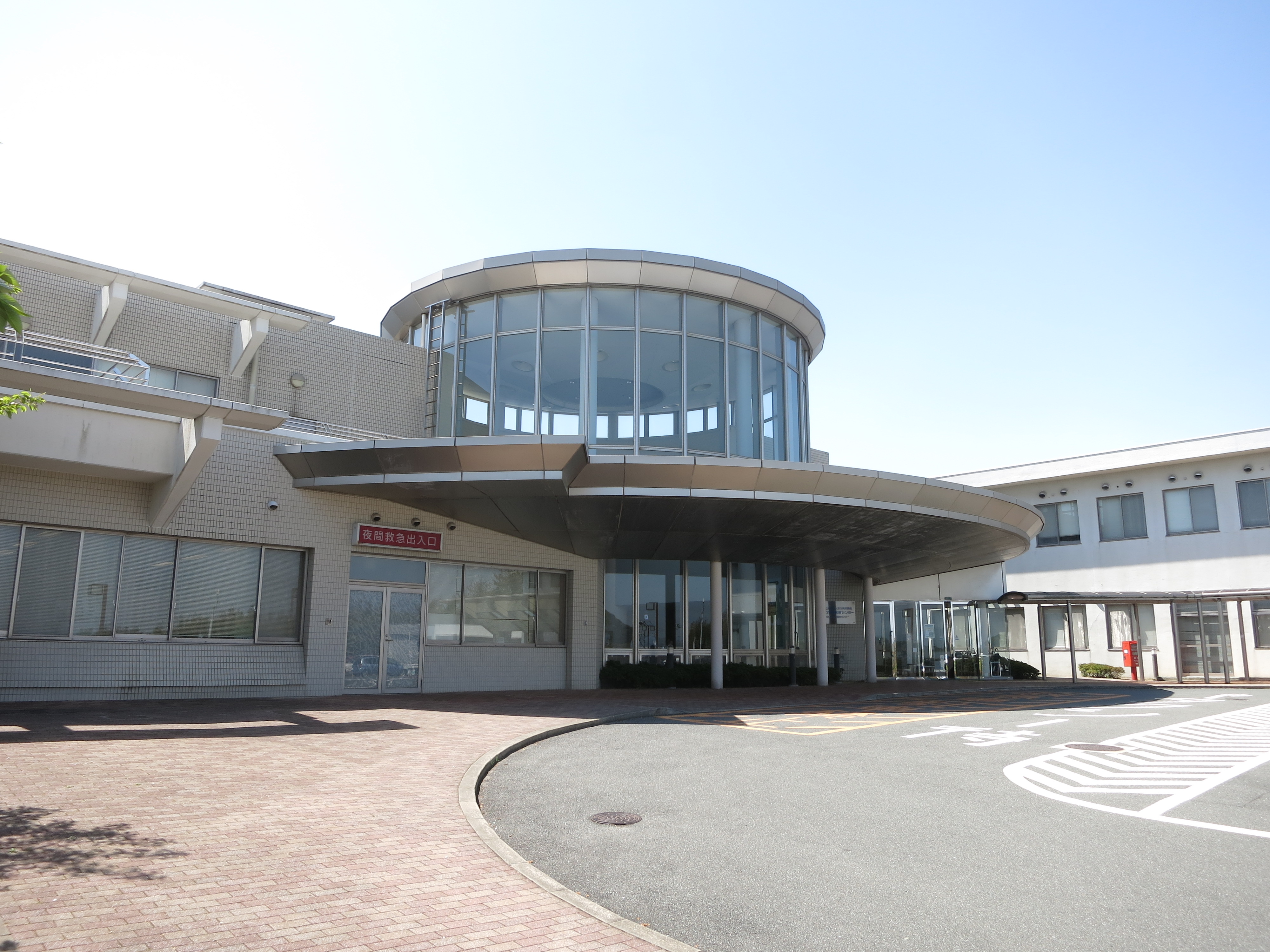
山口宇部医療センター
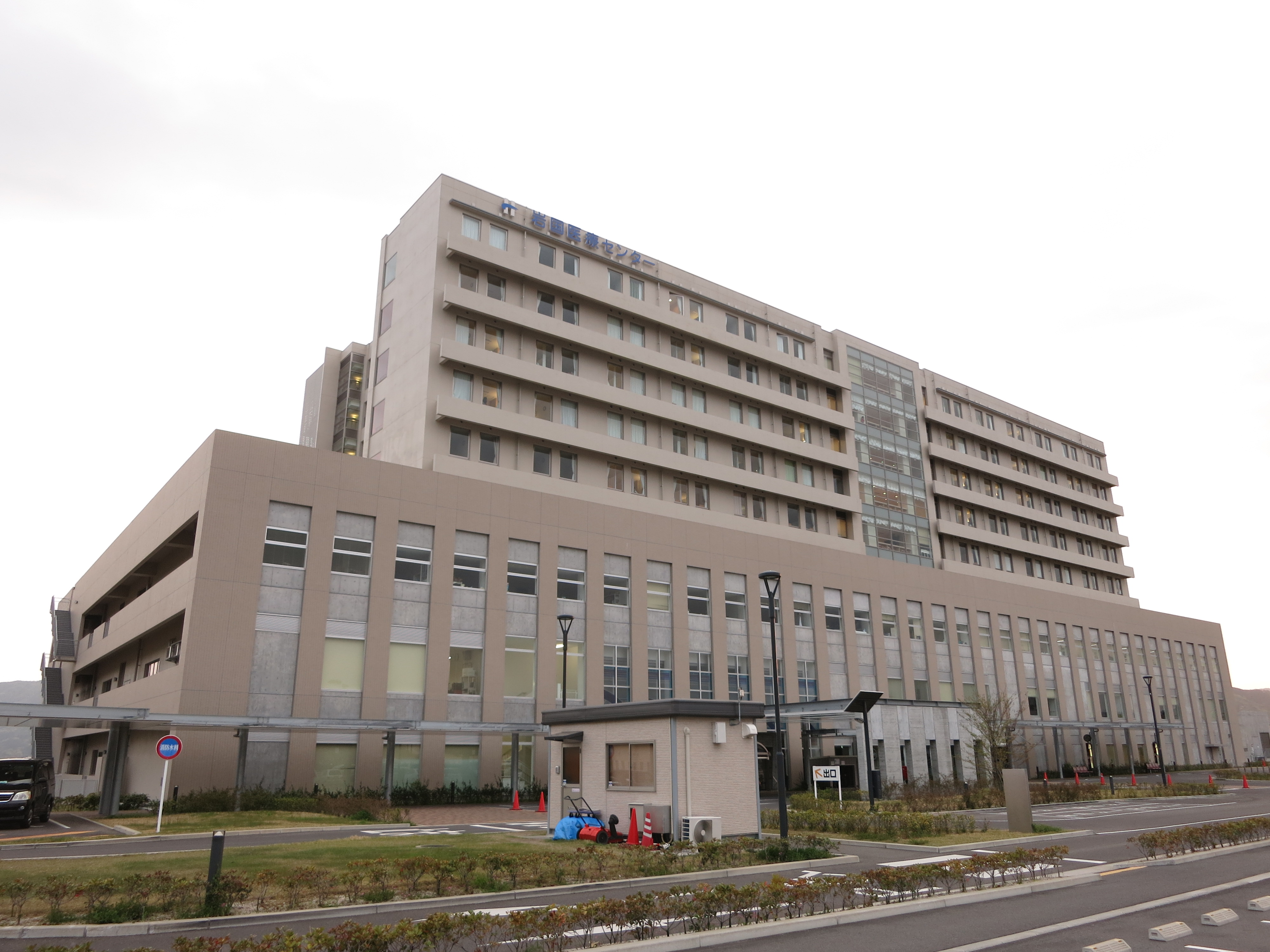
岩国医療センター
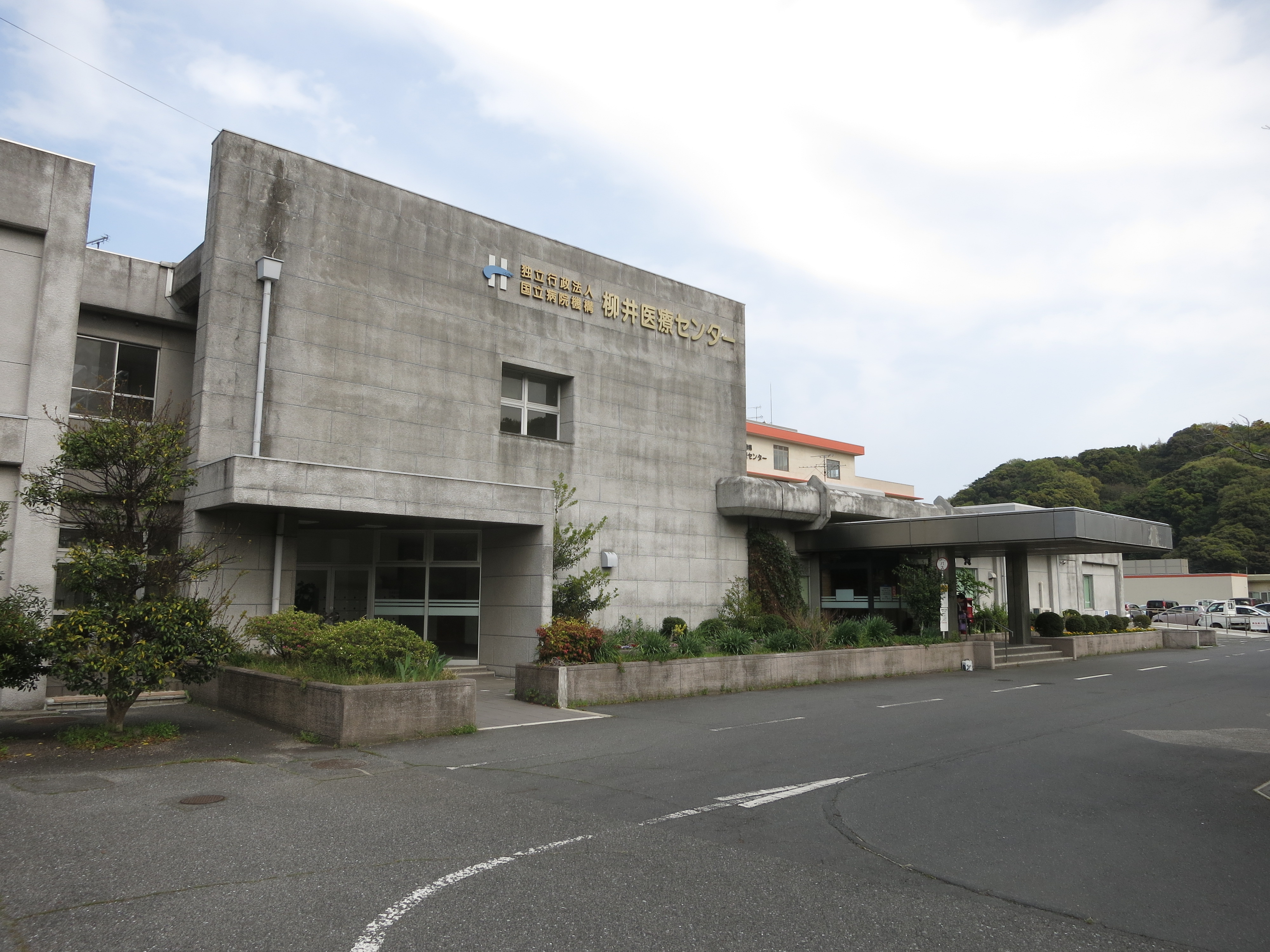
柳井医療センター
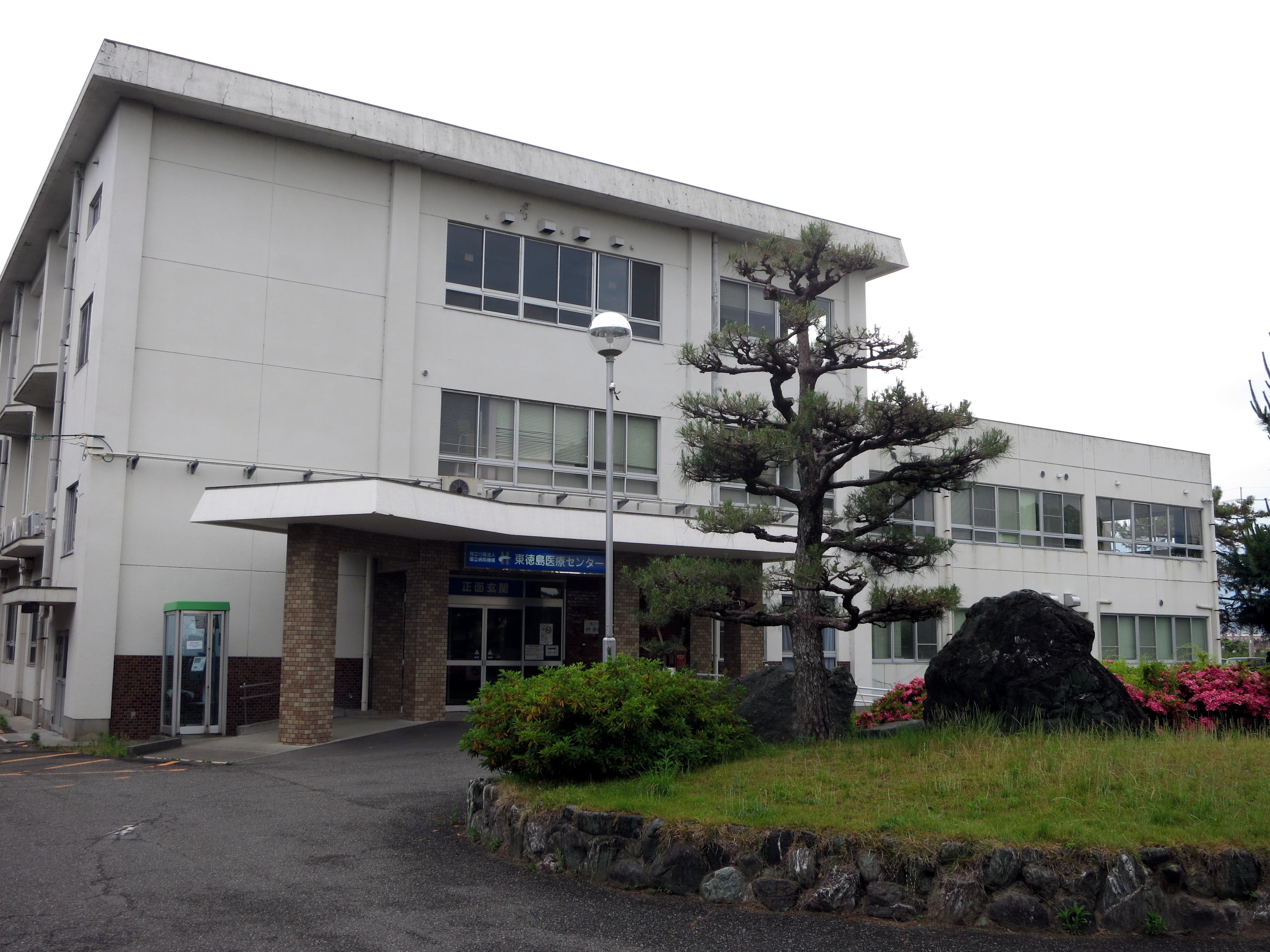
とくしま医療センター東病院
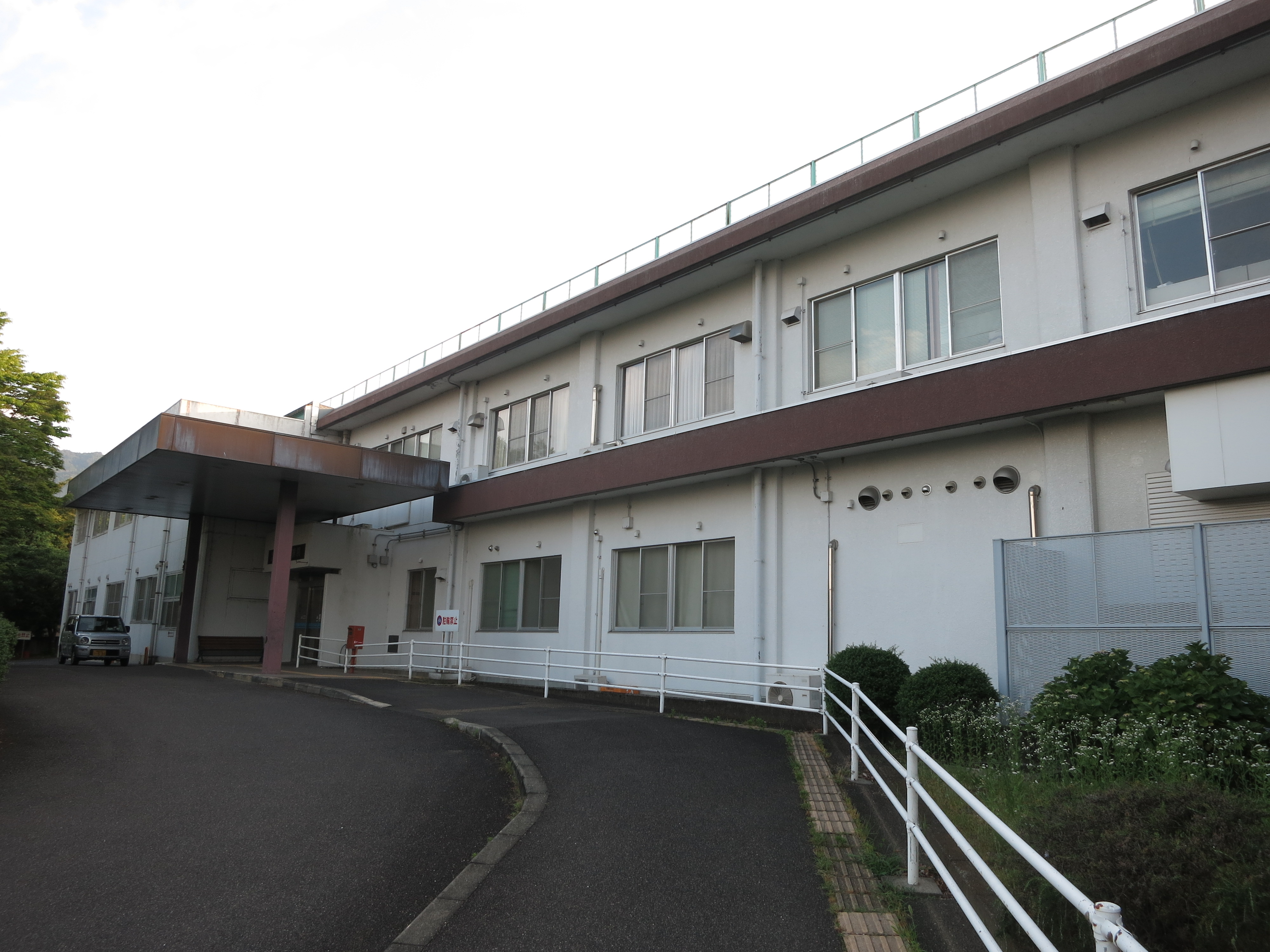
とくしま医療センター西病院
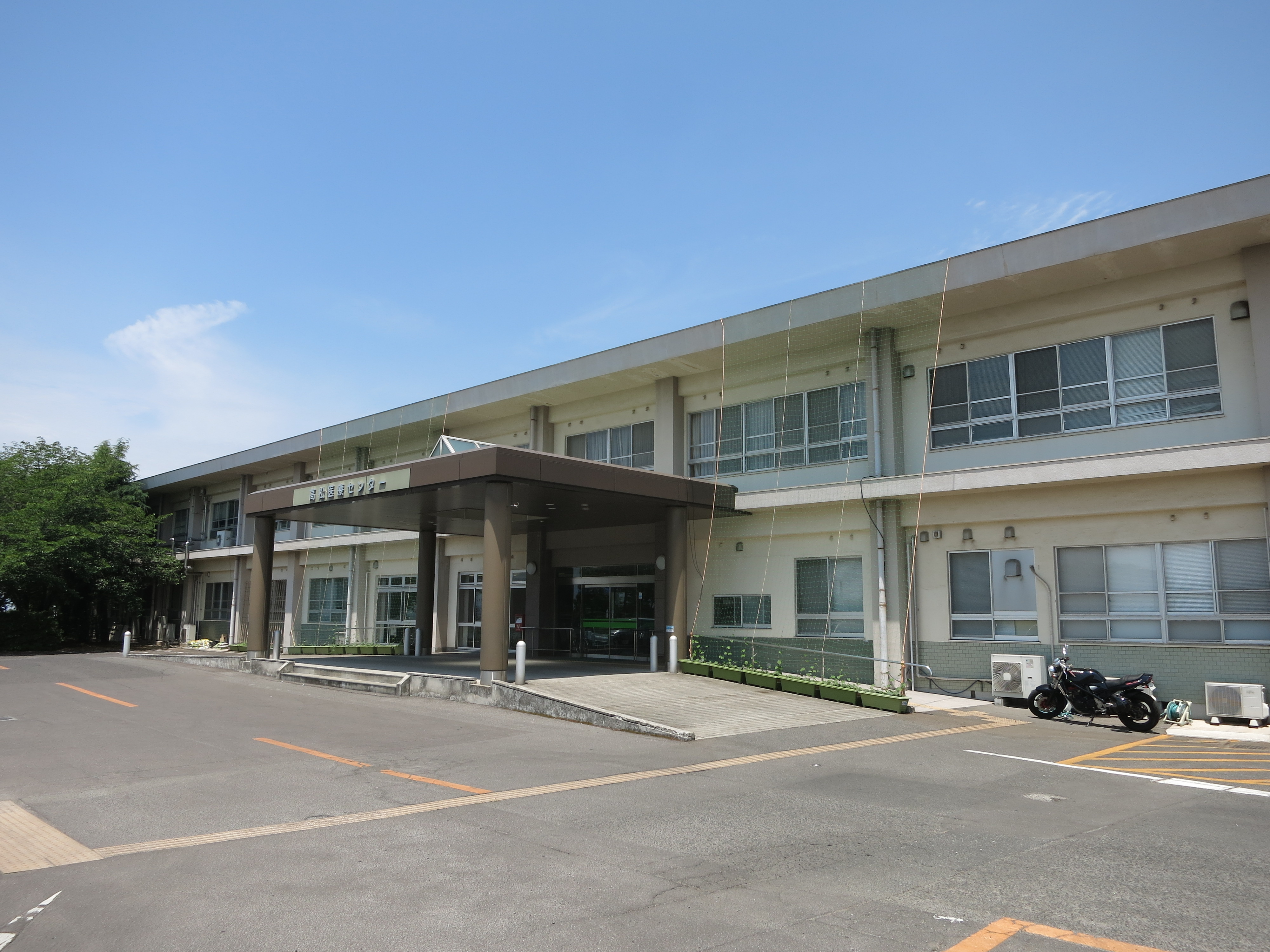
高松医療センター
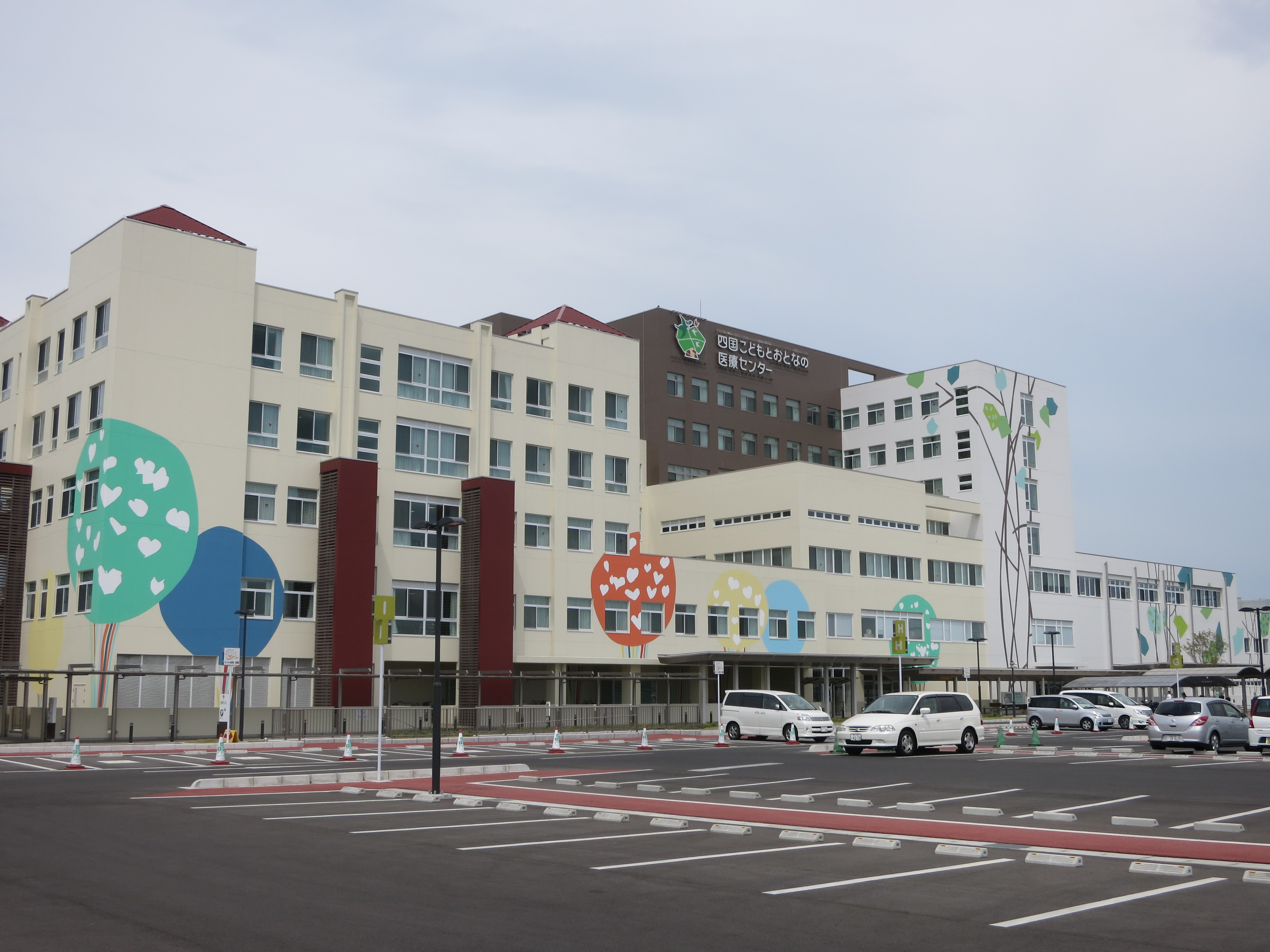
四国こどもと大人の医療センター
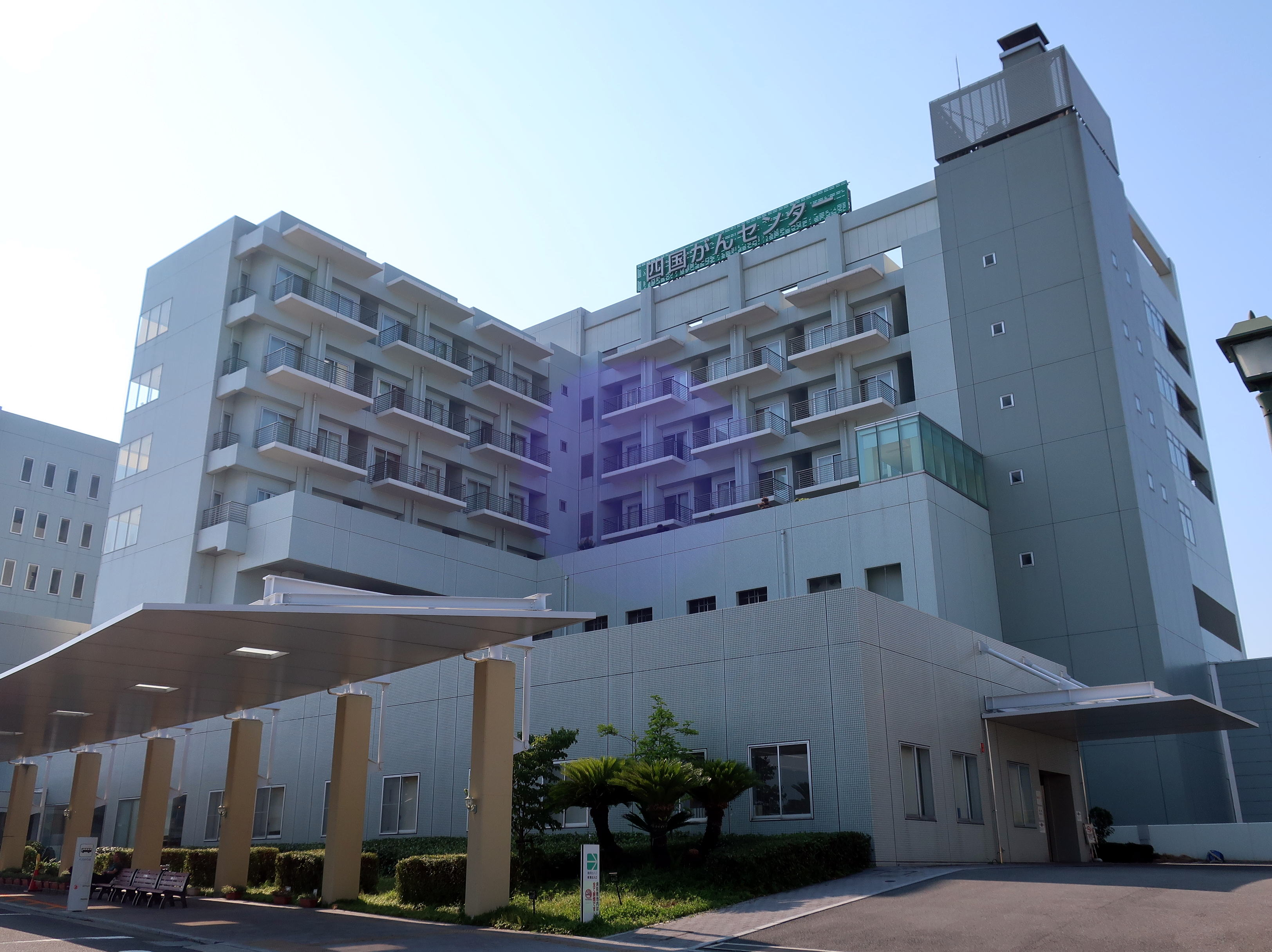
四国がんセンター
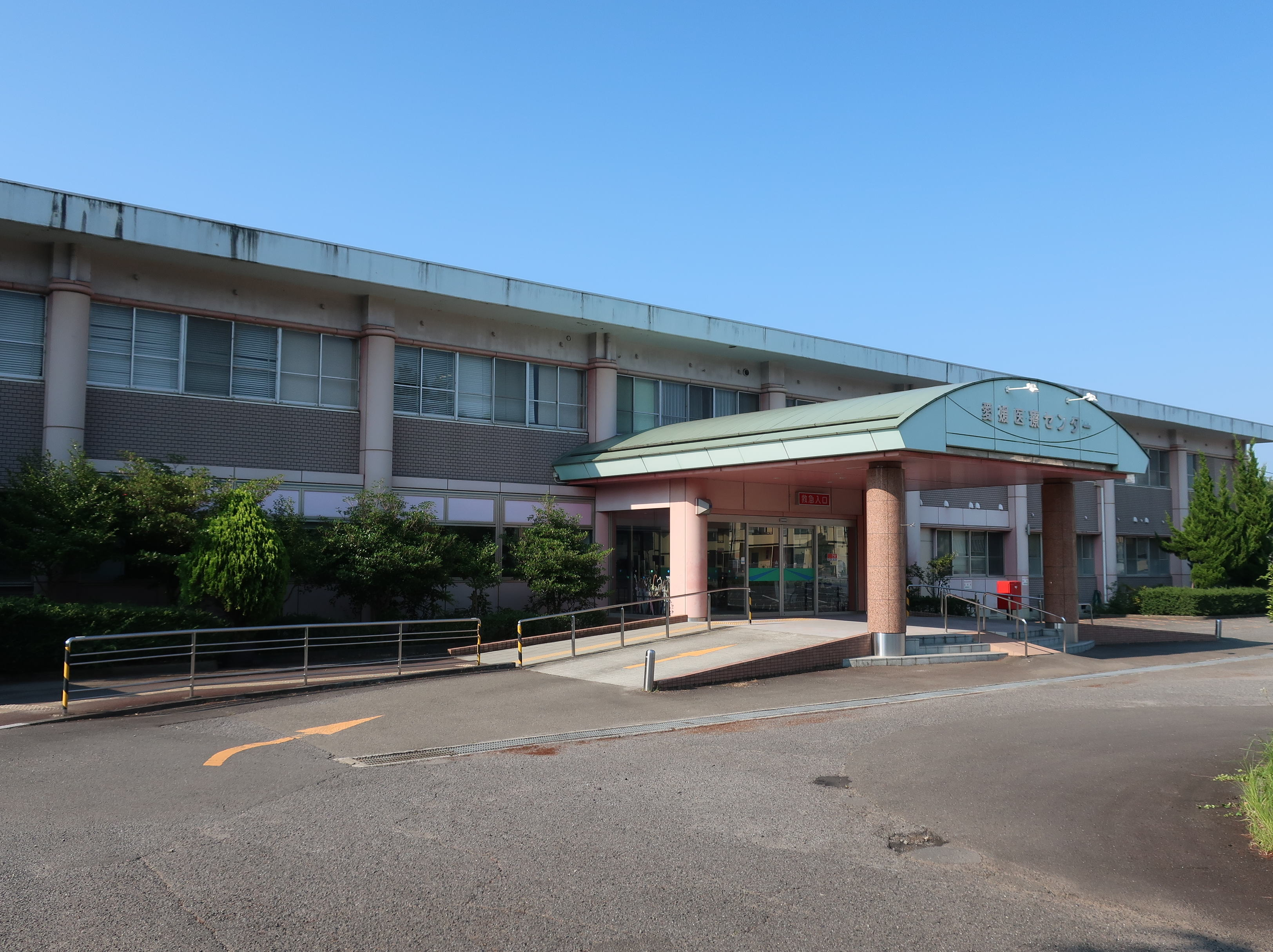
愛媛医療センター
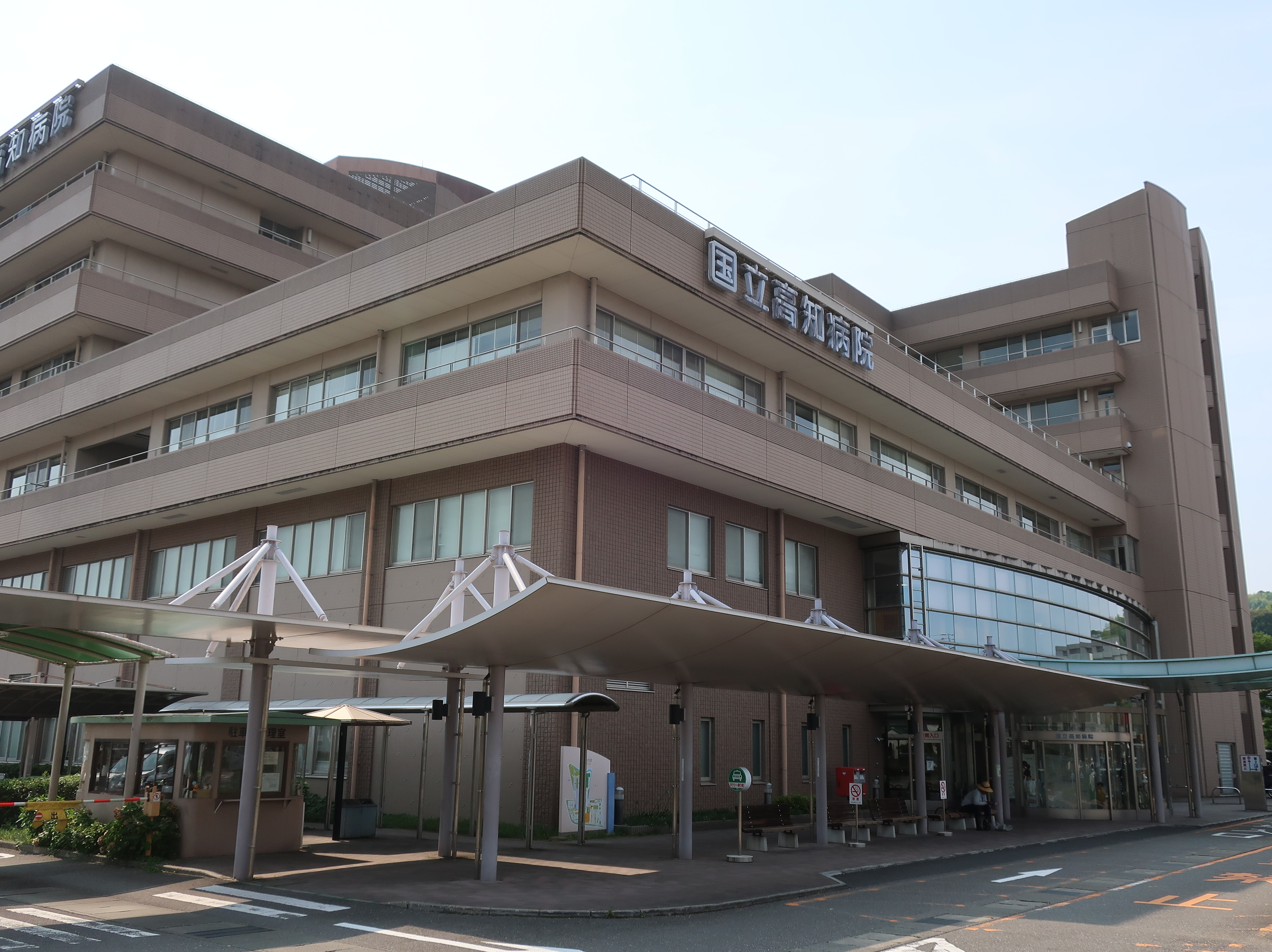
高知病院

### 九州グループ
- 小倉医療センター（福岡県北九州市小倉南区）
- 九州がんセンター（福岡県福岡市南区）
- 九州医療センター（福岡市中央区）- 九州グループ事務所所在地
- 福岡病院（福岡市南区）
- 大牟田病院（福岡県大牟田市）
- 福岡東医療センター（福岡県古賀市）
- 佐賀病院（佐賀県佐賀市）
- 肥前精神医療センター（佐賀県神埼郡吉野ヶ里町）
- 東佐賀病院（佐賀県三養基郡みやき町）
- 嬉野医療センター（佐賀県嬉野市）
- 長崎病院（長崎県長崎市）
- 長崎医療センター（長崎県大村市）
- 長崎川棚医療センター（長崎県東彼杵郡川棚町）
- 熊本医療センター（熊本県熊本市中央区）
- 熊本南病院（熊本県宇城市）
- 菊池病院（熊本県合志市）
- 熊本再春医療センター（熊本県合志市）
- 大分医療センター（大分県大分市）
- 別府医療センター（大分県別府市）
- 西別府病院（大分県別府市）
- 宮崎東病院（宮崎県宮崎市）
- 都城医療センター（宮崎県都城市）
- 宮崎病院（宮崎県児湯郡川南町）
- 鹿児島医療センター（鹿児島県鹿児島市）
- 指宿医療センター（鹿児島県指宿市）
- 南九州病院（鹿児島県姶良市）
- 沖縄病院（沖縄県宜野湾市）
- 琉球病院（沖縄県国頭郡金武町）

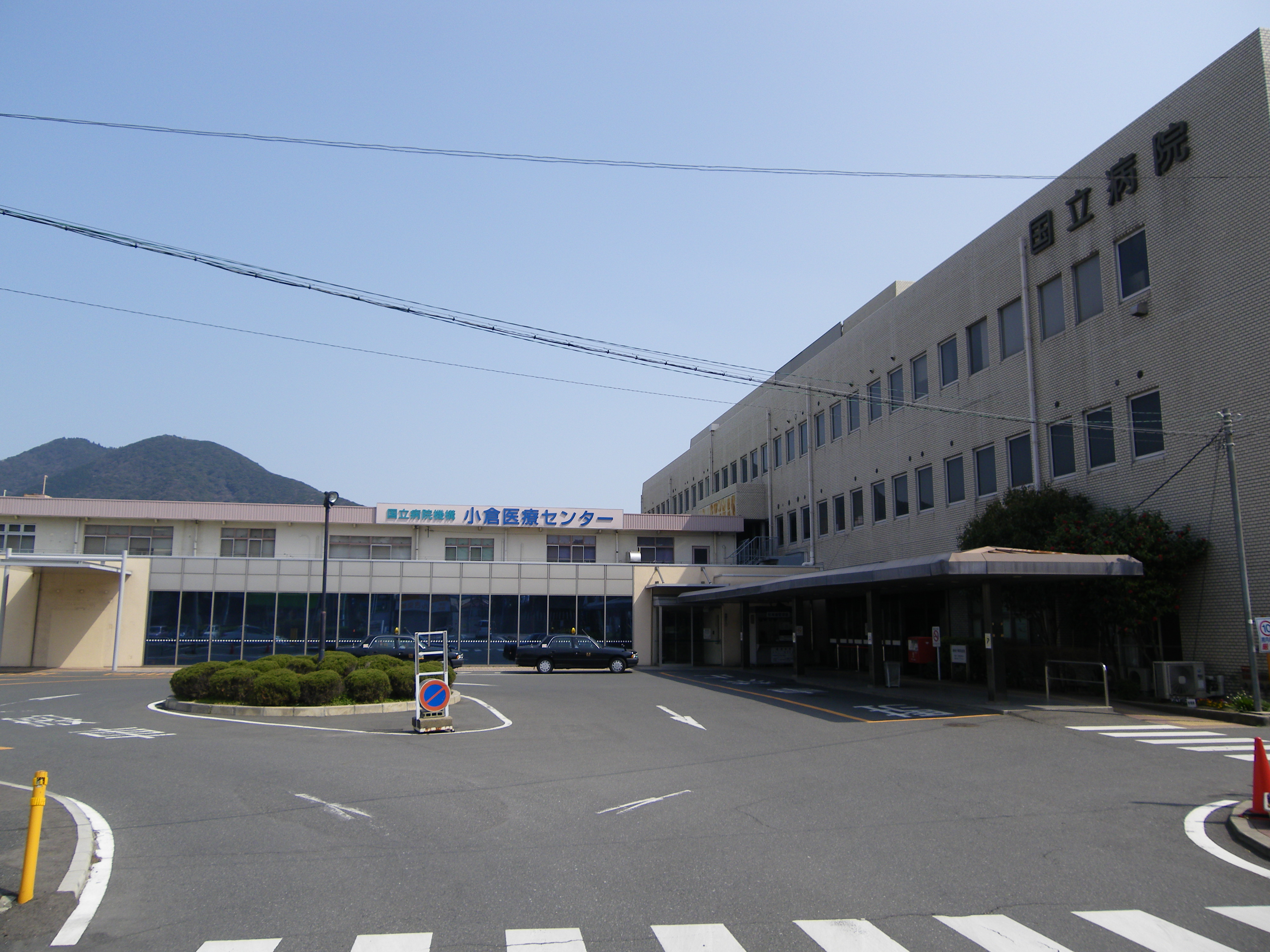
小倉医療センター
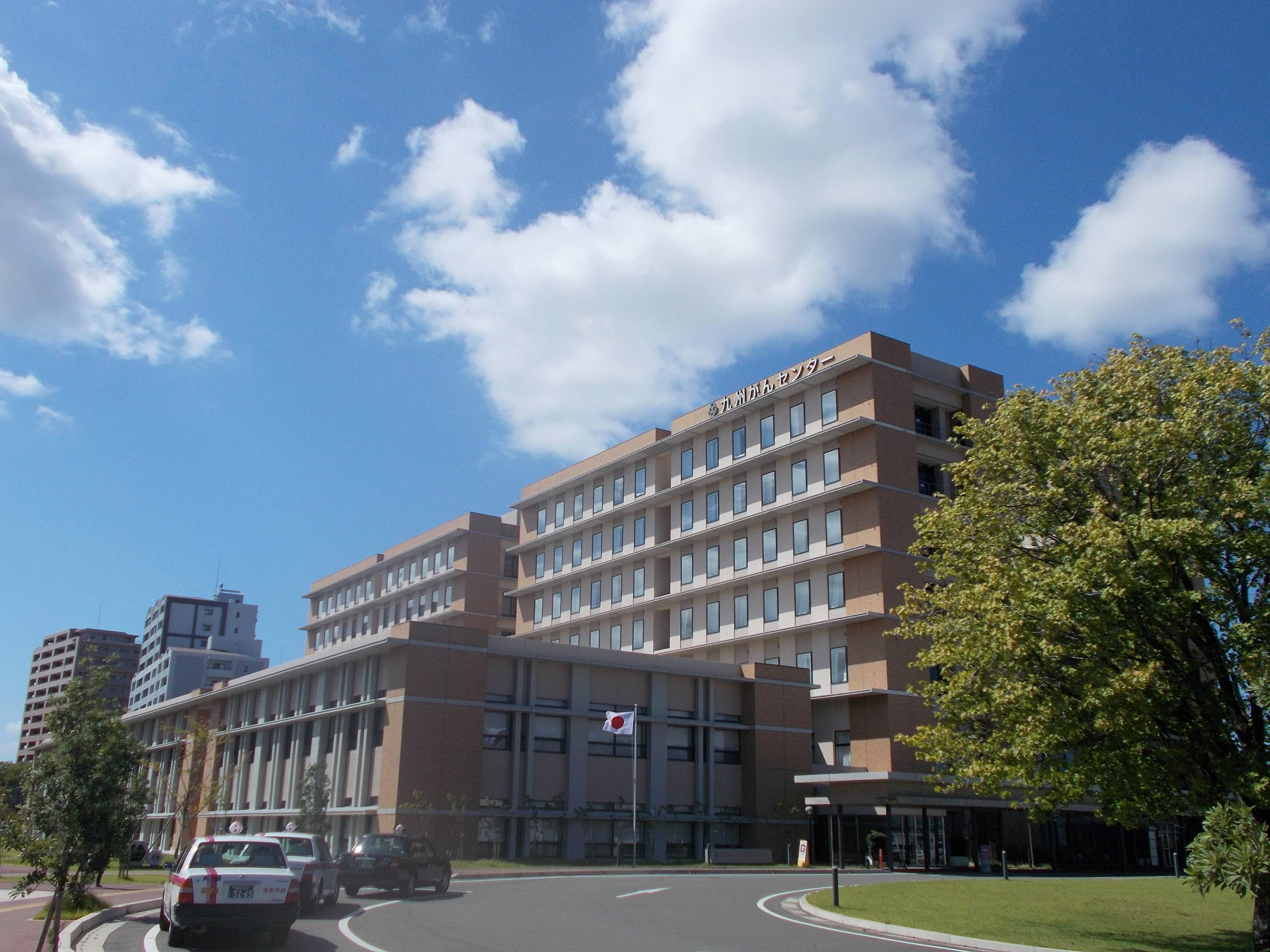
九州がんセンター
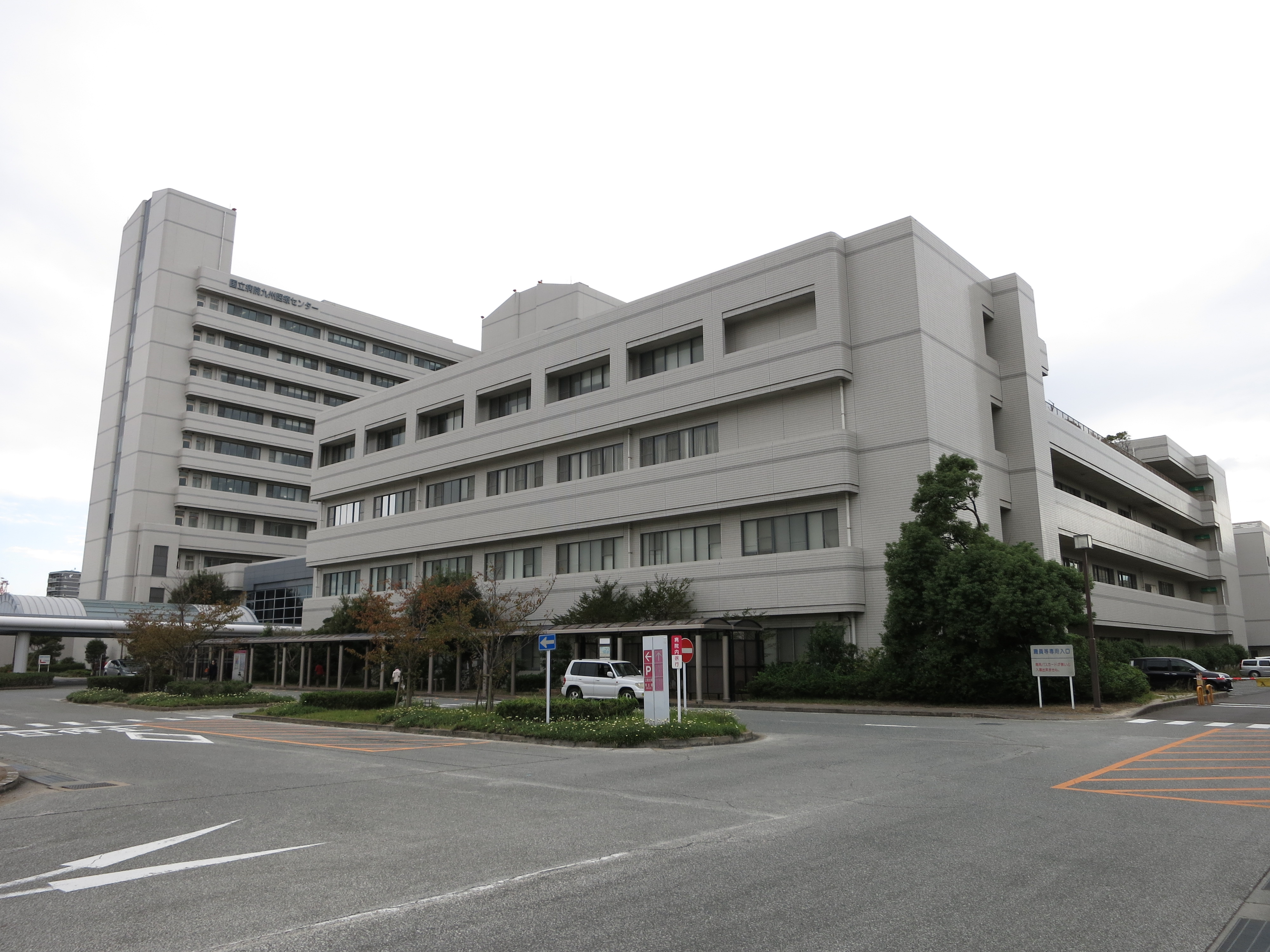
九州医療センター
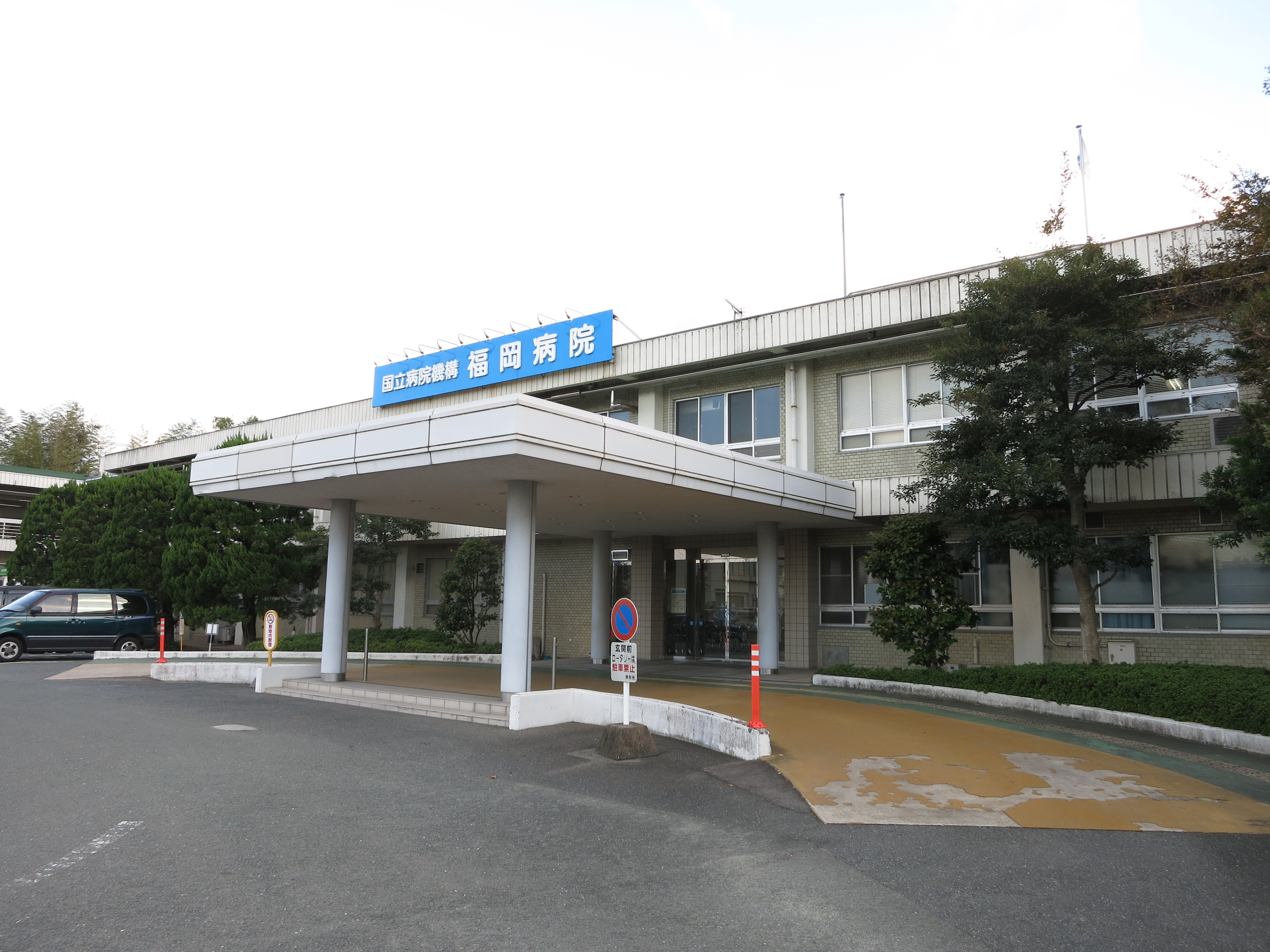
福岡病院
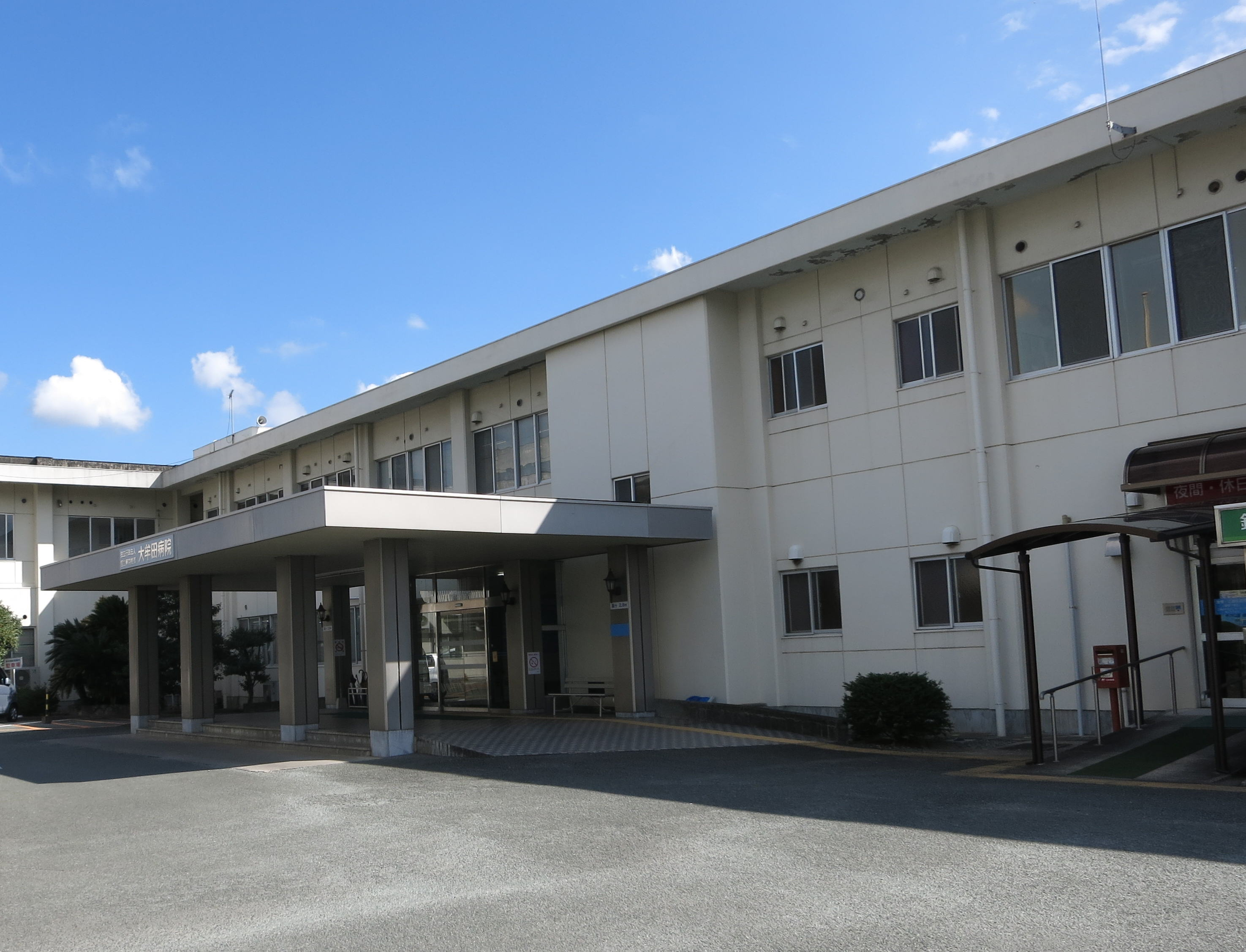
大牟田病院
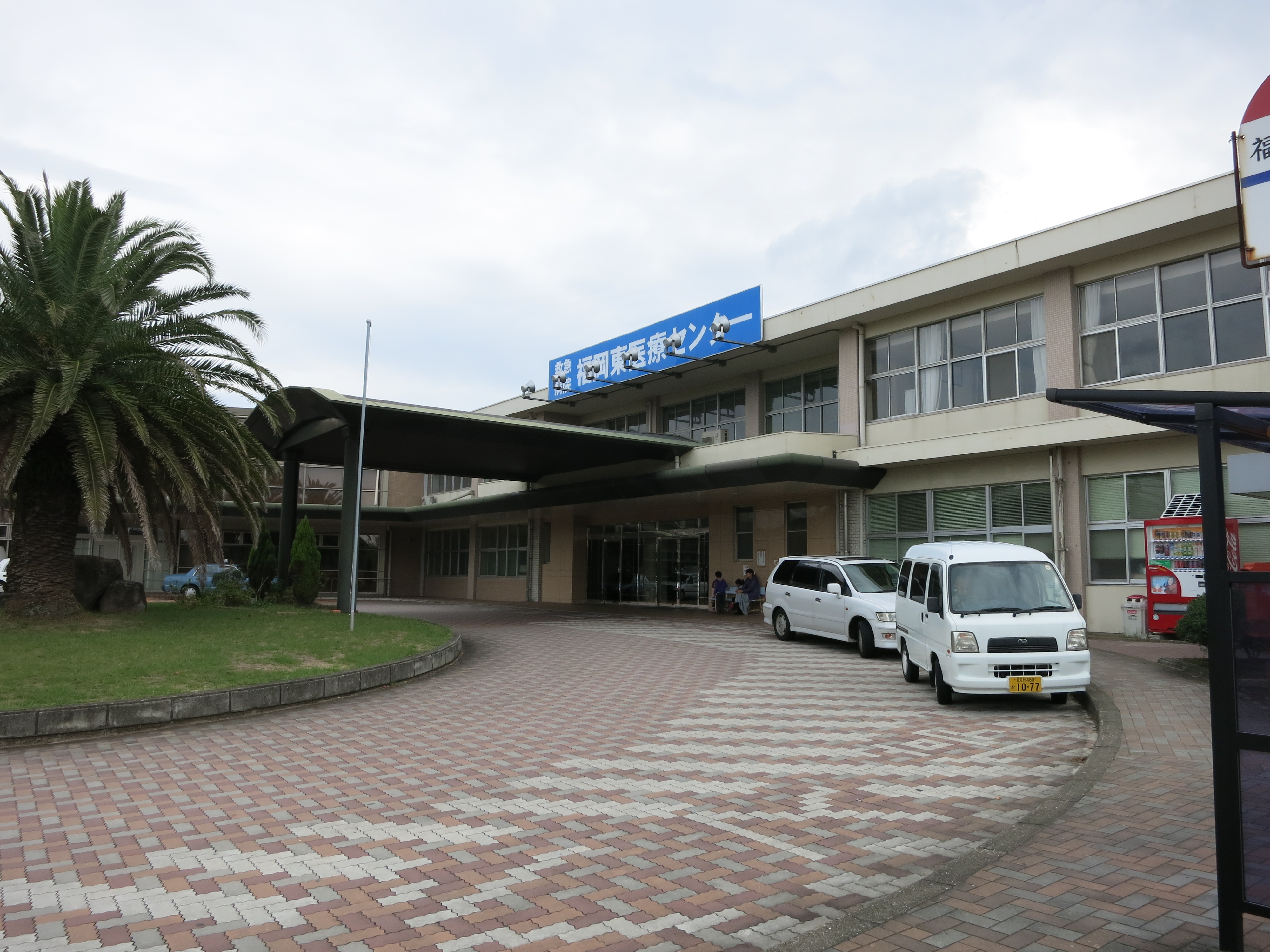
福岡東医療センター
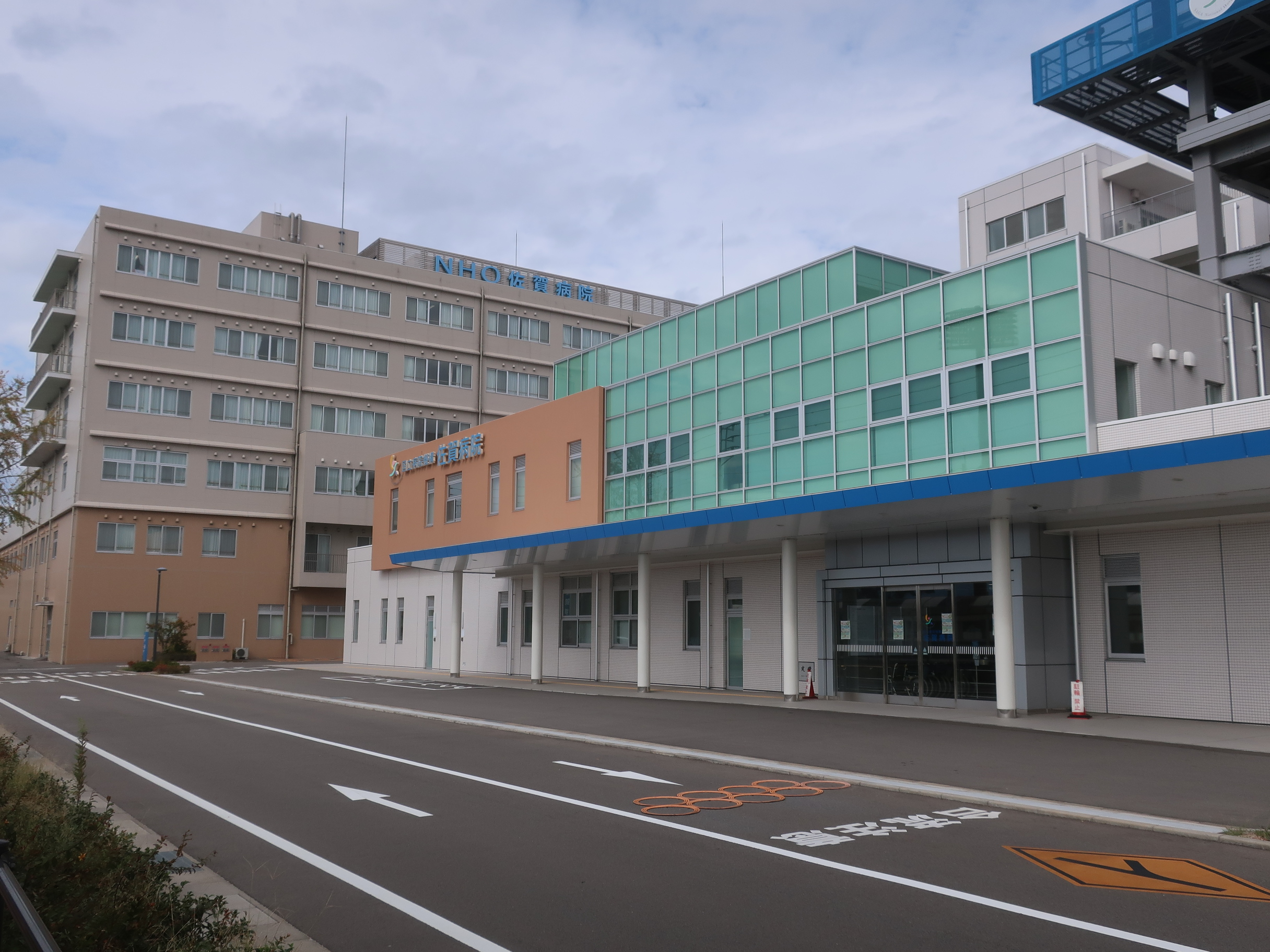
佐賀病院
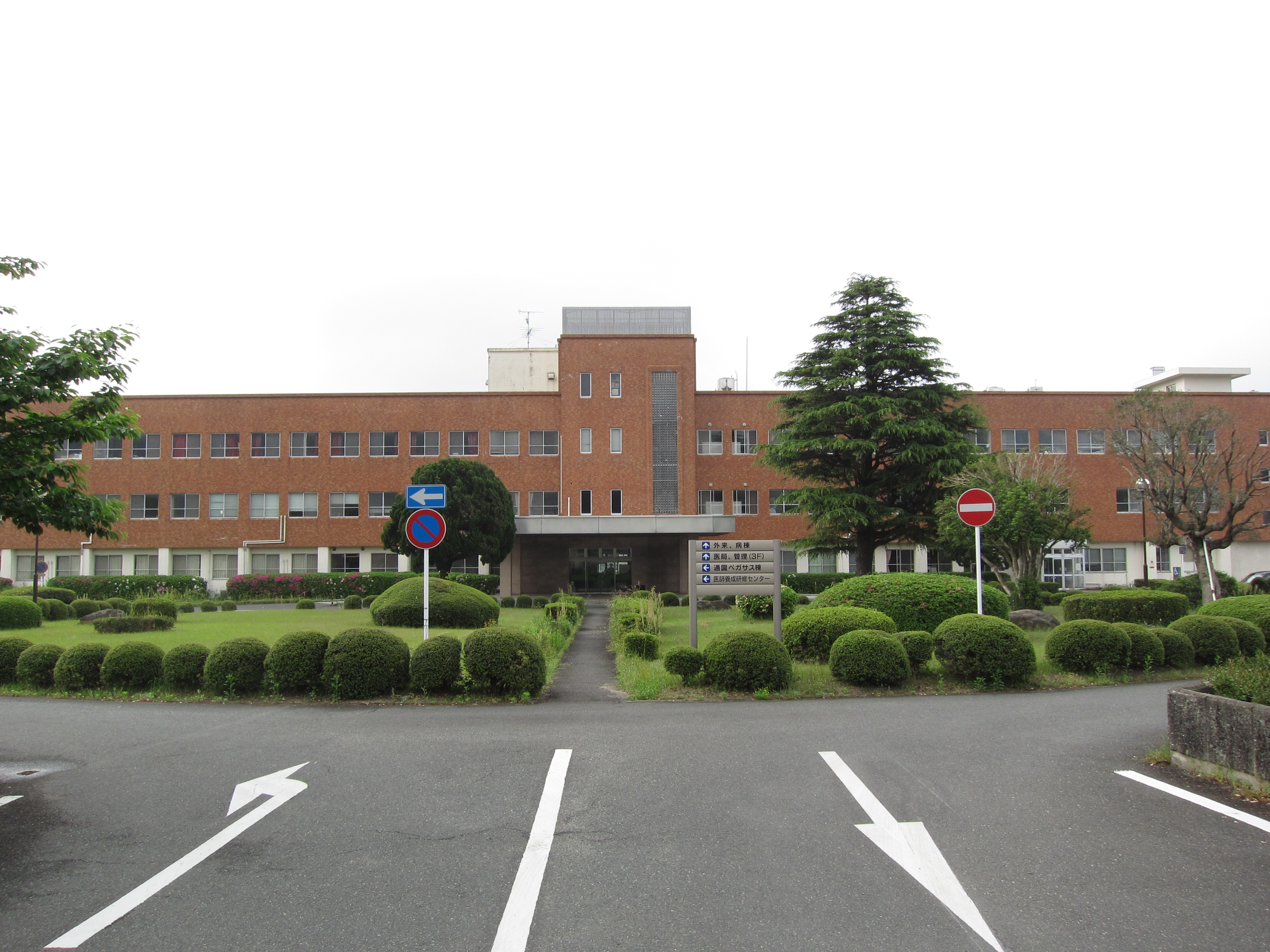
肥前精神医療センター
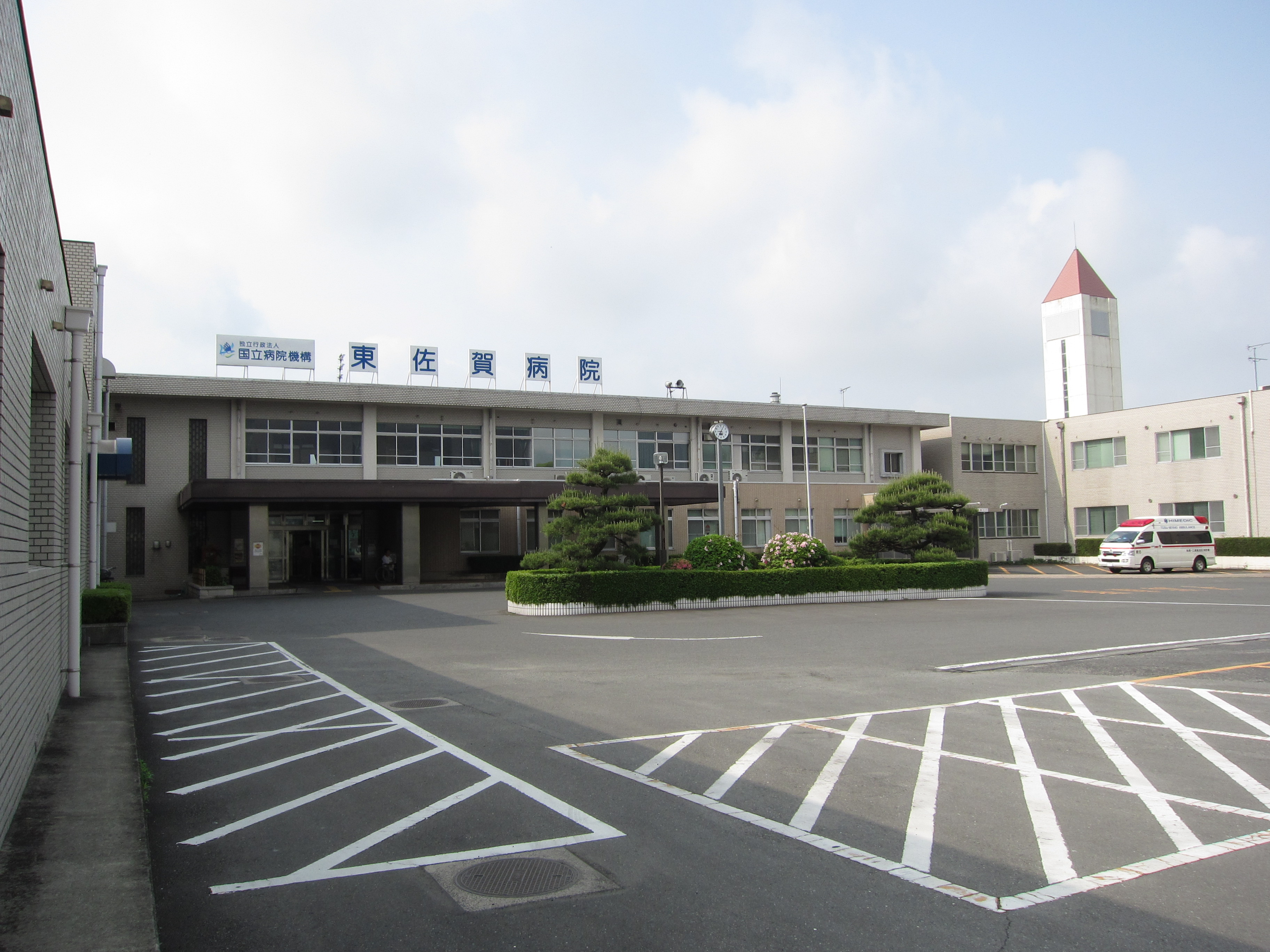
東佐賀病院
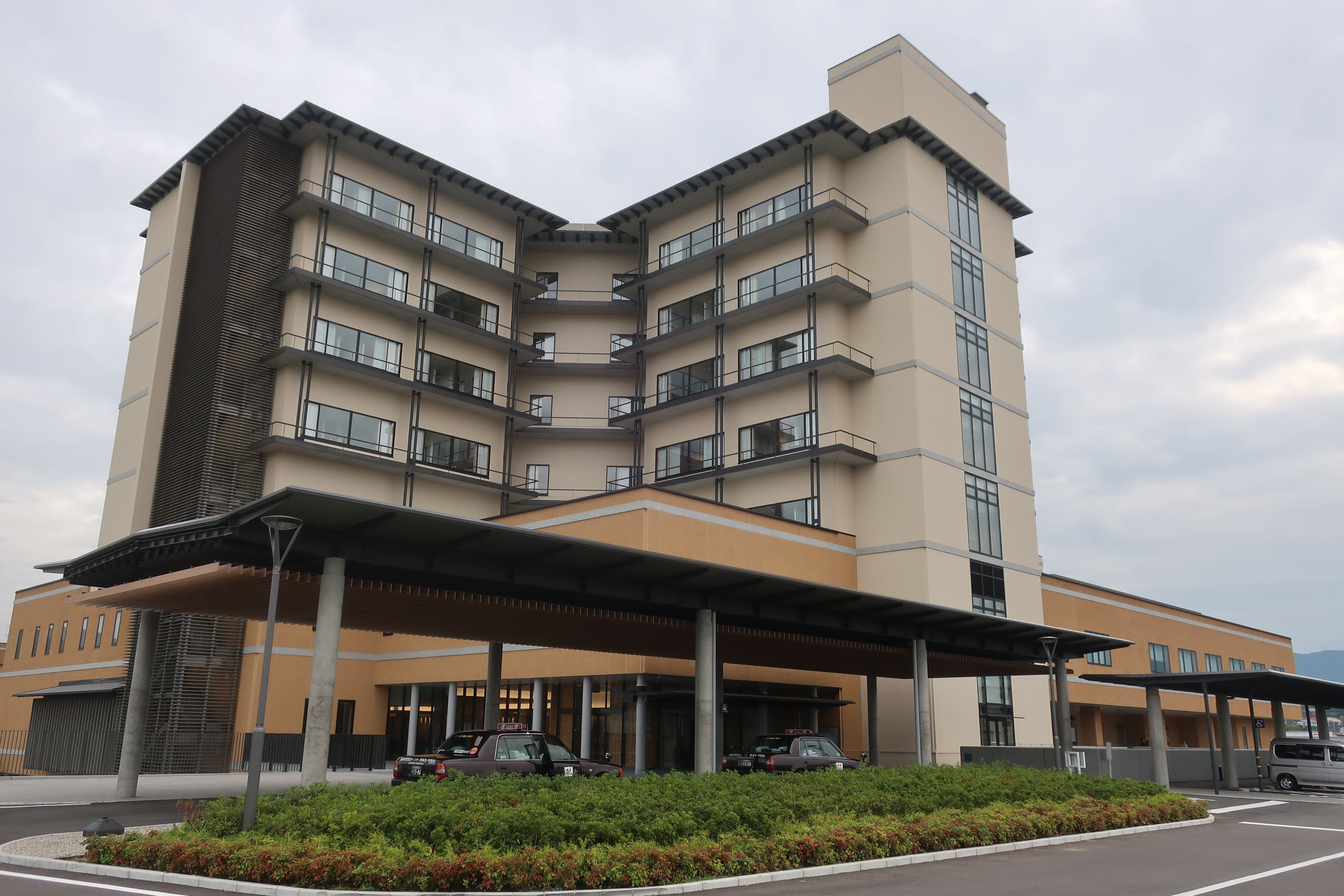
嬉野医療センター
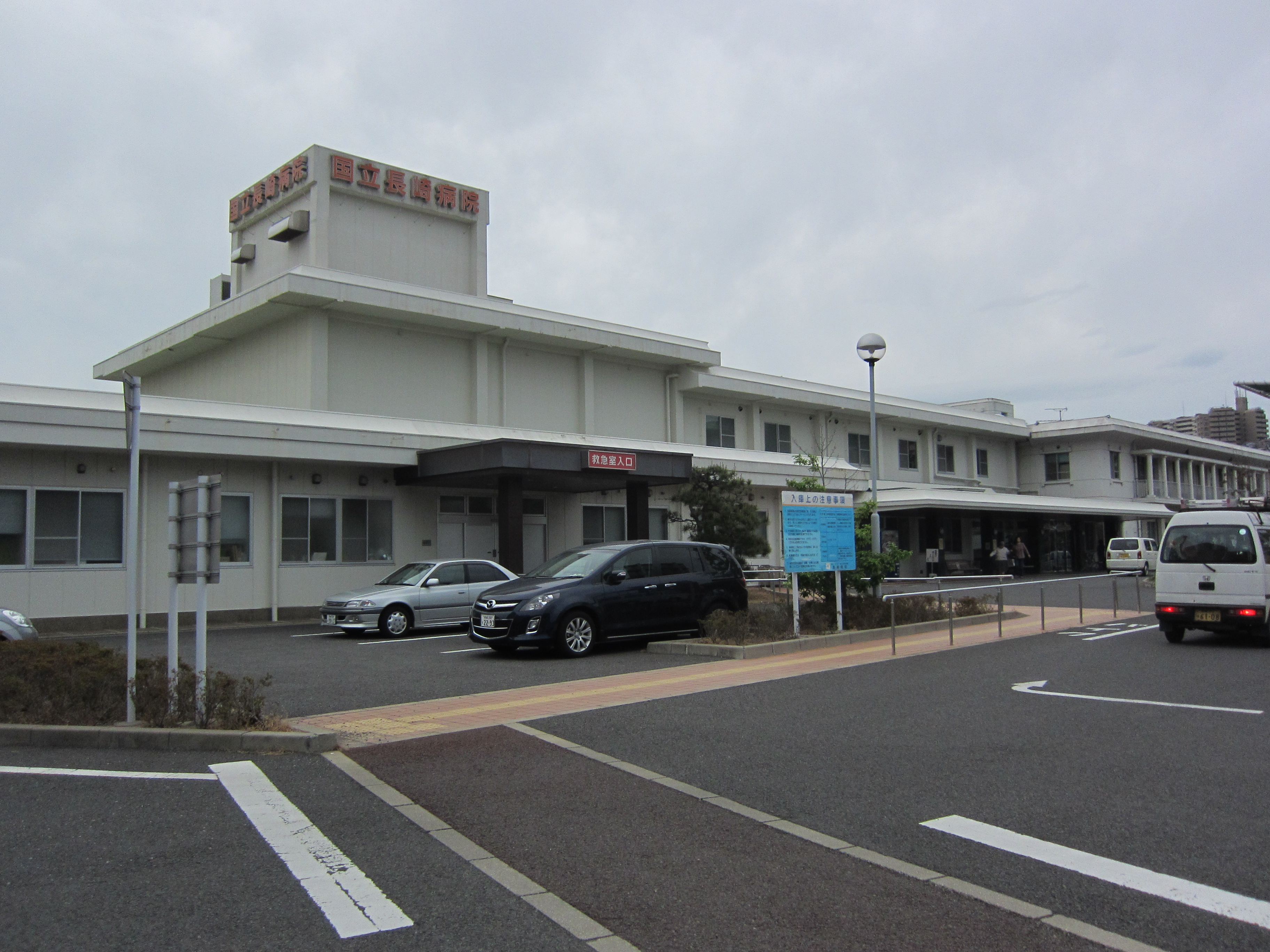
長崎病院
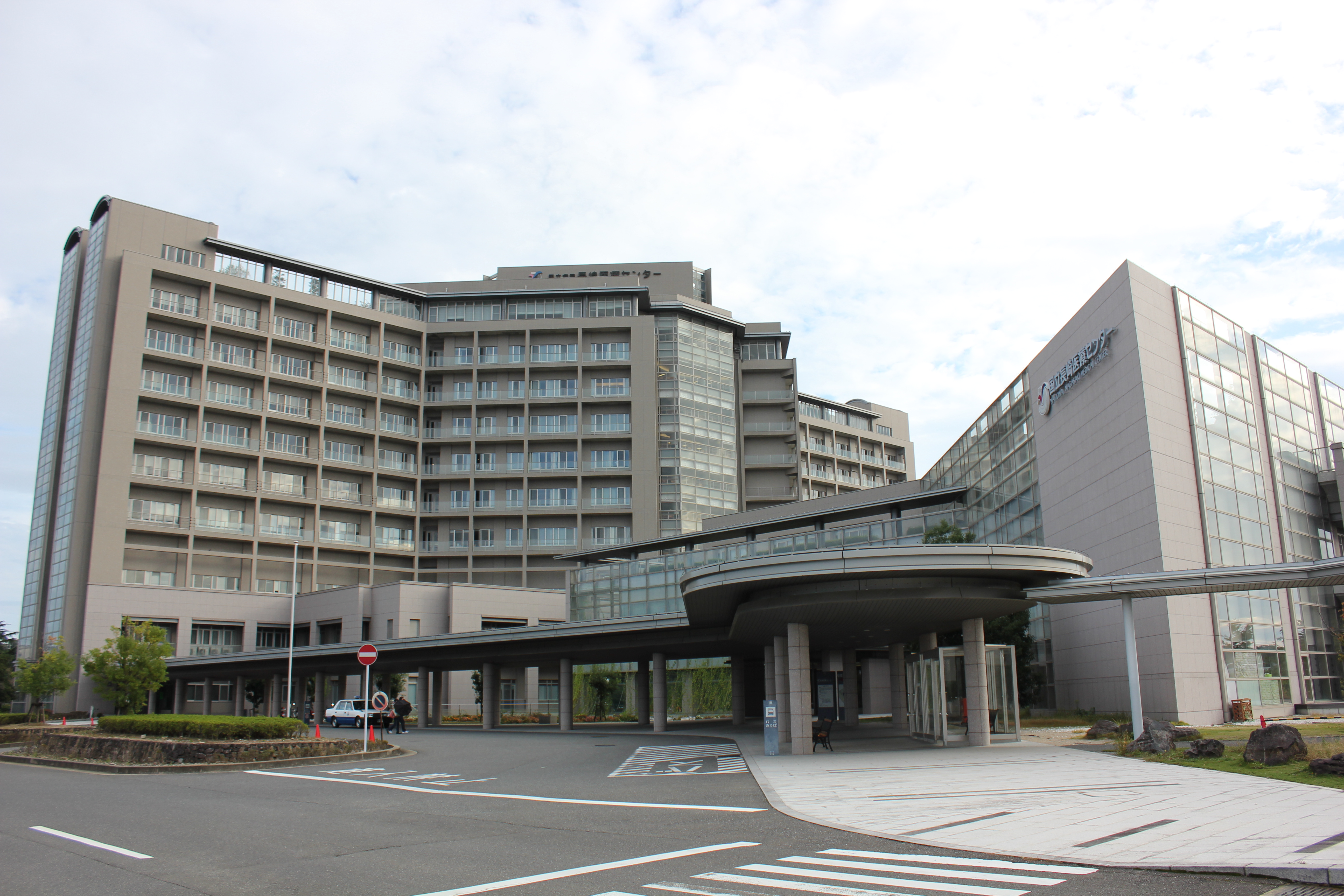
長崎医療センター
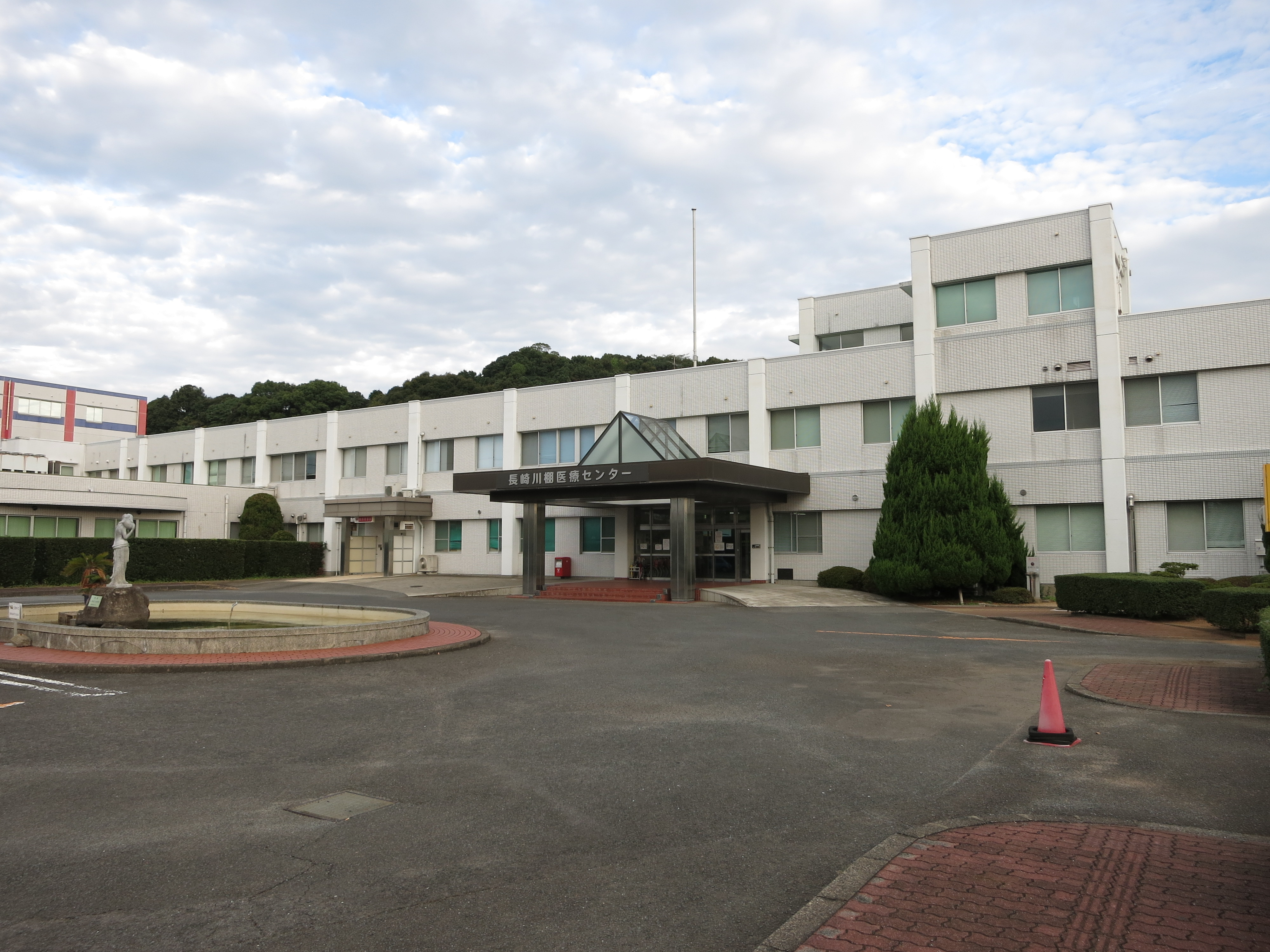
長崎川棚医療センター
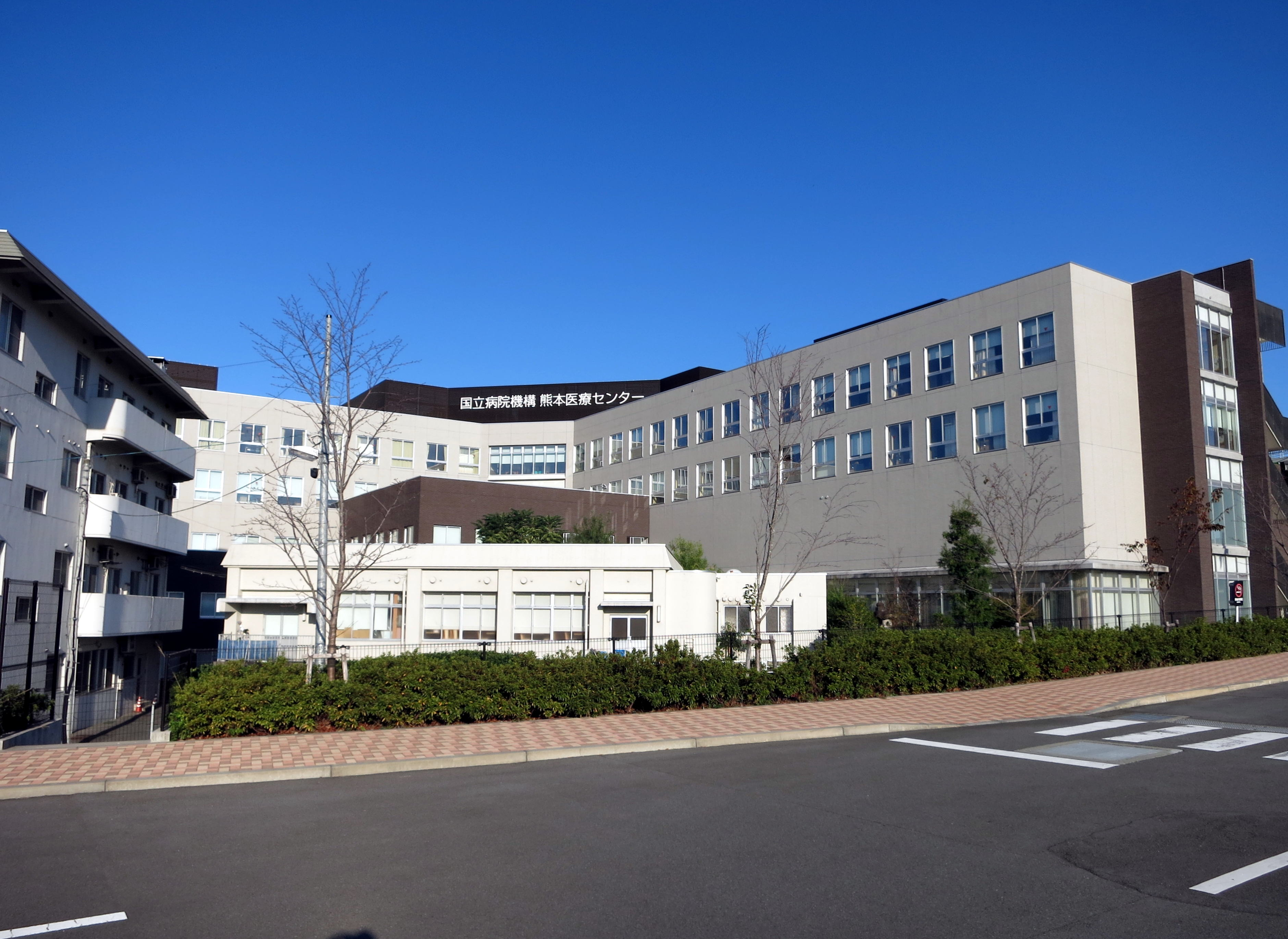
熊本医療センター
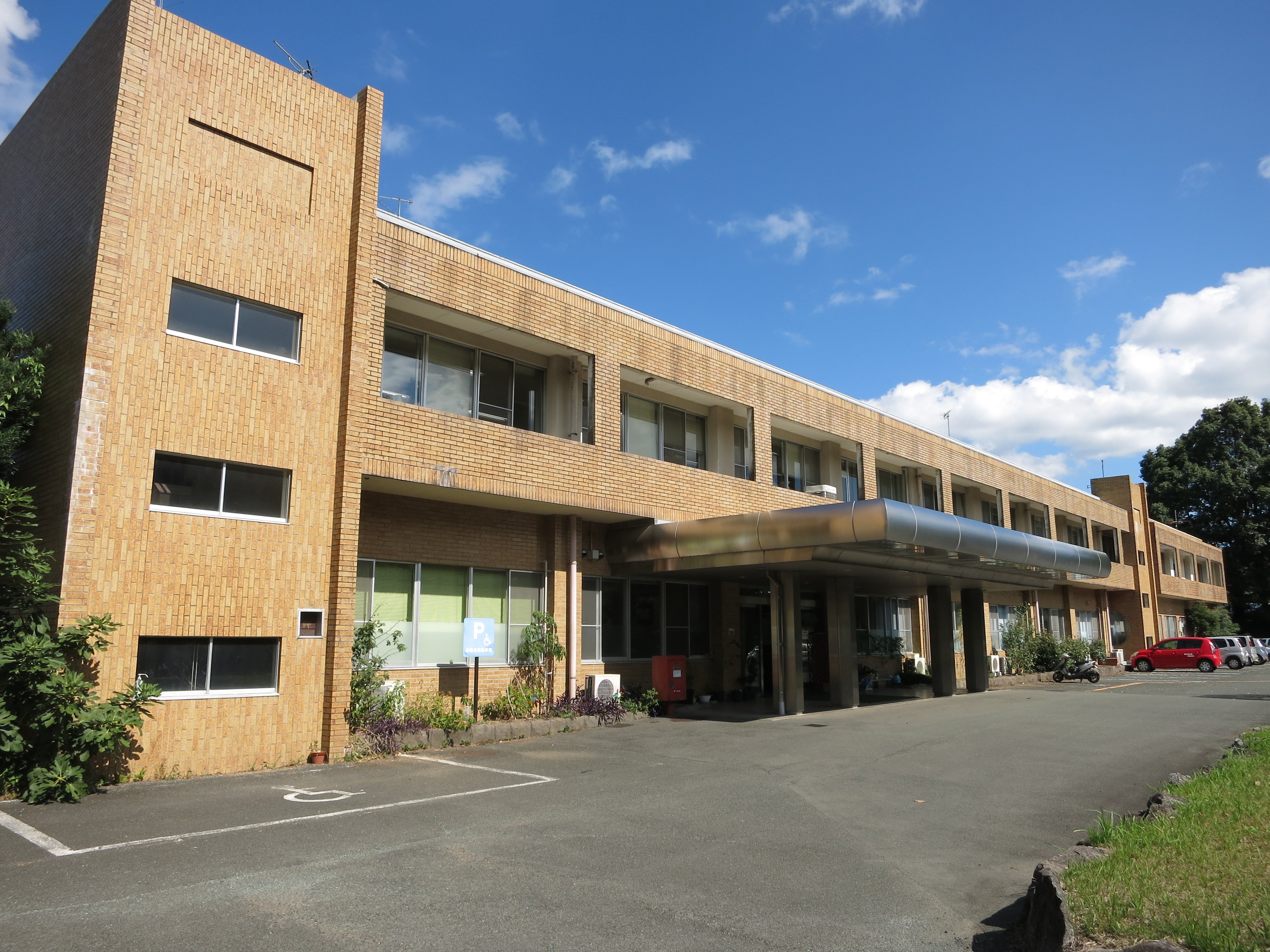
菊池病院
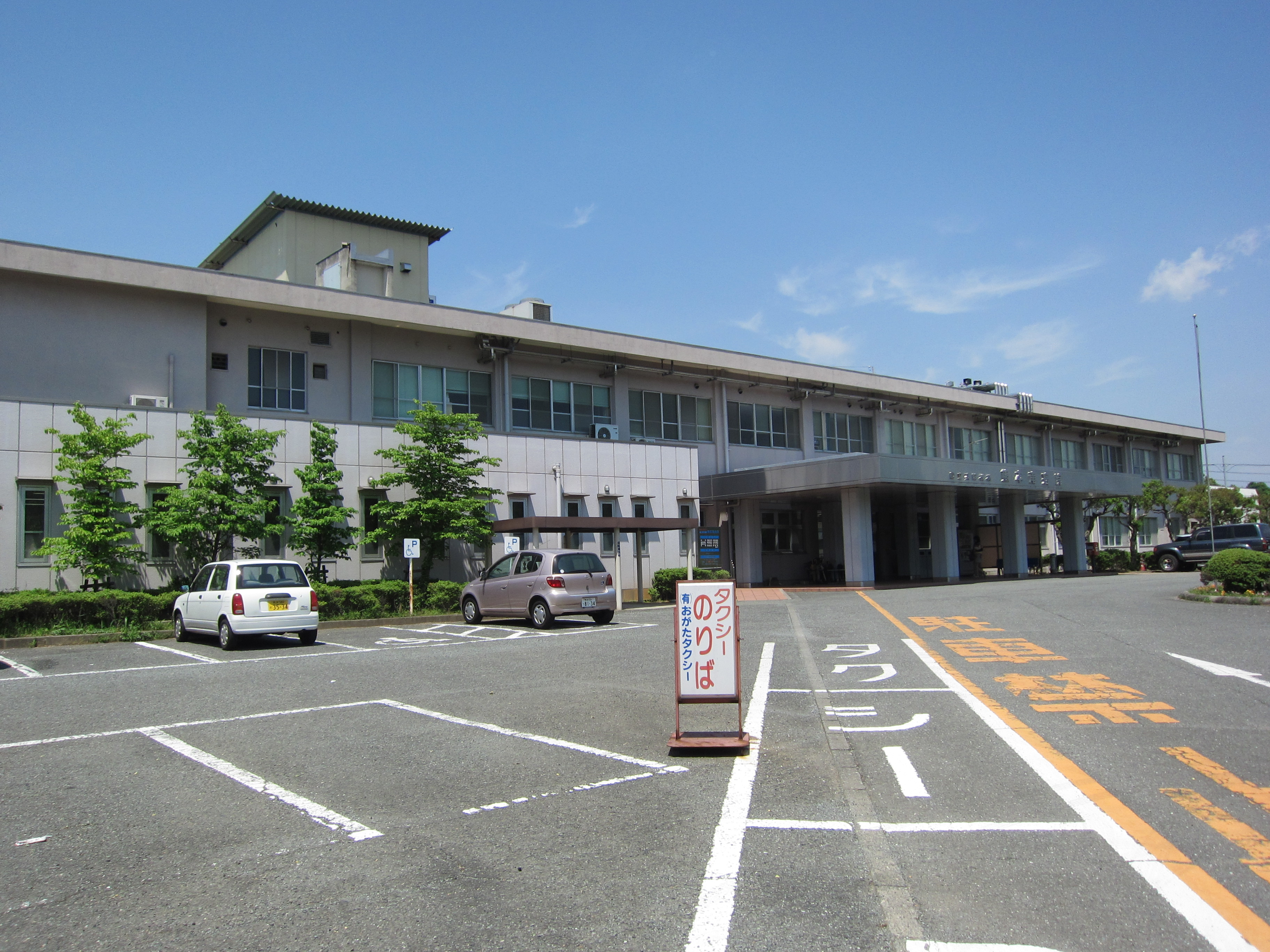
熊本南病院
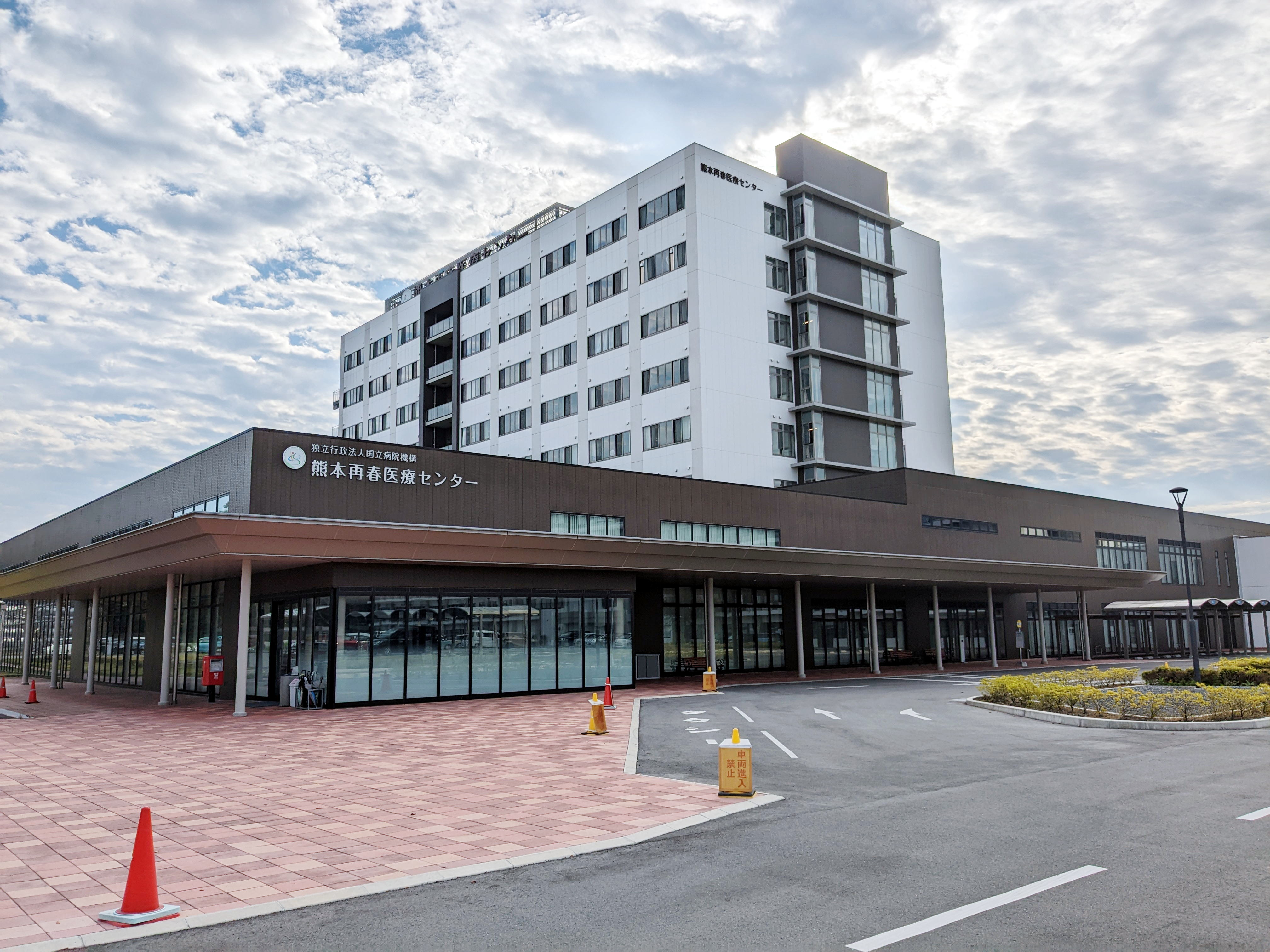
熊本再春医療センター
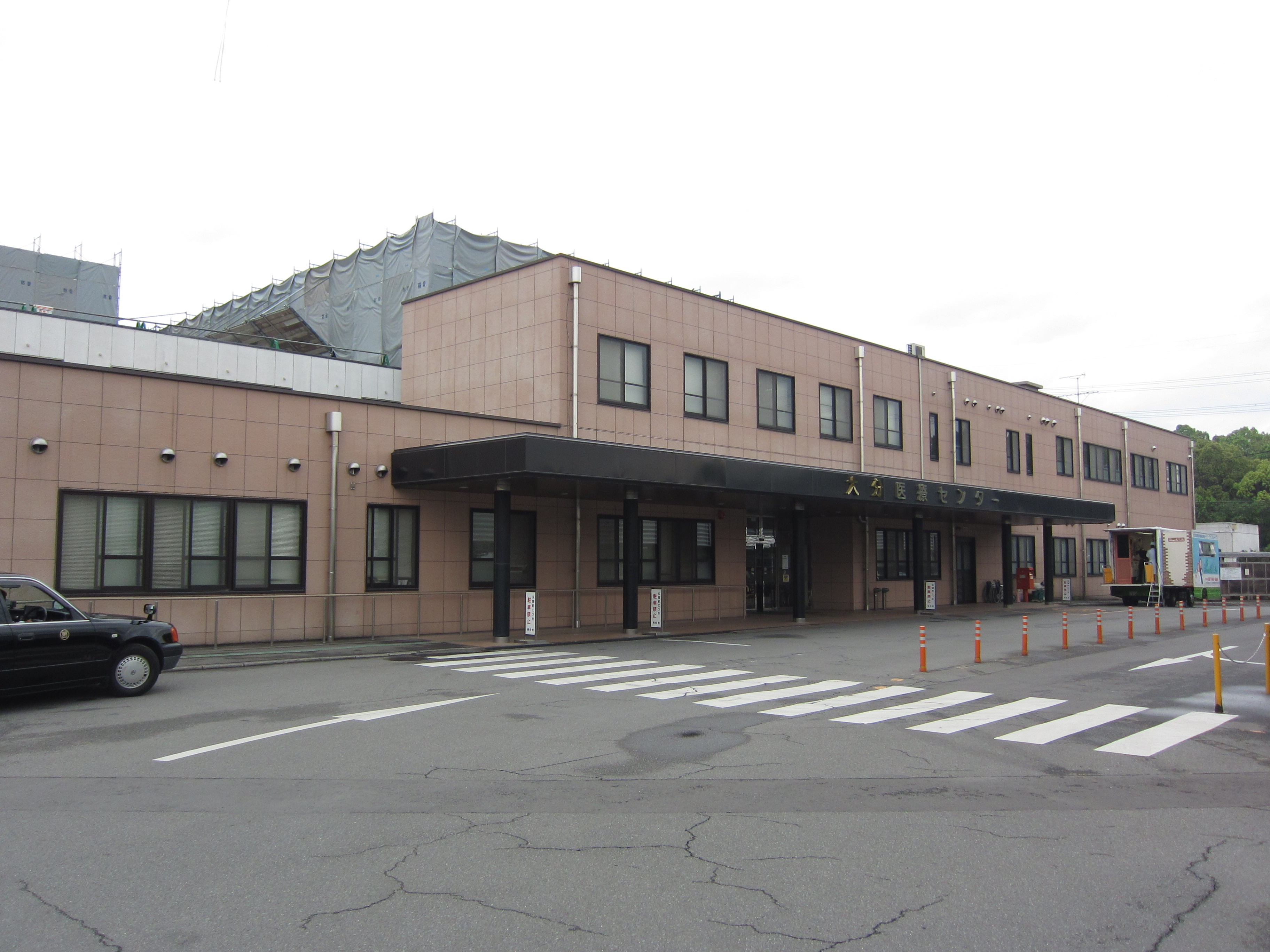
大分医療センター
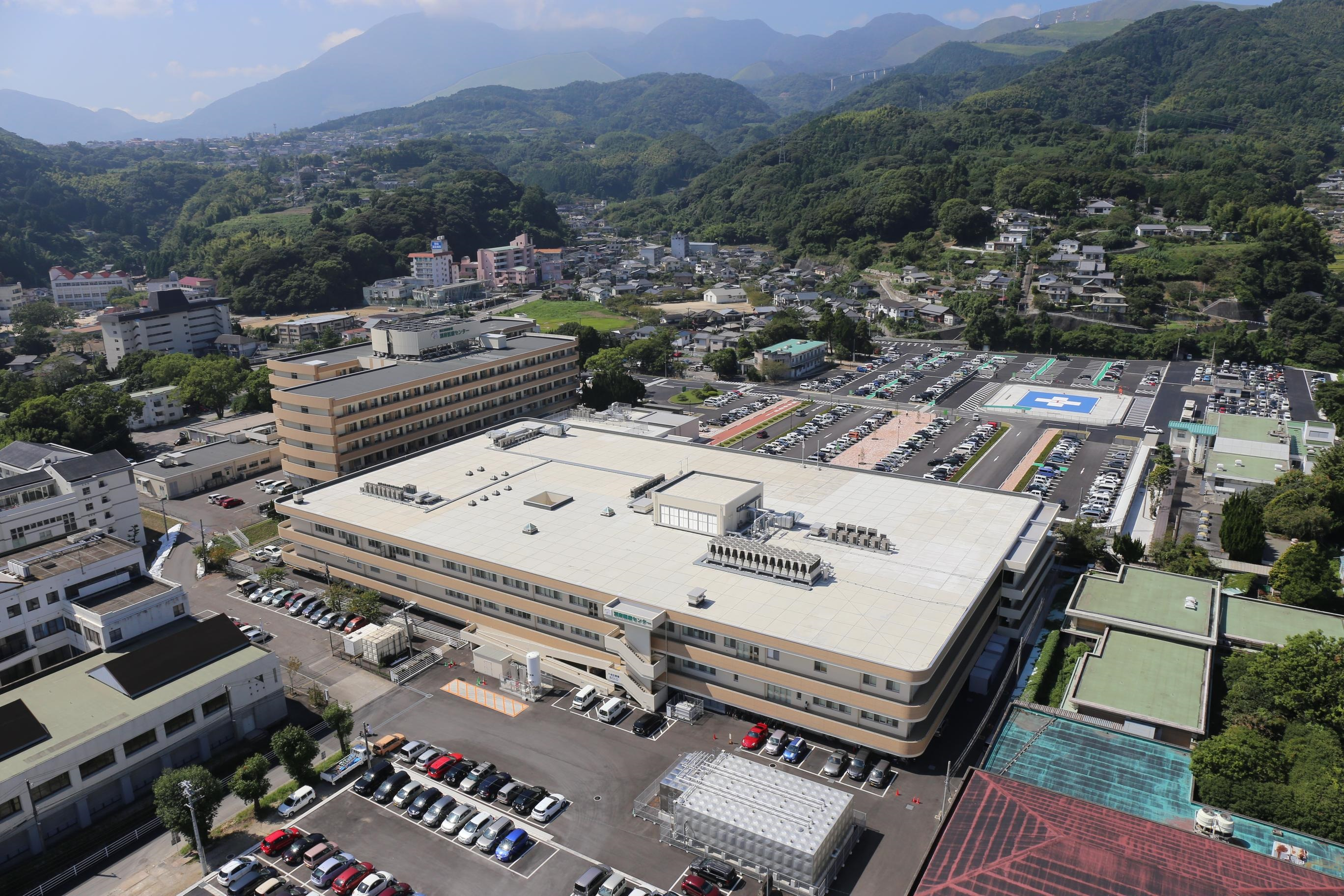
別府医療センター
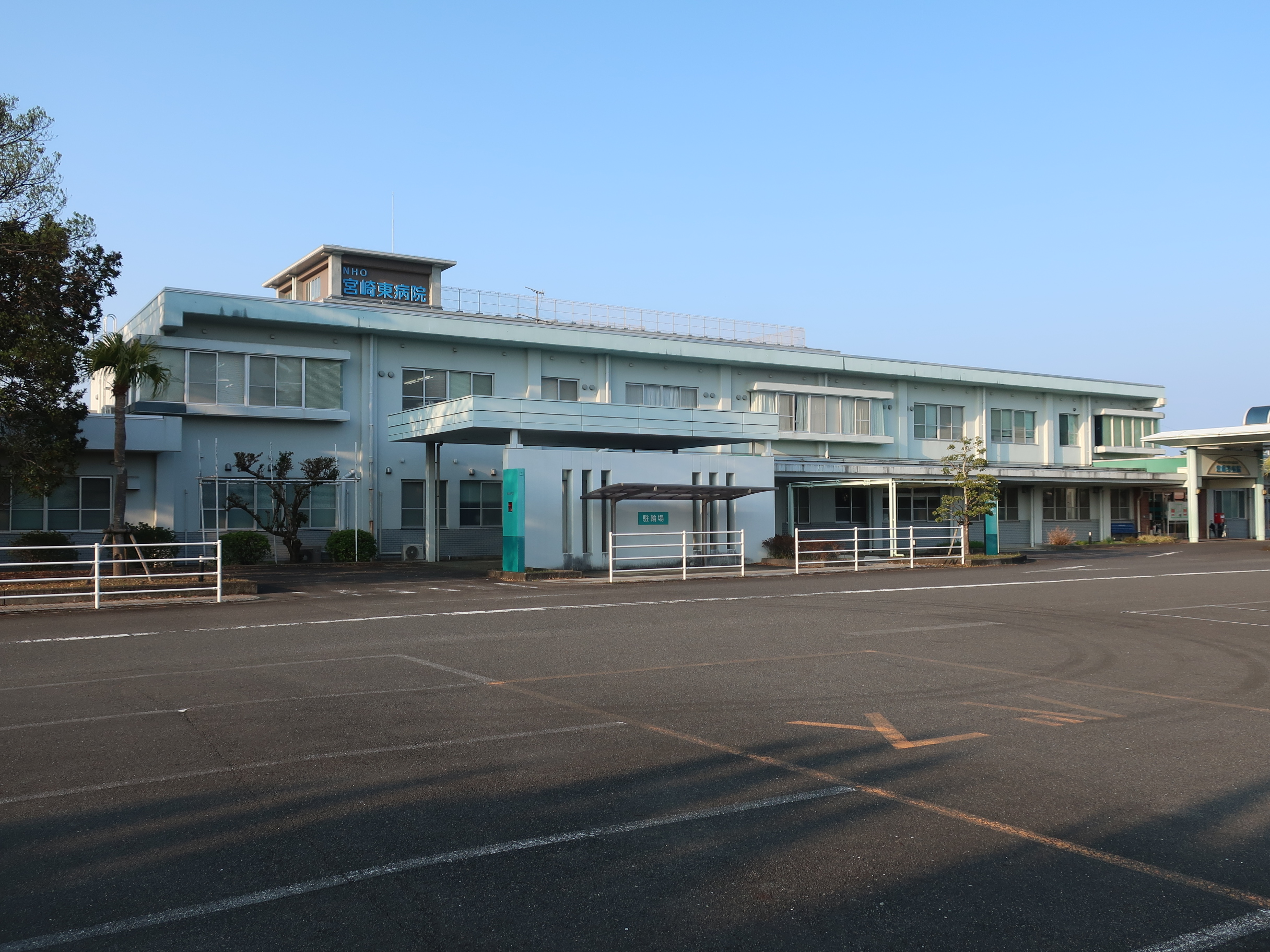
宮崎東病院
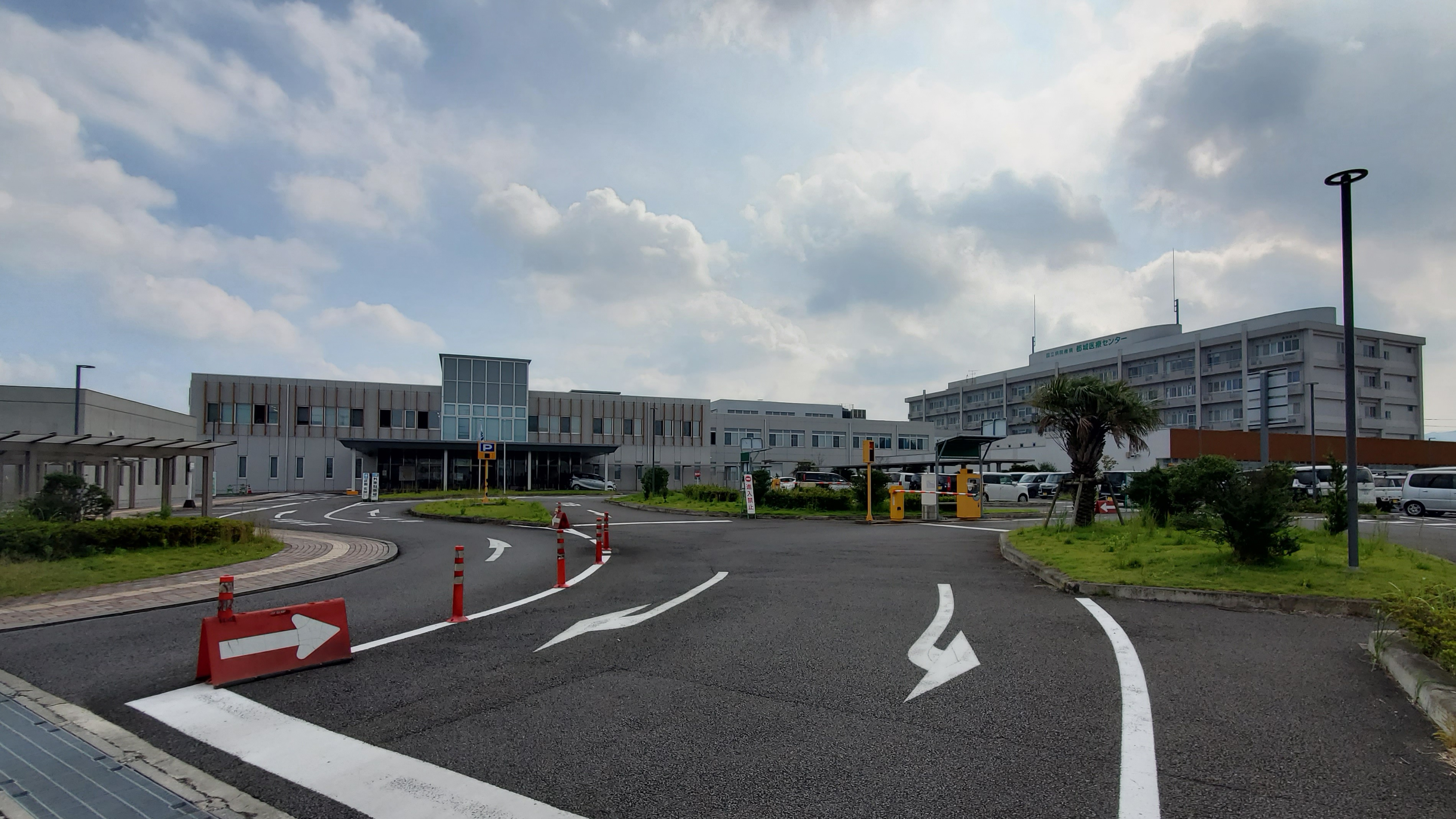
都城医療センター
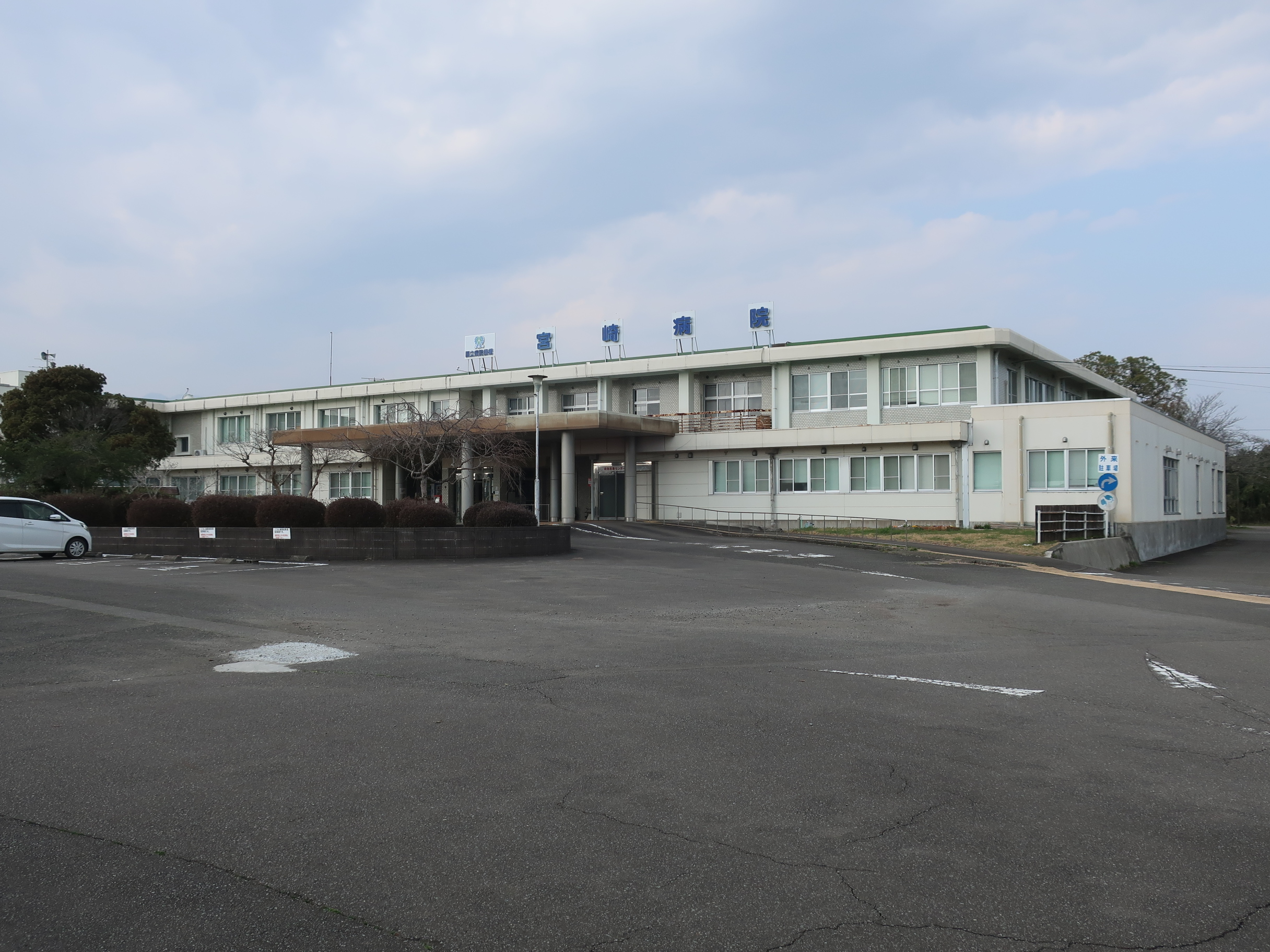
宮崎病院
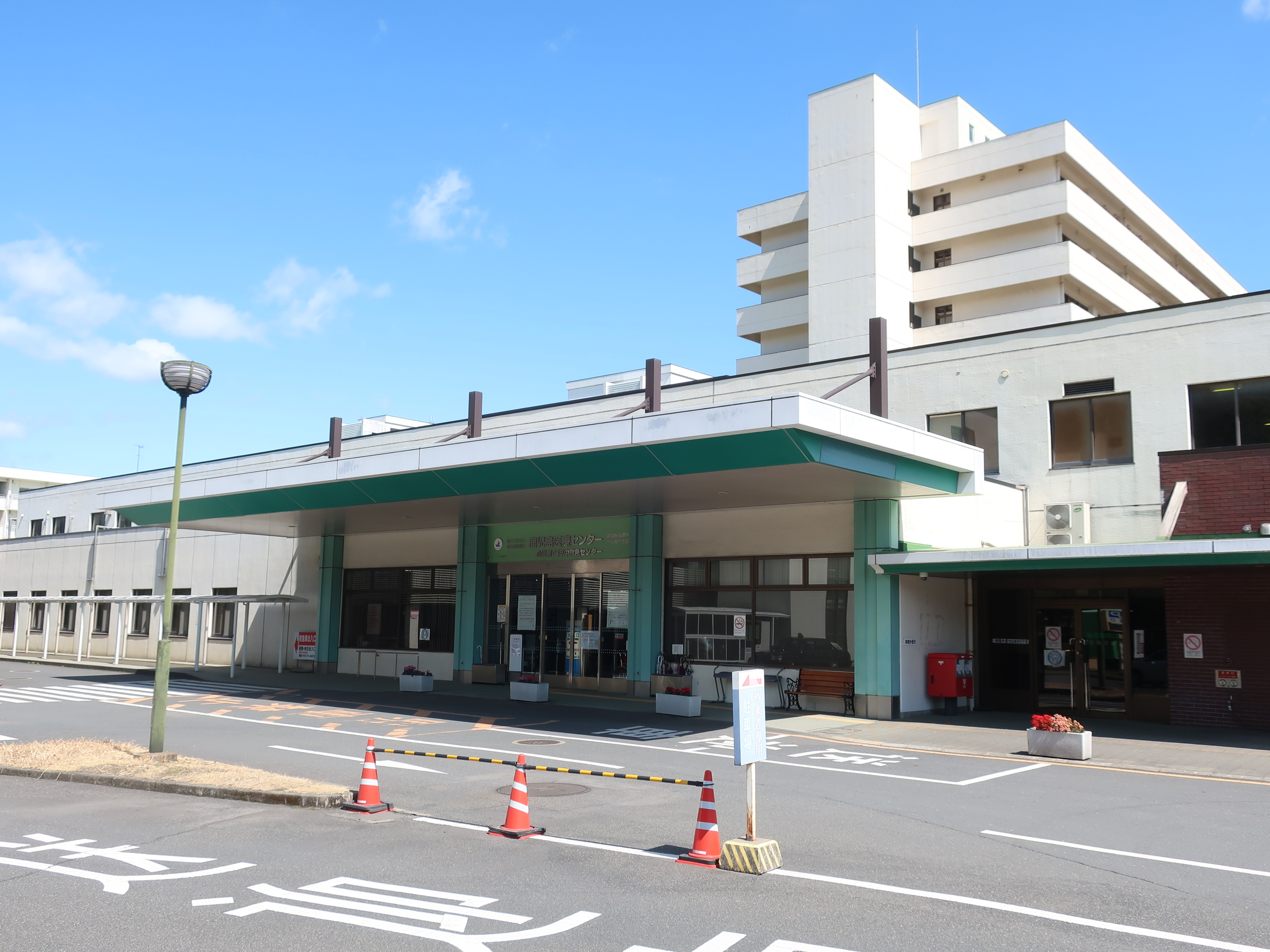
鹿児島医療センター
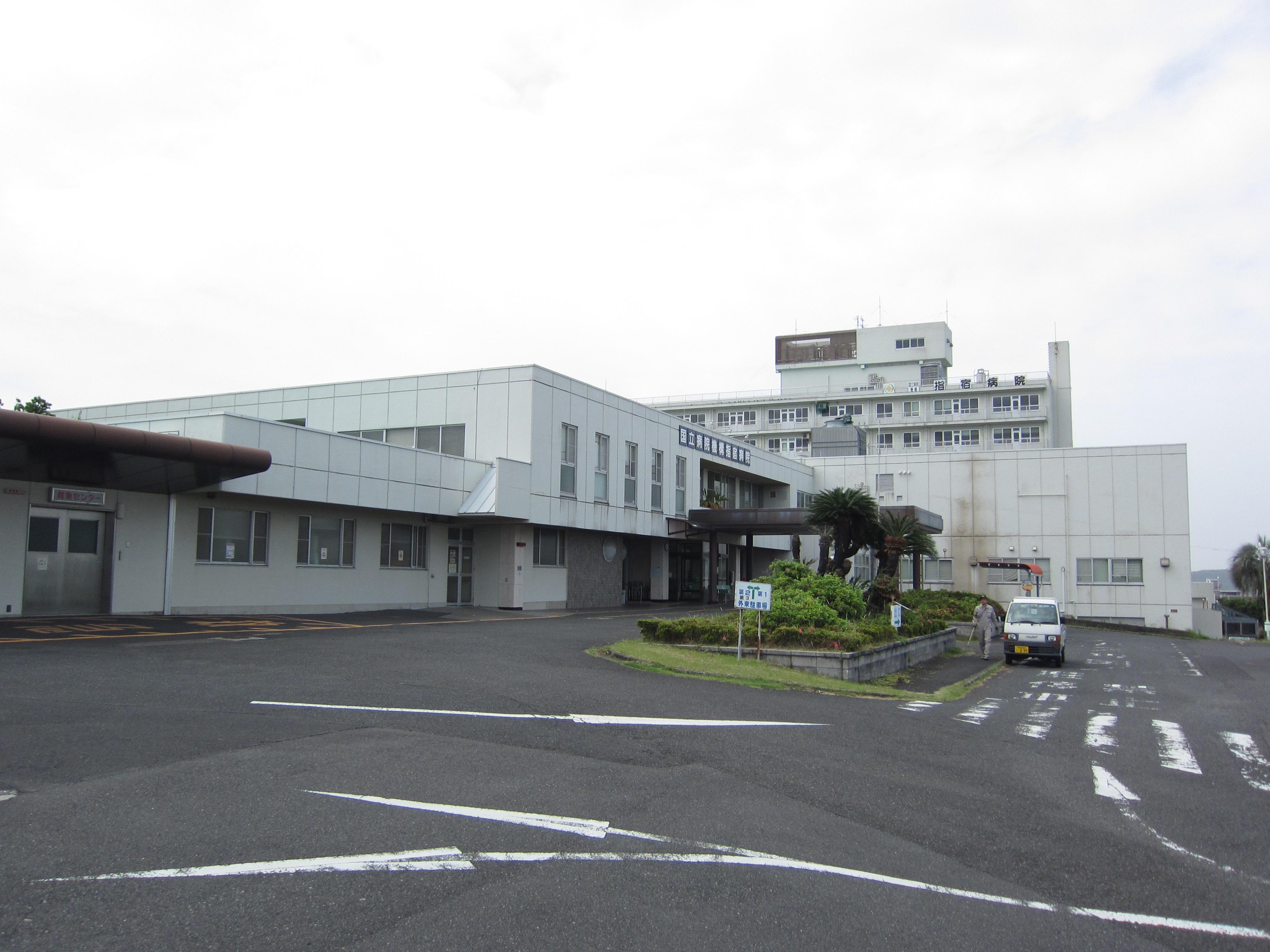
指宿医療センター
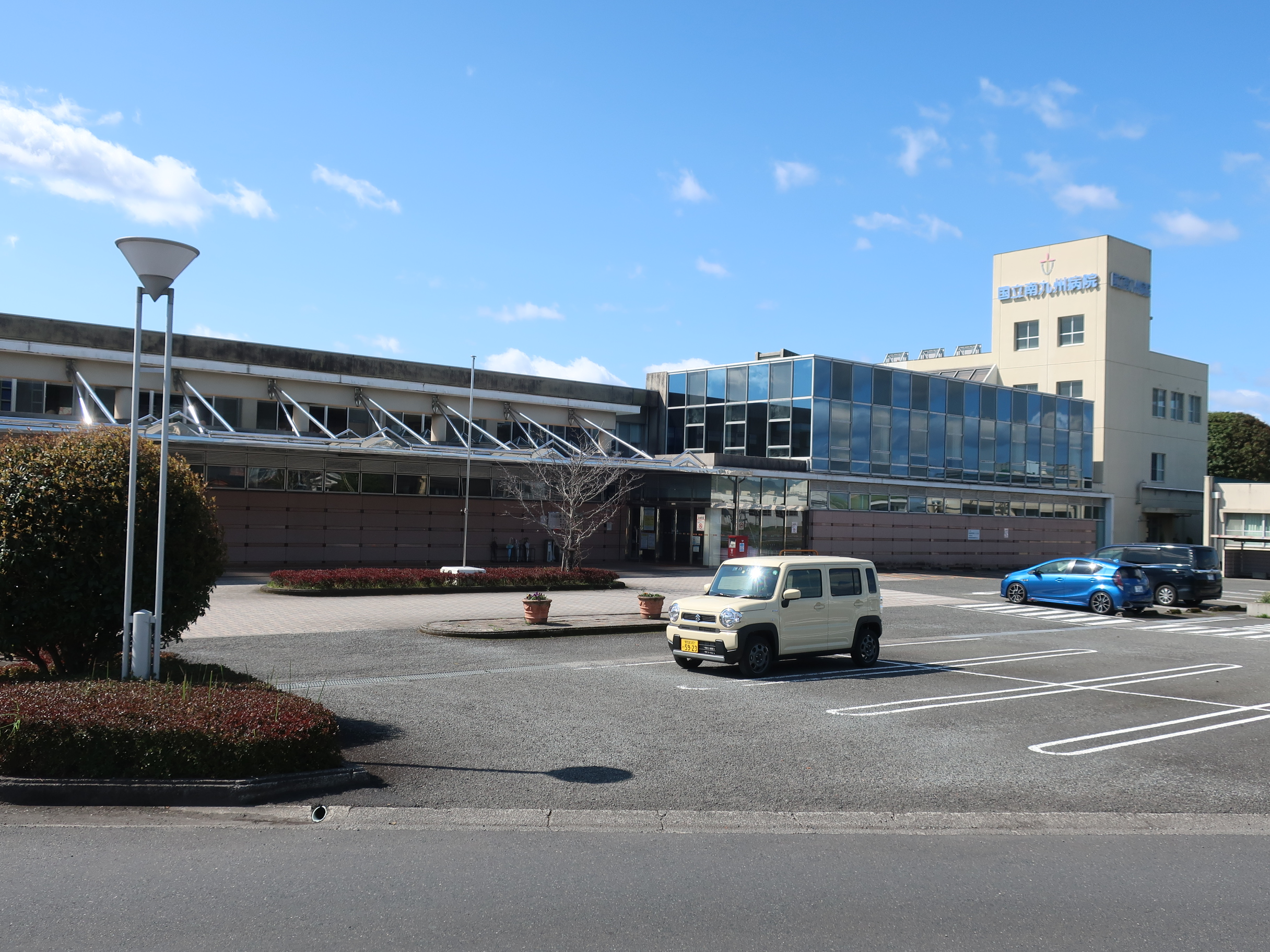
南九州病院
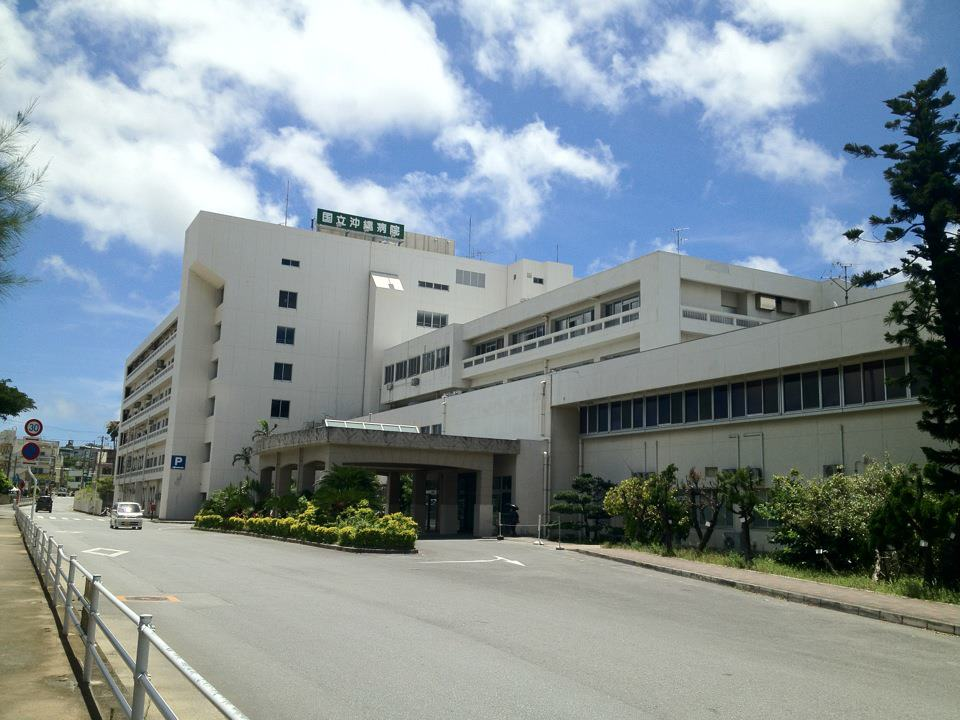
沖縄病院
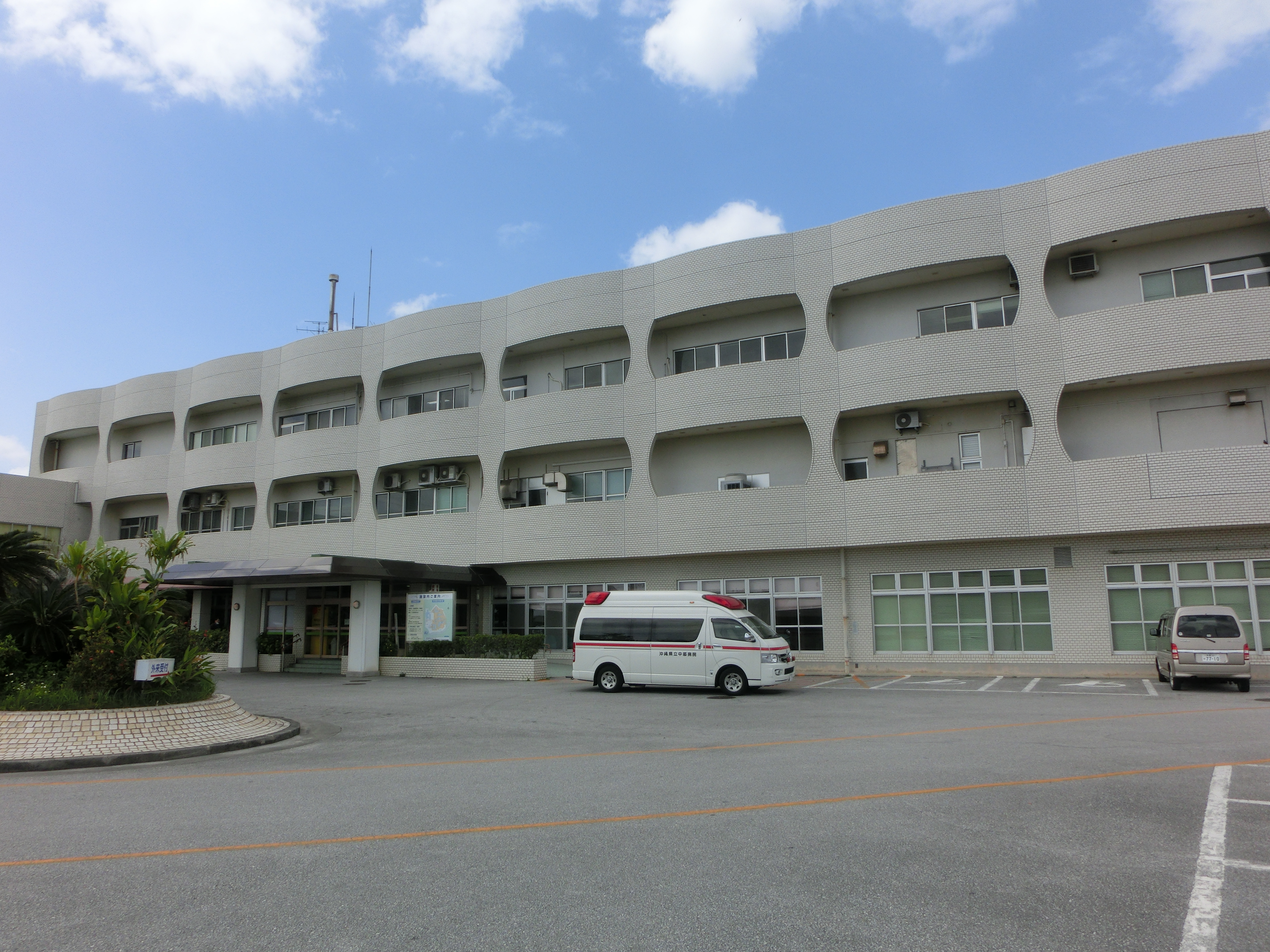
琉球病院

### 附属看護学校・看護助産学校
- 北海道医療センター附属札幌看護学校
- 弘前病院附属看護学校
- 仙台医療センター附属仙台看護助産学校
- 山形病院附属看護学校
- 栃木病院附属看護学校
- 高崎総合医療センター附属看護学校
- 西埼玉中央病院附属看護学校
- 千葉医療センター附属千葉看護学校
- 横浜医療センター附属看護学校
- 新潟病院附属看護学校
- 信州上田医療センター附属看護学校
- 金沢医療センター附属金沢看護学校
- 静岡医療センター附属静岡看護学校
- 豊橋医療センター附属看護学校
- 三重中央医療センター附属三重中央看護学校
- 京都医療センター附属京都看護助産学校
- 舞鶴医療センター附属看護学校
- 大阪医療センター附属看護学校
- 姫路医療センター附属看護学校
- 米子医療センター附属看護学校
- 浜田医療センター附属看護学校
- 岡山医療センター附属岡山看護助産学校
- 呉医療センター附属呉看護学校
- 岩国医療センター附属看護学校
- 四国こどもとおとなの医療センター附属善通寺看護学校
- 愛媛医療センター附属看護学校
- 高知病院附属看護学校
- 嬉野医療センター附属看護学校
- 熊本医療センター附属看護学校
- 別府医療センター附属大分中央看護学校
- 都城医療センター附属看護学校
- 鹿児島医療センター附属鹿児島看護学校

### 附属リハビリテーション学院
- 東名古屋病院附属リハビリテーション学院

※旧国立病院・療養所の附属学校、並びに独立行政法人化後に閉校となった附属学校の事務取扱（卒業証明の交付など）については、国立病院機構本部（東京都目黒区）が引き継いでいる。